# Primatiale Saint-Jean de Lyon
Pour les articles homonymes, voir Cathédrale Saint-Jean, Cathédrale Saint-Jean-Baptiste et Cathédrale Saint-Étienne.
Vous lisez un « article de qualité » labellisé en 2015.
La primatiale Saint-Jean-Baptiste-et-Saint-Étienne (dite aussi, plus simplement, cathédrale Saint-Jean) est le siège épiscopal de l'archidiocèse de Lyon. Elle a rang de cathédrale et de primatiale : l'archevêque de Lyon a le titre de primat des Gaules.
Elle est située dans le cinquième arrondissement de Lyon, au cœur du quartier médiéval et Renaissance du Vieux Lyon, dont elle est un des éléments marquants. Au Moyen Âge, elle faisait partie d'un complexe d'églises et d'autres bâtiments ecclésiaux, le groupe cathédral, qui comprenait entre autres les églises Saint-Étienne et Sainte-Croix, détruites à la Révolution, ainsi que l'actuelle manécanterie.
Originellement, l'église a été consacrée sous le patronage de saint Étienne, tandis que son baptistère était consacré sous celui de saint Jean-Baptiste, mais, comme cela est fréquent, le vocable du baptistère s'est ensuite appliqué dans la désignation courante. La première cathédrale dont l'existence est attestée, et que les sources de l'époque se contentent d'appeler maxima ecclesia, c'est-à-dire la « grande église », a été bâtie par Patient. La seconde, plus grande et datée du IXe siècle, est l'œuvre de Leidrade.
L'édifice actuel est un projet de longue haleine, porté dans sa conception par trois archevêques successifs au moment où l'architecture occidentale bascule du roman au gothique : Guichard de Pontigny envisage et entame la construction d'une église romane, Jean Belles-mains entame la transformation de l'édifice en un ouvrage gothique dont les ressorts techniques ne sont pas encore pleinement maîtrisés, enfin Renaud de Forez transforme le projet, grâce à l'évolution des savoir-faire, pour donner à la cathédrale son aspect actuel. La construction s'étale sur trois siècles, de 1175 à 1480. Le site contraint, entre colline et rivière, ainsi que les luttes politiques entre les différentes puissances régentant Lyon au Moyen Âge central, ont empêché la cathédrale de disposer d'un terrain aussi vaste et aussi favorable que ses concepteurs l'auraient souhaité. Par ailleurs, l'absence du savoir-faire particulier des bâtisseurs de cathédrale du Bassin parisien est une des causes de la relative modestie des dimensions et de l'ornementation de Saint-Jean.
Fortement endommagée par les guerres de Religion en 1562, puis par la Révolution française et le siège de Lyon en 1793, la primatiale est restaurée au XIXe siècle. Les premiers travaux sont assez modestes et fortement empreints de classicisme ; mais cette politique change vigoureusement avec l'arrivée d'un nouvel architecte, Tony Desjardins, qui donne un élan inédit à la restauration. De son point de vue, non seulement les travaux doivent rendre à l'église son aspect médiéval, mais cet aspect est à sublimer pour faire de Saint-Jean une « cathédrale idéale » reflétant l'esprit gothique du XIIIe siècle. Ces travaux de modification de l'aspect de la cathédrale comprennent un relèvement de la charpente et l'ajout de flèches. Devant les critiques virulentes, ils ne sont pas tous réalisés. Au XXe siècle, les travaux d'embellissement et de réparation se poursuivent, mais la guerre interrompt les travaux. En septembre 1944, le retrait des troupes allemandes s'accompagne de sabotages, qui touchent indirectement l'édifice, brisant la plupart de ses vitraux. La remise en état des verrières, puis des façades et de l'aménagement intérieur, constitue l’essentiel des actions menées durant la seconde partie du XXe siècle et le début du XXIe siècle.
La primatiale est classée monument historique depuis 1862. Outre cette protection, elle est intégrée depuis le 12 mai 1964 dans le premier secteur sauvegardé de France. Enfin, le 5 décembre 1998, elle a été reconnue patrimoine mondial au titre de sa localisation dans le site historique de Lyon.
Lieu de culte et de prière, la cathédrale est la première église de l'archidiocèse de Lyon, mais aussi une des églises paroissiales du Vieux Lyon. Elle est demeurée durant des siècles le lieu par excellence de l'expression du rite lyonnais, un des rites de l'Église catholique, notamment du fait de l'attachement du chapitre des chanoines à cette forme liturgique. Cette particularité locale vaut notamment à la primatiale d'avoir été la dernière cathédrale française à se doter d'un orgue (en 1841), et explique en partie la modestie de celui-ci.
C'est aussi un lieu touristique fort prisé, pour sa localisation, pour les animations particulières qui y sont organisées, notamment durant la fête des Lumières, mais également pour son horloge astronomique du XIVe siècle (restaurée en 2021).

## Titre et dédicace
| |  |  |
| Jean le Baptiste et Étienne, les deux saints à qui la primatiale est dédicacée. Icônes byzantines, coll. Musée national géorgien et Musée d'Art byzantin Antivouniotissa, Corfou. |  |  |

La cathédrale est dédiée à saint Jean-Baptiste, cousin de Jésus, prophète et martyr. Toutefois, sa dédicace complète est « Saint-Jean-Baptiste-Saint-Étienne », car elle reprend la dédicace de l'église voisine, ancien baptistère de la cathédrale et de la cité, dédiée à saint Étienne, l'un des sept premiers diacres, également martyr.
Elle est non seulement cathédrale, c'est-à-dire lieu de la cathèdre (siège de l'évêque), mais également primatiale des Gaules, ce qui signifie un rang métropolitain (aujourd'hui simplement honorifique) sur toutes les autres cathédrales de France des quatre provinces ecclésiastiques de 1079 (Lyon, Rouen, Tours et Sens). Cette prééminence est fondée sur l'ancienneté de l'adoption du christianisme à Lyon, sur le martyre de nombreux et célèbres chrétiens, ainsi que sur l'importance théologique des écrits de l'un d'entre eux, saint Irénée.
La primauté de Saint-Jean en tant que cathédrale de Lyon a été contestée, en particulier au Moyen Âge, par les bourgeois de la presqu'île, affirmant que Saint-Nizier est la première cathédrale dont la ville se soit dotée. Les documents l'affirmant, tous rédigés aux XIIe et XIIIe siècles, ont été pris comme témoignages historiques au XIXe siècle, alors qu'ils ne sont que les témoins d'une falsification au profit des habitants de la presqu'île cherchant à s'émanciper de la tutelle du chapitre.
Depuis le 20 décembre 2020, l'archevêque de Lyon est Olivier de Germay,,.

## Histoire

### Avant l'actuel édifice

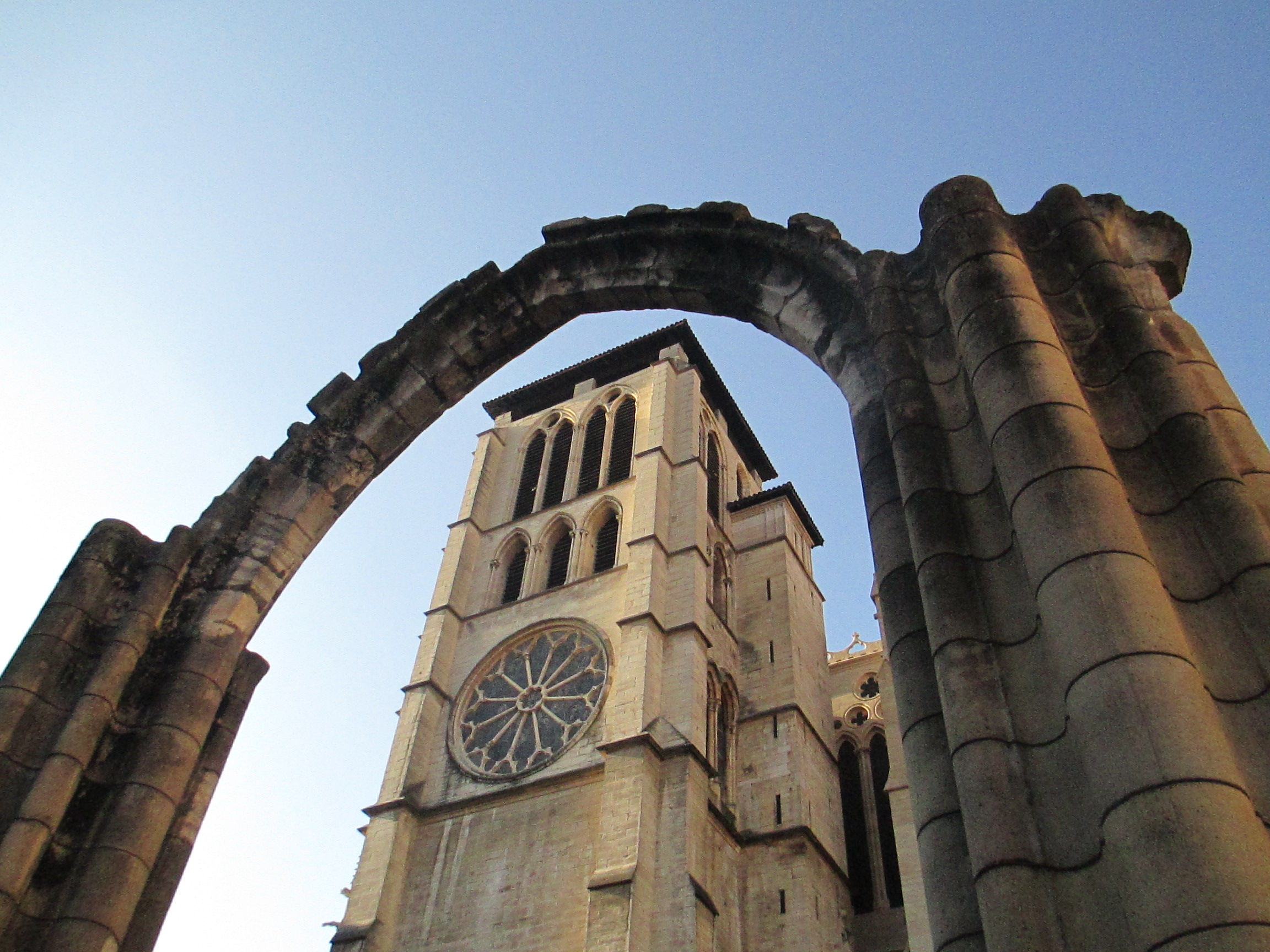
La cathédrale Saint-Jean vue à travers une des arches de l'ancienne église Sainte-Croix.

Le nom de « cathédrale », c'est-à-dire église de l'évêque, ne commence à être donné qu'au Xe siècle. Avant, si l'église d'un diocèse possède une prééminence particulière, les termes utilisés sont plutôt « domus divina » ou « maxima ecclesia ». C'est le cas à Lyon, qui est une des premières villes de Gaule équipées d'un tel édifice, avec Trèves, Tours, Auxerre ou Clermont.

#### L'édifice de Patient
La première « maxima ecclesia » est construite en 469 par Patient ou Patiens, évêque de Lyon entre 449 et 494, qui fait rénover l'église voisine Saint-Étienne ; il semblerait, d'après le témoignage de Sidoine Apollinaire, qu'elle était déjà dédiée à saint Jean-Baptiste, alors que son baptistère était dédié à saint Étienne. La « maxima ecclesia » est décrite ainsi : « L’édifice élevé brille, et il n'est déporté ni sur la gauche ni sur la droite, mais par le sommet de sa façade, il regarde le Levant au moment de l'équinoxe. […] Au bâtiment est joint un triple portique, fier de ses colonnes en marbre d'Aquitaine. À son imitation, un second portique ferme l'atrium, et l'espace central est enveloppé d'une forêt de pierre par ses colonnes éloignées. […] D'un côté, c'est le bruit de la route, de l'autre, c'est la Saône qui fait écho… ». Cette église est détruite ou du moins fortement endommagée par les invasions sarrasines entre 725 et 737.

#### L'église de Leidrade

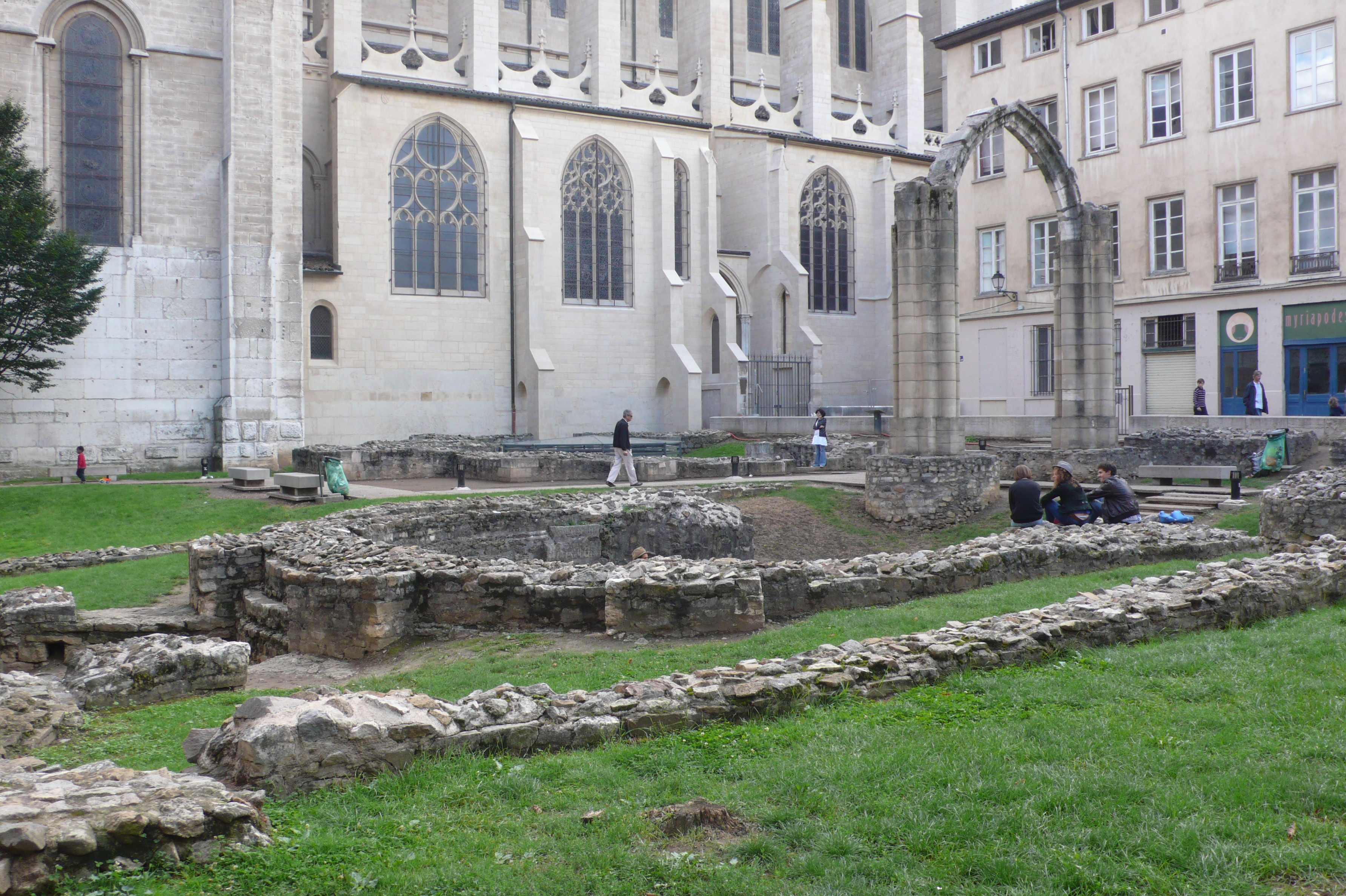
Vestiges de l'église Sainte-Croix dans le jardin archéologique Girard Desargues.

Une nouvelle église est bâtie par Leidrade, dernier évêque de Lyon au début du IXe siècle. Ce nouvel évêque, bavarois, est nommé expressément par Charlemagne pour restaurer une Église en déshérence, dont lui-même dit, dans un courrier adressé à l'empereur : « cette Église s'était alors trouvée appauvrie sous bien des aspects, spirituellement comme matériellement, dans ses célébrations, ses bâtiments et toutes les autres responsabilités de son clergé ». Leidrade s'attaque aux deux chantiers qu'il juge prioritaires : tout d'abord, dans la lignée du cinquième concile d'Aix-la-Chapelle (817) réglant certains aspects de la vie des religieux, à la formation du clergé cathédral ; d'autre part, à la restauration ou la reconstruction des édifices religieux. En priorité, il faut rebâtir la « maxima ecclesia ». Une des actions que l'évêque mène est particulièrement parlante sur l'état du culte lyonnais avant son arrivée : il fait bâtir une palissade (« maceria ») autour de son église, afin que les animaux n'y pénètrent pas. Leidrade en dit : « maximam ecclesiam que est in honorem sanctis Johannis Baptistea novo operuerim et maceria ex parte erexerim ».
Les textes médiévaux et les fouilles récentes indiquent un édifice assez important pour les techniques architecturales d'alors, doté d'une nef de probablement plus de dix mètres de largeur. Il était cependant tout entier contenu dans l'actuelle cathédrale. Il est probable que c'est à cette époque que le baptistère, tombé en désuétude depuis que le baptême est donné essentiellement à des enfants, est remplacé par l'église Saint-Étienne, que Leidrade restaure également.
Sous Leidrade, grâce au concours de Charlemagne, la cathédrale s'enrichit de reliques des saints Cyprien (évêque de Carthage), Spérat (un des martyrs scillitains) et Pantaléon de Nicomédie (médecin à la cour de l'empereur Maximien) ; enrichie matériellement, la « grande église » gagne surtout un prestige spirituel considérable. Devenant de ce fait une église du peuple, elle se fait iconographique, afin de transmettre l'Évangile par la décoration, de manière pédagogique. Ces décorations consistent en de nombreuses et vastes mosaïques, la plupart réalisées sous Agobard.
L'édifice carolingien de Leidrade reçoit un clocher au XIe siècle, offert par le doyen Fredaldus, mais le doute subsiste aujourd'hui quant à sa nature : clocher-porche ou tour de croisée. Entre 1064 et 1083, le doyen Richo conduit la réfection du toit et la consolidation d'un mur qui est doublé. Enfin, l'église désormais nommée « cathédrale » est décorée d'autres mosaïques (sur le sol de l'abside) et de plaques de marbre (sur les bancs du clergé) par l'archevêque Gaucerand.

### Construction de la cathédrale actuelle
La cathédrale actuelle s'élève sur l'emplacement de l'ancien complexe épiscopal d'époque mérovingienne dont les historiens modernes ont pu se faire une idée assez précise grâce aux écrits de Sidoine Apollinaire et aux fouilles menées sur le site lui-même.

#### L'emplacement de l'édifice: une source de conflits

Plan du complexe épiscopal mérovingien.

Un conflit entre l'archevêque et le chapitre éclate au moment de la construction de la nouvelle cathédrale : les chanoines ont élu comme archevêque Dreux de Beauvoir, clunisien. Le pape Alexandre III impose alors à Lyon un cistercien, Guichard de Pontigny. Tout oppose les deux hommes : l'un est rallié à l'empereur et à l'antipape Victor IV, l'autre est l'homme du pape ; le premier aime le faste et la liturgie pompeuse de Cluny, l'autre l'austérité bernardine ; Dreux est issu du chapitre lyonnais et fait tout pour le favoriser, Guichard est au contraire envoyé par le pontife pour réformer le chapitre et lui redonner une simplicité plus proche de sa vocation initiale.
L'extension programmée de la cathédrale doit logiquement se faire à l'ouest, du côté de la colline, pour plusieurs raisons. Tout d'abord, le terrain du côté de la Saône, à l'est, est en pente descendante vers la rivière et ne se prête guère à l'établissement d'une vaste plateforme qu'il faut nécessairement remblayer. Plus grave, ce terrain oriental n'est composé que d'alluvions déposées par la rivière le long du mur de protection construit au IVe siècle, et accumulées là depuis huit cents ans ; c'est donc un terrain sans assise rocheuse et peu stable. Ensuite, ces terres ne sont pas entièrement vierges, car elles sont empruntées par une voie de communication nord-sud, qu'un bâtiment plus vaste couperait. Enfin, le déplacement vers l'est entraîne celui du sanctuaire, dont l'emplacement est généralement fixé à demeure dans une église catholique, même en cas de reconstruction. Mais le chapitre s'oppose à cette extension prévue à l'ouest par Guichard. Si les raisons officieuses sont évidentes (conflit ouvert du chapitre avec un archevêque qui déplaît), elles ne peuvent être officiellement déclarées. Un atrium gallo-romain est situé sous l'actuel parvis. Cette cour à portique, dont restait au XIIe siècle la galerie orientale, passe alors pour avoir eu à l'époque paléo-chrétienne une fonction funéraire. Les chanoines, se fondant sur cette présence de tombeaux chrétiens, avaient choisi de se faire enterrer là. Ils décrètent en conséquence qu'il est impossible de construire la nouvelle cathédrale plus à l'ouest.
Afin d'apaiser les tensions, mais aussi d'éviter toute contestation ultérieure du chantier de la cathédrale, Guichard de Pontigny fait construire la chapelle Saint-Thomas en 1192 au sommet de Fourvière. Celle-ci, si elle a pour vocation première la dévotion à Thomas Becket, se voit également attribuer une fonction honorifique d'ensevelissement des chanoines ne pouvant être enterrés ailleurs. Ainsi, toute contestation de l'emplacement de la primatiale par des chanoines voulant se faire inhumer à l'emplacement de l'actuelle façade se voit vouée à l'échec.
Par ailleurs, Guichard se soumet à l'étiquette en acceptant la construction d'un édifice somptueux, richement décoré, ainsi que l'exige sa position d'archevêque d'un diocèse aussi important. Mais, fidèle à son idéal cistercien de simplicité et de pauvreté, et sur le modèle de ce qu'avait conseillé Saint Bernard à Eugène III, il se fait aménager une pièce, qu'il appelle « chambre cistercienne », où il retrouve le dépouillement qu'il a connu durant sa vie monacale.

#### La construction du chevet, prouesse technique et difficultés

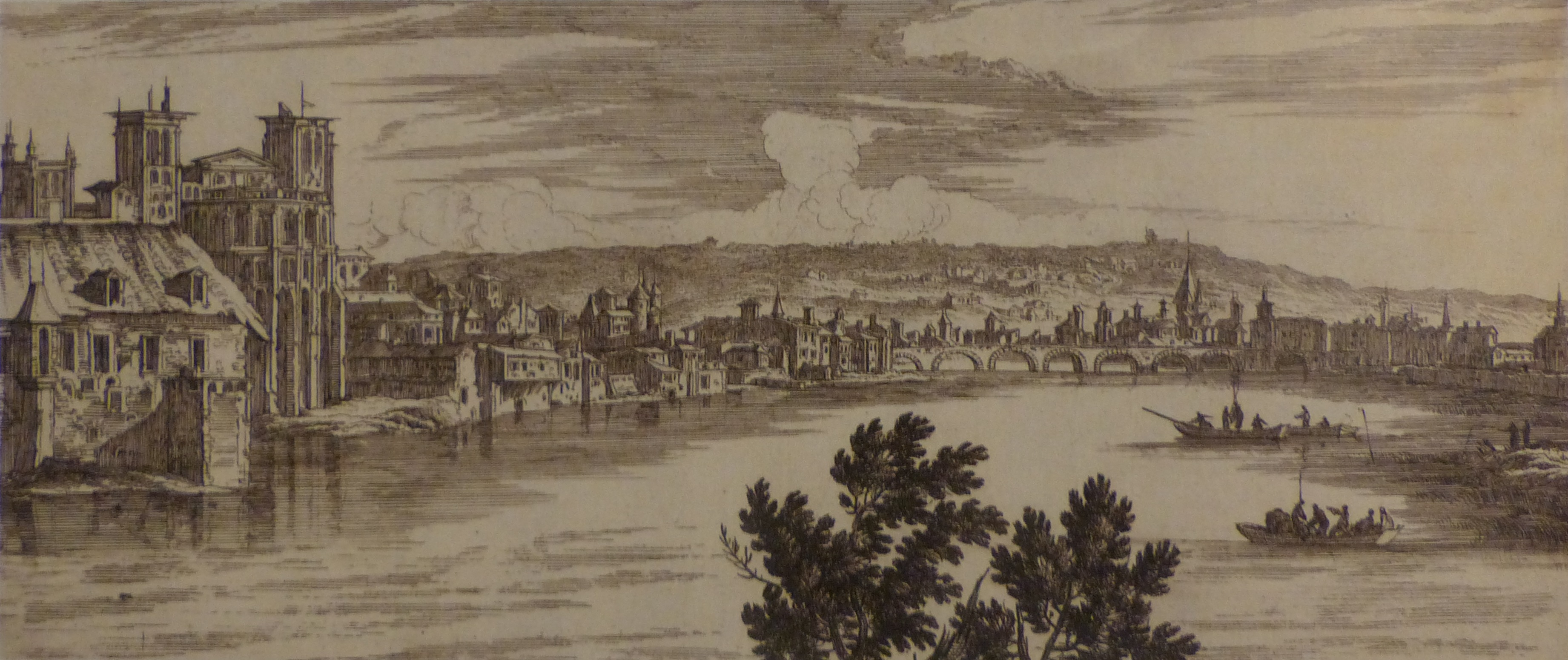
Gravure de Nicolas Langlois, montrant Lyon à la fin du XVIIe siècle. La très faible distance entre le chevet de la cathédrale et la Saône y est bien visible. Coll. Musées Gadagne.

Guichard accepte donc le déplacement du chantier et ses nouveaux impératifs techniques : le chevet de la nouvelle église est situé à une vingtaine de mètres plus à l'est que l'ancien. Juridiquement, par contre, ce décalage ne présente aucune difficulté : en effet, les terrains gagnés sur le fleuve, nommés « créments » ou « lônes », relèvent juridiquement de la puissance publique. Or celle-ci est représentée par l'archevêque, en vertu de la bulle d'or de 1157. En 1175, l'opération de renforcement de la berge, très coûteuse, est lancée : il s'agit de renforcer le terrain instable par des pieux plantés dans les alluvions, afin d’accueillir le nouveau chevet, construit en réutilisant les grandes pierres de choin provenant du forum romain.
La construction de la nouvelle cathédrale est un chantier complexe : en effet, elle doit être effectuée tout en maintenant en permanence le culte dans la cathédrale existante. Au fur et à mesure, l'ancien édifice est donc déposé pendant que le nouveau est élevé sur le même emplacement (ce qui est appelé chantier homotopique). Le processus est à ses débuts facilité par la largeur de la nouvelle cathédrale, qui englobe complètement l'ancienne. Dans un second temps, lorsqu'il s'agit d'élever les colonnes supportant la structure, et notamment dans la nef, en revanche, la cathédrale présente durant le chantier un aspect hybride, résultant de la juxtaposition des deux bâtiments sur un seul site. La cathédrale en chantier, malgré son inachèvement, accueille toutefois le premier et le deuxième concile de Lyon en 1245 et 1274, le couronnement de Jean XXII en 1316 ; entre 1244 et 1251, elle est l'église du pape (alors Innocent IV), qui demeure à Lyon durant près de sept ans.
La construction de la cathédrale, d'ailleurs, est ralentie par le manque de ressources mais également par le conflit latent entre archevêché et chapitre, et dure tout le XIIIe siècle. Par exemple, la tour nord du transept, dite « Saint-Thomas », est construite en priorité car les chanoines ont besoin des cloches qu'elle abrite pour marquer leurs temps de prière quotidiens. Aussi les chanoines pèsent-ils de leur influence et de leur financement pour qu'elle soit bâtie dès l'épiscopat de Pierre de Savoie (1308-1322). La tour sud, dite « de la Madeleine », privée de ce financement et de cette réclamation, n'est terminée qu'un siècle plus tard, et elle ne comporte pas de cloche.
Des accidents ont également lieu. Le différentiel de résistance entre le terrain renforcé, mais encore trop meuble, et les assises pierreuses du quartier ancien, provoquent une catastrophe à une date inconnue, durant la première moitié du XIIIe siècle : sous le poids des choins, le terrain s'affaisse : le chœur est brisé, l'abside pivote vers le sud en arrachant les maçonneries, et la fracture remonte jusqu'au clair-étage du chœur et à la croisée du transept. Des réparations entreprises immédiatement permettent de sauver la rose orientale, mais le choc est tel que les murs des chapelles latérales, épais d'un mètre quarante, sont brisés. Cet accident et cette faiblesse du sol nécessitent encore des réparations au XVe siècle et jusqu'en 1989.

#### Les matériaux utilisés

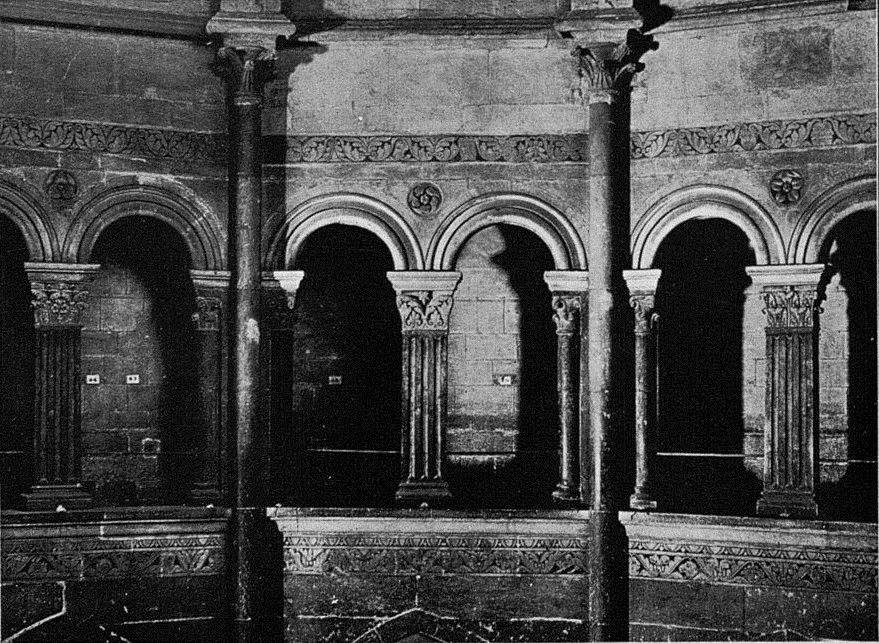
Photographie de Lucien Bégule montrant le triforium roman de l'abside, entouré des deux frises bichromatiques.

Les pierres utilisées aux débuts de la construction sont des choins, pris directement sur les édifices romains (en particulier le forum, le théâtre et l'odéon) et descendus de la colline de Fourvière par la montée du Gourguillon. Les Romains les avaient, quant à eux, extraits de carrières situées dans le sud du Jura.
Ces très grosses pierres constituent le chœur et le chevet de la cathédrale. Pour des raisons à la fois techniques et esthétiques, le choin monte à des hauteurs variables : dans l'abside, jusqu'au rouleau inférieur de l'arc des lancettes, mais parfois jusqu'à la ligne des clefs de celles-ci ; dans les chapelles et sur le mur oriental du transept, jusqu'à la hauteur de l'appui des verrières. Face à l'épuisement des ressources antiques, d'une part, et au changement de style imposé par Renaud de Forez, d'autre part, la pierre de Lucenay, extraite dans les Monts d'Or, est employée : il s'agit d'un calcaire de dureté moyenne, mais qui durcit avec le temps. Ces pierres sont chargées près d'Anse sur des bateaux qui descendaient la Saône et déchargeaient au sud du cloître cathédral. Quelques zones présentent des pierres provenant de carrières plus méridionales, tirées des ruines romaines ; et, plus rarement encore, quelques pierres dorées sont incorporées au bâti.
Le choix de ces carrières répond bien sûr à une logique de simplicité — aller chercher les matériaux les plus solides et les plus faciles à amener au chantier — mais aussi à certains intérêts : en effet, les sites gallo-romains comme la carrière de Lucenay sont propriétés du chapitre cathédral, qui a pu peser dans le choix des pierres à utiliser. Mais le réemploi de pierres va plus loin : certaines des pierres utilisées pour construire le chevet de la cathédrale sont des pierres empruntées à la maxima ecclesia qui a précédé l'actuel édifice. Dans certains autres cas, les pierres de l'église de Leidrade sont utilisées pour la construction de la manécanterie.
Aux débuts de la construction, c'est un édifice roman qui est envisagé par Guichard de Pontigny. En conséquence, le choin est poli et non taillé, technique appréciée dans l'architecture romane mais considérée comme obsolète à l'époque du gothique. Ces pierres sont utilisées dans le chœur jusqu'au niveau du triforium, mais dans le transept et les murs gouttereaux des premières travées des bas-côtés, seulement jusqu'à une hauteur de quatre mètres. Les quatre piliers d'angle de la croisée du transept sont en choin jusqu'au niveau du clair-étage. Au même moment, la construction est amorcée côté ouest, sur la future façade de l'édifice, qui est située un peu plus à l'ouest que la façade existante. Mais ce chantier avance logiquement beaucoup plus lentement, et le choin est abandonné alors que les éléments construits (quatre piles) ne sont construites que sur environ deux mètres. L'exception est la pile engagée du bas-côté sud, construite jusqu'au chapiteau en choin, afin d'assurer un contreventement efficace du cloître qu'elle jouxte (c'est-à-dire à l'emplacement de l'actuelle manécanterie).

#### Le passage du roman au gothique

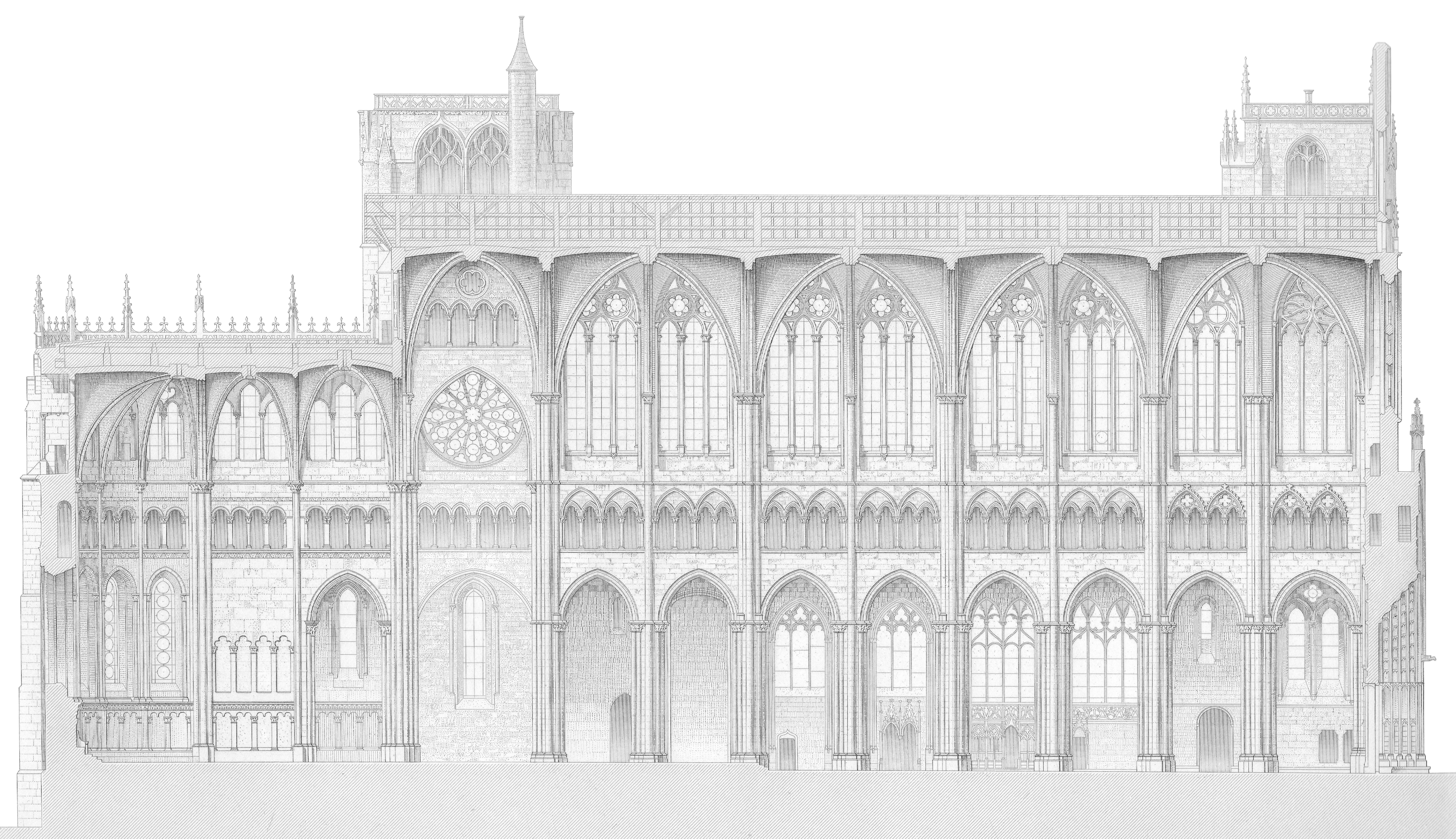
Coupe longitudinale dressée par Tony Desjardins montrant l'intérieur de la primatiale. Les différentes époques, du chœur vers la façade, c'est-à-dire de gauche vers la droite, y sont bien visibles.

Si le premier archevêque (Guichard de Pontigny) qui mène le chantier a prévu un édifice roman, ses successeurs Jean Belles-mains et Renaud de Forez décident de construire un édifice gothique. Le premier s'inspire des modèles poitevins et angevins, le second des cathédrales gothiques de Genève et de Lausanne. La future cathédrale Saint-Jean s'adapte donc en cours de réalisation. Au moment de la transition, le sanctuaire est élevé, mais pas encore voûté, sauf les chapelles latérales du chœur. En effet, les constructeurs de l'édifice roman ont procédé par étapes : élevant les murs du sanctuaire jusqu'à la hauteur des premières baies, ils abandonnent ensuite cette partie de l'église pour travailler sur la chapelle méridionale du chœur, bâtie jusqu'à la voûte ; ensuite, c'est le tour de la chapelle septentrionale d'être réalisée. Il semblerait que la raison de ces changements ne soit pas d'abord constructive (attendre que le jeu des éléments s'atténue par tassement pour stabiliser la construction) mais plutôt liturgique, la chapelle du sud ayant une importance particulière.
L'ancien évêque de Poitiers Jean Belles-mains préside aux travaux de voûtement des chapelles ainsi qu'à la mise en place de la galerie du triforium, toujours de style roman, qui passe au-dessus de l'abside, du chœur et des deux chapelles adjacentes. C'est alors que sont déployées les premières croisées d'ogives et que le choin fait place à la pierre de Lucenay : l'ogive est déployée pour la première fois dans les chapelles, mais la technique n'en est pas encore maîtrisée : les voûtains ne s'appuient pas sur les ogives, celles-ci traversent la maçonnerie et dépassent dans les combles. Une des hypothèses justifiant ces procédés de construction mal maîtrisés serait que Jean, évêque de Poitiers, aurait amené avec lui lors de sa nomination à Lyon des artisans et maîtres ayant l'habitude de travailler selon les procédés en vigueur en Poitou et en Anjou. Or, la cathédrale de Poitiers est de style gothique angevin, très éloigné des standards alors développé en Île-de-France, où les ogives sont portantes et non bombées.
Au moment du basculement au style gothique, la cathédrale est un bâtiment composite, comprenant une large abside romane, encore non voûtée, des chapelles voûtées en ogives selon une technique encore immature, et une petite nef carolingienne datant de Leidrade, entourée des bases de colonnes des premières (à l'ouest) et dernières (à l'est) travées de la nouvelle nef. Il est facile de dater quels travaux sont effectués en premier, la production des divers éléments concernés étant en effet facile à rapprocher de ce qui se fait dans les deux modèles imités (Genève et Lausanne). Le premier chantier est la couverture complète du sanctuaire, afin de le mettre hors d'eau pour que le culte puisse y être célébré. Concomitamment, les murs fermant, au sud et au nord, les collatéraux sont élevés jusqu'au triforium. Les colonnes supportant la nef centrale, pour leur part, s'élèvent beaucoup plus lentement, la proximité de l'ancienne église gênant leur construction.

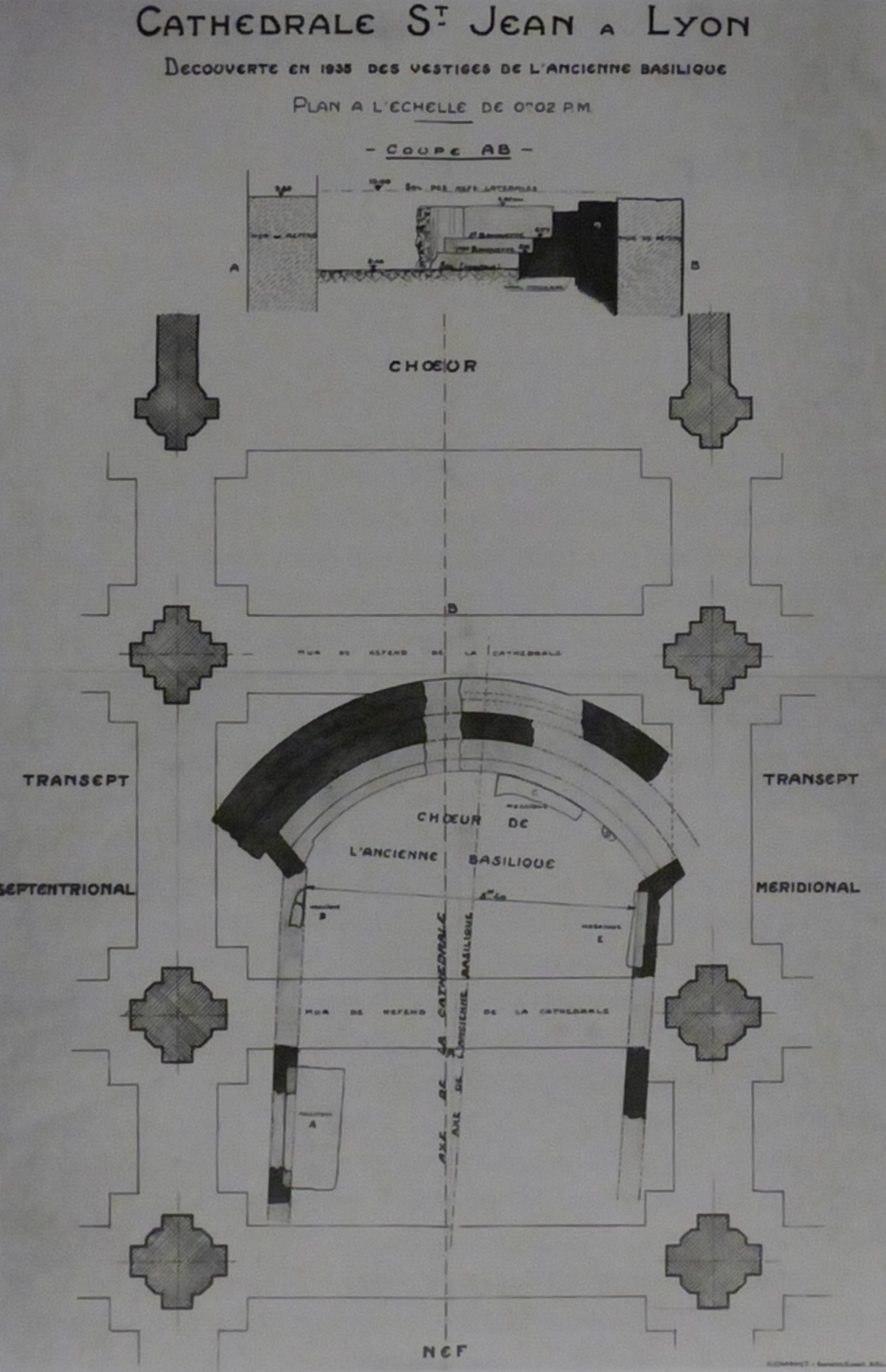
Plan, dressé en 1936 par l'architecte Gabriel Mortamet, représentant le chœur de la primatiale, surimposé au plan de l'ancienne basilique.

Dans un second temps, les piliers amenés à supporter la voûte centrale sont élevés, à commencer par les travées les plus proches du chœur. Les chapiteaux cessent de ressembler aux modèles helvétiques pour prendre des formes inspirées de ce qui est réalisé dans le Bassin parisien vers 1240. Le chœur, à l'inverse de ce qui est observable au Mans, est plus bas que la nef, ce que l'architecte compense en réalisant une rosace donnant de la croisée du transept vers l'est, au-dessus du chœur. Le chantier est mené en parallèle depuis le chœur et depuis la façade. C'est à cette époque que la nef acquiert sa forme caractéristique, du fait de ce double chantier : un décalage apparaît, ce qui oblige les constructeurs à le compenser par une double brisure de l'axe de l'édifice ; cette déviation est encore visible aujourd'hui, surtout dans le triforium beaucoup plus étroit. Dès le XIIIe siècle, des explications exégétiques (notamment de Guillaume de Mende) viennent donner un sens symbolique à cet incident de construction : la double brisure de l'axe évoquerait l'inclinaison de la tête du Christ sur la croix, telle que le rapporte l'Évangile selon Jean. Ces explications, pour intéressantes qu'elles soient sur un plan symbolique, ne justifient pas sur un plan technique cette brisure, qui n'est imputable qu'à une erreur initiale d'alignement.
La construction s'étageant sur trois cents ans, de nombreux changements de maître d'œuvre ont lieu. Malheureusement, la plupart ne nous sont pas connus. En revanche, leur nombre et l'endroit où ils ont dirigé le chantier peuvent être déterminés avec précision. Ainsi, il est probable que plusieurs architectes ont travaillé sur le projet roman de Guichard de Pontigny, dans l'abside, le chœur et les chapelles latérales à ce dernier. En revanche, l'évolution de la construction vers un édifice gothique inspiré des églises de l'ouest de la France, sous la conduite de Jean Belles-mains, est probablement menée par un seul maître d'œuvre. À partir du moment où, sous la conduite de Renaud de Forez, le projet se tourne résolument vers une réalisation gothique, au moins cinq architectes de conception se succèdent. Les deux premiers œuvrent sur le transept : le premier lance le chantier gothique, réalise l'essentiel du transept, raccorde les éléments de son programme au bâti roman déjà en place, notamment dans les collatéraux. Le second réalise les clairs-étages des travées ultimes du transept. Le suivant conçoit la nef, avec ses voûtes sexpartites imposées par l'emplacement et les dimensions des colonnes déjà en place, qu'avait voulues l'architecte de Renaud de Forez ; son successeur réalise le clair-étage de la nef. Enfin, le seul dont le nom nous soit parvenu, Jacques de Beaujeu, réalise les premières travées de la nef et conduit l'exécution de la façade.

#### Le gothique rayonnant mis en œuvre dans la finition du transept et les travées de la nef

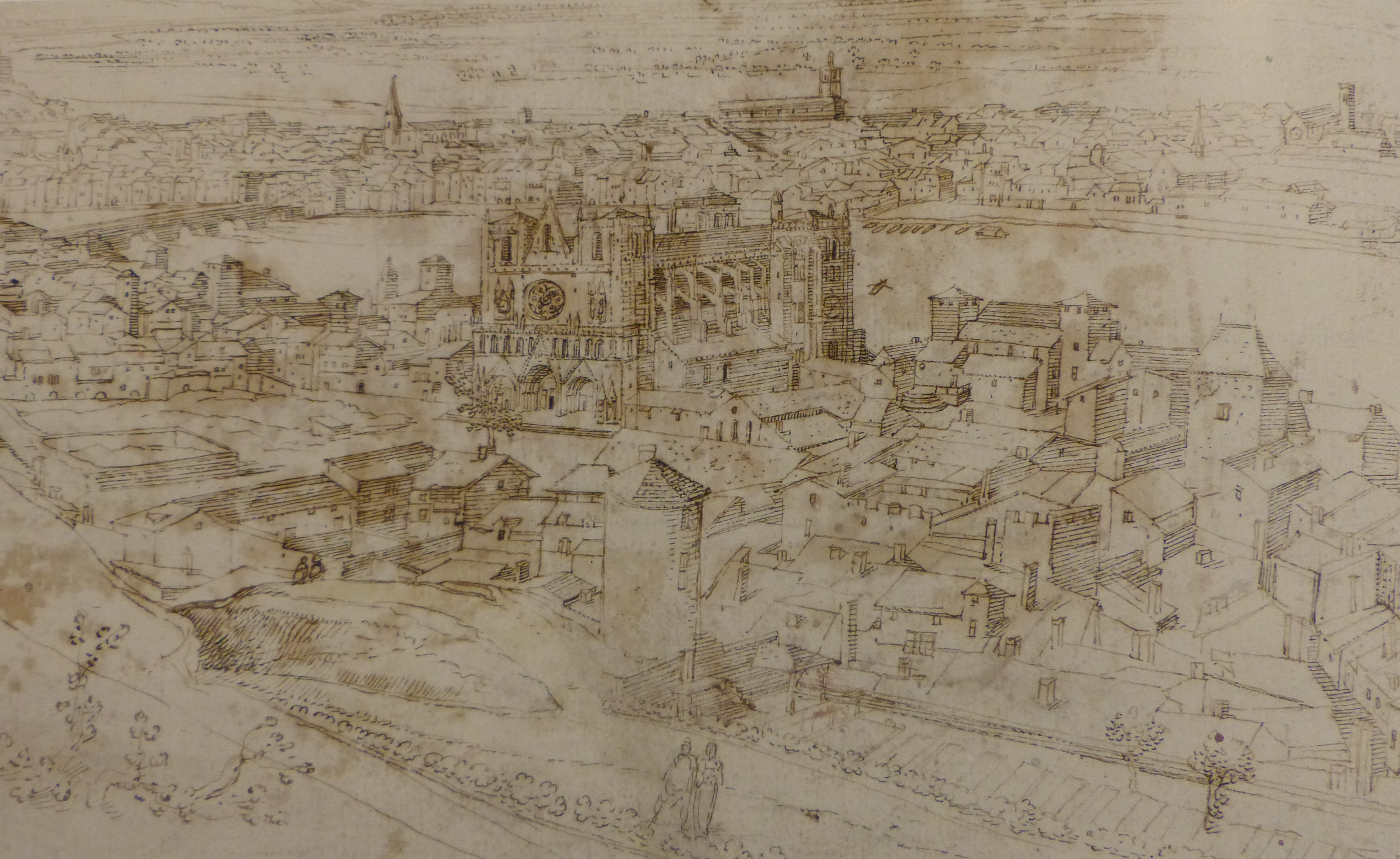
Gravure du XVIe siècle, dite anonyme Fabriczi, qui montre le quartier Saint-Jean et en particulier la cathédrale. Coll. Staatsgalerie (Stuttgart), Stuttgart.

Au XIIIe siècle, le financement de la cathédrale se fait plus fluctuant. Durant l'épiscopat de Philippe Ier de Savoie, peu intéressé à la construction de la cathédrale, la situation s’améliore pourtant : en effet, c'est à cette période (1244-1251) que le pape Innocent IV est installé à Lyon. Selon l'adage romain, « ubi papa, ibi Roma » (« Là ou est le pape se trouve Rome »)) : en tant qu'éphémère capitale de la chrétienté, Lyon se doit d'avoir une cathédrale digne de ce nom. Innocent finance la construction par la vente d'indulgences, mais surtout par une grande campagne pontificale de quêtes menée en France, en Bourgogne et en Angleterre. La révolte bourgeoise de 1267-1270 interrompt les travaux. Le chapitre, le cardinal Jean de Talaru et Philippe de Thurey fournissent le financement à la fin du XIIIe siècle.
Ces apports permettent, dans un premier temps, de bâtir la rosace sud du transept (1235-1240) et celle du nord (1240-1250). Remplaçant les triplets de lancettes prévus initialement, ces rosaces permettent à l'édifice d'entrer dans le style gothique rayonnant. Puis le triforium est achevé et le clair-étage construit. Le long de la nef, trois types de baies sont posées, différant par la longueur de la lancette centrale, la taille et la forme des roses qui en forment la partie supérieure (voir ci-dessous). Le premier type est mis en place sur la façade nord de la quatrième travée double. Le deuxième type (celui que paient les interventions financières du pape) sur la façade sud de la même quatrième travée, la troisième et la moitié est de la deuxième. Le troisième type est déployé dans la moitié ouest de la deuxième travée et correspond aux fenêtres à remplages.
La première travée double de la nef est, quant à elle, bâtie entre 1308 et 1415, c'est-à-dire que sa seule construction dure aussi longtemps que celle de tout le reste de l'édifice. Le maître d'œuvre de la finition de la façade est Jacques de Beaujeu : c'est notamment lui qui réalise la grande rosace de la façade occidentale, dont les vitraux sont conçus et réalisés par Henri de Nivelle. Il travaille également à la construction du cloître du chapitre à partir de 1419. Le décor sculpté de la façade, pour sa part, est encore plus tardif, et mis en place en 1481. Les trois sculptures qui ornent le pignon, posée à la même date, sont des œuvres d'Hugonin de Navarre. Elles représentent respectivement Dieu le Père (statue du sommet du pignon), Marie et l'archange Gabriel (statues du pied du pignon). C'est par ailleurs à la fin du XIVe siècle qu'est faite la première mention de l'existence de l'horloge astronomique. Ces statues et l'horloge sont toutes peintes par Jean Prévost.

### Le déploiement du gothique flamboyant
Les chapelles funéraires latérales sont bâties durant le XVe siècle. Celles s'ouvrant sur le bas-côté méridional sont, depuis la plus orientale vers la plus occidentale : la chapelle saint Raphaël (construite avec le soutien du doyen Claude de Feugère en 1494 et remaniée au XVIIIe siècle), celle du Saint-Sépulcre, d'une longueur de deux travées du collatéral, élevée par l'archevêque Philippe de Thurey en 1401 ; enfin celle des Bourbons, de style gothique flamboyant, également longue de deux travées. Cette dernière est élevée par le cardinal Charles II de Bourbon et est conçue comme une chapelle funéraire à l'intention de sa famille. Les travaux, commencés en 1480, s'achèvent au début du siècle suivant, menés par le cardinal puis par son frère le duc Pierre II de Bourbon. La chapelle des Bourbons est ornée de vitraux réalisés par le maître verrier Pierre de Paix, qui succède à Jean Prévost dans le poste de verrier attitré de la primatiale.

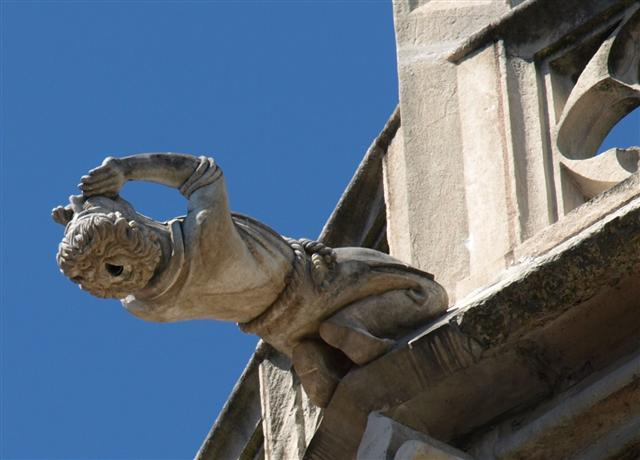
Pierre Valdo gargouille cathédrale Saint Jean Lyon

Du côté septentrional, les chapelles sont, d'est en ouest : celle de l'Annonciade, bâtie en 1496 par le custode Pierre de Semur ; la chapelle saint Michel, financée par le custode Jean de Grôlée en 1448 et longue d'une travée et demie ; enfin, la chapelle dédiée aux saints Jean-Baptiste, Austregille et Denis.

### La période classique, des guerres de Religion à la Révolution

#### Les guerres de Religion: dégâts et reconstructions

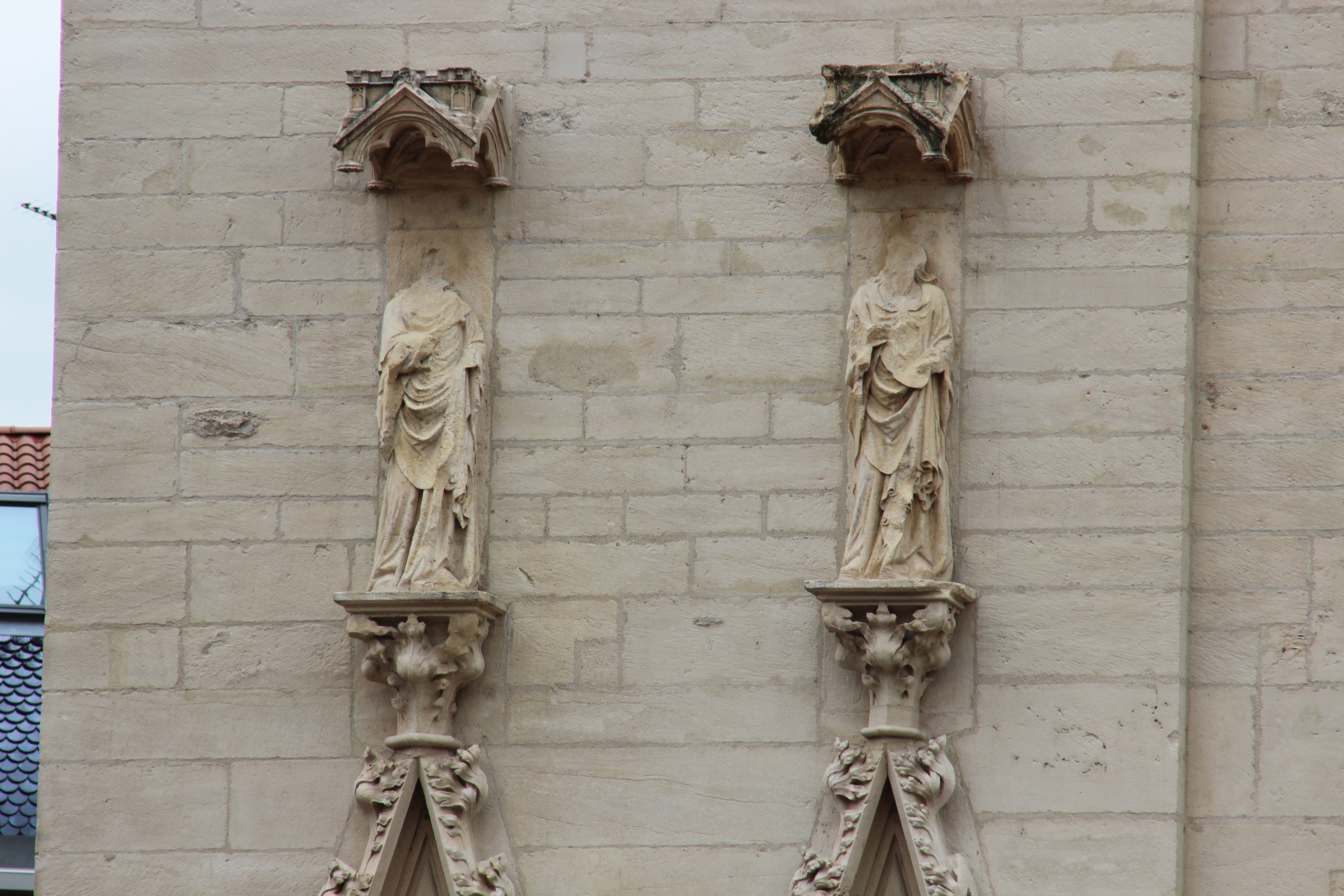
Statues décapitées en 1562, lors des guerres de Religion.

En 1562, durant les guerres de Religion, la cathédrale est dévastée par les troupes calvinistes du baron des Adrets. Le jubé est abattu, de nombreuses statues détruites, particulièrement sur la façade occidentale, l'horloge fortement endommagée. La priorité pour les chanoines est la reconstruction du jubé. Devant l'absence de moyens et le peu d'assurance dans l'avenir, un ouvrage provisoire de maçonnerie est bâti en 1573. Ce n'est qu'en 1581 que le chapitre fait appel à Jean Valette pour reconstruire un jubé dans le goût de l'époque : le portique est d'un style imitant l'ordre corinthien. Comme le précédent, ce jubé ne se contente pas d'être un simple mur posé entre les deux piliers de la deuxième travée de la nef : ses sept arcades, longues de 10,4 mètres supportent une tribune large de 2,6 mètres et haute de 3,9 mètres. Sur ces sept arcades, seule celle du centre permet le passage : les autres abritent des petits autels dédiés aux deux saints votifs de la cathédrale, Étienne et Jean-Baptiste. Les escaliers menant à la tribune sont situés du côté des chanoines. La tribune ne sert pas qu'à contempler le chœur durant la liturgie canoniale, elle sert également de lieu d'exposition du Saint Sacrement pour l'adoration eucharistique.

#### Les aménagements et restaurations durant l'absolutisme
C'est aussi durant cette période que sont construites les deux dernières chapelles du côté septentrional : celle de Notre-Dame et celle de saint Antoine. D'importants travaux de consolidations sont également menés par les chanoines, nécessités par des infiltrations venues de la galerie extérieure et qui menacent la partie inférieure de la façade. En effet, la particularité de la façade de Saint-Jean est de comporter une galerie, située juste au-dessus des trois portails, large d'environ un mètre et demi et parcourant la totalité de la construction. Cette galerie s'appuie sur un mur inférieur épais de trois mètres, dont l'étanchéité n'est alors assurée que par des dalles de pierres légèrement inclinées, jointoyées avec un ciment artisanal et peu étanche. Les infiltrations d'eau qui se produisent immanquablement provoquent fissures et descellements. Le 23 novembre 1697, les chanoines confient la restauration et la sécurisation de la façade à l'architecte autoproclamé Jean Saquin, qui s'offre le concours d'Hodet et Dondain, sous la direction de Chavagny. Leurs efforts sont insuffisants et, en 1706, le chapitre fait appel à Jean de la Monce. Celui-ci préconise une réfection totale en deux tranches, tout en respectant le style gothique, considération très rare à l'époque : « la reconstruction se fera tout à neuf lesdits plafonds frizes architraves seront profilés suivant son ordre gothique et tels qu'ils sont actuellement avec sculpture et ornement ».

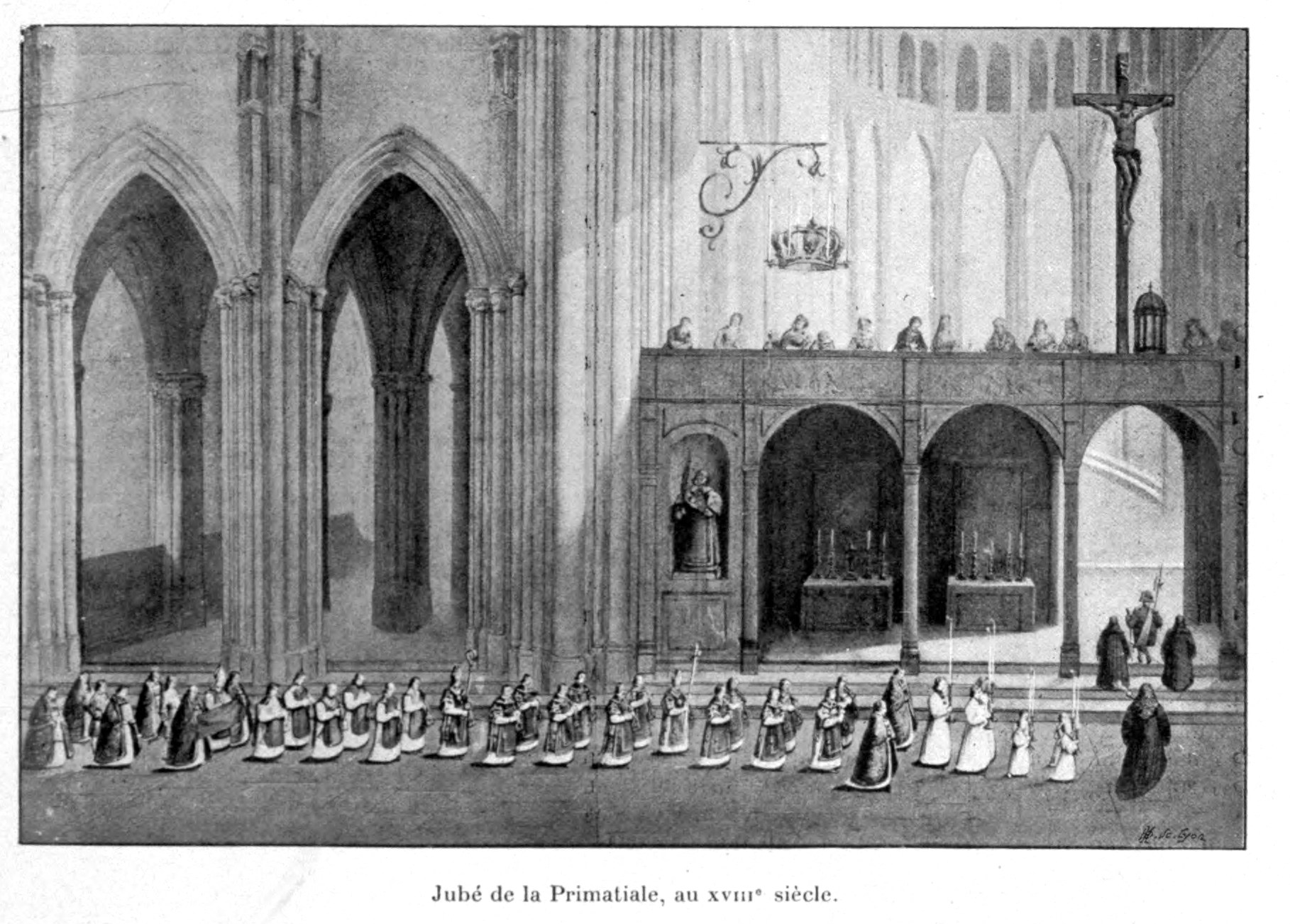
Gravure de Jean-Baptiste Marduel (XIXe siècle représentant la cathédrale telle qu'elle était au XVIIe siècle : une procession du chapitre cathédral traverse le transept devant le jubé reconstruit en 1581.

Entre 1752 et 1756, une autre modification de la façade est réalisée. Le linteau de l'ancien portail central était soutenu par un meneau portant une statue de Jean le Baptiste. Or les tympans des trois portails ainsi que cette statue avaient été fortement endommagés par la guerre en 1562, les portes défoncées. Le chapitre décide de mettre à profit ces destructions pour réaménager l'entrée principale : ce qu'il reste de la statue est déposé, le meneau est supprimé et remplacé par un arc surbaissé qui soutient le linteau ; les nouvelles portes sont également installées.
Au milieu du XVIIIe siècle, un autre grand chantier est mené à l'intérieur de l'édifice : le blanchiment de toutes les surfaces, que des siècles de combustion de cierges ont noircies. Les deux tiers de ce blanchiment sont assumés financièrement par l'archevêque. L'opération de ravalement est confiée à des blanchisseurs italiens ou savoyards d'origine italienne, qui se sont spécialisés dans ce type d'opération. Le brossage de la suie est effectué avec des balais de « petit houx », sans endommager ni les statues ni les vitraux. Dans un second temps, le cahier des charges des chanoines précise que « les lunettes [voûtains situés entre les nervures] seront blanchies en couleur de pierre neuve en donnant aussi une couleur un peu plus foncée aux arêtes ou liernes des voûtes. De plus, feront revivre la dorure tant des clefs desdites voûtes que des autres endroits ». En bref, les chanoines commandent une restauration à l'identique de la cathédrale médiévale.
Un autre « chantier » du XVIIIe siècle consiste en l'achèvement de l'œuvre de destruction entamée par le baron des Adrets : les tympans des portails principaux sont systématiquement martelés afin d'ôter de la façade ses vestiges jugés moyenâgeux. Par ailleurs, la statue de la Vierge ornant le pignon de la façade principale est enlevée (actuellement située dans la chapelle Saint-Raphaël) et remplacée par une copie.

#### Les troubles révolutionnaires et les hâtives restaurations sous l'Empire
Entre 1791 et 1793, l'évêque Lamourette ordonne la modification du chœur. Il fait notamment détruire le jubé. Avant cette restauration, le siège de l'évêque était situé au fond de l’abside de la cathédrale.
Pendant le siège de Lyon, en 1793, la cathédrale est endommagée ; elle est ensuite utilisée comme temple du culte de la Raison et de l'Être suprême. Elle est surtout fortement délaissée et se dégrade rapidement. Des premiers travaux sont réalisés sous l'Empire, en particulier pour préparer le passage de Pie VII venant assister au sacre de Napoléon. Ces premiers travaux, terminés en novembre 1804, sont exécutés sous la direction de Toussaint-Noël Loyer, puis de Claude-Ennemond Cochet et de Louis Flachéron. Ils consistent en la réfection du pavé des trois nefs, la construction d'un nouvel autel, l'installation de stalles et de grilles, venant les unes et les autres de l'abbaye de Cluny détruite par les révolutionnaires.
Lors de la signature du Concordat en 1801, la cathédrale est en très mauvais état : les verrières ont pour la plupart disparu, l'étanchéité de la couverture est déficiente, l'eau pénètre par les baies et la voûte, les sculptures du portail sont délabrées ; enfin, le groupe cathédral est privé des églises Saint-Étienne et Sainte-Croix, démolies. Le palais archiépiscopal est de même en piteux état, en particulier en ce qui concerne les toitures. L'état du bâtiment est si mauvais que l'église Saint-Nizier est provisoirement utilisée comme cathédrale. Le culte est rétabli dans la cathédrale le 6 juin 1802, jour de la Pentecôte.

### Les restaurations duXIXesiècle

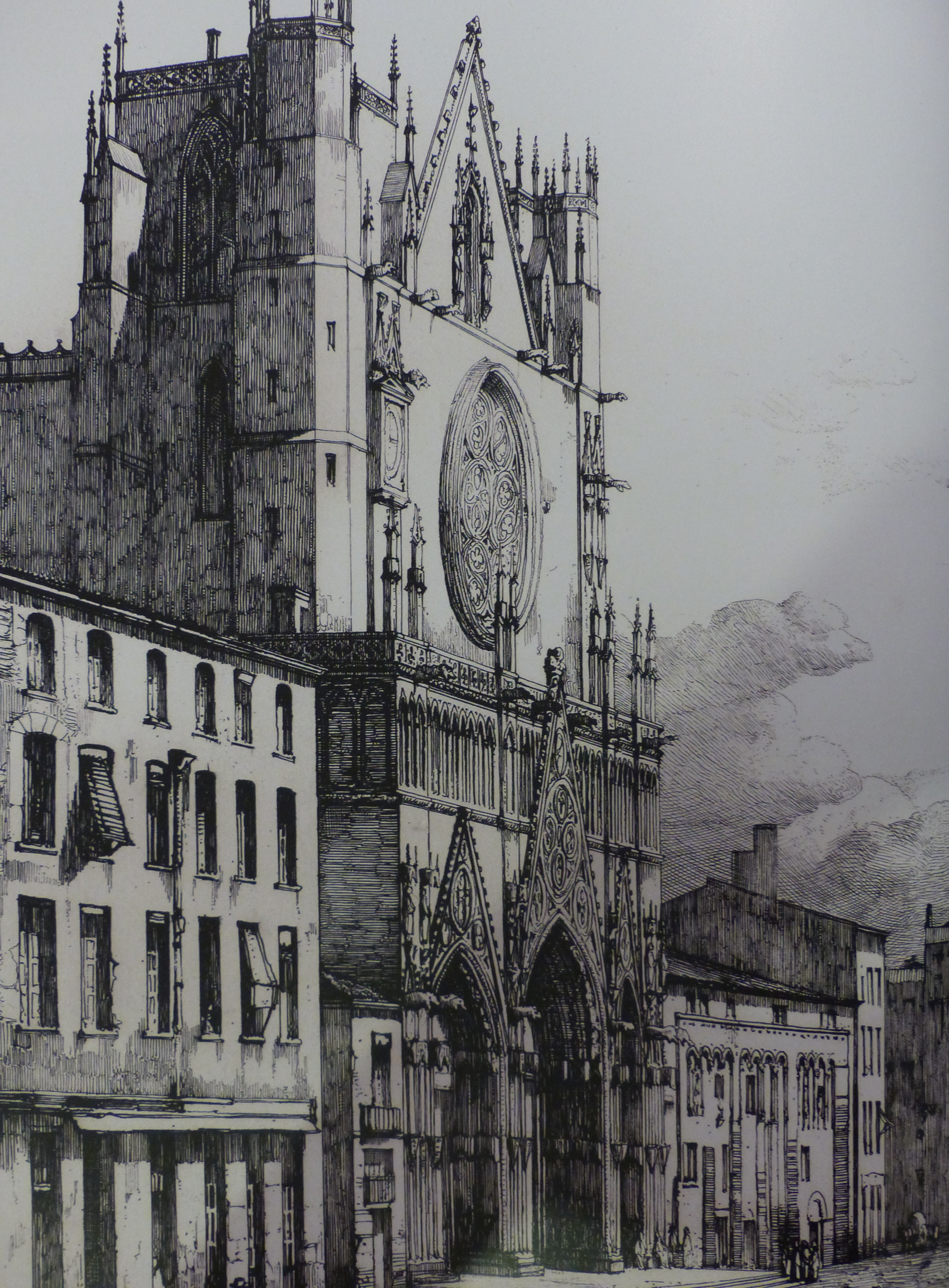
Vue de la façade de la cathédrale entre 1838 et 1843 (dessin d'Hippolyte Leymarie) : le hiatus entre le pignon haut et la toiture basse y est bien visible.

#### L'état des lieux et les premiers travaux: 1815-1848
Des débuts de la Restauration à l'avènement de la Deuxième République, une certaine latitude est laissée à l'archevêque pour ce qui est du choix de l'architecte diocésain. La mission de ce dernier est d'ailleurs également à géométrie variable, se calquant plus ou moins sur celle d'architecte des bâtiments civils et palais nationaux. Cette période correspond à peu près au mandat d'Antoine-Marie Chenavard, nommé le 28 janvier 1819 et révoqué en février 1842. Comme nombre de ses contemporains (il est né en 1787), Chenavard est un fervent adepte du classicisme, mais qui se laisse peu à peu imprégner par l'engouement pour l'architecture médiévale. Toutefois, durant les premières années de son mandat, fort occupé sur d'autres chantiers importants de la région, l'architecte se désintéresse de Saint-Jean. Les seules réalisations de ces premières années sont des travaux mobiliers (aménagement de la chapelle du Sacré-Cœur), qui ne suscitent guère l'approbation des contemporains : Chenavard y mêle styles antique et roman. Il n'aborde les travaux importants qu'en février 1832, rédigeant un devis concernant la réfection de la couverture du chevet et des sculptures qui le couronnent, la reprise des arcs-boutants, enfin la réfection du dallage du parvis. Les tuiles creuses couvrant le chœur sont remplacées par un mastic bitumineux plus étanche permettant de mettre fin aux nombreuses infiltrations. Les travaux, exécutés entre 1832 et 1836, permettent d'alléger la couverture de près de cent vingt mètres cubes de gravats.
En parallèle, d'importants travaux sont réalisés sur les berges de la Saône : la densification de l'espace pousse dans un premier temps les Lyonnais à bâtir de plus en plus près de la rivière, jusqu'à la construction de maisons « pieds dans l'eau ». Dans un second temps, les crues catastrophiques de la rivière poussent les autorités à bâtir des quais dont la fonction cumule l'endiguement de la rivière et la stabilisation de la rive. C'est ce chantier de dégagement du bâti et de construction d'espace public qui est entrepris durant la Restauration.
Le second chantier lancé par Chenavard en septembre 1836, est la restauration des vitraux du chœur, réclamée depuis 1824 par l'administrateur apostolique Jean-Paul-Gaston de Pins. Il envisage la réfection des sept fenêtres basses (sous le triforium), et la reprise des fenêtres hautes. C'est cette dernière qui pose problème, ainsi que le remplacement des vitraux de la rosace orientale (située au-dessus de la croisée du transept). Même si l'architecte affirme faire des copies exactes des vitraux endommagés, et ne remplacer les verrières manquantes par de nouveaux ouvrages qu'avec la plus grande prudence, sa proposition suscite méfiance. Ainsi, le ministre des Cultes écrit-il : « on pourrait croire que M. Chenavard n'attache pas plus de prix à ces anciennes verrières qu'à des panneaux de verre blanc ». À la suite de ce courrier, les travaux sur les vitraux sont aussitôt ajournés. Le maître-verrier choisi, Émile Thibaud, de la manufacture de Clermont-Ferrand, avait en effet pris de larges libertés avec la composition et l'iconographie des verrières. Ainsi, pour la verrière de saint Cyprien (baie no 6), interprétant faussement les images, l'artiste représente les saints Pothin et Irénée (voir ci-dessous). La faiblesse du nuancier de couleurs de l'œuvre restaurée et un style beaucoup plus sec que le style médiéval originel sont également reprochés à Émile Thibaud.

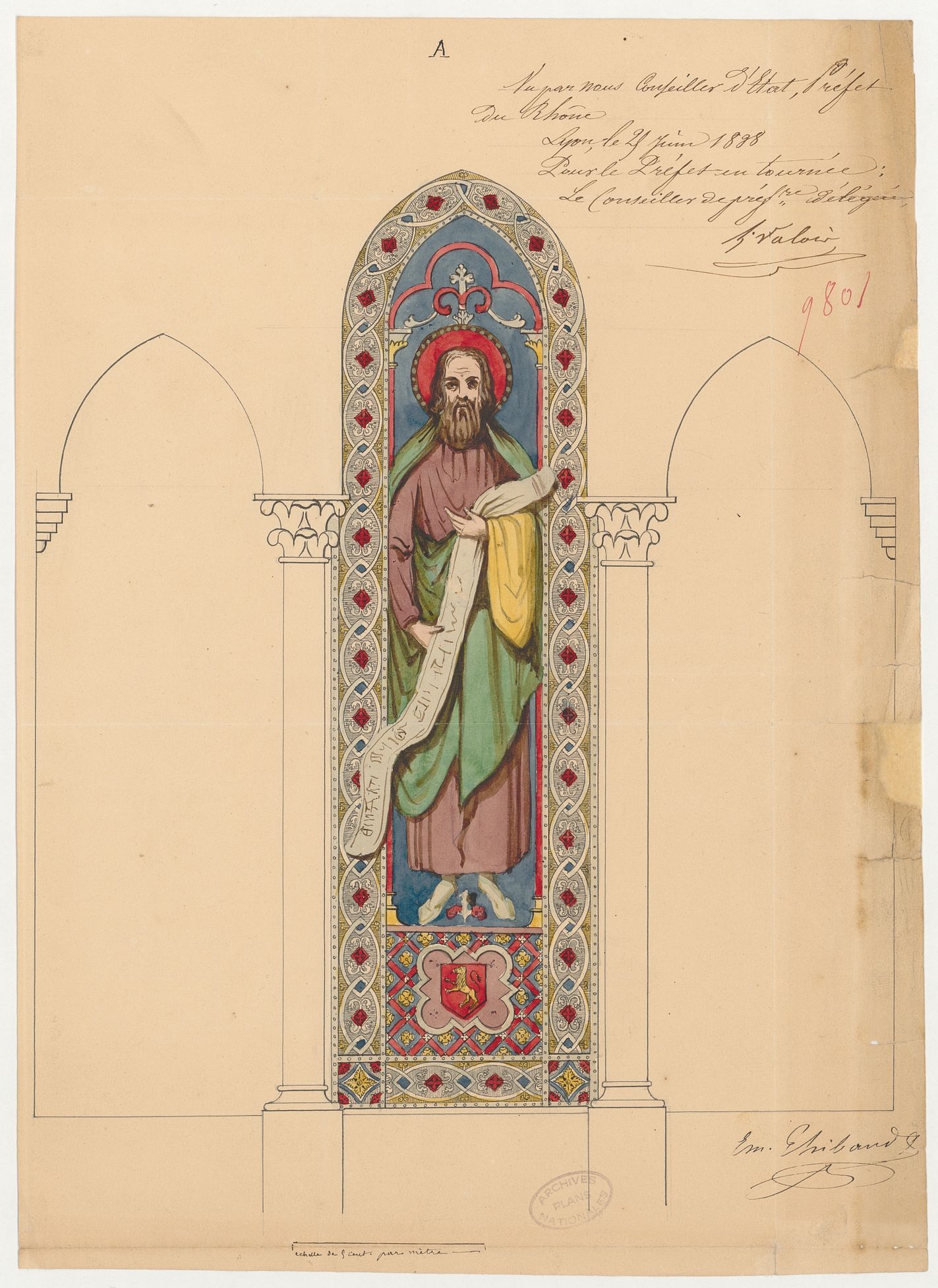
Projet d'Émile Thibaud: vitraux pour le chœur (1838) - Archives nationales (France).
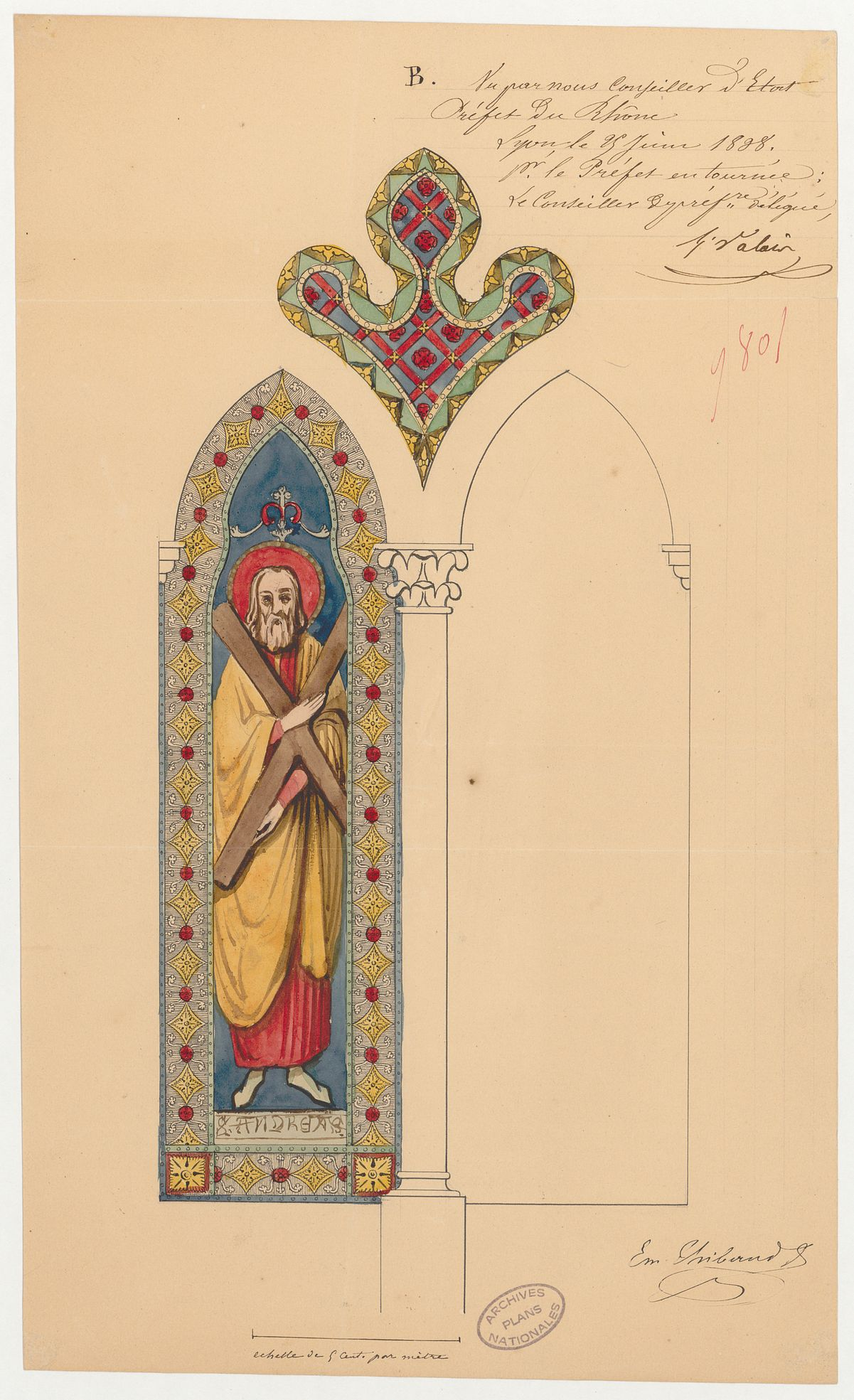
Projet d'Émile Thibaud: vitraux pour le chœur (1838) - Archives nationales (France).

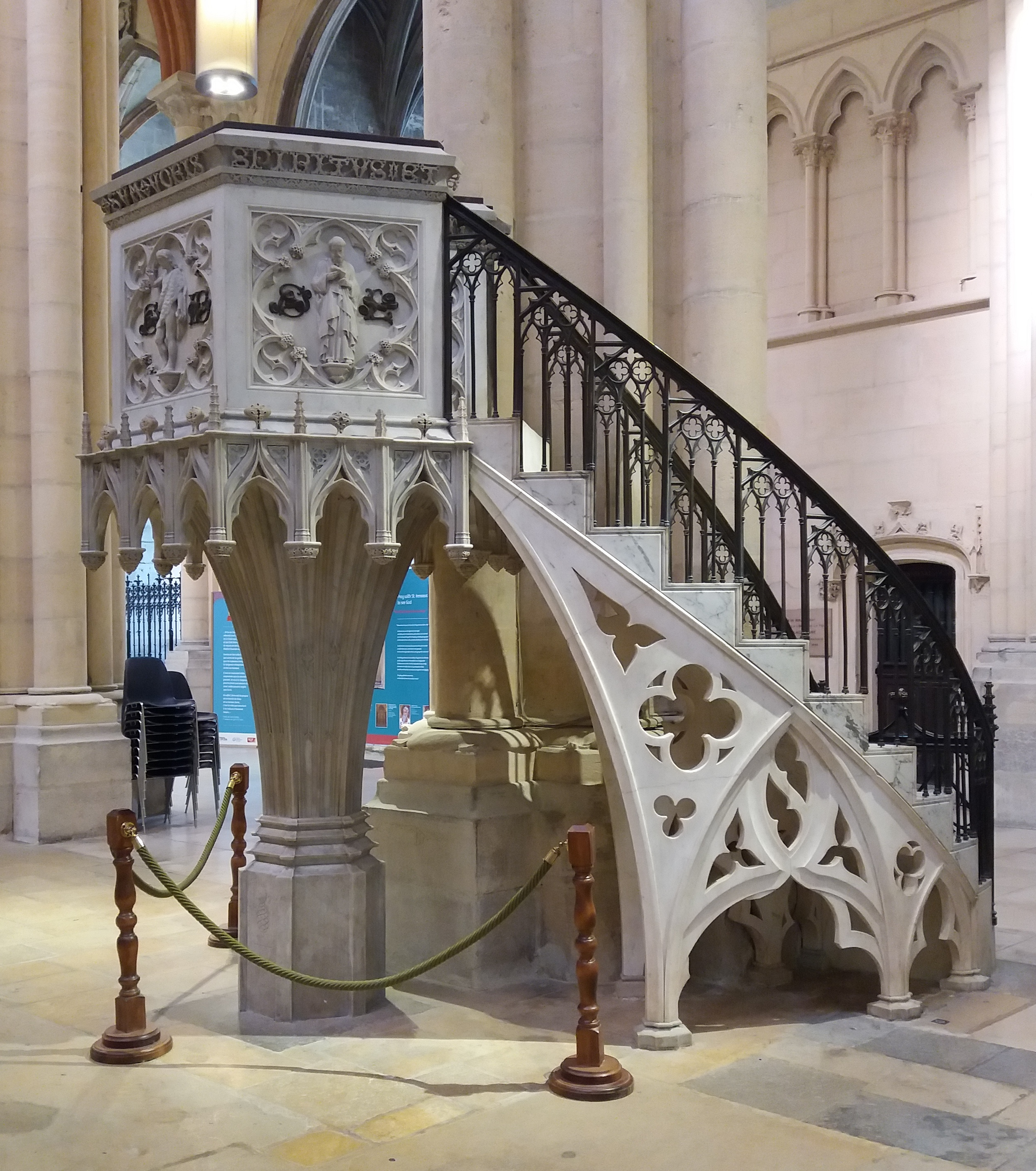
La chaire réalisée par Antoine Chenavard.

En avril 1838, l'architecte entreprend, sans autorisation, les badigeonnages des voûtes des nefs. Un enduit de couleur rouge avait été appliqué à la fin du XVIIIe siècle sur les voûtes, nervures et encadrements des fenêtres hautes. L'intention d'Antoine Chenavard est de le faire disparaître, tout en masquant des taches de salpêtre et en colmatant des lézardes. Mais la teinte jaune qu'il choisit suscite la réprobation générale, et l'administration fait immédiatement cesser les travaux. Le cardinal de Bonald, nommé évêque de Lyon en 1839, grand amateur de l'architecture médiévale et fervent partisan du néogothique, préconise le limogeage de Chenavard et son remplacement par Pierre Bossan, en invoquant l'agenda chargé de l'architecte diocésain ; le préfet du Rhône accède à son désir le 9 mars 1842 et démet Chenavard du chantier de l'édifice, ce qui entraîne sa démission le jour même. Le seul chantier dont la cathédrale actuelle garde le souvenir visible est la chaire, réalisée en 1839, et dont le style oscille entre gothique flamboyant et Renaissance. Cette chaire a été en grande partie (20 000 francs sur 25 088) financée par le ministère de la justice et des cultes, sous la direction de l’architecte diocésain,.

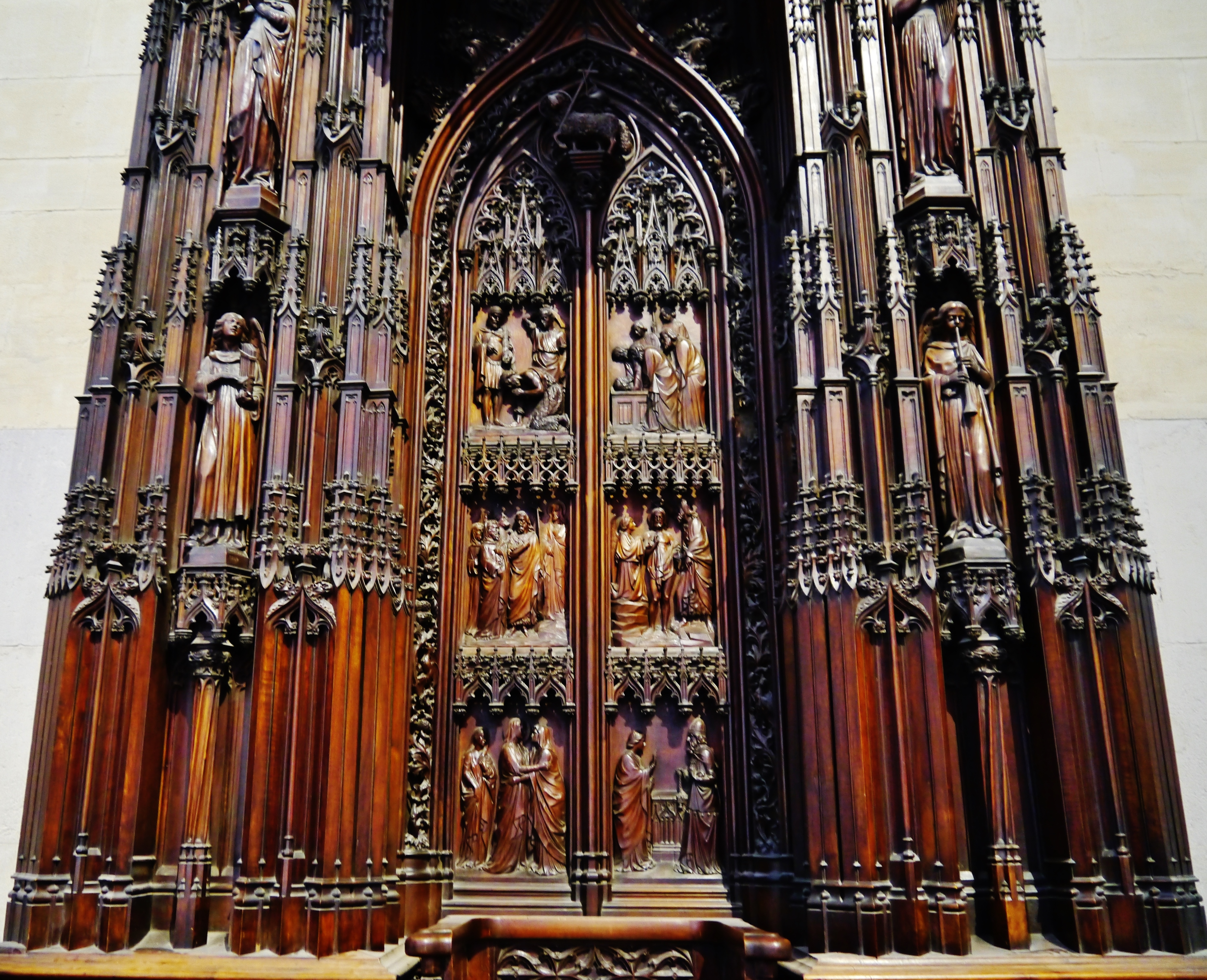
Cathèdre réalisée par Pierre Bossan.

En 1845, le cardinal de Bonald demande à Pierre Bossan de réaliser une cathèdre en chêne de style néo-gothique flamboyant, le faste de celle-ci fera dire à Bossan lui même que c'était "un péché de jeunesse".
Tout l'échec de la restauration de la cathédrale en cette première moitié du XIXe siècle n'est pas à mettre sur le compte de Chenavard. Le manque de crédits est, lui aussi, criant. De manière générale, le conseil de fabrique de la paroisse, durant tout le XIXe siècle, reste financièrement très démuni, ce qui reflète la paupérisation croissante du quartier. Même le rattachement d'une partie de la Presqu'île ne suffit pas à améliorer les finances, lourdement obérées de surcroît par le financement de la chapelle puis de la basilique de Fourvière. La réfection totale des toitures du comble est ainsi reportée indéfiniment, ainsi que celle de la couverture de l'abside. À résumer les actions de cette période, elle consiste surtout à effacer les traces du XVIIIe siècle, sans pour autant restituer à la cathédrale son aspect pré-révolutionnaire : le jubé, par exemple, n'est jamais reconstruit.

#### La «cathédrale idéale» de Tony Desjardins
De 1842 à 1845, Pierre Bossan travaille avec Tony (Antoine) Desjardins à la restauration ; mais, à partir du 10 décembre 1845, il est attiré par des chantiers industriels en Languedoc puis en Italie ; Tony Desjardins devient le nouvel architecte diocésain (et, à partir de 1854, l'architecte en chef de la ville de Lyon). Un premier devis pour une restauration générale est accepté par le conseil des bâtiments civils le 6 août 1846 ; un second document, émis le 12 janvier 1847, propose le phasage des travaux en deux tranches : le chœur et les chapelles latérales.
Le projet de Desjardins n'est pas une simple restauration : il s'agit de donner à la cathédrale une esthétique gothique harmonisée, incluant des transformations de l'apparence de celle-ci, et donc d'achever ce que le Moyen Âge n'a pas pu compléter. En particulier, Saint-Jean est dotée en façade d'un haut pignon triangulaire, derrière lequel la charpente de la toiture forme un triangle beaucoup plus bas, surbaissé. Le projet de Tony Desjardins est de réaliser une toiture qui soit dans l'alignement du pignon. D'autres « embellissements » sont projetés : réfection des chéneaux d'écoulement des eaux pluviales, de manière à couvrir les murs des basses-nefs ; remplacer la balustrade du chevet, ainsi que le couronnement de l'abside. Mais, en ce qui concerne ces derniers, ils sont tous rejetés systématiquement par l'administration des Bâtiments civils, qui exige que Desjardins se cantonne à « la restauration pure et simple de ce qui existe ». Le devis de 1849 est estimé par l'architecte à 503 782,25 francs, approuvé par Félix Esquirou de Parieu, ministre de l'Instruction publique et des Cultes, le 8 avril 1850. Cette charpente est réalisée entre 1855 et 1861. En outre, une seconde statue du pignon, celle de l'archange Gabriel, est ôtée et remplacée par une copie.

Les projets et réalisations de Tony Desjardins
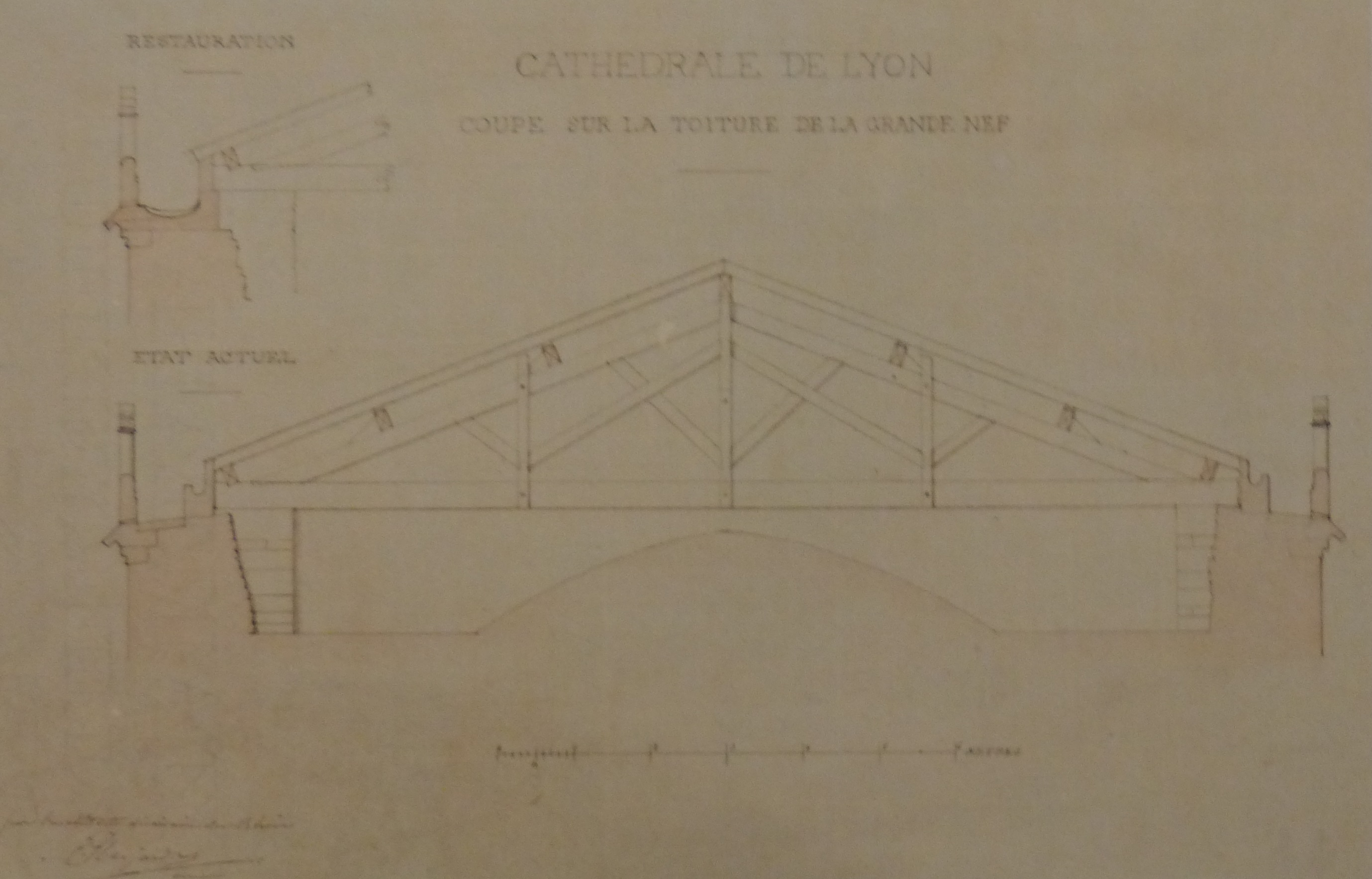
Coupe sur la charpente originelle de la primatiale.
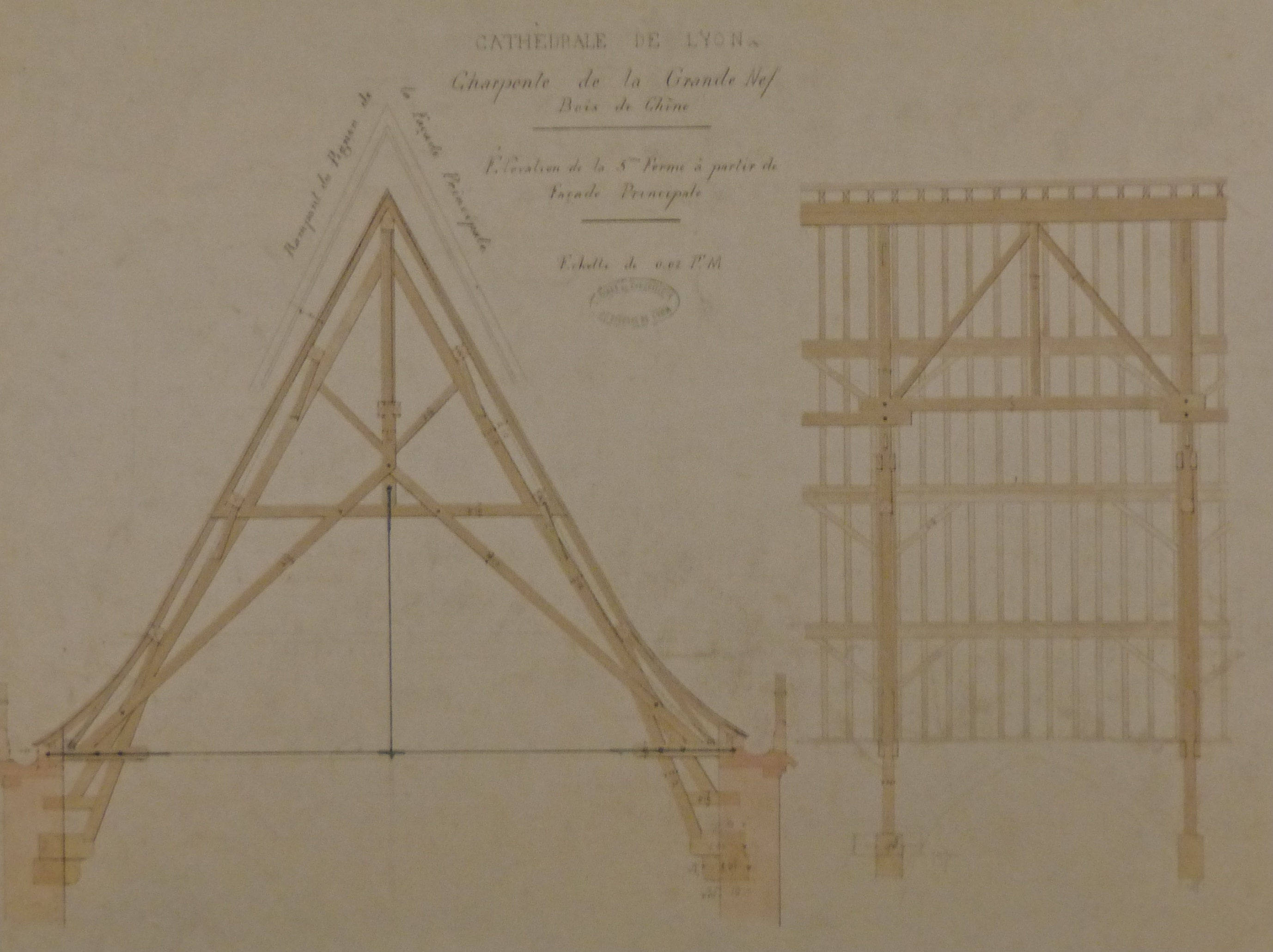
Coupe sur le projet réalisé de Tony Desjardins.
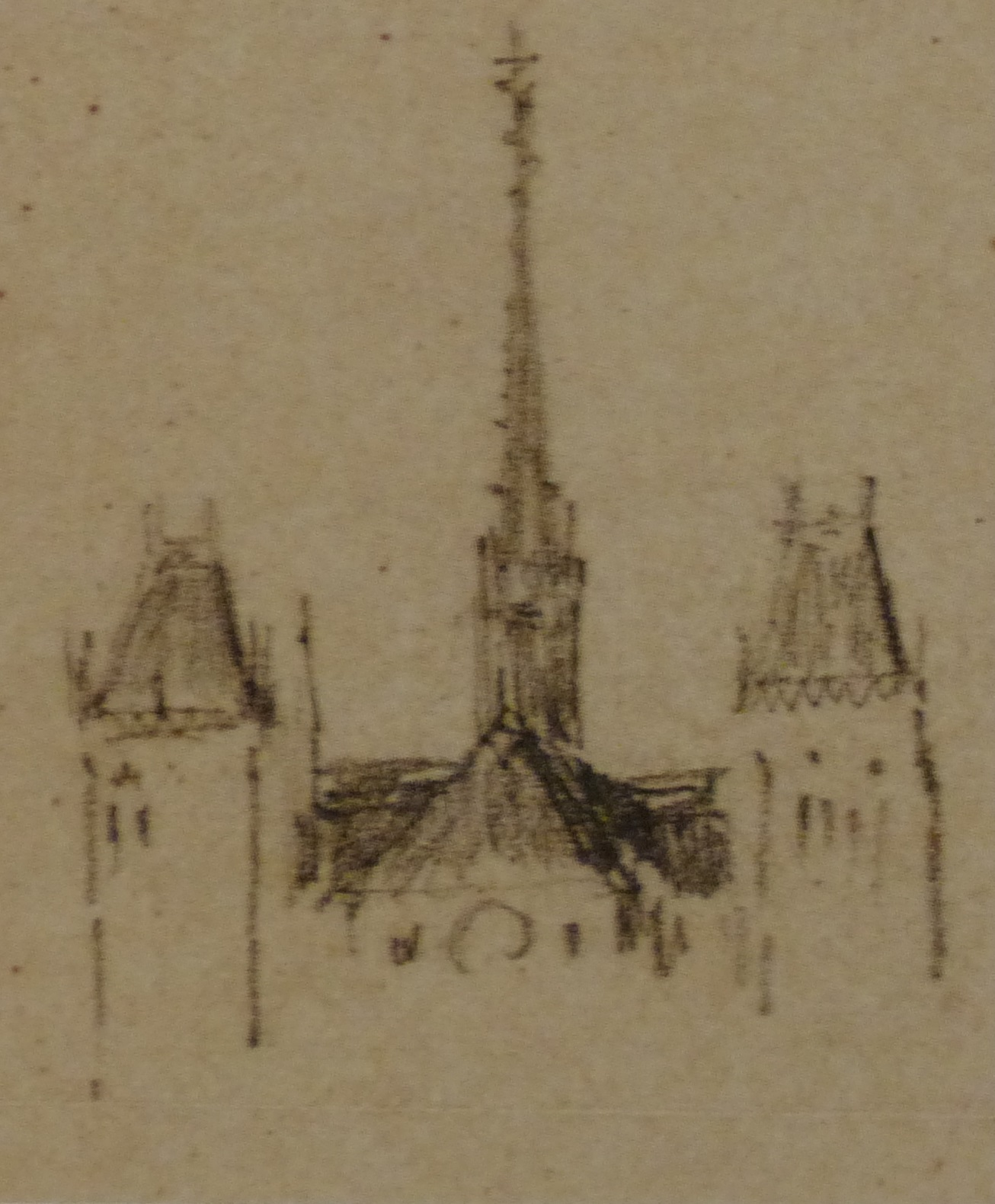
Premier projet de flèches. Coll. Musées Gadagne.
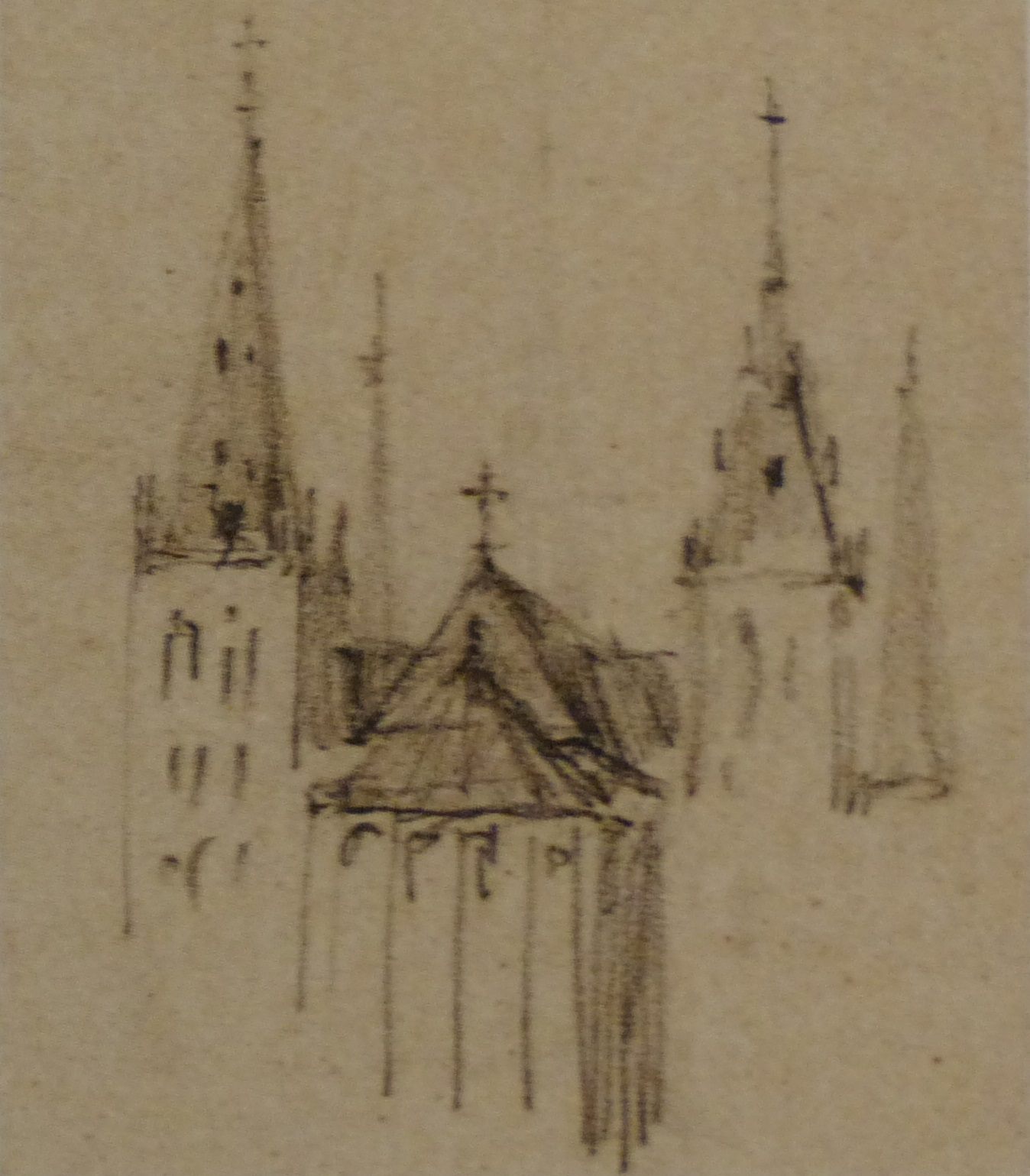
Deuxième projet de flèches. Coll. Musées Gadagne.

Un autre des projets de Tony Desjardins, dans la lignée d'Eugène Viollet-le-Duc et de sa « cathédrale idéale », est de doter Saint-Jean d'une flèche au-dessus de la croisée du transept et de deux autres sur les clochers qui flanquent le chœur. L'idée est de faire ressembler Saint-Jean aux cathédrales gothiques du Bassin parisien,.

#### Les travaux de la «cathédrale idéale»: 1849-1862

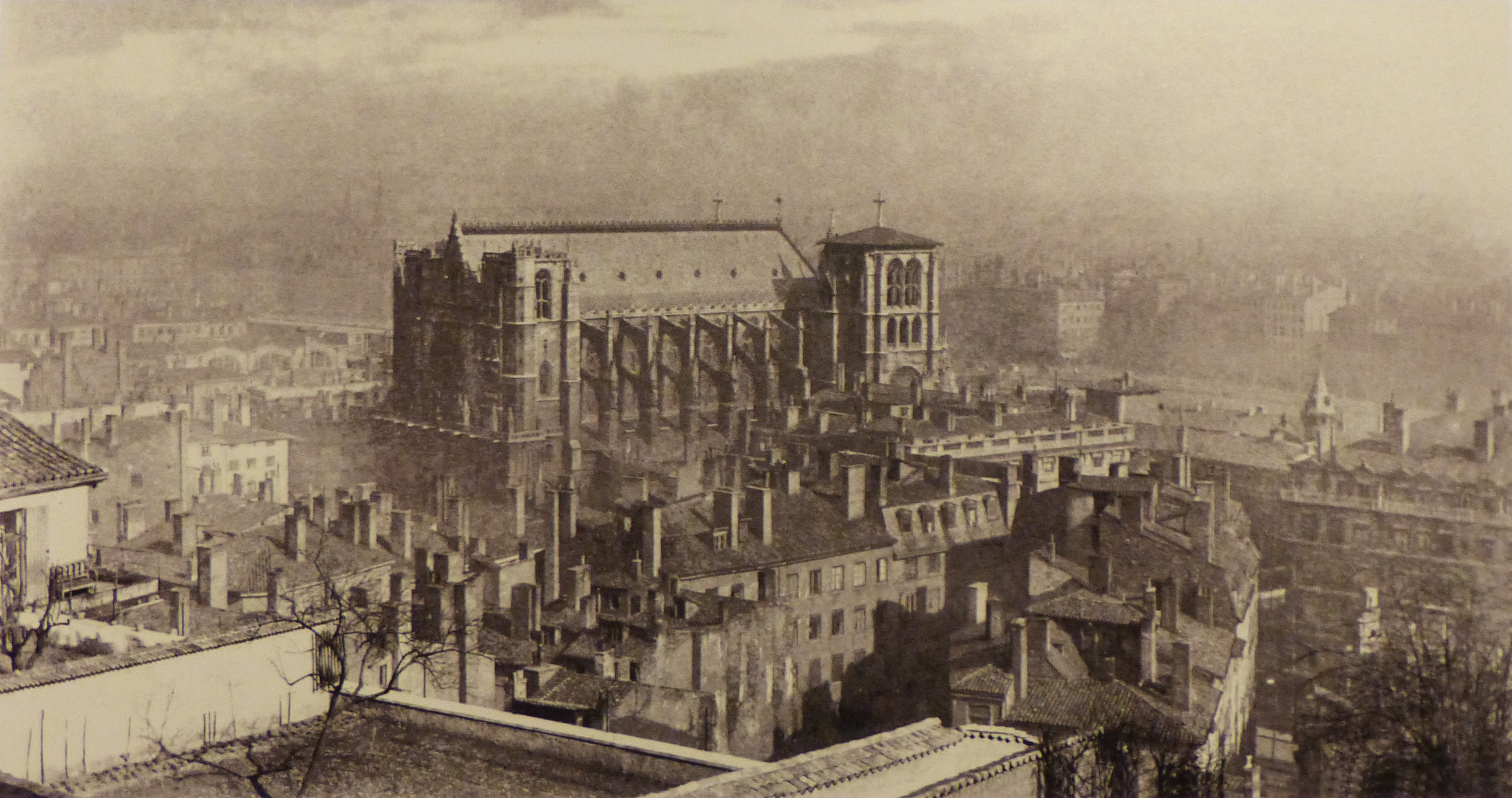
La cathédrale en 1890, après la restauration de Tony Desjardins. La plus visible des différences par rapport à l'état initial et l'état actuel est le rehaussement de la charpente, qui donne aux toitures cette forte pente. Photographie de Félix Thiollier.

Louis-Jacques-Maurice de Bonald, alors archevêque de Lyon, soutient voire inspire le projet, « son intention [étant], plus tard, de remplacer par des flèches l'ignoble chapeau des deux tours ». Ces tours n'auraient pas été construites en maçonnerie de pierre : comme expliqué ci-dessus, les tours orientales sont construites sur des alluvions, ce qui les rend inaptes à porter le poids considérable de l'ajout : ces flèches auraient donc été des charpentes couvertes en ardoise. Le comité des inspecteurs des édifices diocésains approuve également l'exécution de ces travaux. Il faut dire également qu'une certaine compétition entre diocèses, entre cathédrales, et donc entre architectes, existe. Cependant, cet engouement pour des formes idéalisées de l'architecture médiévale a aussi ses opposants. Ces derniers finissent par obtenir gain de cause : la cathédrale est ensuite classée à l'inventaire des monuments historiques (en 1862). En effet, les opposants aux divers projets espèrent figer la cathédrale dans la configuration d'alors et empêcher tous travaux supplémentaires. Le rehaussement de la toiture, lui aussi, est jugé avec sévérité. Léon Vaudoyer, membre du comité des inspecteurs des édifices diocésains, estime que face à ce hiatus, deux solutions seulement étaient possibles : démolir le pignon isolé et le remplacer par une décoration quelconque, « une galerie par exemple réunissant les deux clochers, ou une simple balustrade », option considérée comme irrecevable, ou laisser le pignon avec la toiture en l'état.
Les divers travaux ont leurs thuriféraires comme leurs contempteurs ; les premiers, au sein notamment de la Revue du Lyonnais, estiment que « le style des deux tours exige absolument des flèches ou des terrasses au lieu de ces horribles toits à chapeaux qui les surmontent actuellement ». Les seconds, parmi lesquels les archéologues Joseph Bard et Charles Savy, sont très critiques ; le premier dénonce en 1846 l'engouement excessif pour l'architecture médiévale de ceux qui « poussent jusqu'au fanatisme et à la superstition, jusqu'au délire l'amour effréné du gothique » ; le second estime en 1861 que le choix effectué à Lyon est le mauvais, et qu'il aurait mieux valu imiter ce qui s'est fait à Saint-Maurice à Vienne ; il s'inquiète de ce que « la toiture aiguë que l'on vient d'élever si inconsidérément sur la grande nef va nécessiter forcément le relèvement de tous les clochers ». Savy finit même par interpeller Viollet-le-Duc, qui, selon lui, a trahi l'esprit de son propre manifeste de 1843. Eugène Jouve, journaliste du Courrier de Lyon, publie deux articles les 5 et 7 octobre 1856, où il se demande s'il n'aurait pas été préférable de relever la voûte du chœur au niveau de celle de la nef, mais en admettant que ces lourdes modifications auraient nécessité le remplacement des fenêtres hautes par de vastes baies gothiques semblables à celles de la nef.

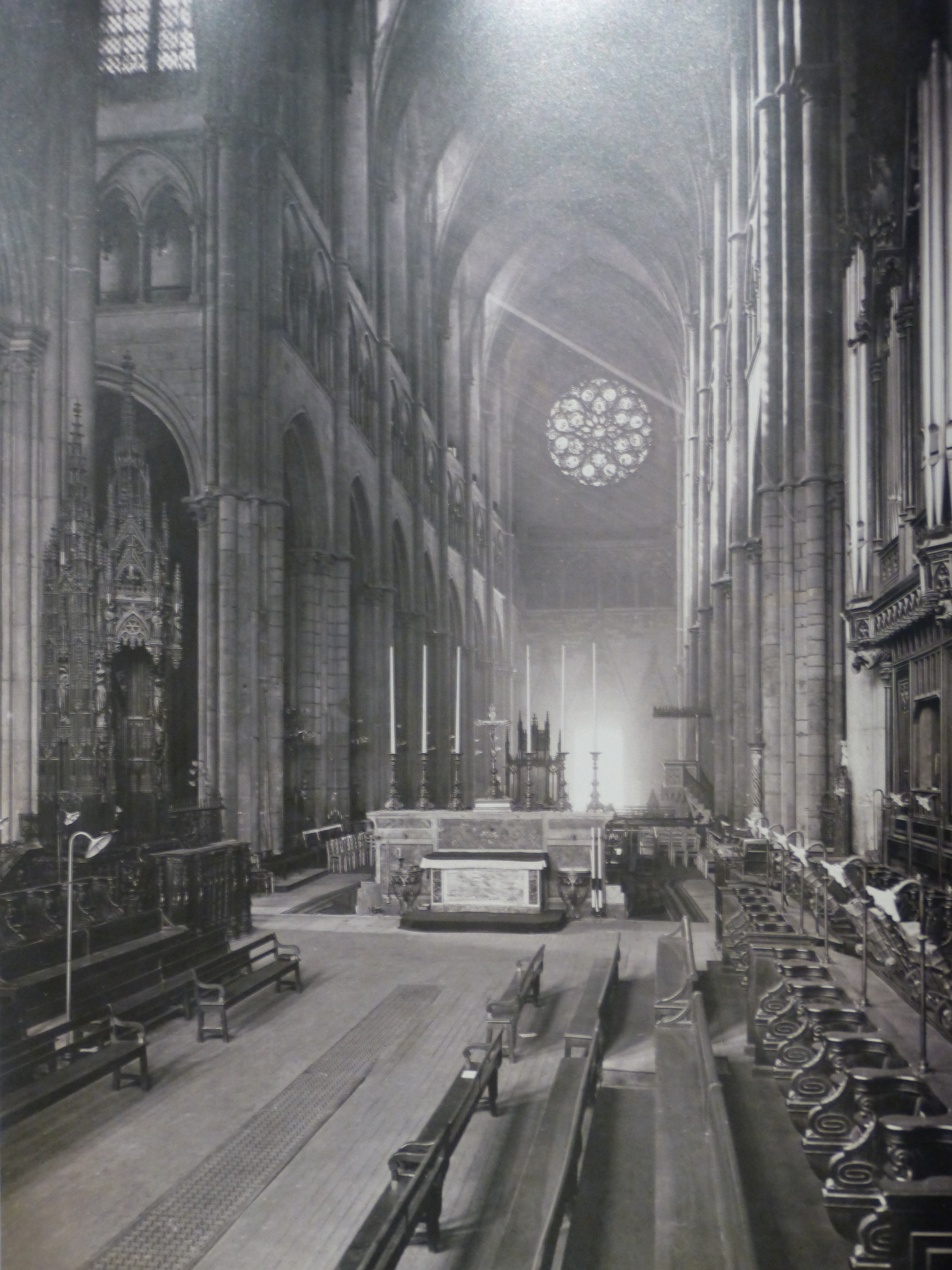
La cathédrale à la fin du XIXe siècle, vue depuis l'abside. Les stalles des chanoines sont placées dans le chœur ; le grand orgue, dans la chapelle nord ; et le trône néo-gothique qui a remplacé la cathèdre, face à l'orgue. L'autel est avancé jusqu'à la croisée du transept.

Outre ces modifications d'aspect que l'on peut effectivement trouver contestables, et de toute manière ne correspondant pas à l'aspect médiéval de la cathédrale, l'aspect le plus critiquable de ces travaux est qu'ils sont réalisés au détriment de l'entretien normal de l'édifice, en particulier de ses parties hautes. Dans les années 1880, la pénurie budgétaire redirige la totalité des investissements publics vers l'espace urbain ; la restauration des édifices religieux est laissée aux fabriques paroissiales, et seuls les travaux urgents peuvent donc être réalisés. Ainsi, en 1855, le verrier Antoine Lusson fils crée des vitraux dans la cathédrale. En 1879, de nouvelles grilles sont installées devant la façade principale, puis devant les chapelles latérales. Le 13 juin 1881, la restauration de la partie supérieure de la façade, proposée par l'architecte Paul Abadie est approuvée, pour un devis de 56 863,25 francs ; ce dernier en profite pour toiletter les deux tours occidentales, ainsi que la grande rosace de la façade. Mais en 1887, les crédits étant épuisés, les travaux s'arrêtent.
La réfection de la galerie extérieure est entreprise en 1890, par Paul, fils de Tony Desjardins, travaux poursuivis entre 1894 et 1896 par Henri Révoil. Ce dernier, de son côté, insiste auprès de l'archevêché pour poursuivre la restauration de la façade, travaux qui débutent en 1888. Il poursuit ce chantier par un travail sur le porche et le parvis en 1896 ; en 1897, il plaide pour la restauration de la tour sud ; entre 1901 et 1905, il conduit la nouvelle couverture d'ardoise de la nef. Cela n'empêche pas les projets d'embellissements : un nouveau projet de flèche se fait jour en 1884 sous le crayon de l'architecte Jules-Henry Monnier, puis en 1899 sous celui de Rogatien Le Nail ; enfin, Joseph Berger tente au début du XXe siècle de reconstituer le tombeau du cardinal de Bourbon et la chapelle du même nom. Mais rien n'est réalisé hors les restaurations, toujours à cause du manque de financements. Un projet de 1895 envisage même la vente des tapisseries jadis utilisées pour les processions et devenues inutiles ; mais, hors leur inventaire et le déplacement de certaines dans le palais épiscopal, rien n'est entrepris.

### Destructions et restaurations des

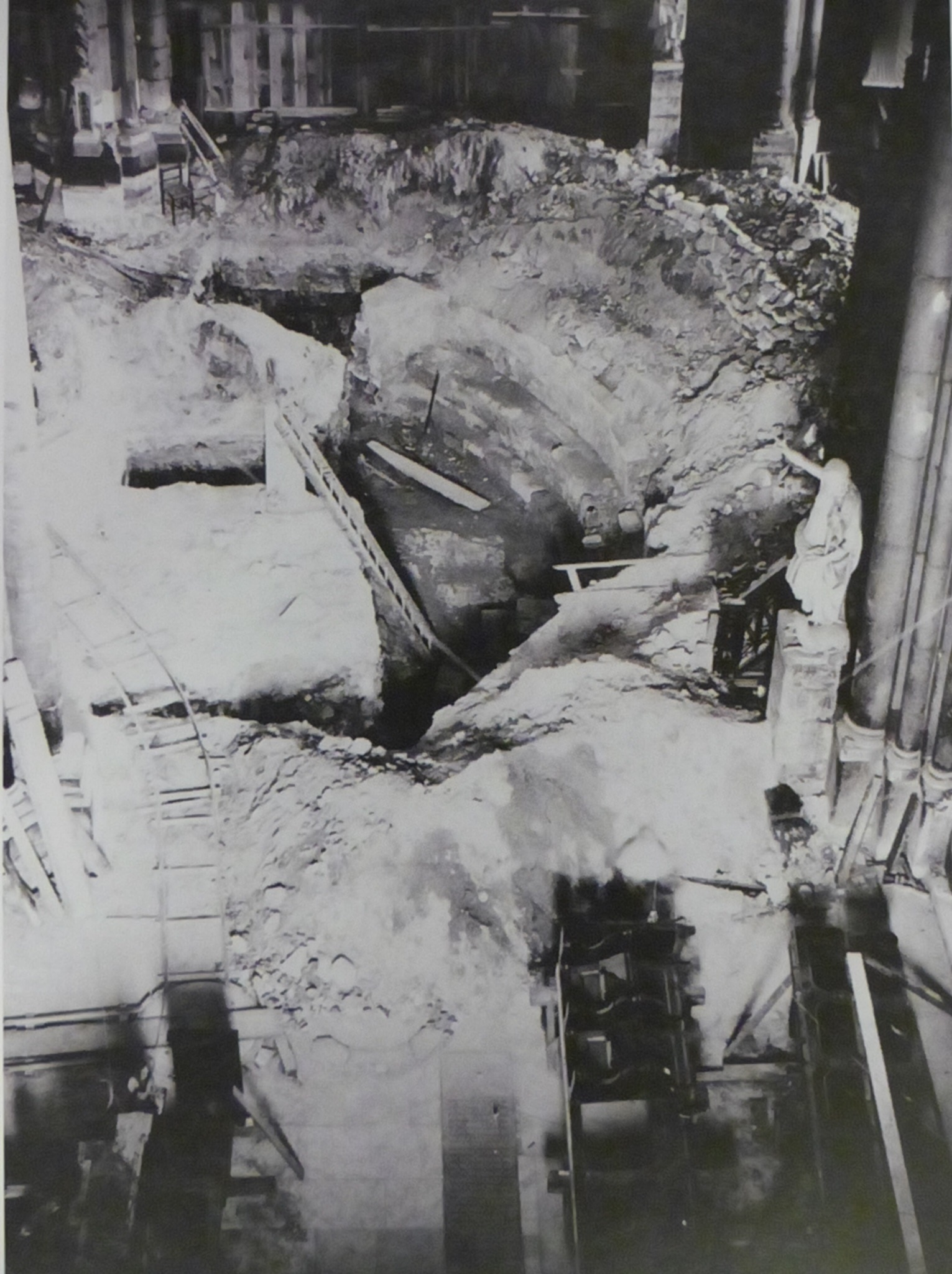
Travaux de 1936 dans la primatiale, mettant au jour les fondations de l'ancienne basilique.

### Destructions et restaurations desXXeetXXIesiècles

#### Durant l’entre-deux-guerres
Dans la nuit du 12 au 13 novembre 1930, le glissement de terrain connu sous le nom de catastrophe de Fourvière, qui fait une quarantaine de victimes dans la rue Tramassac, attire soudainement l'attention des pouvoirs publics sur le quartier Saint-Jean : les travaux d'assainissement du XIXe siècle n'ont que peu touché ce quartier ; des projets d'embellissement et de mise en valeur de la primatiale sont envisagés. Les premières démolitions commencent en 1931 le long du bas-côté septentrional, puis sont suspendues jusqu'en 1936. Puis les anciennes écuries du palais Saint-Jean, qui touchaient à l'abside, sont démolies pour dégager le chevet.
Entre 1935 et 1936, le chœur est restauré dans sa disposition médiévale, sur proposition de la commission des Monuments Historiques, après deux années de négociation auprès des autorités diocésaines. Le siège épiscopal est ôté et transporté dans la chapelle des Bourbons ; le massif plancher couvrant le sol du chœur est retiré. Lors de ces travaux très lourds, des fouilles sont effectuées sous le transept ; elles exhument les fondations de l'ancienne basilique. Un des buts avoués de ces fouilles est la tentative faite de retrouver les restes de l'ancien chapitre, la chaire d'Innocent IV, mais surtout la tête de saint Irénée. De ce point de vue, les fouilles sont un échec complet. Les restes retrouvés sont des fragments de mosaïque et les gradins circulaires du presbyterium. Un nouveau dallage est posé et l'autel est rétabli dans sa configuration d'avant 1789. La pierre beige utilisée pour le nouveau maître-autel est assortie à celle du sol (pierre de Comblanchien), mais l'ambon et le siège de la présidence ne sont pas traités.
Durant ce siècle, la toiture de la nef continue de faire polémique : l'architecte Jean Gélis, ayant restauré la tour de la Madeleine entre 1931 et 1938, dégagé le bas-côté sud et remis à neuf la rosace en 1936, propose en décembre 1937 au préfet du Rhône le remplacement des ardoises par des tuiles, surtout dans un but d'harmonisation : « il y a lieu de regretter cette toiture, dont les dimensions et la couverture en ardoises font tache au milieu d'un des plus beaux paysages de Lyon, composé de toitures basses à lignes horizontales… ». Il se trouve que le faîtage est en mauvais état. Se fondant sur cette dégradation, Gélis peut faire démolir le comble en 1940 et le reconstruire suivant l'ancienne pente entre 1941 et 1942.
La statue de Dieu le Père ornant le pignon de la façade principale est à son tour enlevée, exposée dans la chapelle Saint-Raphaël et remplacée par une copie.

#### La Seconde Guerre mondiale et ses conséquences
Lors de la libération de Lyon en septembre 1944, la cathédrale est relativement plus épargnée que la moyenne des édifices français. Les seuls gros dommages subis sont liés à la démolition systématique des ponts par les troupes allemandes en retraite. Les 1er et 2 septembre, celles-ci font sauter tous les ponts, y compris le pont Tilsitt. L'explosion de ce dernier met à mal de nombreux édifices. En particulier, toutes les verrières de Saint-Jean sont plus ou moins endommagées. Fort heureusement, la plupart des vitraux anciens avaient été ôtés, mis en caisses et placés dans les caves du château de Bagnols, dans le Beaujolais. Ne sont ainsi détruits que les vitraux à motifs géométriques, placés dans les grandes fenêtres de la nef, les vitraux imagés de la fin du XIXe siècle situés dans les chapelles latérales (entre autres plusieurs vitraux de Lucien Bégule), ainsi que les meneaux en pierre de deux chapelles situées du côté méridional de la nef. Le choix fait de protéger les vitraux est en tout cas judicieux, car les planches obstruant les fenêtres sont totalement arrachées par l'explosion ; même les portes et la toiture sont abîmées.
La remise en état de l'édifice est particulièrement longue. Il faut l'intervention énergique du cardinal Gerlier pour que le sous-secrétaire d'État aux Beaux-Arts accepte de lancer des travaux, prévus pour être exécutés en deux temps : la réparation des baies hautes, prévue pour durer quelques mois, et la création d'un nouvel ensemble pour les chapelles latérales et les bas-côtés, lancé en 1956 par André Donzet, architecte en chef des Monuments Historiques du Rhône. Le programme de vitraux s'accorde avec la dédicace particulière de chaque chapelle, à l'exception de la chapelle des Bourbons, où les nouvelles verrières doivent mettre en scène les deux premiers évêques de Lyon.

#### Les années 1970

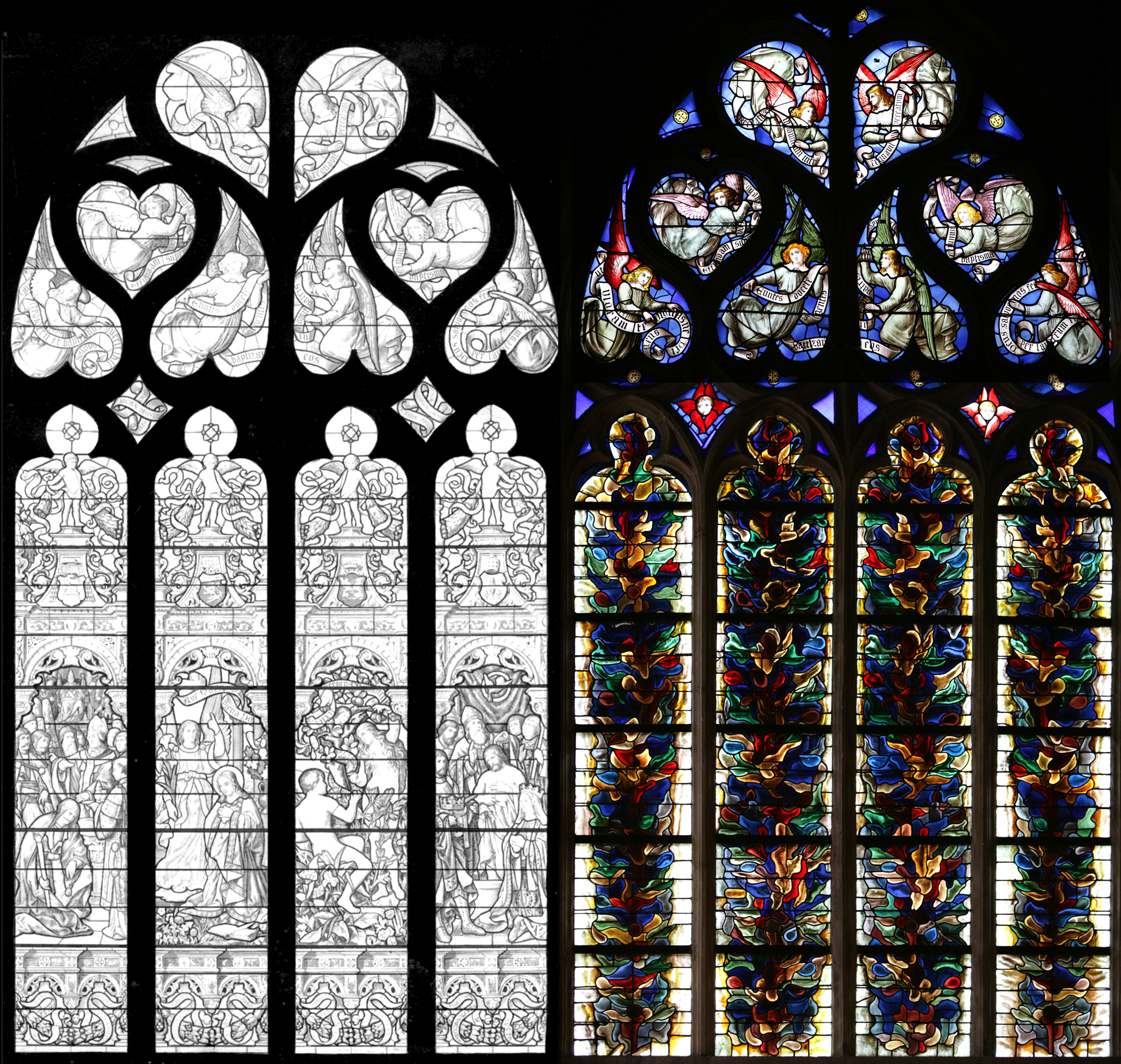
À gauche, carton de l'un des vitraux réalisés dans la cathédrale au XIXe siècle par Lucien Bégule. À droite, photographie de la même verrière, où l'un des vitraux non-figuratifs réalisés par Jean-Jacques Grüber remplace le vitrail précédent, détruit en 1944.

Les travaux de création et de mise en place des nouveaux vitraux prennent beaucoup de retard. Alors que les réparations de la tour nord et de la couverture sont en cours en 1963, celles des verrières sont encore en suspens. Cinq baies sont réalisées en 1969 et 1970 dans les ateliers de Jean-Jacques Grüber, d'après les dessins de sa fille Jeanette Weiss-Grüber. En 1973, le cardinal Renard fait remarquer que nombre de traces de la guerre sont encore visibles sur la cathédrale, et en particulier qu'en de nombreux endroits des planches disjointes tiennent lieu de fermeture des baies à la place des vitraux non encore remplacés. Il fait le vœu de profiter des commémorations prévues pour le septième centenaire du deuxième concile de Lyon pour rafraîchir la primatiale. C'est également à cette date que Jean-Gabriel Mortamet devient architecte en chef des Monuments historiques. En 1974, deux verrières, dessinées par Charles Marq, sortent de l'atelier de Jacques Simon et viennent enrichir la chapelle des Bourbons. En 1975, Mortamet lance le chantier de nettoyage des façades de l'édifice, ainsi que celui de la restauration des tours sud et la reprise des maçonneries de la tour nord.
Depuis le 12 mai 1964, André Malraux avait créé dans le Vieux Lyon le premier secteur sauvegardé de France ; cet acte mettait un frein aux divers travaux de rénovation urbaine lourde prévus dans le secteur, dont les plus radicaux impliquaient le passage d'une bretelle d'autoroute à travers le quartier (le projet « Navigation »). À la suite de cette protection inédite, de nombreux projets voient le jour pour redorer l'image du quartier. L'un d'entre eux correspond au dégagement de la partie nord de la primatiale, à la faveur de l'agrandissement du palais de justice (finalement non réalisé). L'architecte des Bâtiments de France lance alors une étude visant au dégagement des vestiges de Sainte-Croix par la démolition des immeubles situés rue de la Bombarde. De 1972 à 1977, sept campagnes de fouilles sont menées sous les immeubles détruits ou en voie de l'être ; en parallèle, trois sondages sont réalisés dans l'abside de Saint-Jean, et un à l'extérieur ; les trouvailles faites permettent la reconstitution et la datation des édifices successifs du groupe épiscopal, ainsi que du mur jouxtant la Saône. Le choix est fait de mettre en valeur les restes de deux petites églises du groupe cathédral en les insérant dans le jardin archéologique Girard Desargues.

#### Les années 1980

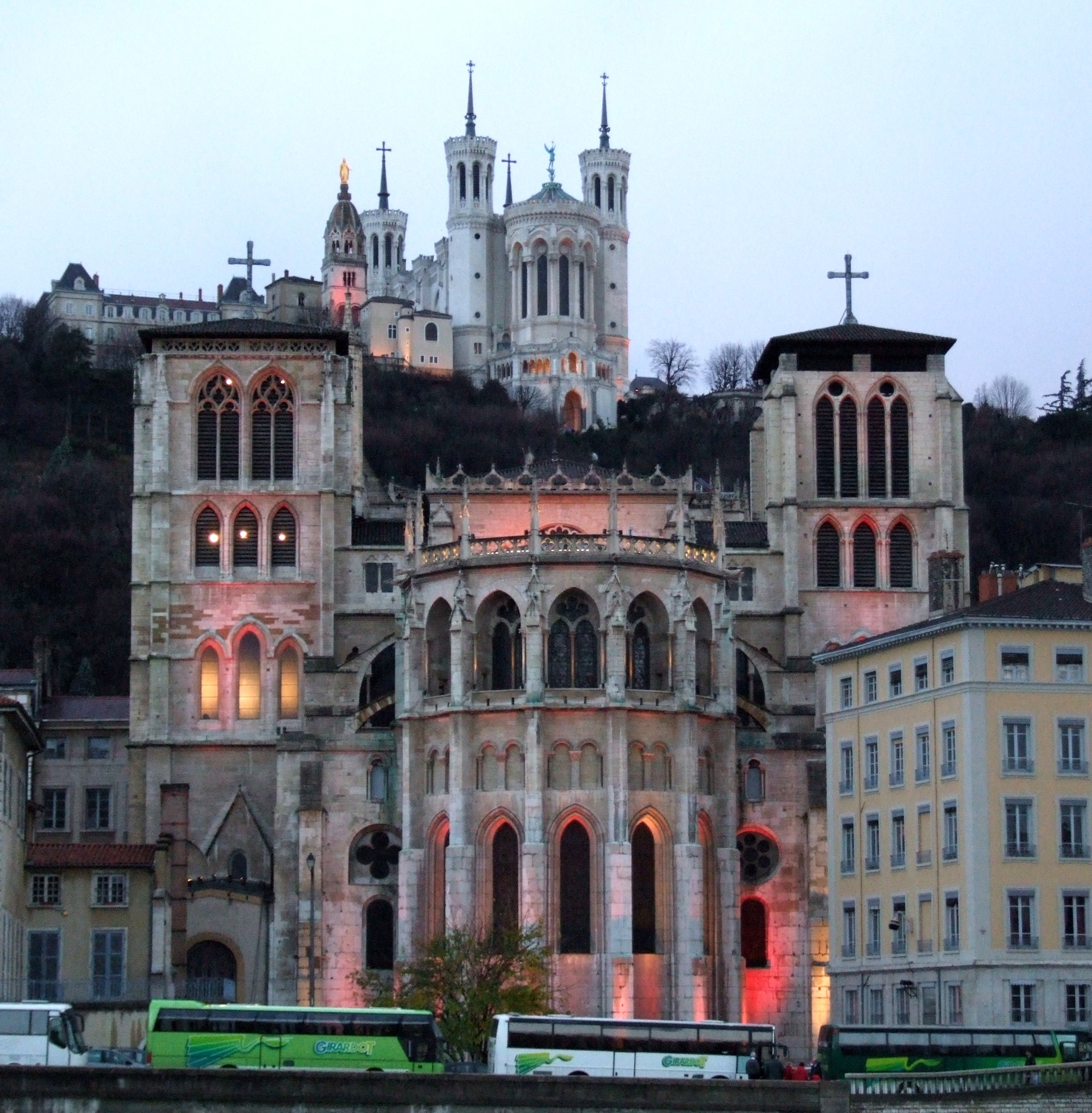
Le chevet de la cathédrale, principal centre d'activité des chantiers de restauration de la fin des années 1980.

À partir de 1977, l'État s'investit en lançant des campagnes de nettoyage des façades, en commençant par le bas-côté septentrional. Un financement spécial est proposé par le premier ministre (et futur maire de Lyon) Raymond Barre. Les travaux se déroulent de 1980 à 1982, à la suite de quoi le chantier s'attaque aux deux tours côté Saône ; à l'occasion de la pose des échafaudages en vue du blanchiment des pierres, d'autres équipes sont dépêchées sur place pour nettoyer et restaurer les vitraux des bas-côtés. En parallèle, d'autres vitraux réalisés par Jeannette Weiss-Grüber sont installés en 1981 et 1982.
En 1981, le conservateur régional des monuments historiques coupe la ville de Lyon en deux circonscriptions distinctes. Jean-Gabriel Mortamet reste chargé de la fin de la restauration de la façade occidentale, puis Didier Repellin lui succède en 1982. À l'occasion de la visite de Jean-Paul II à Lyon du 4 au 7 octobre 1986, d'autres travaux sont effectués dans la cathédrale. En particulier, l'éclairage est revu. Les lustres de Paul Desjardins avaient été remplacés par des suspensions hémisphériques en acier galvanisé ; les années 1980 voient la pose d'un éclairage plus artistique tentant de rendre l'aspect médiéval des lieux, en recherchant le rendu qu'obtenaient les maîtres verriers médiévaux en recomposant une lumière blanche à travers leurs vitraux colorés.
Dans le cadre de la loi-programme proposée par François Léotard le 21 avril 1988, concernant « la restauration et la mise en valeur des monuments classés ou inscrits », deux grands chantiers de restauration de cathédrales sont lancés : Reims et Lyon. Quatorze millions de francs sont consacrés à la restauration du chevet de la primatiale ; celui-ci est recouvert d'échafaudages de janvier 1989 à décembre 1990. Un blanchiment par gommage est utilisé sur la plus grande surface possible, le remplacement de certaines pierres trop abîmées ou dangereuses décidé là où il est nécessaire (bandeaux, gargouilles, contreforts). Pour refaire les gargouilles et remplacer les pierres manquantes, une nouvelle carrière est utilisée, celles datant de la construction étant inexploitées. C'est la pierre d'Anstrude extraite à Bierry-les-Belles-Fontaines, dans l'Yonne, qui est utilisée. Pour les pierres dont l'état de dégradation est moins inquiétant, un ragréage est pratiqué. Enfin, tous les joints ayant été faits en ciment, matériau nuisible à la bonne conservation de la pierre, sont ôtés et remplacés par de la chaux grasse. Ce chantier est également l'occasion pour les archéologues d'étudier en détail les marques lapidaires laissées aux XIIe et XIIIe siècles par les tailleurs de pierre qui ont réalisé le chevet.
À l'occasion de ce chantier, la rosace orientale (celle qui est située à la croisée du transept, au-dessus du chœur) est déposée intégralement (son manque d'accessibilité rendant impossible toute intervention sur place), nettoyée et restaurée par Jean Mauret, maître verrier de Bourges. Les couvertures de tuiles creuses qui couvraient originellement les bas-côtés sont restaurées. La toiture en cuivre recouvrant la grande sacristie est également refaite à neuf. Mais c'est surtout la forme que prend ce chantier qui est originale. D'une part, la cathédrale lyonnaise est jumelée avec la cathédrale épiscopalienne de New York, Saint-Jean le Théologien, dont la construction est inachevée. Un échange d'ouvriers français et américains se fait, afin que les constructeurs et les restaurateurs s'enseignent mutuellement, mais aussi que la présence d'invités stimule l'inventivité et le perfectionnisme des travailleurs. D'autre part, l'atelier de taille de pierre est installé sur le trottoir et ouvert au public par le truchement d'une grande baie vitrée. Les visiteurs peuvent donc regarder les tailleurs de pierre à l'œuvre, suivre l'évolution des œuvres et s'approprier le chantier. Des visites sont également organisées dans le chantier, dont neuf mille personnes profitent. Le chantier initié par la loi Léotard dure deux années ; la réception officielle des travaux a lieu le 8 décembre 1990, lors de la fête des Lumières.

#### Les années 1990
En 1991, la sacristie du chapitre est à son tour dotée de nouveaux vitraux, réalisés par Jean Mauret,. En 1992, un concours est organisé par la DRAC Rhône-Alpes, sur proposition de l'archevêque Albert Decourtray et de la commission diocésaine d'art sacré pour un réaménagement de l'église sous plusieurs aspects (type de chaises, mode d'éclairage de la nef, des bas-côtés et des chapelles latérales, ambon, autel, etc.) ; les architectes d'intérieur Andrée Putman et Olivier Gagnère sont mis en concurrence. C'est la première qui remporte le concours. En 1993, elle effectue une proposition d'aménagement qui est reçue de manière enthousiaste par le cardinal. La proposition repense l'aménagement intérieur de manière globale, aussi bien en ce qui concerne le mobilier liturgique ou les bancs qu'en ce qui touche au mobilier non-liturgique d'accueil du public. Des essais de nettoyage des élévations de l'abside et du chœur sont effectués en 2010. Ils révèlent notamment que ces élévations sont constituées d'une pierre marbrière d'excellente facture comportant des frises de scagliola de mortier rouge ; Andrée Putman, tenant compte de ce matériau brillant, décide que le nouveau maître-autel sera réalisé en albâtre, afin de correspondre aux objectifs visuels du cahier des charges. Le maître-autel en place jusque-là est déplacé dans la chapelle de semaine.

#### Les restaurations et travaux du début duXXIesiècle

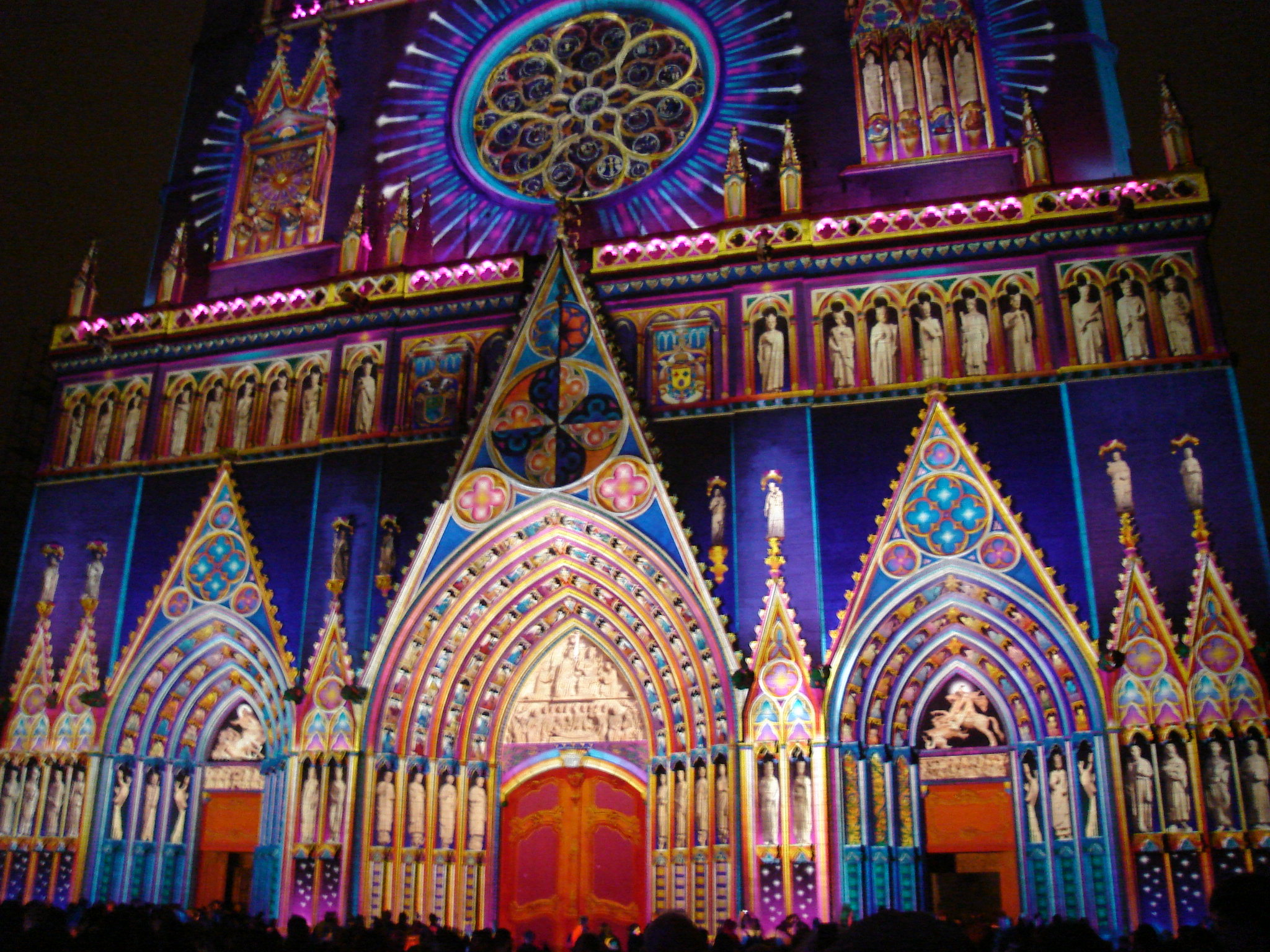
La façade de la cathédrale illuminée durant la fête des Lumières un 8 décembre. La cathédrale est un des lieux emblématiques de cette fête à partir des années 2000.

En parallèle, les travaux de restauration des extérieurs se poursuivent. La façade méridionale fait l'objet du chantier allant de 2003 à janvier 2005 ; durant ce chantier, l'ensemble de la façade est restauré, depuis les festons en partie haute jusqu'au pied des baies du mur gouttereau, y compris les couvertures des bas-côtés, les arcs-boutants, les remplages et les pinacles. À partir de 2005, ce sont les couvertures des chapelles Saint-Vincent et des Bourbons qui sont refaites, y compris le remplacement de plusieurs sculptures particulièrement dégradées. En 2007-2008, la tour sud de la façade principale, la manécanterie et la rosace centrale font l'objet des travaux, et le tour de l'édifice se termine en 2009-2011 avec le chantier de la façade septentrionale. Enfin, en 2011, une nouvelle campagne de nettoyage de la façade occidentale est menée. Lors de celle de 1980, les techniques de nettoyage n'étaient pas suffisamment avancées pour nettoyer les statues sans les endommager. Les nouvelles techniques permettent de nettoyer les pierres en projetant des poudres sèches très fines, faites de farines de noyaux de pêches ou d’abricots, qui ôtent les impuretés sans agresser le matériau. Dans certains cas, un cataplasme imbibé d’eau déminéralisée ou d’une solution fortement diluée pour dissoudre les parties polluées est utilisée, mais cette solution est souvent trop agressive. Quant au laser, il est proscrit car faisant jaunir la pierre. Par ailleurs, comme cela a été fait en 1988-1990 sur le chevet, tous les joints en ciment sont ôtés et remplacées par des joints de chaux grasse. Cette restauration intégrale des façades, menée donc de 1981 à 2011, est prise intégralement en charge par l'État, qui y consacre plus de dix millions d'euros.
Les restaurations des sculptures continuent de nos jours. En particulier, en 2005, quatre gargouilles du chevet sont remplacées ; elles avaient été posées en 1989-1990, mais les fixations des projecteurs mis en place par la ville de Lyon les avaient endommagées. En 2010, le tailleur de pierre Emmanuel Fourchet réalise une gargouille située à une douzaine de mètres de hauteur, qui fait beaucoup parler d'elle. En effet, il a pris la décision de sculpter cet élément à l'effigie du chef de chantier de la cathédrale, Ahmed Benzizine ; elle est de surcroît ornée de la double inscription « Dieu est grand » et « الله أَكْبَر » (Allahu akbar). Les jeunesses identitaires lyonnaises qui s'emparent du fait pour prétendre qu'« à Lyon, les musulmans se paient le luxe de s'approprier nos églises, en toute tranquillité et avec la complicité des autorités catholiques ». Au contraire, l'imam Kamel Kabtane, recteur de la grande Mosquée de Lyon n'y voit qu'« un clin d'œil, un de plus, à l'amitié islamo-chrétienne à Lyon » et rappelle qu'« en 1875, lors de la consécration de Notre-Dame de Fourvière, l'émir Abd el-Kader était présent ». Le père Michel Cacaud, alors recteur de la cathédrale, estime quant à lui que les critiques sont le fait d'un « manque de culture » et que certaines de gargouilles de l'édifice « pourraient scandaliser beaucoup plus ». Le père Vincent Feroldi, délégué épiscopal aux relations avec les musulmans pour le diocèse de Lyon, rappelle que la présence d'inscriptions arabes sur les églises françaises est une tradition attestée, comme en témoigne par exemple celle en caractères coufiques sur l’une des portes de la cathédrale du Puy, dont la signification est discutée ; la signification plus plausible étant السيادة هي الله (« Allah est souverain »).
Un concours est organisé en 2013 pour doter la cathédrale d'autres vitraux contemporains. Un groupement est retenu, comprenant les ateliers Duchemin, Didier Sancey, les ateliers Loire, Jean-Dominique Fleury, Jean Mauret et Gilles Rousvoal. Les différents artistes choisissent « d'imbriquer [leurs] écritures, de tisser les vitraux ; chacun à son tour représente la chaîne ou la trame ».

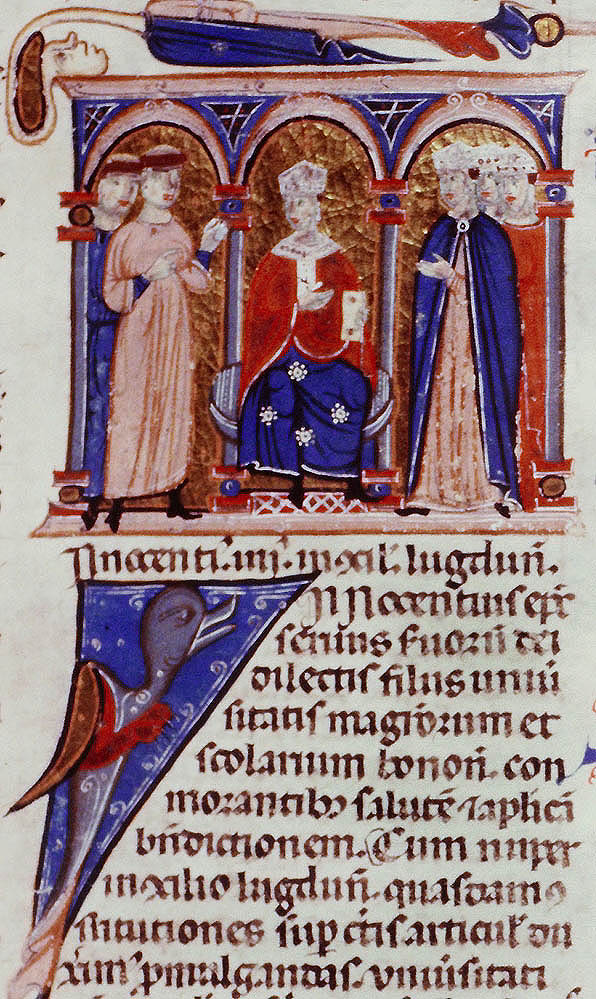
Innocent IV au premier concile de Lyon dans un manuscrit de ses Novellae. Bibliothèque de l'université de Syracuse.

### Évènements importants

#### Conciles
Les deux conciles œcuméniques de Lyon se sont tenus au XIIIe siècle dans la primatiale encore inachevée. Lors de ces deux conciles, le pape était présent. Le premier concile de Lyon (treizième concile œcuménique) se tient dans la cathédrale en juin et juillet 1245. Le maître-autel est consacré durant ce concile par le pape Innocent IV. À l'époque, celui-ci demeure à Lyon (1244-1251), où il est sous la protection de l’archevêque Philippe Ier de Savoie, et où la proximité de la France lui permettrait de se réfugier en cas d'attaque de l'empereur Frédéric II ; les frais du concile sont entièrement payés par l'archevêque lyonnais.
Le deuxième concile (quatorzième concile œcuménique) se déroule de mai à juillet 1274, avec six semaines d'assemblées. Le pape Grégoire X tente de réunir les Églises latines et grecques. Environ 8 000 personnes arrivent dans la ville (qui compte alors de dix à douze mille âmes seulement, ce qui pose de redoutables problèmes logistiques), dont à peu près 1 500 délégués qui assisteront aux séances. Les délégués grecs professent la foi catholique. À la suite de l'ambassade de Jean de Plan Carpin auprès d'Ögedeï, une délégation de Tatars est présente pour que ses membres reçoivent le baptême. Le docteur de l'Église saint Bonaventure meurt pendant ce concile après y avoir joué un grand rôle.

#### Visites pontificales

Visites pontificales à la primatiale
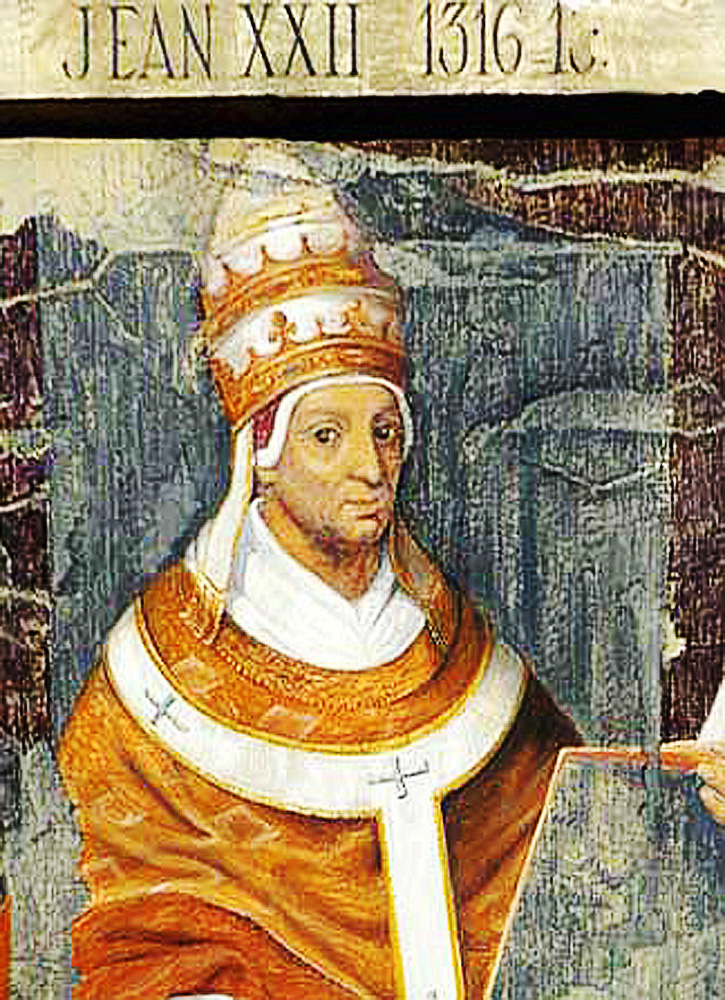
Jean XXII, élu pape à Lyon en 1316.
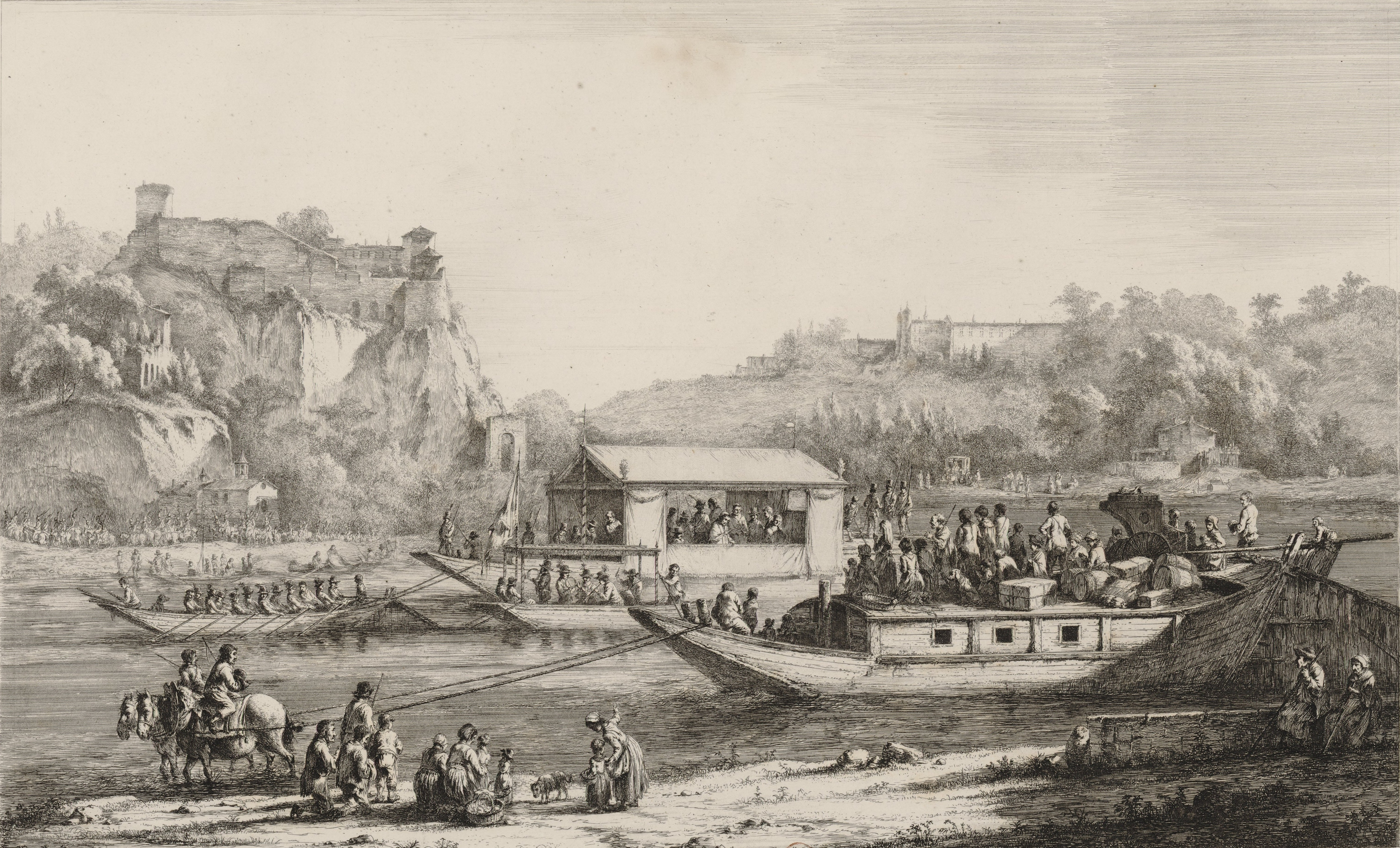
La visite de Pie VII à Lyon, et son pèlerinage vers l'Île Barbe.

En dehors du long séjour d'Innocent IV de 1244 à 1251, et de la présence de Grégoire X pour le deuxième concile, la cathédrale Saint-Jean est encore le théâtre du couronnement du pape Jean XXII (Jacques Duèse) en 1316 ; s'il a lieu dans cette ville, ce sont surtout pour des raisons politiques liées à la succession du trône de France.
En 1804, contraint par la force d'aller assister au sacre de Napoléon à Paris, Pie VII fait halte à l'aller comme au retour à Lyon, où il est reçu par Joseph Fesch. Le 19 novembre, il est accueilli par une foule considérable dans la primatiale ; le lendemain, il y célèbre une messe avant d'aller bénir la foule rassemblée sur la place Bellecour, enfin reçoit des délégations particulières au palais archiépiscopal, et repart le 21. Le 16 avril 1805, revenant vers Rome, il s'arrête quatre jours à Lyon, où il reste jusqu'au 20 ; son principal acte est la restauration du culte dans la chapelle Saint-Thomas de Fourvière, point de départ d'une dévotion populaire très forte à Notre-Dame de Fourvière.
Le 5 octobre 1986, le pape Jean-Paul II rentre dans la primatiale où sont rassemblés neuf cents malades venus de toute la région. Un tiers de la place disponible dans l'édifice a été aménagé pour les recevoir,.

#### Autres visiteurs notables

Autres visiteurs notables de la primatiale
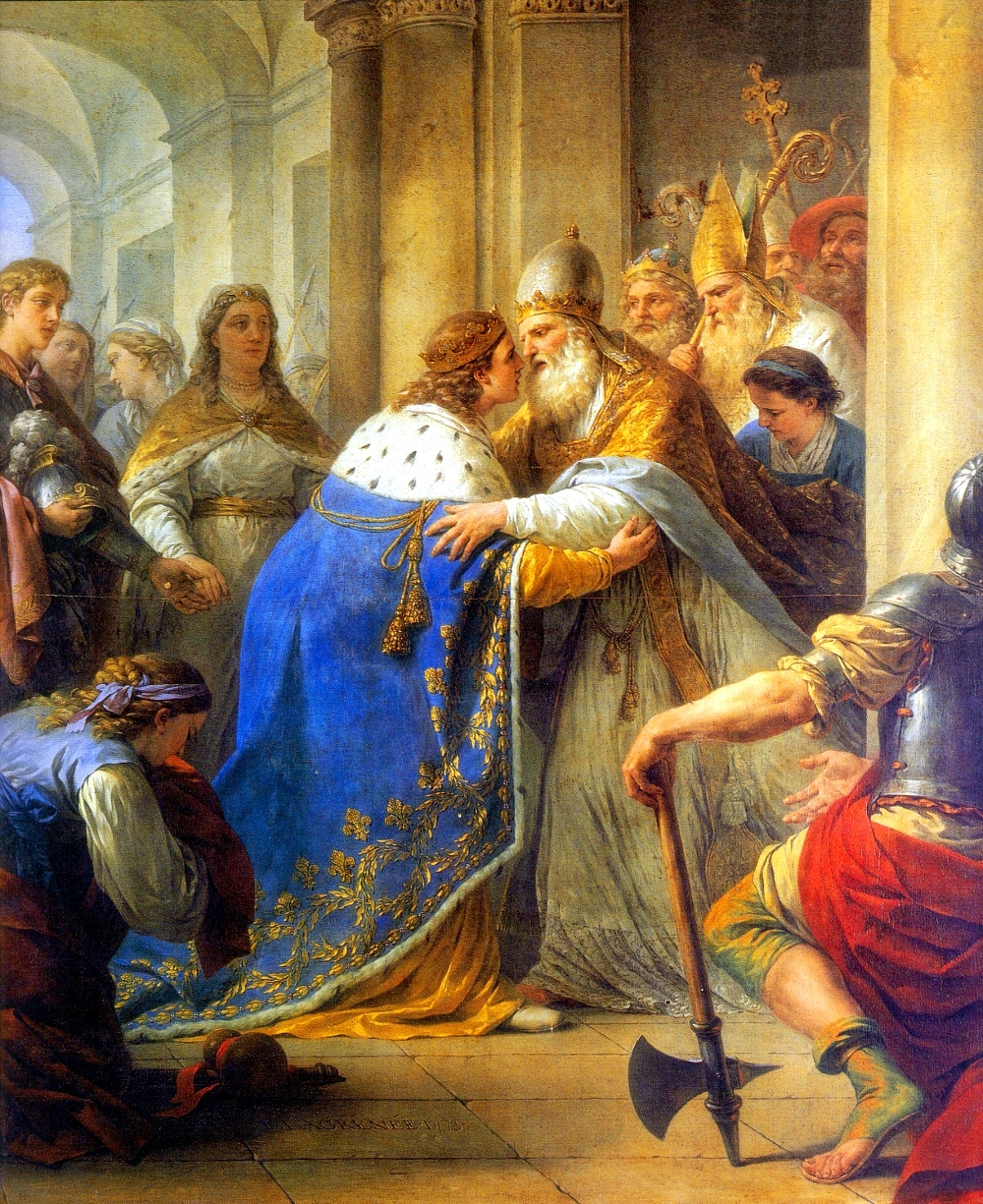
Tableau de Lagrenée : Innocent IV rencontre Louis IX à Lyon.
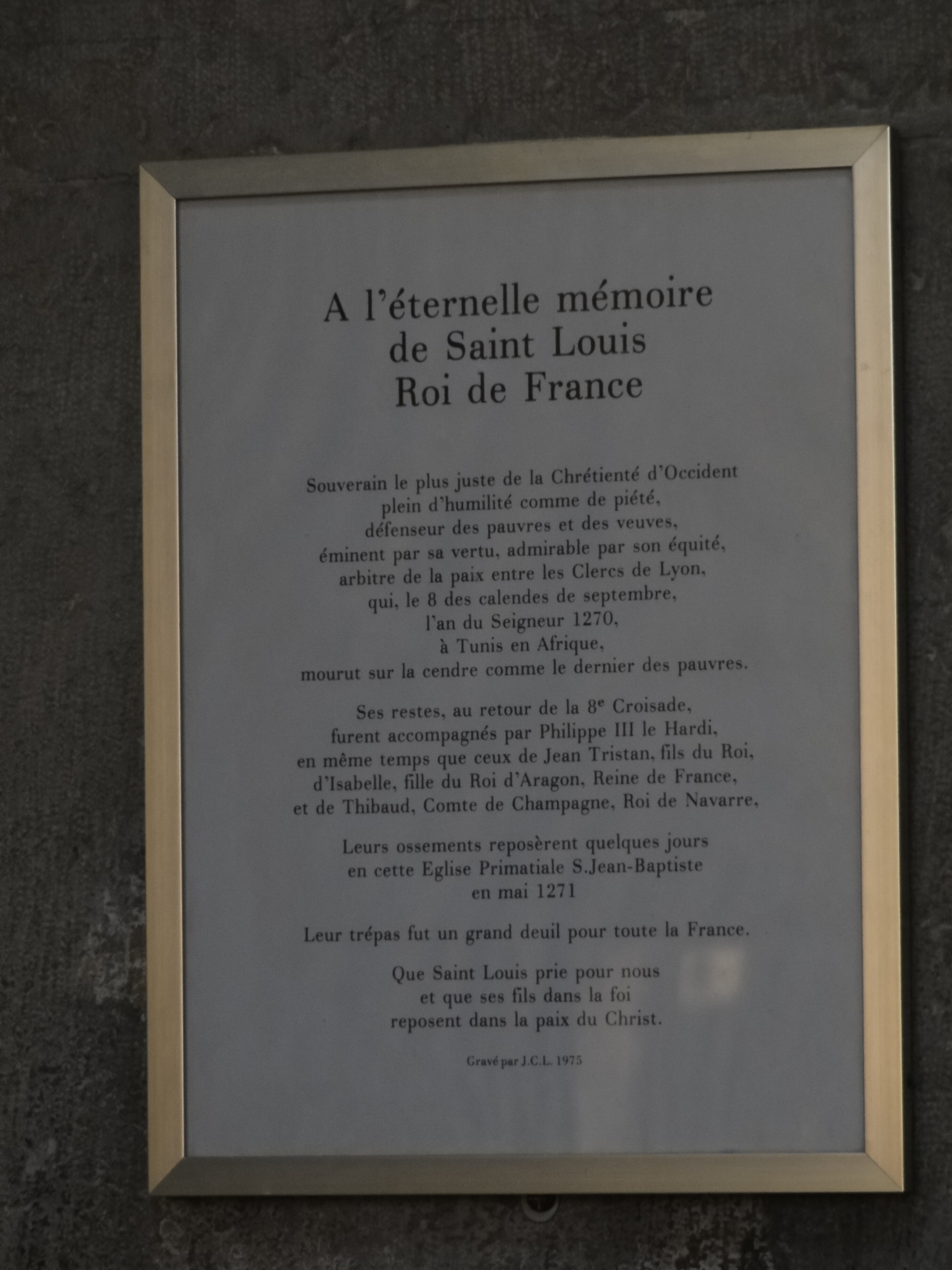
Plaque rappelant le bref séjour du corps de Louis IX dans la primatiale après son décès à Tunis.
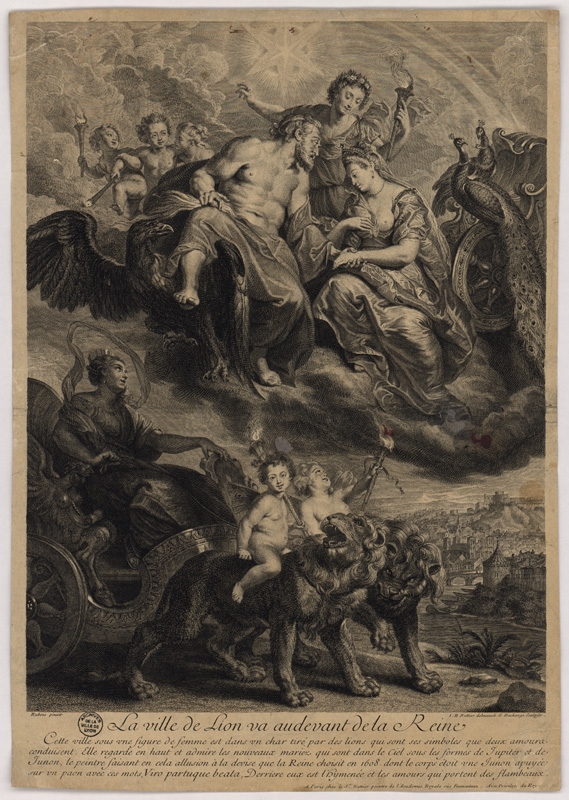
Estampe de Jean-Marc Nattier : le mariage d’Henri IV et de Marie de Médicis à Lyon[note 12].
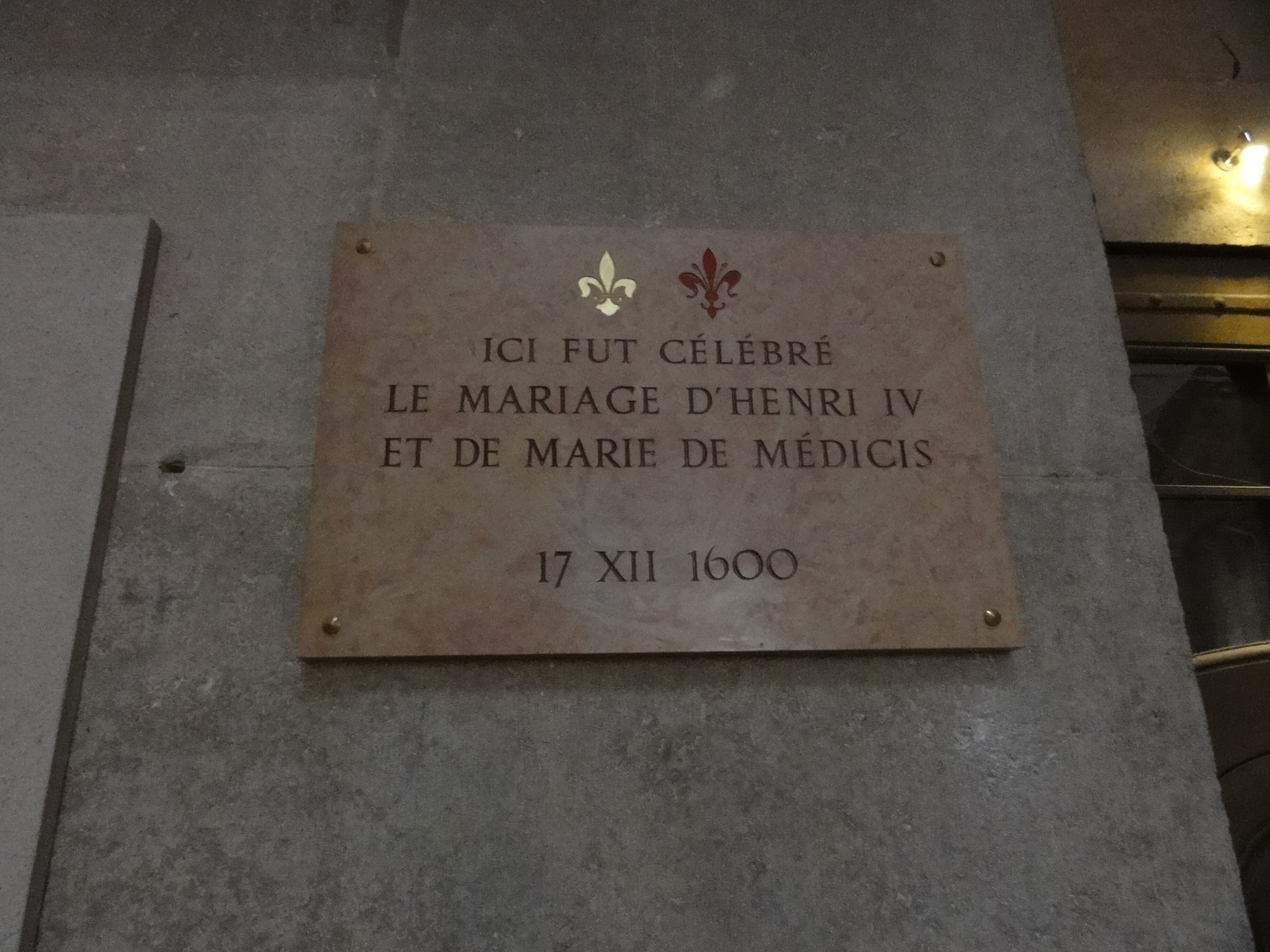
Plaque commémorative du mariage d'Henri IV et Marie de Médicis.

En 1248, en partance pour la septième croisade, le roi de France Louis IX rencontre à Lyon le pape Innocent IV, qui y séjourne alors (voir ci-dessus). La primatiale accueille encore temporairement son corps, rapporté de Tunis par son fils Philippe III le Hardi en direction de la basilique Saint-Denis en avril 1271.
Le 17 décembre 1600, la cathédrale abrite le mariage d'Henri IV et de Marie de Médicis célébré par le légat du pape (après avoir obtenu du pape l'annulation de son précédent mariage avec la reine Marguerite),.
L'empereur Napoléon Ier et Joséphine sont reçus par le cardinal Joseph Fesch (frère utérin de la mère de Napoléon) à l'occasion de la fête de Pâques de 1805.
La cathédrale Saint-Jean a abrité les obsèques des anciens maires Louis Pradel et Francisque Collomb, respectivement en 1976 et 2009, celles de l'animateur de télévision, Jacques Martin, en 2007, ainsi que celles du célèbre chef, Paul Bocuse, en 2018. En 2021, une cérémonie est organisée en hommage à l'ancienne députée Bernadette Isaac-Sibille.
Le 29 novembre 2023, la cathédrale accueille les funérailles de l'ancien ministre de l'Intérieur et sénateur-maire de Lyon Gérard Collomb. Pour l'occasion, le Président de la République, Emmanuel Macron, y prononce un éloge funèbre, en présence notamment de l'ancien Président de la République, François Hollande. L'ancien Premier ministre Édouard Philippe, ainsi que l'écrivain et académicien Marc Lambron prennent également la parole au cours de la cérémonie.

#### Grand pardon
La primatiale possède un privilège pontifical en faveur d'un jubilé. De la même manière que pour le Grand Pardon de Rocamadour, lorsque la fête de saint Jean le Baptiste, saint patron de la primatiale, coïncide avec la Fête-Dieu, le pape accorde une indulgence particulière à l'établissement. Comme la Fête-Dieu ne remonte qu'à 1261, le jubilé de Saint-Jean de Lyon a respecté toutes les années concernées : 1451, 1546, 1666, 1734, 1886 et 1943. Il s'agit des années au cours desquelles la fête de Pâques est célébrée le 25 avril. Cette date est le dernier jour possible d'occurrence de la fête pascale, ce qui rend cette coïncidence très rare dans le calendrier liturgique. Le prochain grand pardon à Lyon est ainsi prévu seulement en 2083,.

## Architecture

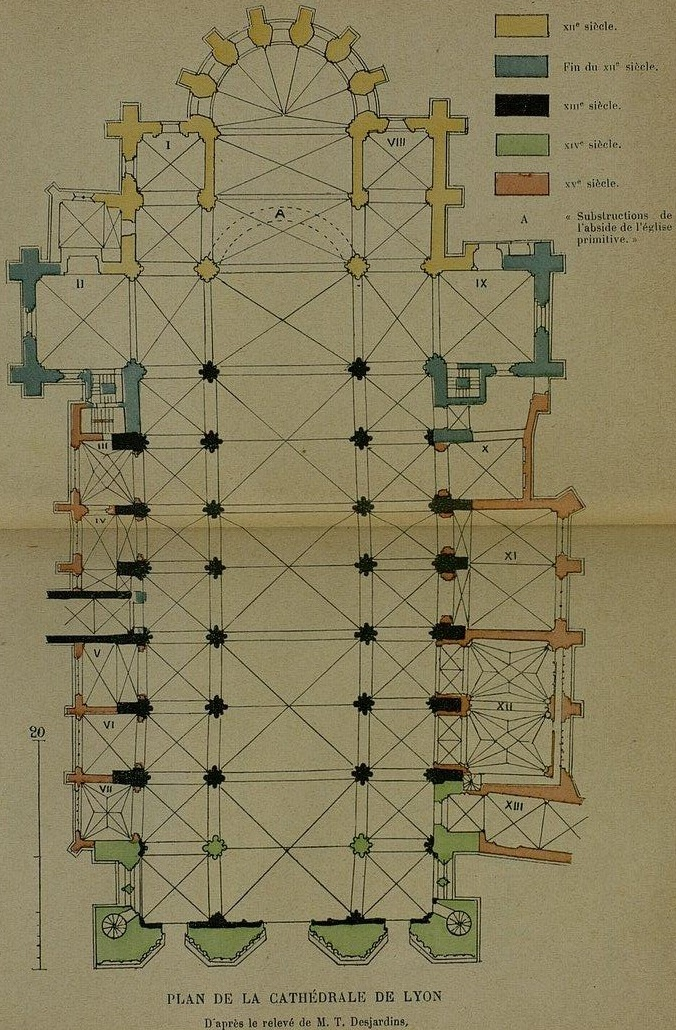
Plan au sol de la cathédrale Saint-Jean de Lyon, dressé par Lucien Bégule d'après les relevés de l'architecte Tony Desjardins. Les différentes époques de construction y sont bien visibles.

La primatiale est une église, orientée est-sud-est, à trois nefs (nef centrale et deux bas-côtés), dont la nef comporte quatre travées doubles (c'est-à-dire huit travées pour les bas-côtés, et quatre seulement pour la nef ; mais chaque travée de celle-ci est dotée d'un pilier central qui porte l'ogive orthogonale). La cathédrale est en outre dotée d'un transept qui dépasse le collatéral de la largeur d'une travée. En revanche, comme la plupart des églises du Lyonnais, elle ne comporte pas de déambulatoire, seulement deux chapelles latérales contiguës au chœur. Ce dernier, long de deux travées, est prolongé par une abside heptagonale (un demi-dodécagone).
L'édifice, construit en calcaire blanc, est en outre doté de quatre tours dépourvues de flèches : deux surplombent la façade, les deux autres, plus massives, sont situées sur les travées extrêmes de la croix du transept. La particularité la plus visible de la façade est d'être surmontée d'un haut pignon triangulaire, plus haut que les tours de façade, et qui n'épouse pas la charpente assez basse de l'édifice. La façade de la cathédrale est prolongée au sud par celle de la manécanterie ; entre ce dernier bâtiment et le palais archiépiscopal s'étend un cloître de forme rectangulaire. La manécanterie et ce cloître ne sont pas dans l'axe de la cathédrale, mais, plus ancien, ils s'alignent avec l'édifice carolingien qui le précède, désaxé vers le sud.

### Dimensions
La primatiale est un édifice de dimensions relativement modestes, ce qui s'explique à plusieurs titres. Tout d'abord, le conflit entre Guichard et le chapitre ôte à l'archevêque tout l'espace disponible à l'ouest, du côté de la colline, et le force à construire sa cathédrale sur les berges de la Saône, qui constitue donc une limite technique infranchissable. Cette double contrainte longitudinale limite nécessairement la longueur intérieure de l'édifice à 80 mètres, dont vingt mètres pour le chœur.
Ensuite, concernant la hauteur et la largeur de l'édifice, la conception évolutive de l'édifice en explique certaines limitations techniques. Notamment, l'obligation de poursuivre en gothique un travail entamé en style roman limite les possibilités techniques. Par exemple, la nef doit avoir la même largeur que le chœur, dont les dimensions sont limitées par les possibilités techniques de la voûte romane prévue initialement (et déjà assez vaste pour une voûte en cul-de-four). Cela explique sa largeur de 13,3 mètres seulement,, ainsi que la faible hauteur des voûtes du chœur (24,3 mètres). La largeur totale des trois nefs (nef centrale et collatéraux) est de 26 mètres.
D'autre part, les premières expérimentations gothiques (notamment, la construction de piles en prévision de l'installation de voûtes sexpartites) contrarient l'exécution d'un projet plus en phase avec les techniques déployées dans le nord de la France. La hauteur des voûtes, sans être faible, est de 32,5 mètres ; les cathédrales de Bourges ou de Chartres, contemporaines, ont une voûte plus élevée de cinq mètres.
Enfin, le choix fait de ne pas construire de flèches sur les tours limite la hauteur de celles-ci à 44 mètres.

### Protection
La cathédrale est classée monument historique depuis 1862. En outre, 152 objets qui y sont exposés sont également classés ou inscrits à l'inventaire des monuments historiques et recensés par la base Palissy.
La primatiale est également protégée au titre de son inscription dans un quartier à valeur patrimoniale. Ainsi, elle fait partie du premier secteur sauvegardé de France depuis le 12 avril 1964. Enfin, le 5 décembre 1998, elle est reconnue patrimoine mondial au titre de sa localisation dans le site historique de Lyon.

### L'extérieur

#### La façade occidentale
La façade occidentale de l'édifice constitue à la fois une structure gothique classique tout en incorporant des éléments originaux. La façade présente trois portails très ouvragés, dont les piliers sont couverts de médaillons figuratifs et narratifs. Elle est dotée d'une galerie assez saillante la parcourant au tiers de sa hauteur. Enfin, elle est dotée d'un pignon triangulaire très haut qui dépasse les deux tours de façade.

Vues de la façade occidentale
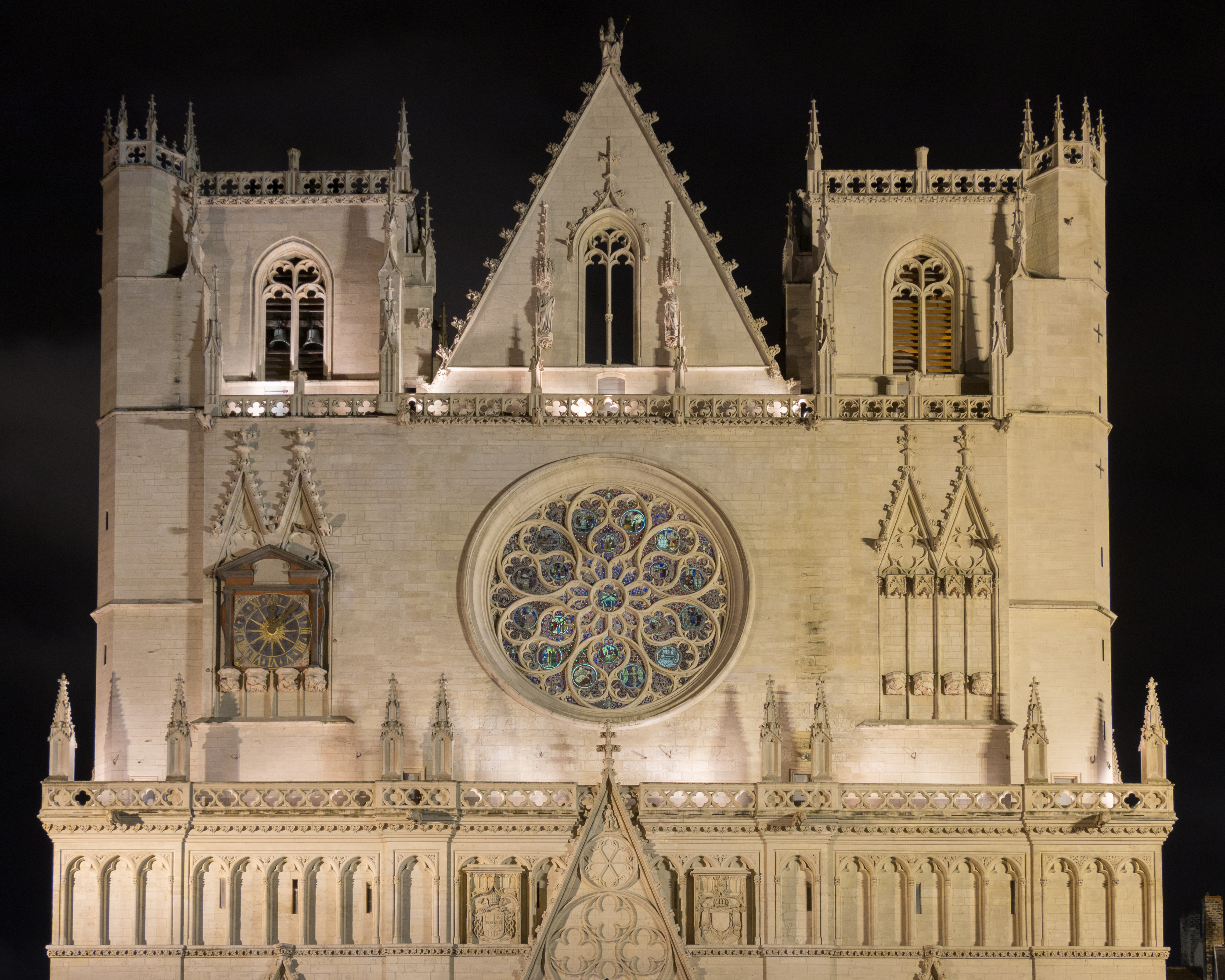
La façade de la cathédrale, prise de nuit.
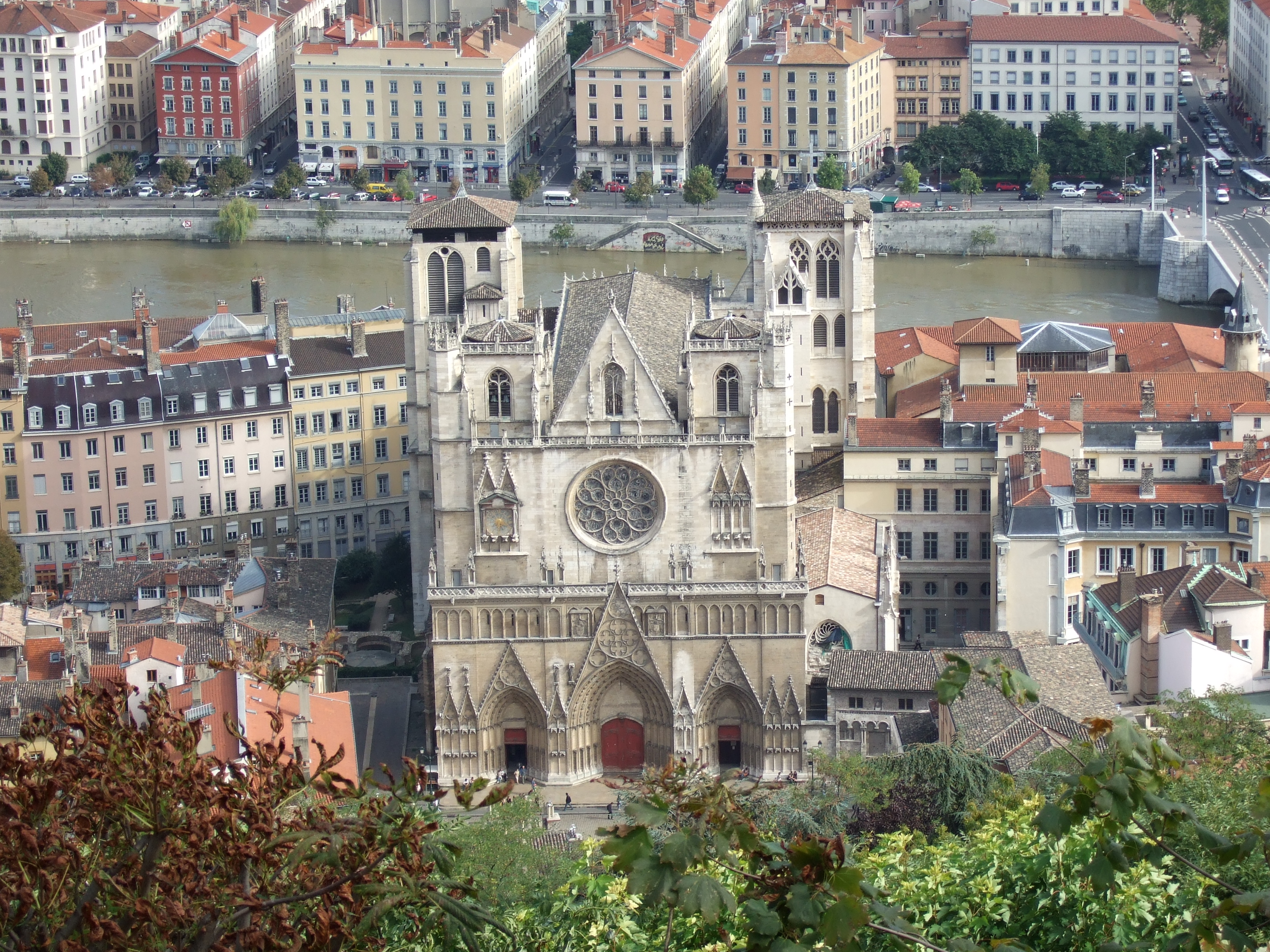
La façade de Saint-Jean, avant restauration (2006).
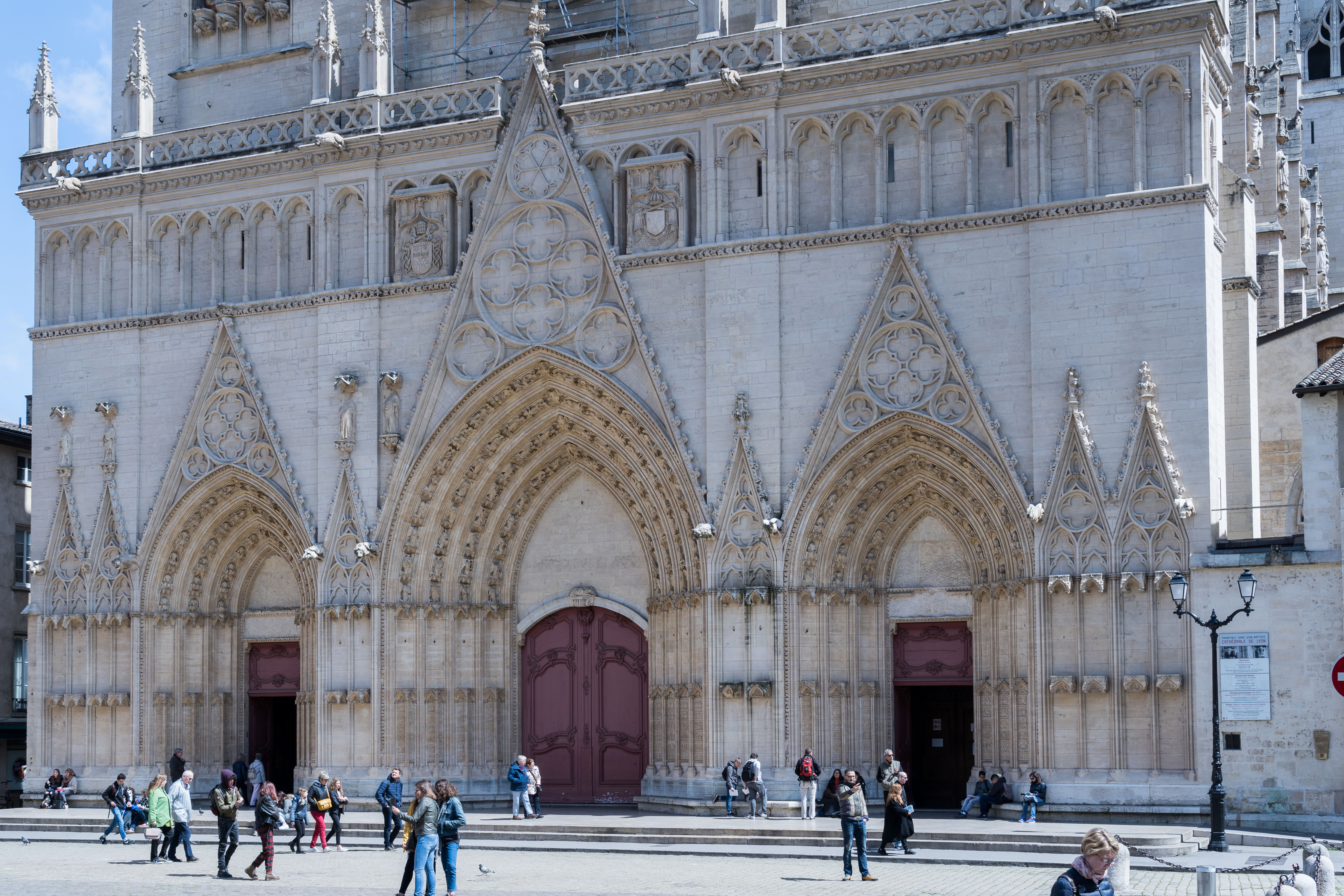
Portails de la façade Ouest.
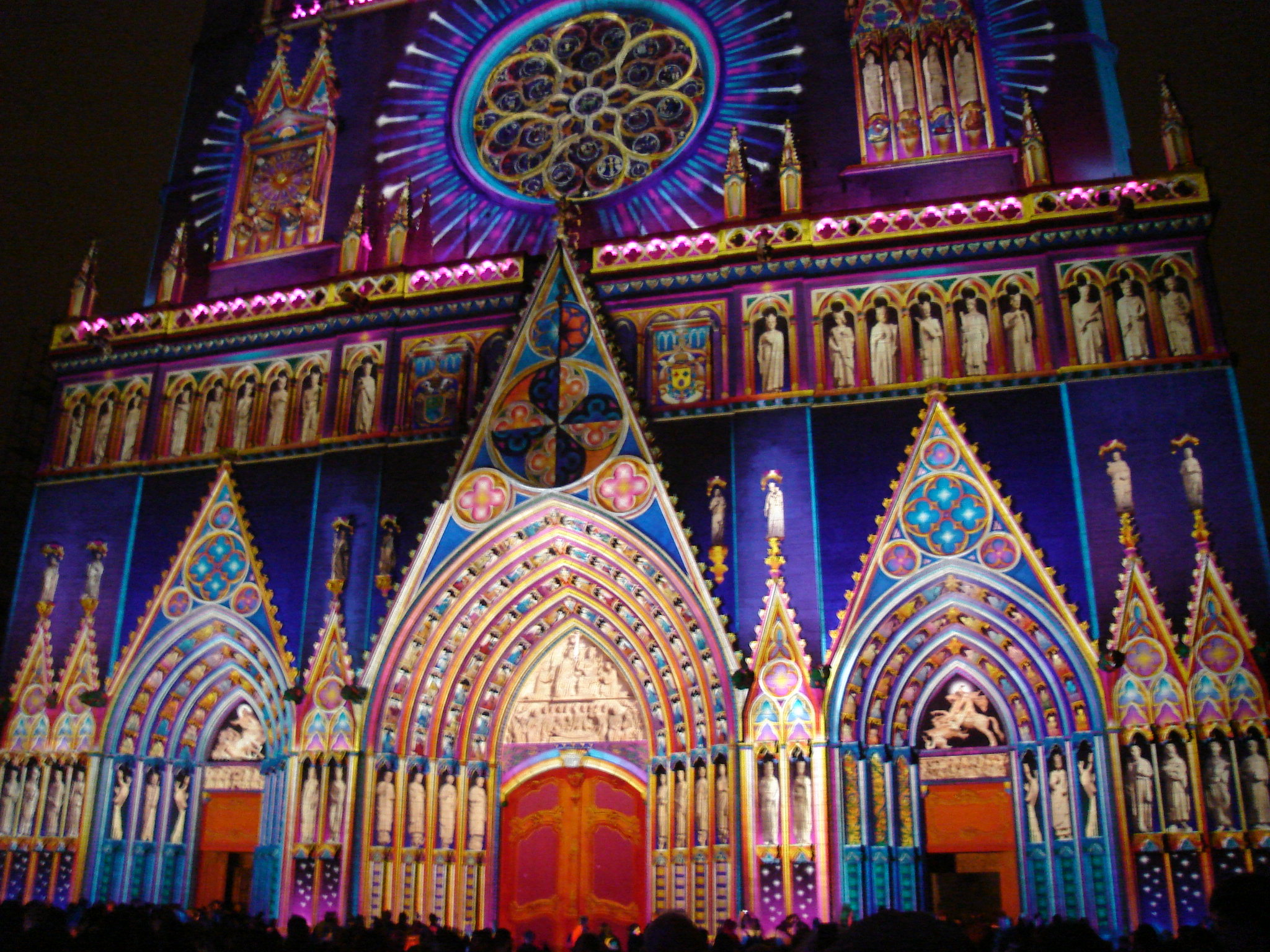
La primatiale durant la fête des Lumières.
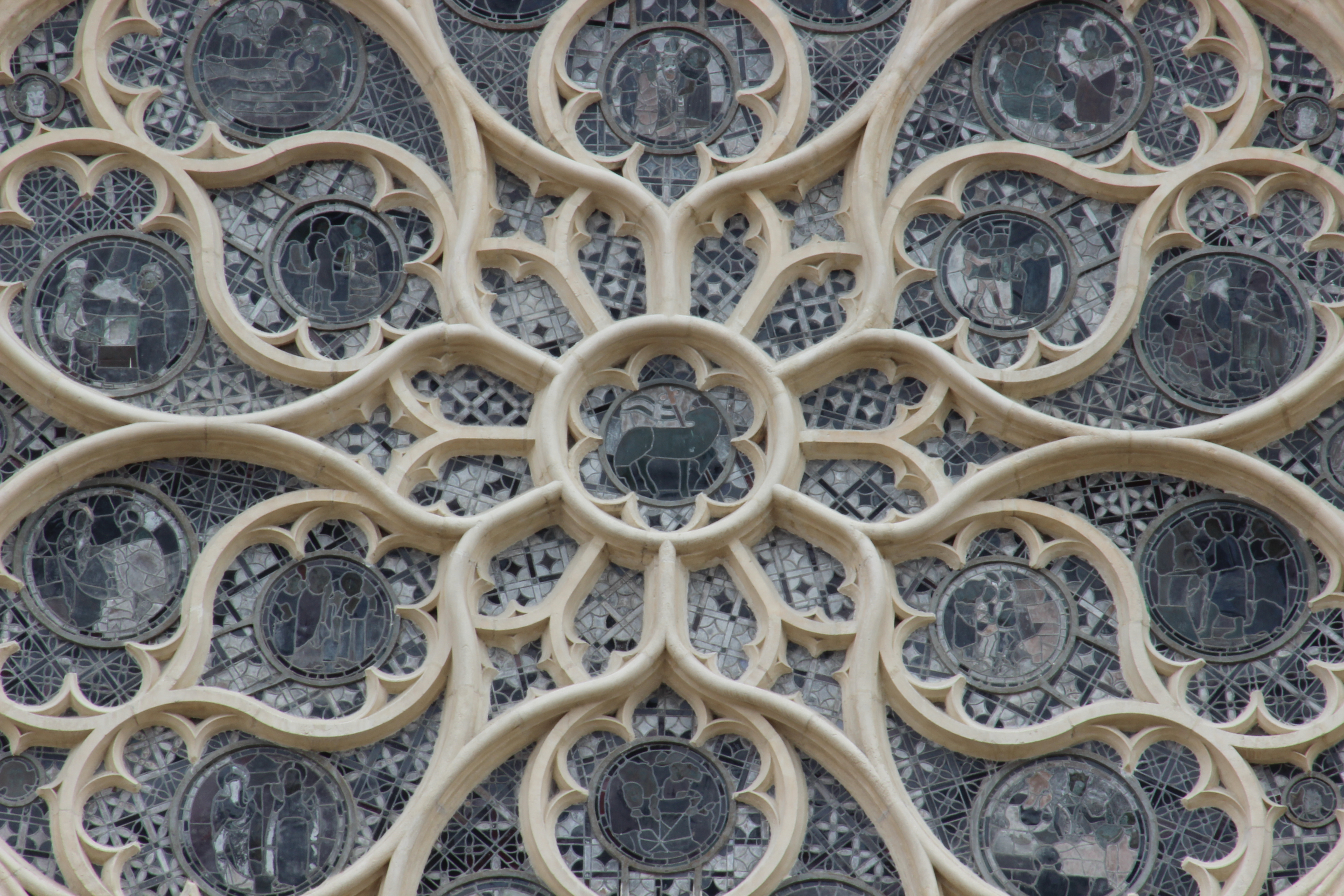
La rosace de l'Agneau (façade occidentale) vue du parvis.
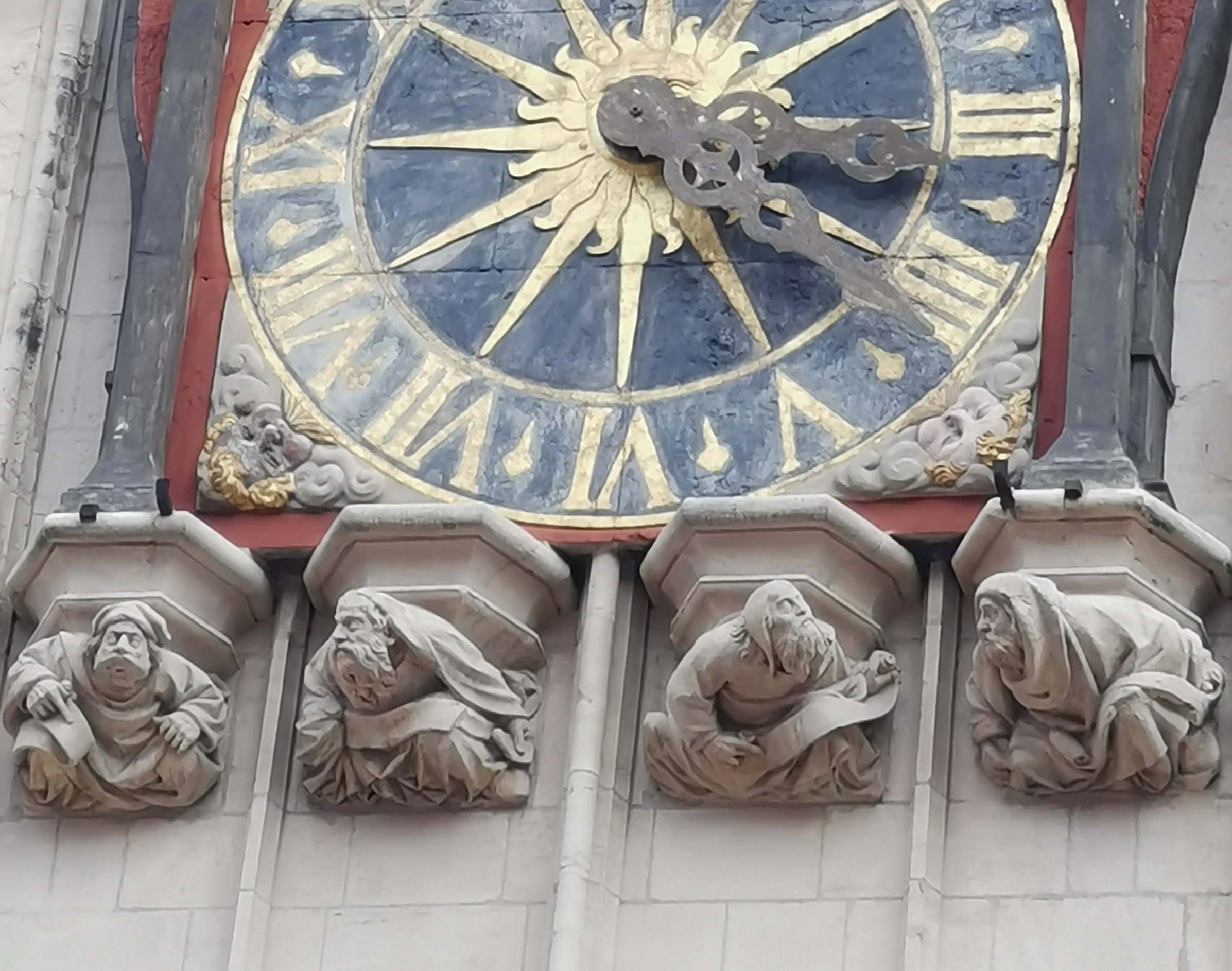
Détails de l'horloge

##### Les portails

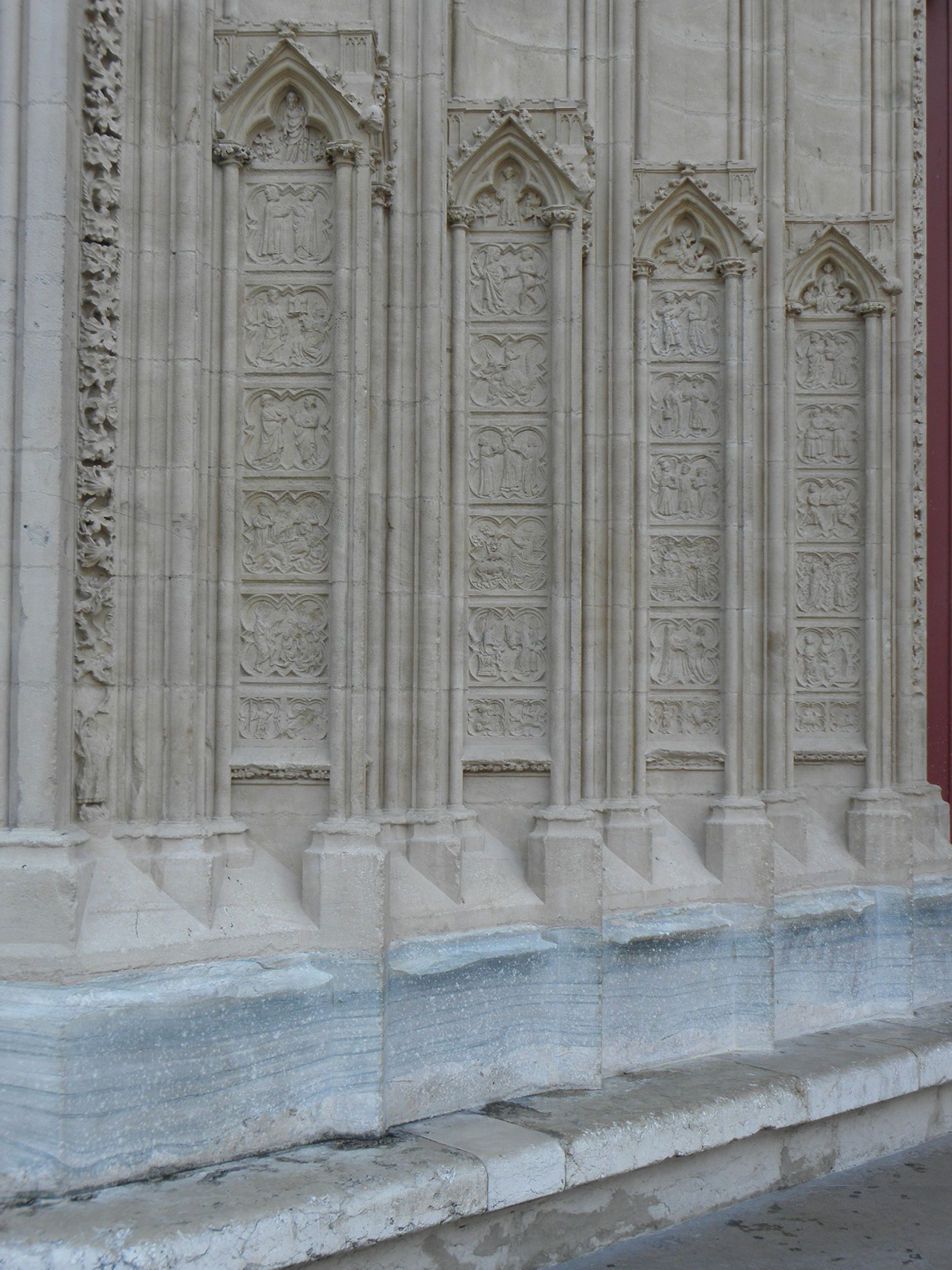
Les médaillons sculptés du piédroit gauche du portail central.

Les trois portails de cette façade comptent trois cent vingt bas-reliefs en « éperon », situé sur les piliers saillants qui portent les voussures encadrant les trois portails. Au XVIe siècle, le baron des Adrets, alors calviniste (il changea de camp par la suite), détruisit toutes les statues des saints dans les niches de la façade et décapita tous les anges des trois portails. Son travail de destruction fut parachevé au XVIIIe siècle par des martelages visant à faire disparaître ces décorations jugées moyenâgeuses. Par ailleurs, certaines scènes bibliques, malgré tout reconnaissables grâce au contexte, étaient déjà peu lisibles au Moyen Âge, soit qu'elles aient été martelées dès leur création, soit que l'artiste ait souhaité ne pas préciser la scène, en raison de son caractère choquant. C'est notamment le cas des deux médaillons représentant le double inceste de Loth.
Ces éléments constituent la partie la plus originale de la décoration de la façade. Ce type de médaillon ne se retrouve que sur la façade de la cathédrale Notre-Dame de Rouen, qui a probablement inspiré celle de Lyon. Chaque console compte huit médaillons alignés verticalement ; les médaillons sont présents sur les deux faces visibles de chaque pilier. Le portail central compte quatre piliers, donc 64 médaillons, et chacun des portails latéraux compte trois piliers, donc 48 médaillons, de chaque côté.
Les sujets représentés y sont variées, alternant des scènes bibliques avec des représentations profanes ou des hagiographies ; certaines histoires se lisent à travers une série de médaillons continus : la Genèse — 43 médaillons —, la vie de saint Jean-Baptiste — seize médaillons —, le cycle des saisons — douze médaillons — et les signes du Zodiaque — également douze médaillons. D'autres ne font l'objet que d'un médaillon sans rapport avec ses voisins, ou encore de plusieurs médaillons très éloignés, comme la vie de saint Benoît ou celle de saint Pierre. Ce dernier est abondamment représenté, et sans doute faut-il y voir un hommage à, ou une commande de l'archevêque Pierre de Savoie. Plusieurs médaillons font référence à l'histoire du diocèse de Lyon, notamment l'assassinat de saint Ennemond. Certains médaillons traitent différemment exactement le même sujet : par exemple, le meurtre d'Abel par Caïn est traité aussi bien dans le récit de la Genèse situé dans le portail central que dans un médaillon isolé du portail gauche. Certains récits impliquant des personnages bibliques ne sont pas tirés de la Bible mais de la tradition juive ou chrétienne, comme le meurtre de Caïn par Lamech.
La lecture de ces médaillons, quand un ordre logique existait, se faisait, comme pour les vitraux, de bas en haut. Cependant, à la différence du système boustrophédon (système dans lequel la lecture se fait alternativement dans un sens et dans l'autre) communément adopté pour les verrières, les médaillons des portails se lisent à partir des portes vers l'extérieur, commençant par le côté droit puis revenant au centre pour aller vers le côté gauche.
Le tympan du portail droit (méridional) représentait vraisemblablement un couronnement de la Vierge, dont restent des vestiges (sont visibles une Nativité et une Adoration des mages et des bergers) ; les voussures représentent des patriarches et des prophètes. Le tympan septentrional était plus probablement dédié à saint Pierre, car s'ouvrant sur le bas-côté menant à la chapelle qui porte ce nom ; les voussures représentent des figures de saints en rapport avec l'Église lyonnaise. Les quatre voussures sculptées du portail central représentent les 72 anges de la Kabbale.
Contrairement aux cathédrales de Reims ou de Strasbourg, dans laquelle une identité sculpturale est discernable, les styles présents sur la primatiale de Lyon sont très éclectiques. Il est probable que maintes statues aient été réalisées par des artistes de passage. Les anges du portail ont des ressemblances avec ceux des cathédrales champenoises, par exemple. Au Moyen Âge, l'apprentissage des sculpteurs était effectué sur le tas. Les artisans commençaient à travailler sur le chantier très jeunes, entre douze et quatorze ans. Pendant les deux premières années, leur tâche exclusive consistait en dégrossissage du matériau à la broche, puis la réalisation d'une surface place. Ainsi, ils ne commençaient à réellement sculpter qu'après plusieurs années d'expérience sur le projet. Encore dans les années 1960 ou 1970, les blocs de cinq à huit tonnes étaient déplacés uniquement au cric et aux leviers, et les blocs arrivaient sur chantier non taillés. Au début du XXIe siècle, des engins permettent de simplifier les opérations de bardage, et les blocs arrivent sur chantier préparés aux bonnes dimensions, les faces déjà nettoyées.

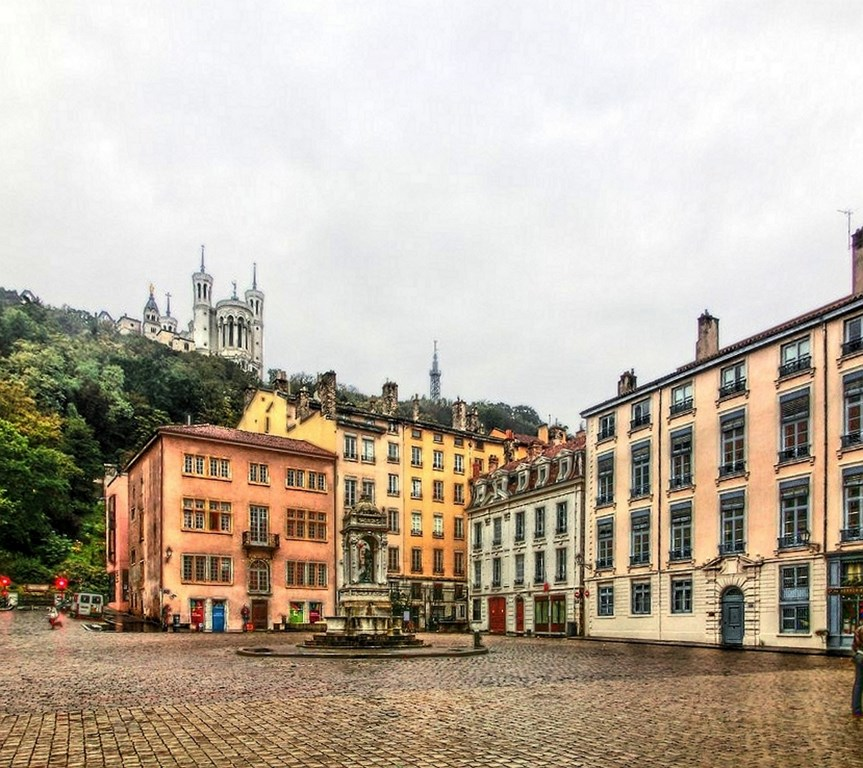
Le parvis vu depuis la manécanterie.

##### Le parvis
Le parvis correspond à la place Saint-Jean. Celle-ci est semi-piétonnière et ornée d'une fontaine en son centre, inaugurée le 22 juin 1844. La fontaine, abritée sous un petit temple de style néo-renaissance, est l'œuvre des sculpteurs Jean-Marie Bonnassieux et Félix Bernasconi, et représente le baptême du Christ par Jean, l'eau coulant initialement de la coquille sur la tête de Jésus,.

#### Les façades nord et sud

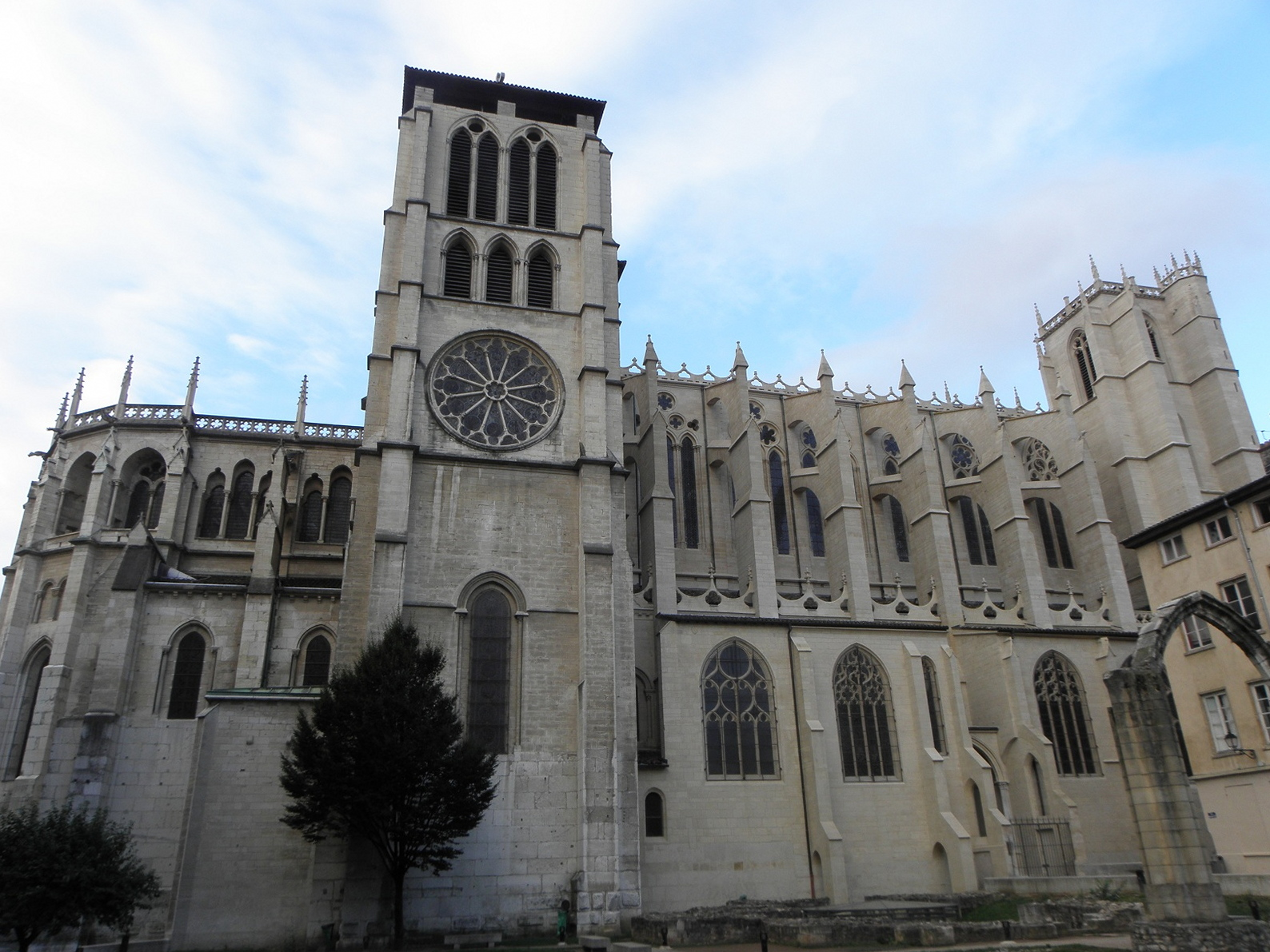
La façade septentrionale de la primatiale.

Les façades nord et sud diffèrent principalement l'une de l'autre par leur contexte urbain : la façade sud est incluse dans un ensemble bâti comprenant la manécanterie, l'évêché et le cloître les séparant. À l'inverse, la façade septentrionale, jadis intégrée dans le groupe cathédral, donne sur un espace dégagé depuis la destruction des églises Saint-Étienne et Sainte-Croix lors de la Révolution. Cet espace a été aménagé en un jardin archéologique nommé « Girard Desargues » en l'honneur de l'architecte éponyme.
Les arcs-boutants sont au nombre de six sur chacune des façades latérales. Ceux construits en premier, les plus orientaux, sont plus fins que ceux édifiés postérieurement. Les gargouilles ornant les pinacles qui les surplombent représentent (sur la façade nord) respectivement un personnage assis à califourchon, un ours, un bélier, un lion et Ahmed Benzizine (voir ci-dessus). La façade méridionale, quant à elle, est ornée de Moïse, Aaron, Josué, Gédéon, l'onction du jeune David par Samuel, enfin David.
Le cloître situé immédiatement au sud de la cathédrale, derrière la manécanterie, est orné, sur son côté septentrional (c'est-à-dire la façade de la primatiale) d'un ensemble de statues du XIIIe siècle. La porte donnant sur la galerie occidentale, reconstruite au XVe siècle, présente un décor de feuilles très réaliste, à dater probablement entre 1275 et 1300. Cette porte dite « de la Vierge à l'Enfant » remplace un autre ouvrant, roman. Son nom est dû à la statuaire : une statue de Marie y est effectivement sculptée sur le tympan : elle y est assise sur un trône, tenant une fleur de lys, que montre Jésus assis sur ses genoux. L'ensemble est entouré et encensé par deux anges agenouillés aux ailes déployées. Les statues sont colorées, présentant une dominante de bleue, couleur associée à Notre-Dame ; la fraîcheur de la couleur indique une reprise postérieure. Dans le cloître encore, les culées des arcs-boutants comportent chacune une niche abritant une statue protégée par un dais polygonal ; quatre d'entre elles portent des statues typiques de l'école rémoise du milieu du XIIIe siècle ; les deux autres des statues sculptées au début du XXe siècle. En ce qui concerne les anciennes, elles représentent le roi David, le sacrifice d'Isaac, un homme en manteau et un chevalier en cotte de mailles, ces deux derniers ayant perdu la tête. Il est néanmoins probable que ce dernier soit saint Maurice, fort honoré dans la région. Une des deux statues récentes représente Jean-Marie Vianney. Enfin, les pinacles des culées sont elles aussi ornées de petites statues.

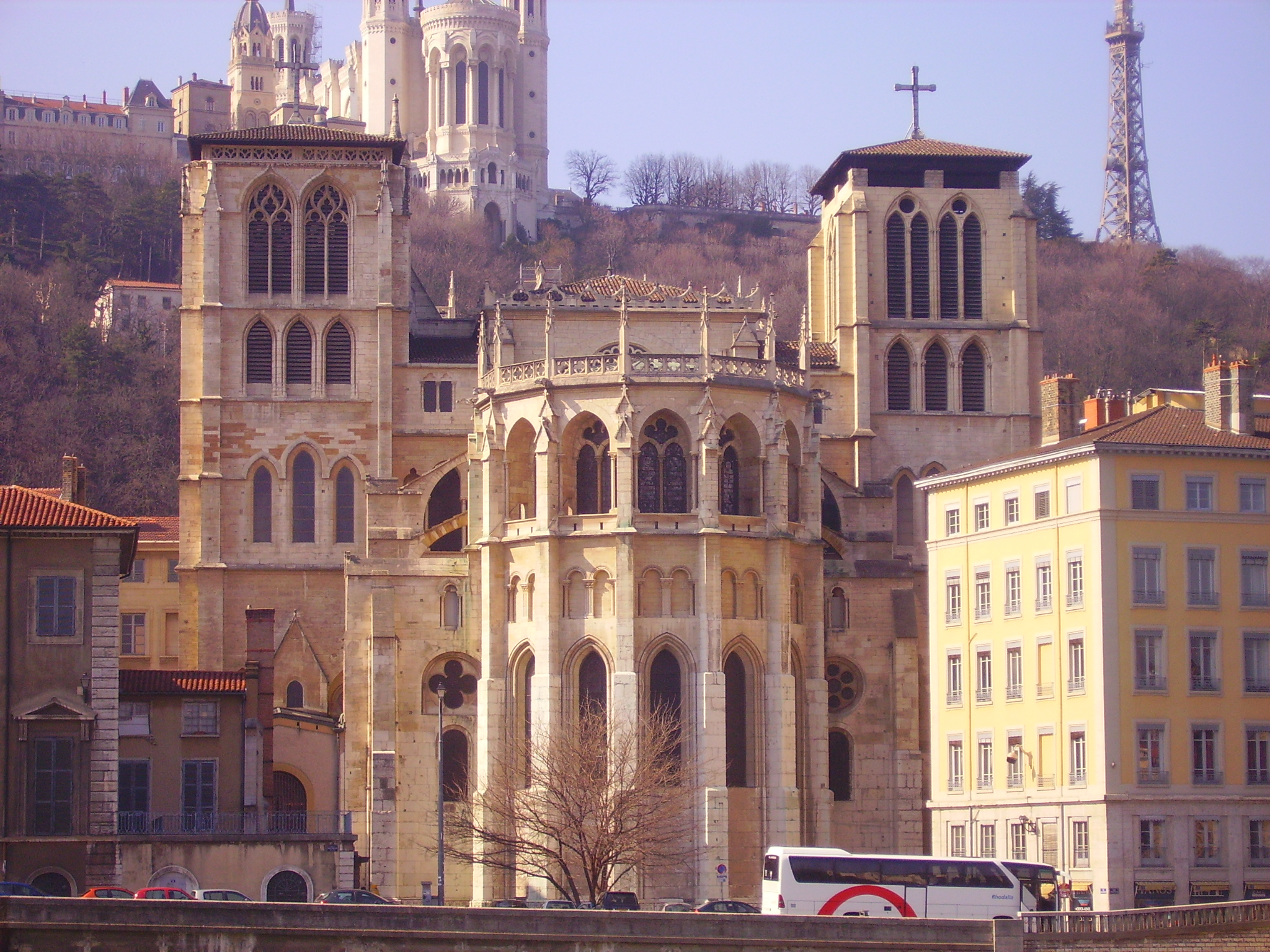
Le chevet de la primatiale.

#### Le chevet
Le chevet est de conception romane. Sa principale caractéristique est donc d'être dépourvu d'arcs-boutants. Il comporte trois niveaux au-dessus du soubassement en choin : le premier est constitué des lancettes (voir description des vitraux ci-dessous), une galerie d'arcs en plein cintre aveugles, qui ferme le triforium, et des fenêtres hautes géminées.

#### Les cloches
Une cathédrale est censée compter au moins six cloches. Au cours de son histoire, Saint-Jean en a possédé jusqu'à douze ; mais son clocher desservait, en plus de la primatiale, les églises Saint-Étienne et Sainte-Croix voisines. Seules deux des quatre tours possèdent des cloches.

##### Cloches «civiles»

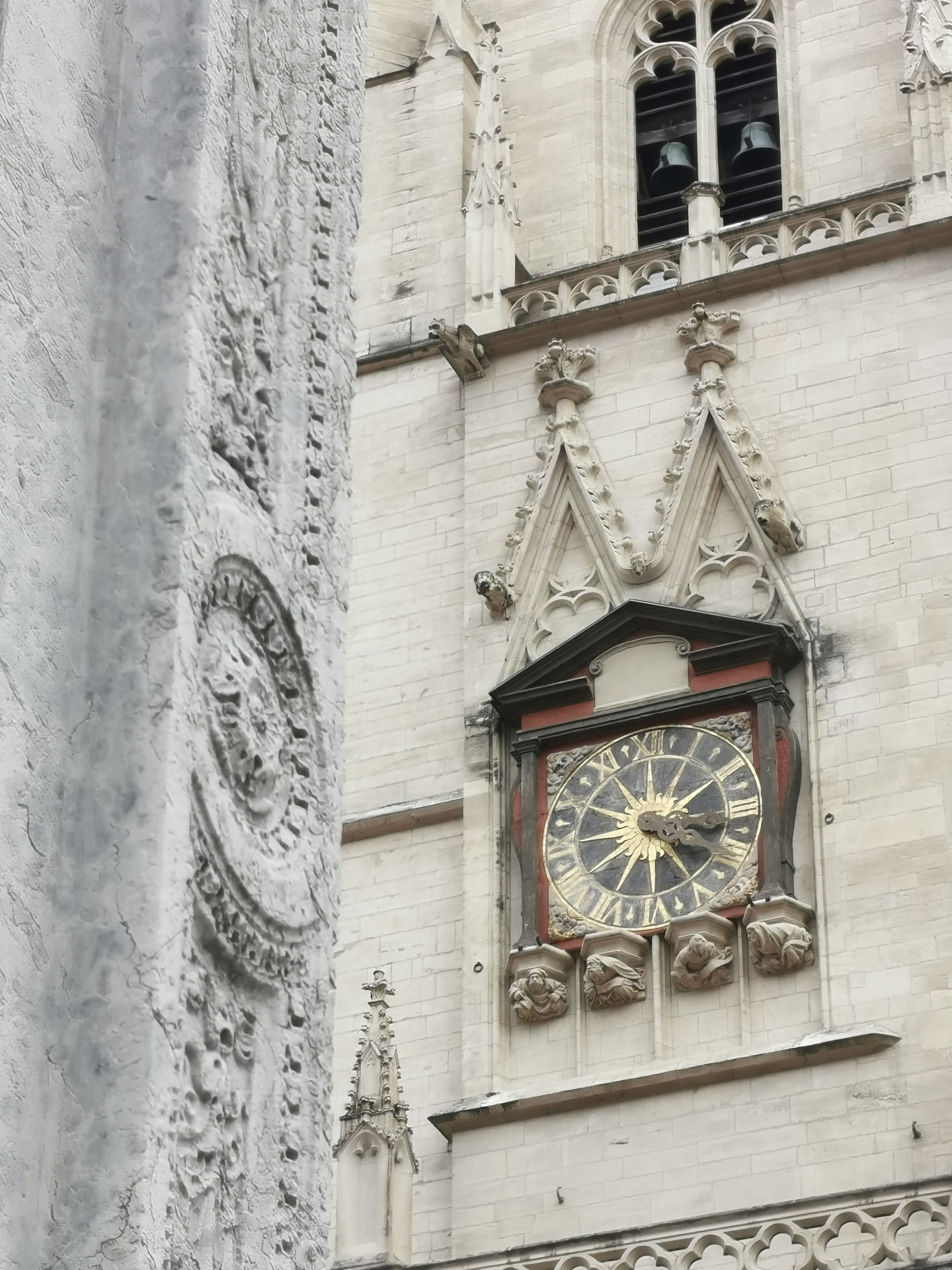
Deux cloches sont visibles de la place Saint-Jean.

Les cloches dites « civiles » sont au nombre de trois, et situées dans la tour nord de la façade occidentale, celle sur laquelle une horloge est accrochée. Elles sonnent les heures, mais pas l'annonce des offices, ni les évènements liturgiques. Ces cloches n'ont pas de nom, et leur ornementation est très réduite. Le « timbre des heures » daterait au moins du XVe siècle, mesure 1,12 mètre de diamètre et sonne un fa  3 chaque heure. Il est complété par deux timbres de quarts, de 50 et 70 centimètres de diamètre respectivement, qui sonnent les quarts d'heure, d'abord le do  4 (la plus petite des deux cloches), ensuite le si 3.

##### Le beffroi
Le beffroi est situé dans la tour nord du transept ; y sont suspendues les cloches de volée de la primatiale. Elles sont au nombre de six : la Grosse Cloche ou Anne-Marie ; la Deuxième ou Gabrielle ; le Tiers Sainct ou Blandine ; Séral ou Quart Sainct ; la Cinquième ou Pothin ; le Schiule ou Rappiau (« Rappel »). Les trois plus grosses cloches constituent le « grand accord » de la tour nord, les trois plus petites qui les surplombent le « petit accord ». À côté du beffroi est située l'ancienne chambre du maître sonneur (« Camera tirecordi »).

##### Le grand accord

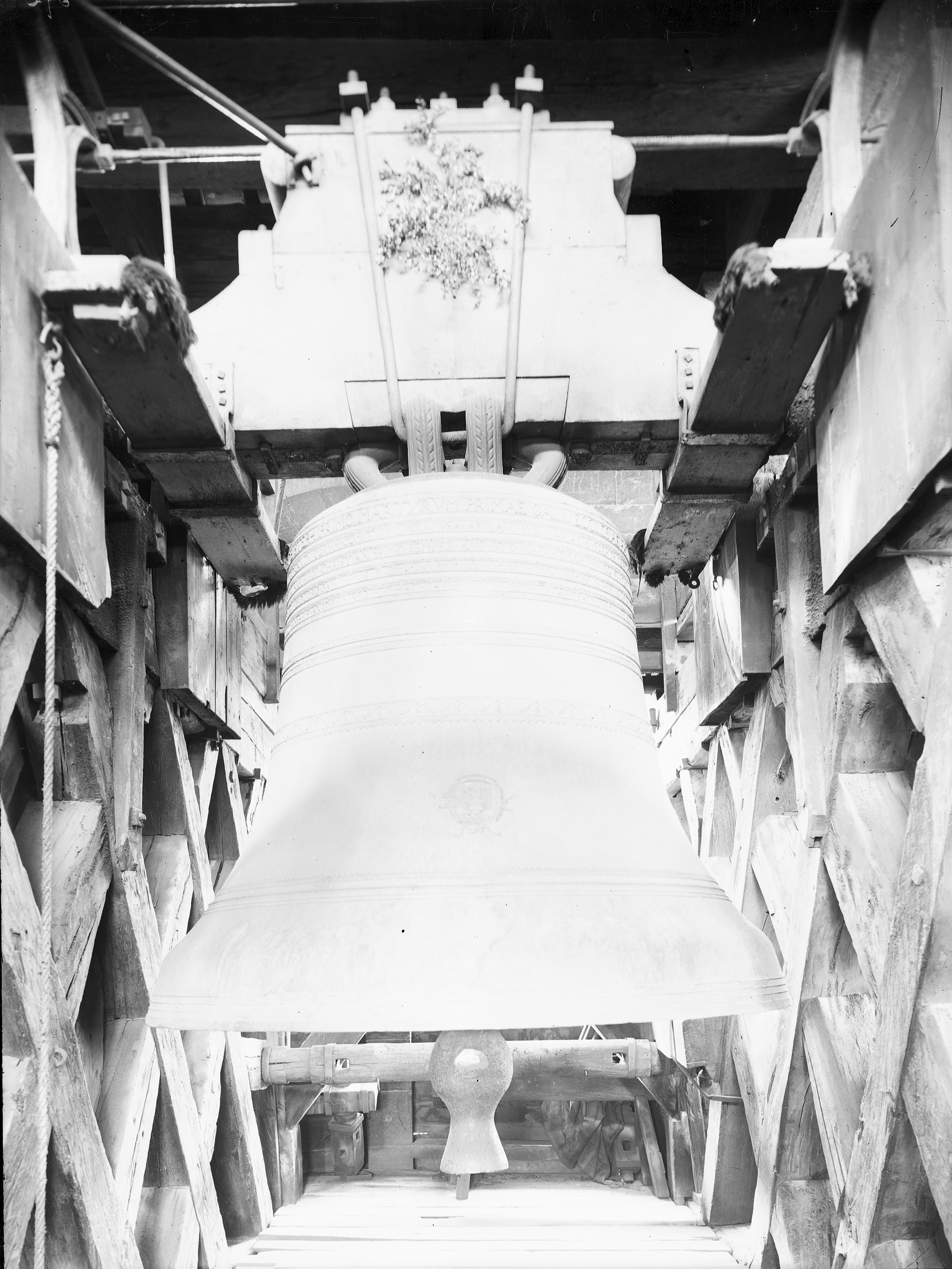
Anne-Marie photographiée en 1922.

Anne-Marie mesure 2,19 mètres de diamètre et pèse 7 700 kilogrammes. Elle a remplacé trois précédentes cloches : Nicolas, coulée en 1305, Marie I, datant de 1508, et Marie II, installée en 1555. Cette dernière, non détruite par le baron des Adrets, est fêlée en juillet 1622, trop utilisée (à cause d'une épidémie). La nécessité de disposer d'une cloche est telle que commande est passée en moins d'une semaine pour la confection d'un nouvel ouvrage. Le fondeur du roi à l'arsenal de Lyon, Pierre Recordon, fond Anne-Marie à partir des débris de Marie II ainsi que de lingots donnés. La coulée a lieu le 31 octobre au pied du clocher, derrière l'église Saint-Étienne, après quoi la cloche reste cinq mois au sol ; le chapitre finit par menacer l'entrepreneur de prison, et la cloche est hissée au sommet du clocher le 28 mars 1623, avec d'énormes difficultés dues à l'absence de trappe de treuillage. Le second prénom de la cloche rend hommage aux deux précédentes cloches, le premier à la reine Anne d'Autriche ainsi qu'à Anne de Bretagne, marraine d'une autre cloche détruite en 1562. Cette cloche offre une rémanence (persistance du son après le coup) de cent secondes. Les bourdons de poids comparable sonnent généralement un fa 2, mais Anne-Marie sonne un la  2. Du temps où elle était actionnée à la main, elle nécessitait seize hommes pour sonner à toute volée. Elle est par ailleurs ornée de nombreuses inscriptions rappelant sa dédicace, son histoire et ses caractéristiques, ainsi que de frises et figurines représentant feuilles d'acanthe et anges, ainsi que le Christ, une Vierge à l'enfant, Jean-Baptiste et Étienne placés aux points cardinaux,.
Gabrielle mesure 1,62 mètre de diamètre, pèse 2 379 kilogrammes et sonne un si  2. Elle remplace Étiennette, coulée en 1642 et détruite en 1793, qui pesait 5 765 livres. Le cardinal Fesch ordonne en juin 1807 son remplacement urgent : en effet, Anne-Marie étant la seule grosse cloche conservée, elle ne bénéficie plus du contrepoids des autres et fait pencher le beffroi. Le 16 août de la même année, Louis Frèrejean cadet obtient la commande de Gabrielle, qui est en réalité déjà coulée depuis 1805. La bénédiction a lieu le 15 novembre. Elle est ornée des armoiries pontificales et épiscopales, ainsi que d'inscriptions rappelant les circonstances de sa création. Blandine, attribuée à Chevalier, mesure 1,38 mètre de diamètre, pèse 1 533 kilogrammes et sonne d'ordinaire un do 3 ; bénie le 4 juillet 1818, elle est hors service en 2014. Comme son nom l'indique, elle est dédiée à Blandine de Lyon, et ornée d'un crucifix, d'une vierge à l'enfant et d'une fleur de lys, ainsi que d'une inscription rappelant sa dédicace et sa date d'installation,.

##### Le petit accord
La première cloche du petit accord, Séral ou « Quart Sainct », coulée en 1671 par Léonard Dupont , mesure 1,08 mètre de diamètre, pèse 697 kilogrammes et sonne un fa 3. Elle est aussi nommée « neufve » (parce qu'elle sonnait traditionnellement l'office de none) ou « carsin » (pour « quatrième signal »). Elle est dédiée aux apôtres Jean et Pierre, et porte parfois également ce double nom. Pothin, coulée en 1820 par Chevalier, mesure 96 centimètres de diamètre, pèse 535 kilogrammes et sonne un sol 3. Sa bénédiction a lieu le 11 mai 1820 ; ainsi que son nom l'indique, elle est dédiée à saint Pothin. Comme Blandine, elle est hors service en 2014. Enfin, Rappiau, coulée en 1805 par Pancrace Bertaud, mesure 83 centimètres de diamètre et sonne un la  3. Rappiau n'est pas un nom de baptême, mais un mot de patois signifiant « rappel ». Cette ultime cloche est également surnommée chiule, d'un mot d'argot signifiant « braillard » ou dissonant (ce qui n'est pas le cas, cette cloche sonnant juste une octave au-dessus d'Anne-Marie),.
En 1789, le clocher comportait huit cloches : non seulement Anne-Marie, mais aussi une cloche du fondeur Abraham Pose, datant de 1642, trois cloches de Léonard Dupont (1671), dont il ne reste que Séral, et trois cloches de Ducret père et fils, datant de 1768. Le 29 août 1793, la fonte de toutes les cloches, hors la plus grosse et la quatrième, est décidée ; elle produit 18 666 livres de bronze, expédiés aux arsenaux. Le rapport Brottier, remis en 1999, à l'occasion de la remise aux normes électriques du clocher, préconise l'installation de deux nouvelles cloches (ré  3 et mi  3) pour compléter le grand accord.

### L'intérieur

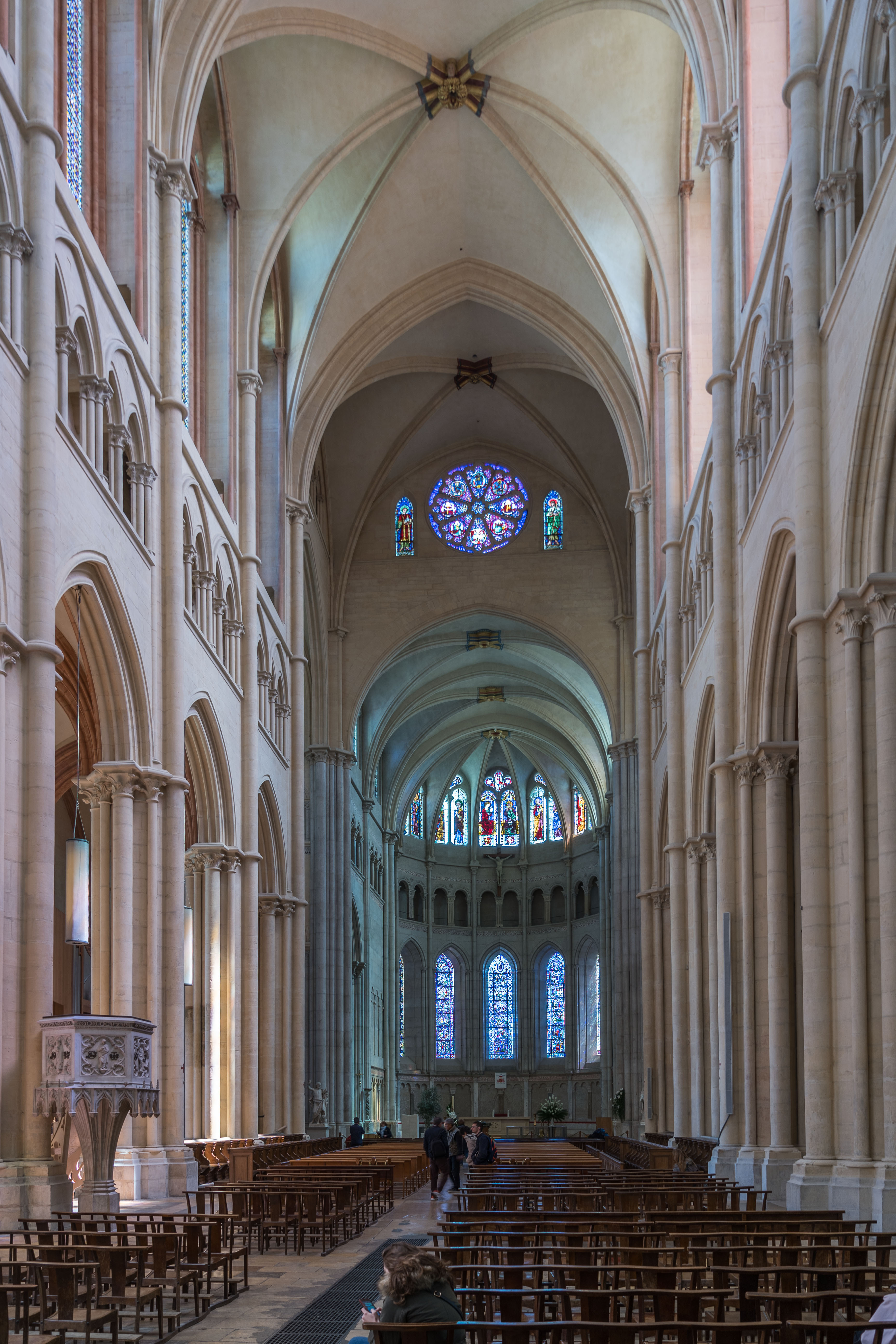
Intérieur de la primatiale. Vue générale de la nef et des bas-côtés, vers le chœur et l'abside, en arrière-plan. La différence de niveau entre les voûtes plus basses du sanctuaire et celles du transept est bien visible, ainsi que la rosace ornant le rattrapage entre les deux.

#### Le chœur et l'abside

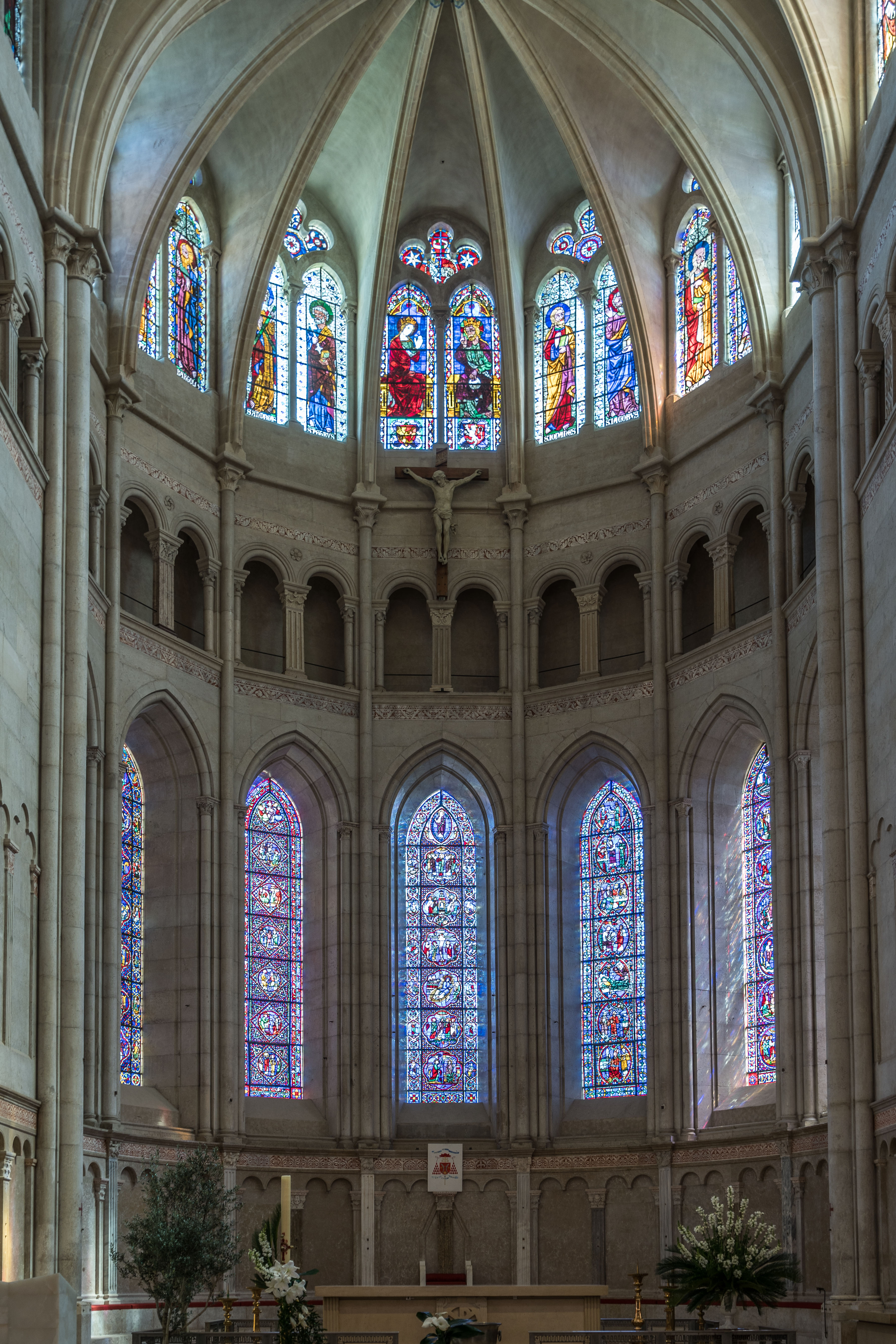
L'abside de la primatiale. Les sept loges sont bien visibles en haut, séparées par des ogives se rejoignant toutes à la clef monumentale.

L'abside de la primatiale est de forme polygonale à sept pans et vient clore un chœur de deux travées, le long duquel sont placées deux chapelles à chevet plat. Le sanctuaire compte trois niveaux d'élévations romanes : l'arcature d'arcs pendants qui l'entoure, les fenêtres inférieures trilobées, enfin le triforium. Au-dessus du triforium a été élevé un quatrième niveau, celui du clair-étage, gothique à croisées d'ogives. Le projet initial de Guichard prévoyait un cul-de-four sur l'abside et deux voûtes d'arêtes sur le chœur ; l'inspiration architecturale de ce projet est à rechercher dans le courant inspiré durant la renaissance du XIIe siècle par la gigantesque église de Cluny III. Cette tendance clunisienne se retrouve en particulier dans les motifs de marbre coloré, dans l'inspiration byzantine des décors.
La réalisation du triforium à l'initiative de Jean Belles-mains change la perspective de la future abside : il ne s'agit dès lors plus de réaliser de cul-de-four, mais une rangée de baies et une voûte d'ogives. La solution trouvée par l'architecte de Renaud de Forez est la mise en place d'une galerie à loges, solution technique déployée ailleurs mais improvisée ici pour des raisons structurelles. En effet, les contreforts romans ne sont pas aussi adaptés que les arcs-boutants au contrebutement des ogives. Chaque loge est voûtée d'un berceau brisé dont le plan horizontal est rectangulaire, mais qui couvre un espace trapézoïdal, c'est-à-dire plus large à son extrémité (extérieure) que la voûte qui le couvre. Le hiatus est résolu par l'ajout de consoles intermédiaires, d'une part, et par l'édification de colonnes « en délit », c'est-à-dire dressées à courte distance des éléments qu'elles soutiennent, à l'extérieur. Dans le chœur, les baies hautes qui constituent le clair-étage sont regroupées en deux groupes de trois de chaque côté, donnant sur la galerie externe. Les ouvertures donnant sur l'extérieur ne sont pas dans l’alignement des baies, mais agrandies en partie haute, pour ne pas faire obstacle à la lumière zénithale. L'arc des baies externes de chaque groupe de trois est monolobé, ce qui est une pratique qu'on trouve seulement dans le monde germanique aux XIIe et XIIIe siècles. Cela a pu constituer un hommage indirect à Guichard, car cette forme se retrouve notamment dans les abbayes cisterciennes de Maulbronn et de Sulejów ; ou c'est simplement un calcul géométrique et de report de charges qui a déterminé le choix de cette forme.
Le diamètre de l'abside est de 12,5 mètres, ce qui, d'une part, le place dans la moyenne supérieure des édifices romans contemporains de la région, et qui correspond d'autre part à la largeur de l'abside de l'église de Patient, au Ve siècle. Les chapelles latérales du chœur comptent également deux travées, la première d'entre elles communiquant avec celui-ci, l'autre en étant séparée par un mur. Les colonnes engagées séparant les deux travées, côté chœur comme côté chapelles, sont réduites à leur fonction portante, sans fioriture, afin de maximiser l'espace disponible dans le chœur.
Le parement intérieur de l'abside est constitué de choin (voir ci-dessus), sous forme d'orthostates, c'est-à-dire que les choins sont placés verticalement, afin de montrer une plus grande surface unie. Chaque pierre de choin forme le fond d'un arc pendant, délimité par des pilastres cannelés, dont elle épouse les dimensions (un mètre sur deux). Les joints étant ainsi masqués, les constructeurs ont donné l'illusion d'une seule et immense pierre courbe formant tout le fond de l'abside. Outre le choin, l'autre pierre calcaire abondamment utilisée pour l'abside est le marbre. Il a été décidé d'utiliser pour les bases des colonnes un marbre blanc d'un grain très fin, qui tranche visuellement avec le marbre coloré employé pour bâtir les pilastres et les arcatures, ainsi que les supports du triforium.
Le triforium du chœur et de l'abside est conçu comme la galerie d'un cloître, avec une opposition dans les séries de colonnes du premier et de la seconde. Les pilastres du chœur alternent base rectangulaire et circulaire, faces lisses ou à cannelures, ces dernières droites, brisées, ondulantes ou en chevron, avec une mise en symétrie des deux côtés. Le motif produit par les colonnes du triforium du chœur forme un chiasme ABACA-ACABA. En regard, le triforium de l'abside, aux colonnes régulières, à base rectangulaire et cannelures droites) apparaît beaucoup plus classique.

#### Le transept

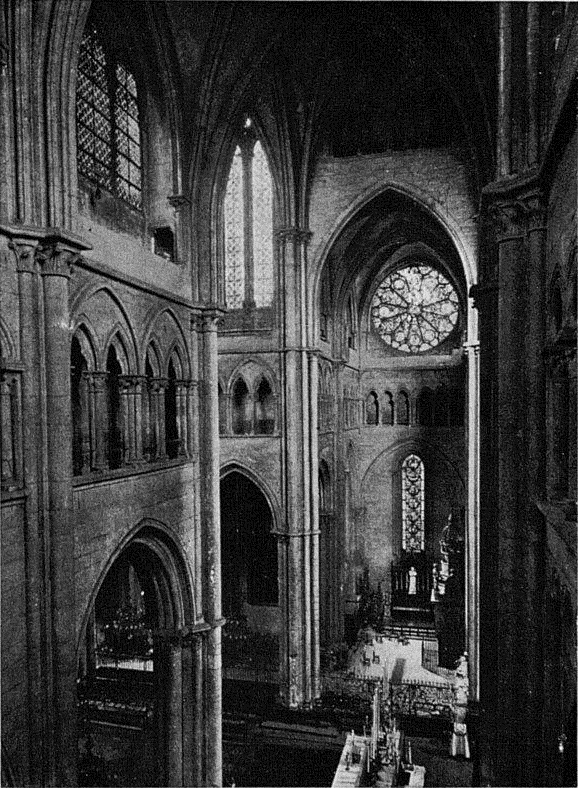
Le transept photographié depuis le triforium sud (emplacement qui fut ensuite celui de l'orgue de tribune) par Lucien Bégule.

Le transept de l'édifice actuel est conçu par l'architecte de Renaud de Forez, dont le nom ne nous est pas parvenu. Celui-ci, tout en respectant le style recherché par l'archevêque, à la ressemblance des édifices de Genève et Lausanne, a dû composer avec la partie existante, d'une part, et respecter le cahier des charges spécifiques adopté sur ce chantier : mise en place d'une galerie extérieure à mi-hauteur et installation des verrières dans le parement intérieur. Le transept est donc un espace de transition architecturale entre le chœur, à base nettement romane, et la nef, entièrement gothique. Par ailleurs, l'architecte montre, dans la manière dont les pierres sont appareillées au-dessus des arcs, qu'il n'est pas seulement un bon technicien mais aussi un connaisseur de l'architecture antique. À l'extrados (la jonction entre le mur et l'arc), les arcs ne dessinent pas une courbe, mais un escalier, ou par endroits une suite de crossettes, ou encore un carré simple. Tous ces types d'arcs ont été utilisés dans la primatiale, mais l'architecte a encore expérimenté d'autres formules, nouvelles celles-ci : arcs au carré à clef passante en trapèze inversé ou en rectangle.
Un second architecte, toujours anonyme, œuvre lui aussi sur le transept. Son domaine d'action est très localisé : le clair-étage des deux travées extrêmes. Néanmoins, son style est clairement distinct, quoiqu'en évolution constante ; les innovations qu'il apporte sont particulièrement importantes. La première est la transformation de la galerie extérieure en galerie intérieure, à l'instar de ce qui est pratiqué dans les églises bourguignonnes et du nord de la France, et au contraire de ce qui est réalisé à Chartres. Ici, sur le modèle de Notre-Dame de Dijon, la mise en place, au niveau du clair-étage, de la galerie, rejette les verrières au droit du parement extérieur, ce qui détache visuellement la voûte de son support. Le second changement est décoratif : le triplet oriental de ces travées suit un dessin extrêmement épuré, dépourvu de moulures et d'ornement, suivant ce qui se fait dans l'architecture cistercienne. En revanche, le triplet occidental est structuré par des colonnes dont les chapiteaux sont à crochets très saillants, représentant des figures et des feuillages, là encore suivant une tradition sculpturale présente en Bourgogne.
La finition du transept, vers 1230-1240, est l'œuvre très probablement d'un dernier architecte, tant le parti suivi est différent de ce qui se fait à l'époque dans la région. Les extrémités nord et sud du transept, alors inachevées, sont ornées, à la place des triplets prévus, de deux grandes rosaces, les premières qui aient été installées au sud de la Loire. Ce choix esthétique implique des changements techniques : la voûte est rehaussée de 80 centimètres environ pour donner à la verrière un diamètre maximal.

#### La nef et les bas-côtés

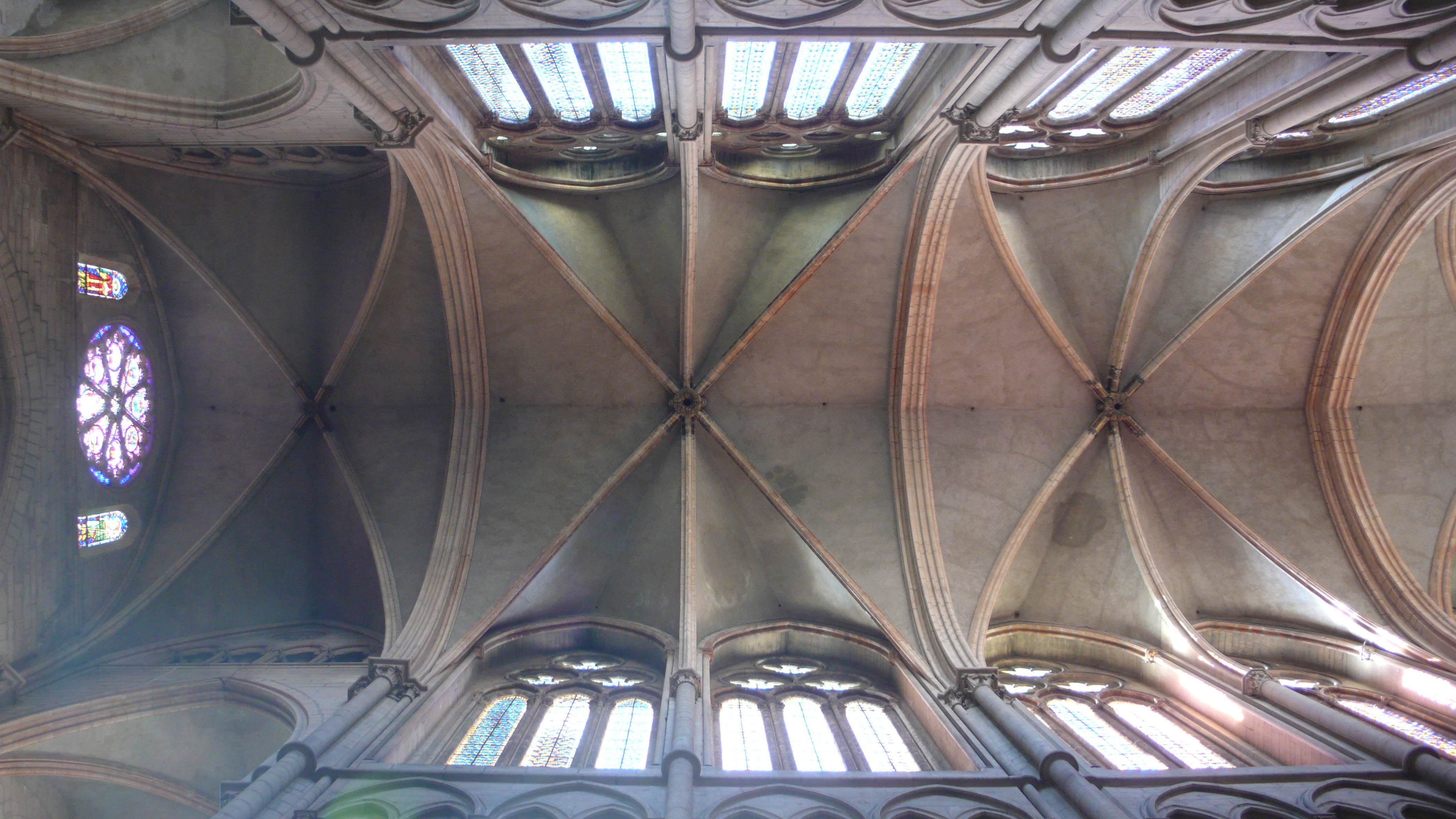
La voûte à travées sexpartites de la nef. À gauche, le raccord avec la voûte plus basse du chœur, orné de sa rosace.

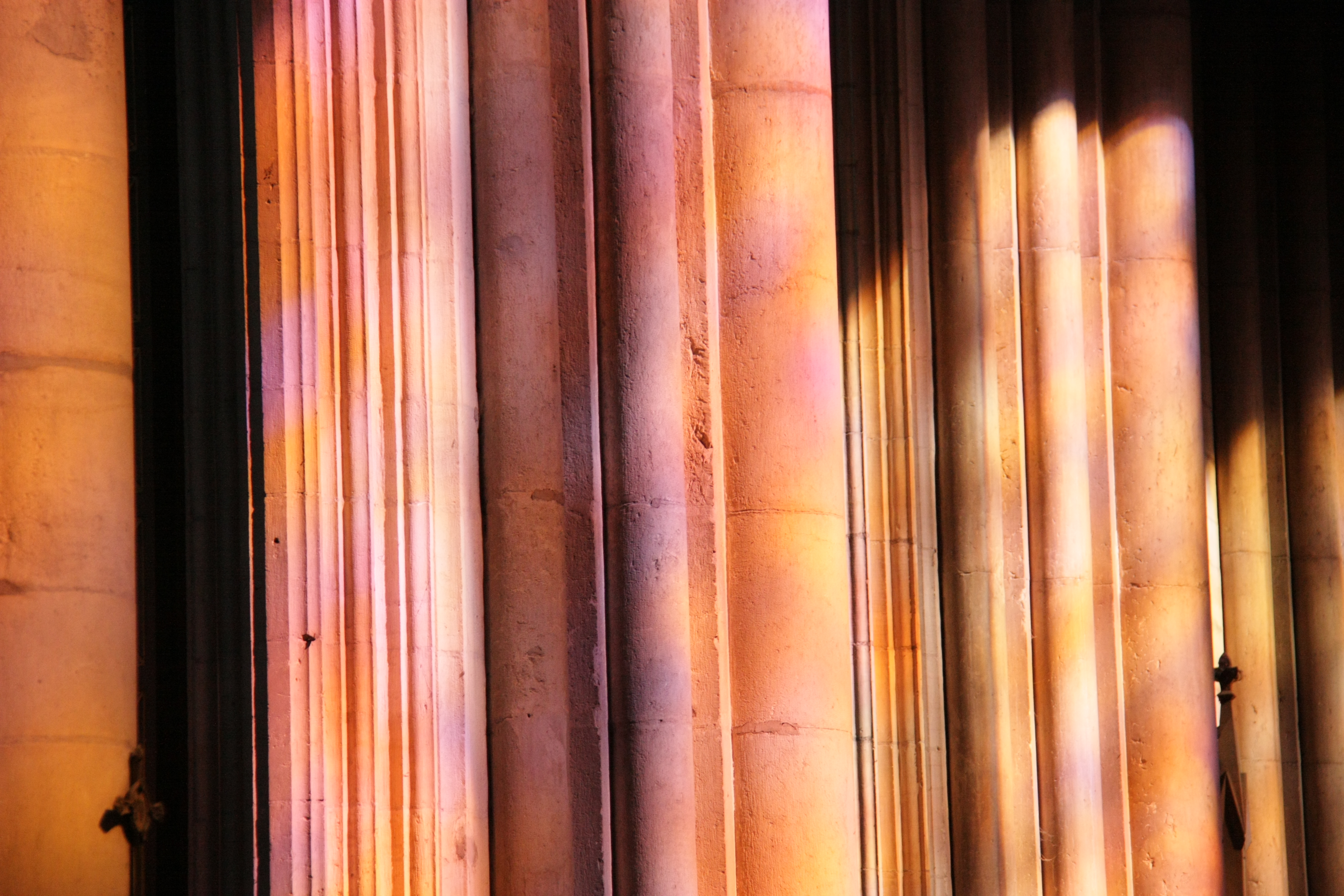
Jeux de couleurs sur les piliers de la nef provenant de la lumière du soleil traversant les vitraux

C'est très probablement encore un autre maître d'œuvre qui travaille sur la nef dans les années 1200-1210. Son nom ne nous est pas parvenu non plus. Sa conduite directe du chantier va vraisemblablement du transept à la quatrième travée double ; mais il est difficile de le dire, car il semble que son projet ait été scrupuleusement respecté par ses successeurs. Commençant le chantier, il installe les piles de la travée la plus orientale, tout en voûtant déjà les bas-côtés. Comme on l'a vu plus haut, les structures des collatéraux étaient déjà élevées, prévues pour accueillir une voûte romane. Plus au fait que ses prédécesseurs de l'art de raccorder les deux styles, ou plus habile, l'architecte du début du XIIIe siècle crée un type d'ogive par bas-côté et taille les ogives en un biseau peu esquissé pour qu'elles s'adaptent bien aux supports. Par contre, pour voûter la nef, il choisit une technique assez ancienne, alors déjà abandonnée dans les grands édifices du Bassin Parisien : la voûte sexpartite, dans laquelle chaque travée de voûte est portée par six supports, quatre dits « forts » aux extrémités, portant les ogives diagonales et deux dits « faibles », portant l'ogive centrale orthogonale à la nef. La voûte est réalisée bien plus tard, alors qu'il ne dirige plus le chantier ; toutefois, même après son départ, elle est rendue nécessaire par l'alternance, qu'il a créée, de supports forts et faibles.
C'est vraisemblablement l'architecte des rosaces du transept qui œuvre sur les verrières hautes des travées de la nef, de style rayonnant (ou, en tout cas, c'est dans la continuité de son style) : les hautes verrières de la nef sont ainsi composées de triplets surmontées chacun de trois roses polylobées, formant un triangle équilatéral. Trois types de verrières sont mises en place. Dans le premier type, les lancettes, de hauteur égale, sont surmontées des trois roses ; la rose supérieure est plus vaste et les deux autres sont flanquées d'oculi, également trilobés. Dans le second type, la lancette centrale est plus haute, les deux roses inférieures sont agrandies aux mêmes dimensions que celle qui les surmonte, et les oculi sont supprimés. Le dernier type est présent dans la partie occidentale de la deuxième travée double, bâtie vers 1270-1280 ; la technique du remplage est utilisée ; les roses sont nettement plus vastes que dans les deux premiers types ; celles du bas sont à cinq lobes ; celle du haut, plus vaste encore, est à sept.

#### Les chapelles latérales

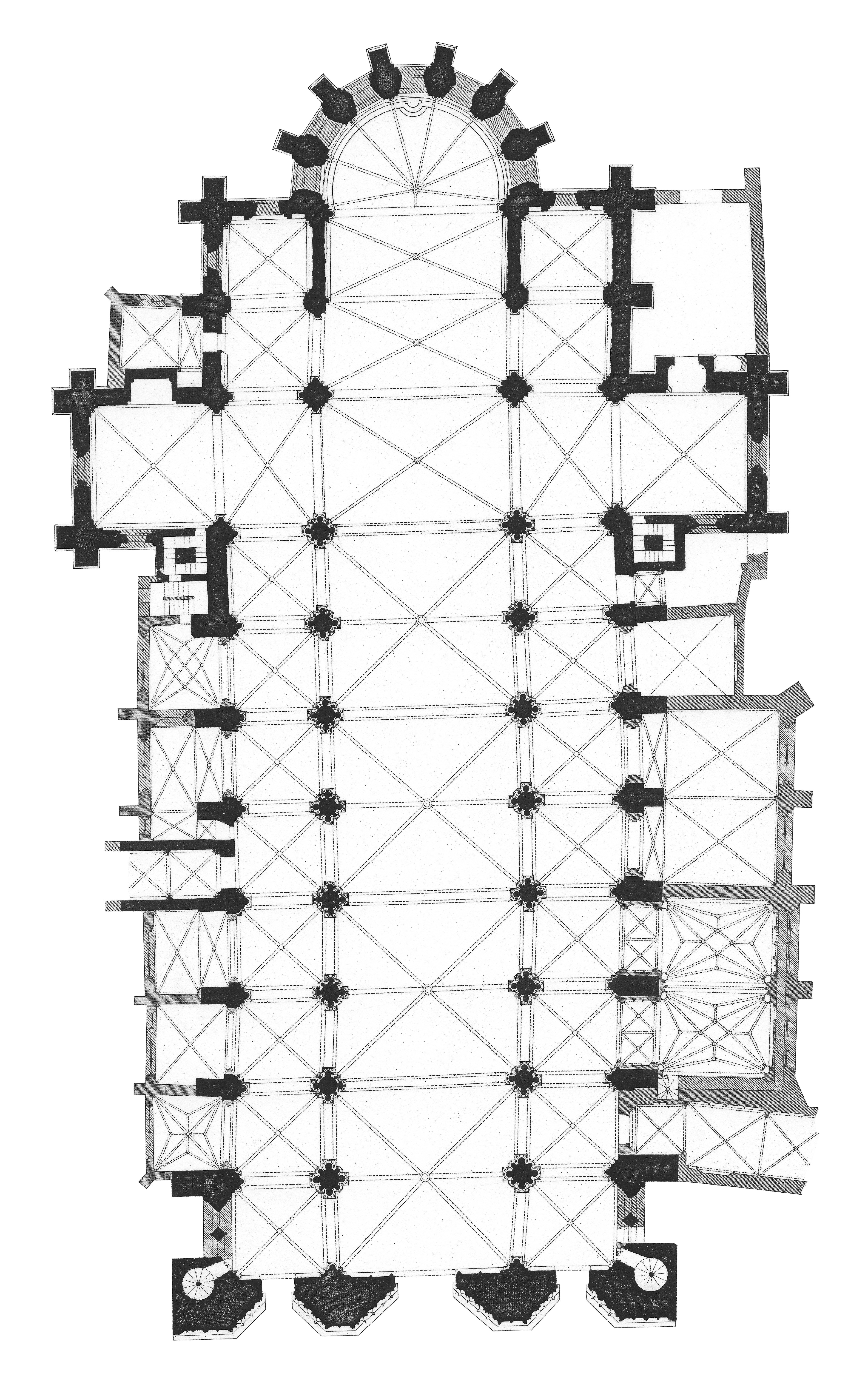
Plan de la cathédrale avec ses chapelles en 1880.

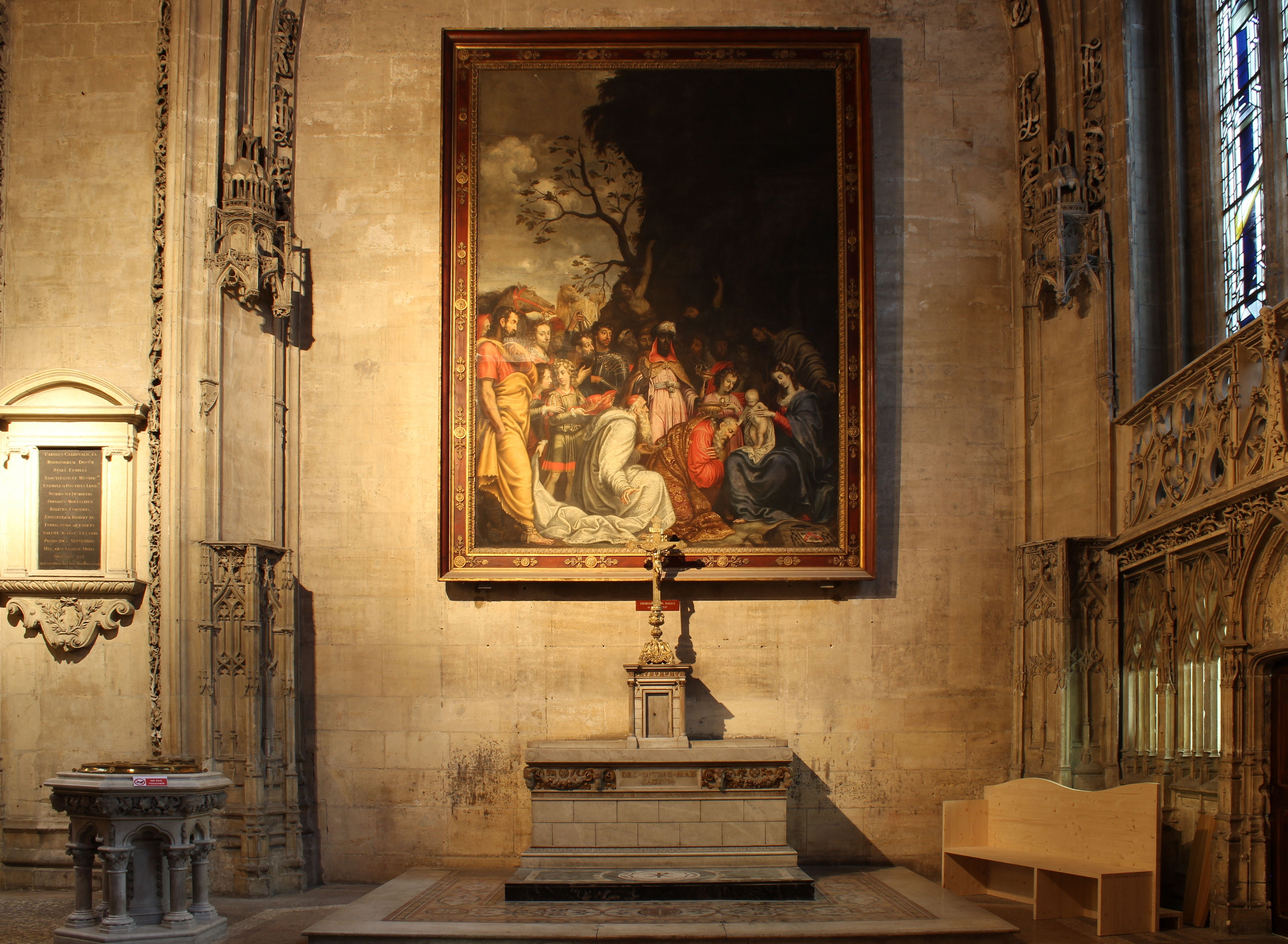
La chapelle des Bourbons.

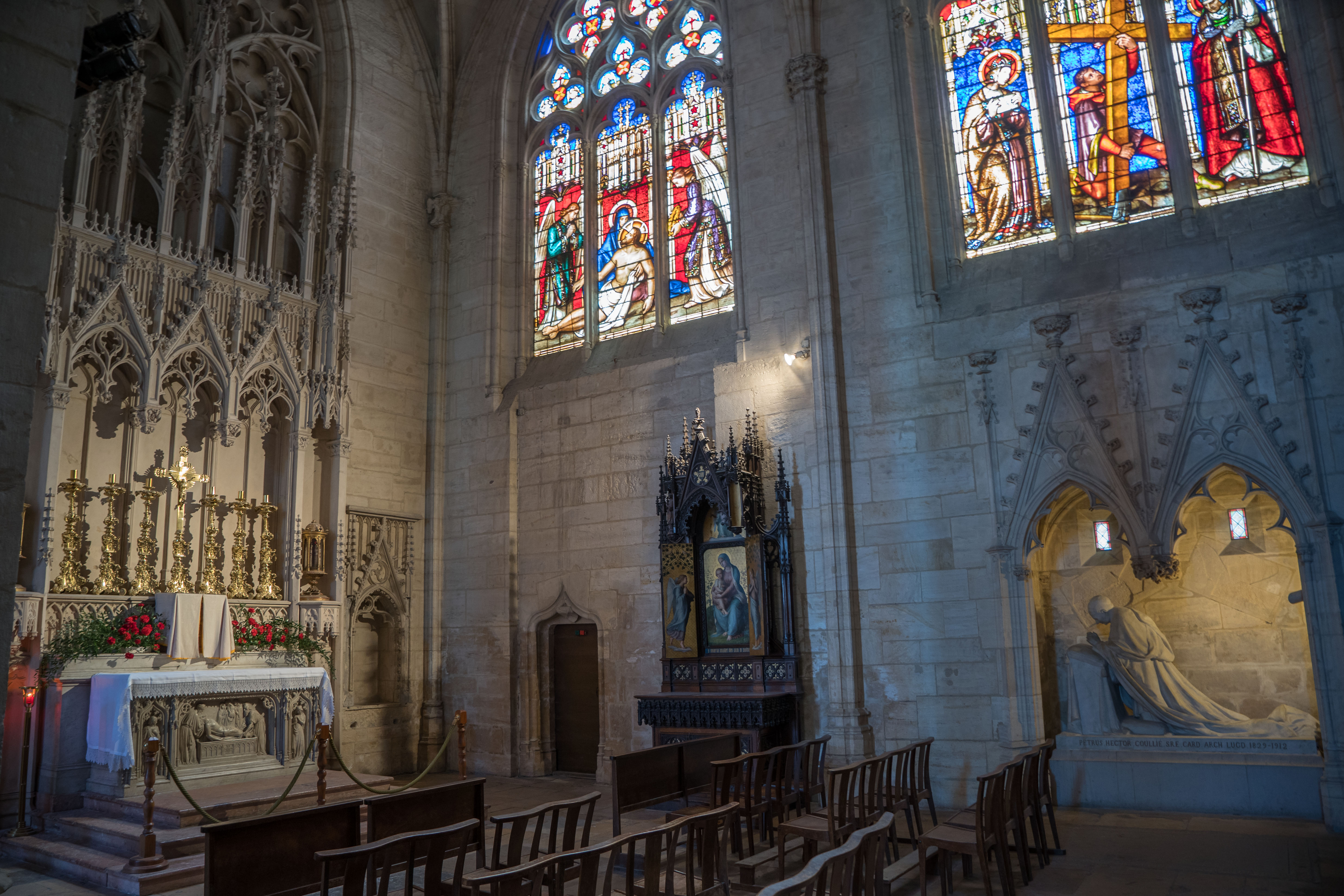
Chapelle saint Vincent de Paul

Les chapelles latérales sont au nombre de huit : trois du côté méridional (à droite de la nef) et cinq du côté septentrional.
Du côté droit, la chapelle la plus proche du transept est la chapelle Saint-Raphaël, nommée d'après l'archange éponyme. Bâtie en 1495, elle correspond à une travée du bas-côté (c'est-à-dire une demi-travée de la nef). Elle communiquait autrefois avec le cloître du Chapitre. Aujourd'hui, elle est utilisée pour conserver des pierres sculptées provenant des déposes effectuées lors des chantiers de restauration. La chapelle suivante, en allant vers la façade, est celle du Saint-Sacrement. À sa construction, dirigée par Jacques de Beaujeu, à partir de 1401, elle avait été dédiée au Saint-Sépulcre, mais elle est parfois également nommée « Saint Vincent de Paul » ; le cœur de « Monsieur Vincent » y était en effet conservé jusqu'en 1953, quand le cardinal Gerlier le rend aux filles de la Charité. Elle abrite notamment le tombeau du cardinal Coullié, archevêque de Lyon en 1893, mort en 1912.
La chapelle la plus spectaculaire de la primatiale est la dernière du côté méridional, c'est-à-dire la plus proche de la façade. Elle est dite « des Bourbons » car construite par le cardinal Charles II de Bourbon. À cet effet, il fait venir des artistes de la cour de Moulins (chef-lieu du duché de Bourbon), qui connaissent parfaitement les ressorts du gothique « technologique », notamment la mise en œuvre de clefs pendantes. L'originalité des clefs réalisées à l'entrée de la chapelle des Bourbons réside dans le bouton terminal qui reçoit les ogives factices : il n'est pas sculpté dans le claveau, mais taillé en tenon venant s'ajuster sur le bas du claveau taillé en mortaise. La décoration de la chapelle est de style gothique flamboyant, ce qui s'illustre dans la richesse du décor ornant murs, colonnes et ogives, ou encore la balustrade de la galerie qui surmonte la chapelle. En 1816, à la faveur de la Restauration, la chapelle des Bourbons est aménagée comme sanctuaire à la gloire de la dynastie régnante, et prend temporairement le nom de « chapelle Saint-Louis ». À partir du 25 août de cette année, une messe hebdomadaire y est dite pour le roi et sa famille ; cette pratique se renforce encore avec la mort de Louis XVIII.
Côté gauche, cinq chapelles ont été bâties. La première en partant du transept est la chapelle du curé d'Ars, autrefois nommée chapelle de l'Annonciade, bâtie à la fin du XVe siècle. La suivante est la chapelle du Sacré-Cœur (autrefois dédiée à saint Michel), bâtie en 1448, la seule longue d'une travée et demie. Ensuite, après le passage qui mène au jardin archéologique, viennent la chapelle Saint-Joseph, qui date du XVe siècle, la chapelle Sainte-Anne (anciennement Notre-Dame), du XVIIe siècle, enfin la chapelle des fonts baptismaux (précédemment nommée Saint-Antoine), datée de 1623, sous laquelle se trouve le tombeau des archevêques de Lyon. En dehors de celle du Sacré-Cœur, toutes correspondent à une seule travée de bas-côté (une demi-travée de nef).

#### Les vitraux

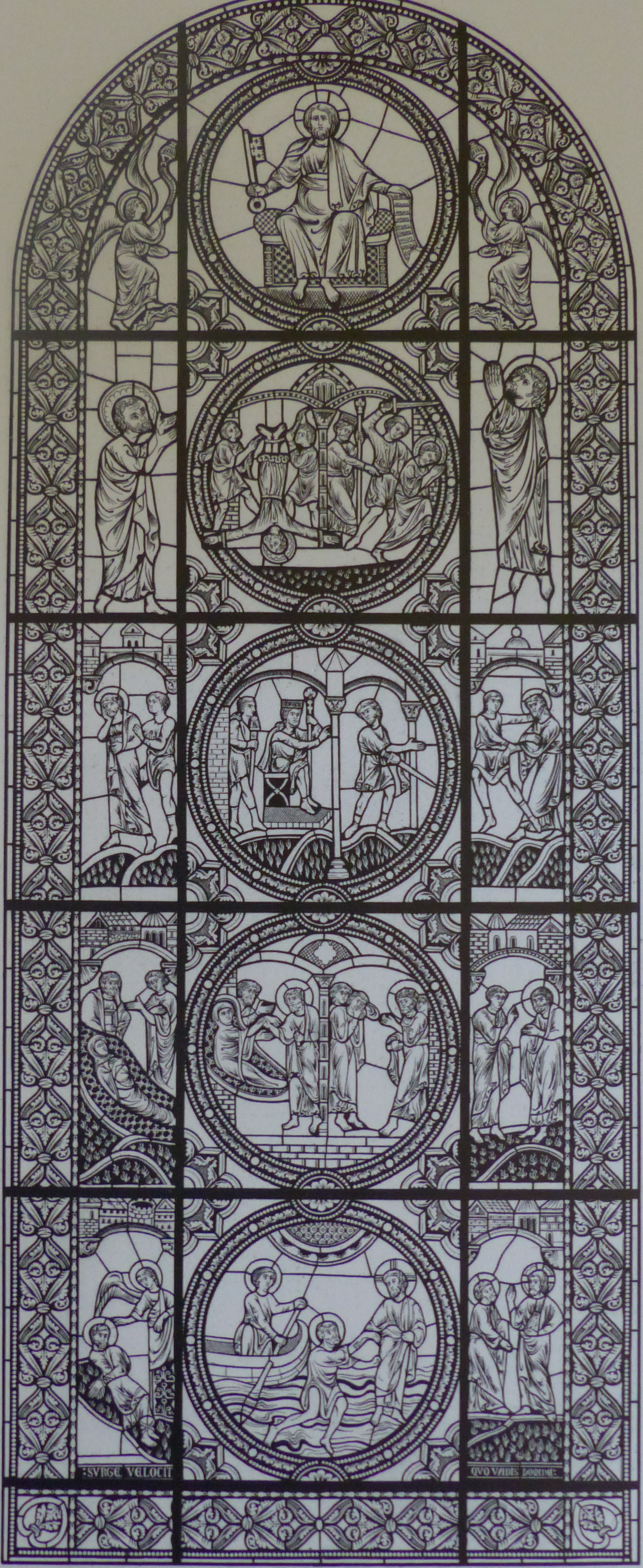
Vitrail de saint Pierre, dans la chapelle du même nom.

Les premiers vitraux de l'édifice actuel datent du XIIe siècle et ornent les chapelles latérales du chœur. Cependant, la plupart des vitraux de Saint-Jean datent de la première moitié du XIIIe siècle et proposent un ensemble cohérent. L'achèvement des chapelles latérales a donné à la cathédrale une nouvelle collection de verrières aux XVe et XVIe siècles. Les restaurations et réaménagements du XIXe siècle ont été accompagnés d'un nouveau programme de réalisation de vitraux, ainsi que de nombreuses restaurations, pas toujours heureuses. Enfin, les destructions de 1944 ont contraint la primatiale à se doter de nouveaux vitraux.

##### Chapelles latérales
Le seul vitrail roman encore en place est le vitrail relatant la vie de saint Pierre, situé dans la chapelle homonyme. Il comprend cinq registres qui se composent chacun d'un médaillon entouré de bordures. Presque toute la verrière est de la fin du XIIe siècle. Le premier registre représente la marche sur les eaux (celle rapportée par Matthieu), bordée à gauche par l'ange réveillant Pierre dans sa prison et à droite par la scène apocryphe du « Quo vadis ». Le second registre représente la mort et le retour à la vie de Tabitha, dans une composition qui va de la bordure gauche à la droite avant de revenir dans le médaillon central qui se lit de droite à gauche. Le troisième registre, qui se lit entièrement de droite à gauche, représente l'arrestation de Pierre et sa comparution devant Néron. Seul le quatrième médaillon, représentant le supplice de Pierre, n'est pas d'époque ; mais les bordures, représentant deux saints en prière, si elles ne proviennent pas de cette verrière, sont toutefois du XIIIe siècle. Enfin, le cinquième registre présente un Christ en gloire entouré d'anges, et tenant la clef du Royaume des cieux ainsi qu'un rouleau de parchemin.

##### Chœur et abside
Les lancettes de l'abside, quant à elles, présentent un style médiéval caractéristique du quart sud-est de la France, qu'on retrouve, par exemple, à Clermont. Ce style se caractérise par une triple influence. Tout d'abord, l'inspiration byzantine est sensible ; elle est sensible dans le choix et le traitement des scènes, en particulier Annonciation et Nativité ; dans l'allongement des silhouettes, la représentation de l'espace et en particulier des volumes intérieurs, ainsi que dans le traitement très minutieux des plis. Le second apport repérable est d'origine germanique : il concerne la monumentalité de la verrière, qui se traduit par un traitement important des bordures au détriment du développement de la scène elle-même, et par la clarté des compositions. Enfin, l'influence francilienne est perceptible dans les éléments décoratifs. Les lancettes traitent successivement, de gauche à droite, de l'apostolat d'Étienne, de l'enfance du Christ, de la résurrection de Lazare, de la Rédemption (verrière centrale du fond de l'abside), des vies de Jean-Baptiste, de l'évangéliste Jean, enfin de saint Cyprien. Chaque verrière de cet ensemble est composée de sept médaillons.

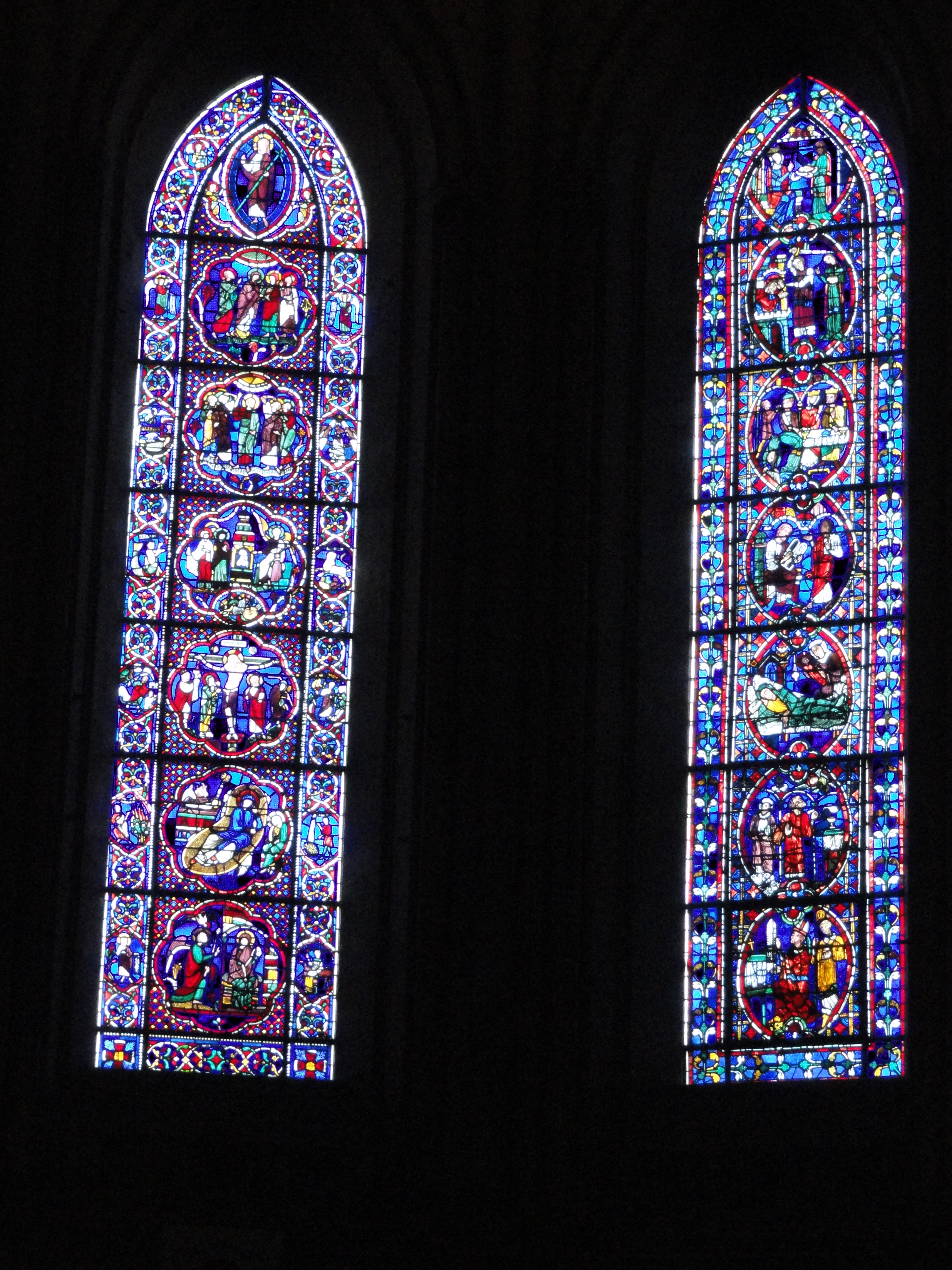
Deux des verrières basses de l'abside : à gauche, le vitrail central, de la Rédemption ; à droite, la vie de Jean-Baptiste.

La verrière de saint Étienne, au nord, est très fortement restaurée. Elle présente successivement l'ordination diaconale d'Étienne par Pierre, puis la distribution de l'aumône, le prêche aux Juifs, son arrestation, son discours au Sanhédrin, enfin sa lapidation. Le dernier médaillon représente depuis le XIXe siècle le Christ en gloire ; avant, c'était une représentation de l'apparition de Dieu au jeune martyr. La seconde lancette, partiellement restaurée par Lucien Bégule, évoque l'enfance du Christ. Dans cette composition, les bordures sont occupées, à gauche par sept vices et à droite par sept vertus. Chacune de ces qualités, dont la théologie est parfois dépendante de la fantaisie de l'artiste, est représentée dans un médaillon quadrilobé, par un personnage ; elle est en outre nommée en latin dans un cartouche entourant la tête de ce dernier. Ébriété et Chasteté entourent ainsi le voyage des mages ; Cupidité et Charité font droit à l'entrevue de ces derniers avec Hérode ; Avarice et Largesse bordent l'Adoration des mages ; quant à l'apparition de l'ange leur enjoignant de ne pas repasser chez Hérode, elle est inscrite entre Luxure et Sobriété. La fuite en Égypte a pour bordure Douleur et Joie ; le massacre des Innocents voit se faire face Colère et Patience. Enfin, Orgueil et Humilité encadrent la Présentation au Temple. La troisième verrière septentrionale montre tout d'abord la mort de Lazare, entouré de ses sœurs Marthe et Marie ; puis Marthe part à la rencontre de Jésus, tandis que Marie est consolée par ses amis ; Marthe annonce à sa sœur que Jésus est là ; Marie vient à sa rencontre ; Jésus pleure et la suit ; enfin, il fait revenir Lazare à la vie et celui-ci quitte vivant son tombeau.
Du côté méridional, les verrières ont également fait face à des restaurations importantes. La verrière au départ consacrée au seul Cyprien s'est trouvée transformée en 1842-1844 ; elle évoque à présent également les saints fondateurs de l'Église lyonnaise, Pothin et Irénée, ainsi que Polycarpe. Les deux premiers médaillons montrent ainsi le voyage du premier vers la Gaule et l'ordination du second ; le récit de la vie de Cyprien ne commence qu'au troisième médaillon, avec la représentation d'une assemblée épiscopale dirigée par Cyprien. Puis le vitrail montre sa comparution devant le proconsul Aspasius Paternus, le départ en exil, la comparution devant le nouveau proconsul, enfin le martyre. Le vitrail de Jean l'évangéliste puise son inspiration à trois sources : les Actes des Apôtres, l'Apocalypse, enfin la tradition plus ou moins légendaire. Les médaillons présentent successivement la guérison de la Belle Porte, le supplice de l'huile bouillante infligé par Domitien et dont il sort indemne (apocryphe rapporté par Tertullien dans « De praescriptione haereticorum »), la dictée de l'Apocalypse par un ange à Patmos. Le quatrième médaillon représente l'une des visions de ce dernier livre, le Fils de l'Homme entouré de sept chandeliers et sept étoiles ; le suivant montre Jésus annonçant à l'apôtre sa mort prochaine, et l'avant-dernier l'enseignement de Jean. Le dernier médaillon montre Jean se couchant dans son tombeau, accueilli par la lumière émanant de Dieu ; il est présenté comme « évêque » et non comme évangéliste, afin de souligner la filiation apostolique du diocèse lyonnais.

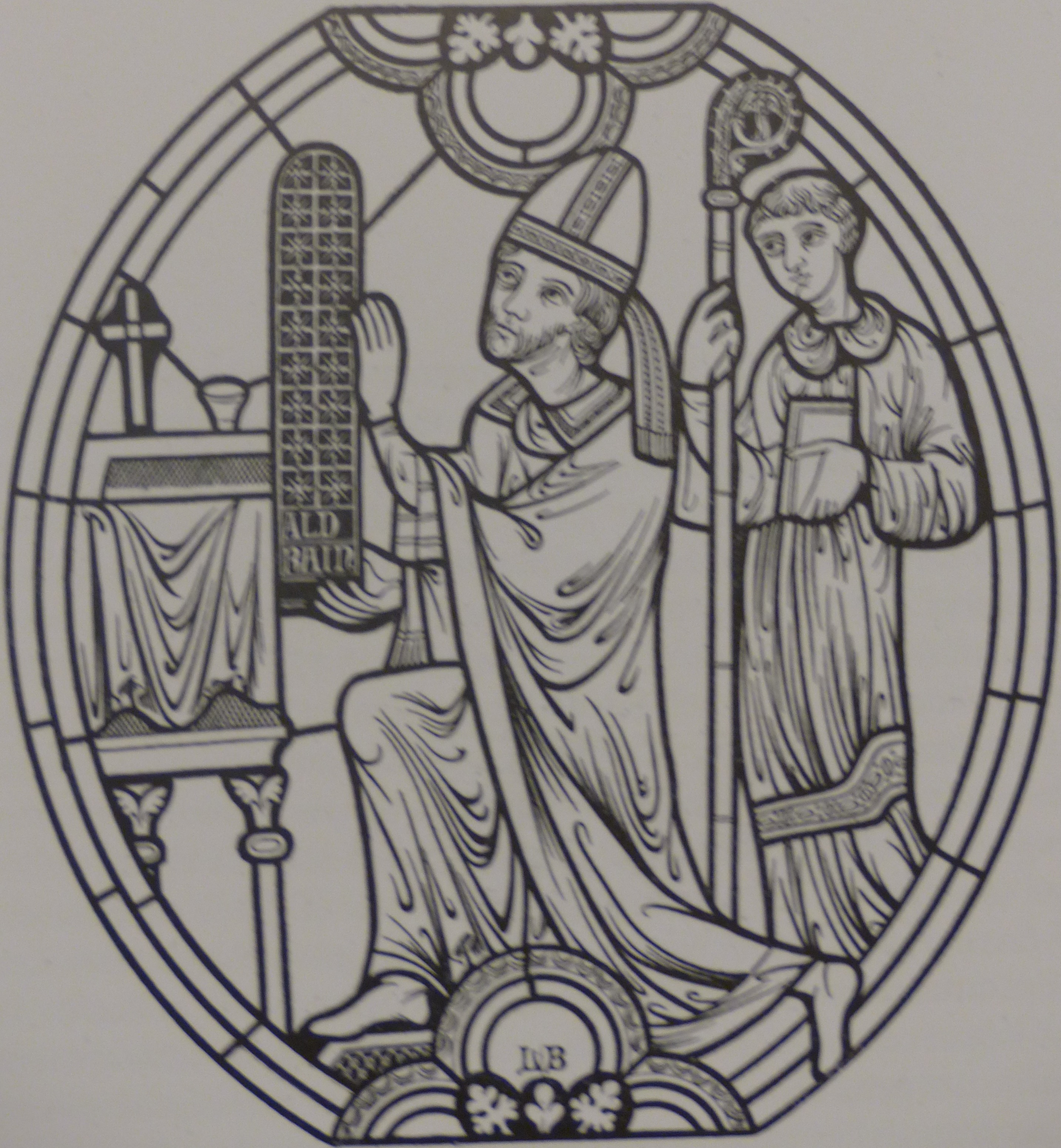
Carton de Lucien Bégule pour la restauration du premier médaillon de la verrière de Jean-Baptiste : Renaud de Forez offre cette dernière à Dieu.

Le vitrail de Jean-Baptiste s'inspire principalement des récits du premier chapitre de l'Évangile selon Luc et du quatorzième chapitre de l'Évangile selon Matthieu. Le premier médaillon n'a toutefois rien à voir avec la vie du prophète, mais représente Renaud de Forez présentant le vitrail en offrande. Suivent l'annonce à Zacharie ; la naissance elle-même ; l'attribution du prénom « Jean » par son père qui, rendu muet, l'écrit sur une tablette. Les trois médaillons les plus hauts montrent le martyre de Jean : Salomé danse devant Hérode ; le bourreau décapite Jean ; sa tête est apportée sur un plat.
La verrière centrale de l'abside est occupée par le vitrail de la Rédemption : il regroupe les moments de la vie du Christ qui impliquent directement le rachat du péché des hommes. Les deux premiers médaillons insistent ainsi sur la double nature humaine et divine du Christ à travers l'Annonciation et la Nativité. Les deux suivants évoquent la Crucifixion et la Résurrection. Les trois derniers médaillons représentent la même scène, l'Ascension du Christ : les apôtres et Marie occupent les cinquième et sixième médaillons, les yeux tournés vers le septième, où trône le Christ en majesté.
Les verrières hautes de l'abside sont occupées par les douze vitraux des apôtres, parmi lesquels Matthias a remplacé Judas Iscariote. Répondent à ces douze vitraux absidiaux douze vitraux du chœur représentant chacun un prophète : Aggée, Jérémie, Abdias, Michée, Isaïe, Malachie au nord, et Zacharie, Daniel, Amos, Habacuc, Ézéchiel et Sophonie au sud. Chacun des prophètes tient à la main un verset tiré du livre qui lui correspond , verset qui se réfère en général à la venue du Christ, et plus particulièrement à la Rédemption. Ces verrières des apôtres et des prophètes ont été fortement restaurées par Lucien Bégule au XIXe siècle : environ la moitié des verrières est dans l'état initial. Par contre, le vitrail qui clôt cet ensemble, au fond de l'abside, date intégralement de la fin du XIIIe siècle ; il représente un couronnement de la Vierge lui-même surmonté du Christ Agneau de Dieu. L'organisation de ces verrières en triplets dénote une hiérarchisation des prophètes et apôtres, le personnage central, un peu plus élevé, regardant toujours droit devant lui alors que ses deux voisins plus petits sont tournés vers lui. Ce traitement permet notamment d'effectuer la distinction classique entre petits et grands (Isaïe, Jérémie, Ézéchiel et Daniel) prophètes.

##### Transept
La rosace située au-dessus de la croisée du transept et de la nef, qui décore le mur permettant le rattrapage entre les voûtes du chœur et de la nef, est composée de huit vitraux très différents. Quatre de ces médaillons sont des pastiches du XIXe siècle, peu estimés des spécialistes. Les trois médaillons supérieurs dateraient de 1232 et auraient été offerts par Eudes III de Bourgogne. Ils représentent deux saints entourant Dieu le Père. Enfin, le médaillon situé en bas est une mosaïque constituée de pièces datant des XVIe et XVIIe siècles. Le sens général est complètement perdu, mais le centre de la composition est occupé par une Cène datant du XVIe siècle.
Les verrières médiévales du transept n'existent plus. Elles ont été remplacées en 1860 par des créations complétant les prophètes du chœur par quatre vitraux représentant Osée, Joël, Nahum et Jonas, ainsi que Melchisédech et David. Le bras nord du transept est également doté d'autre vitraux plus tardifs, comme celui installé sur la demande du cardinal de Bonald, réalisé par Antoine Lusson et représentant les deux conciles de Lyon.

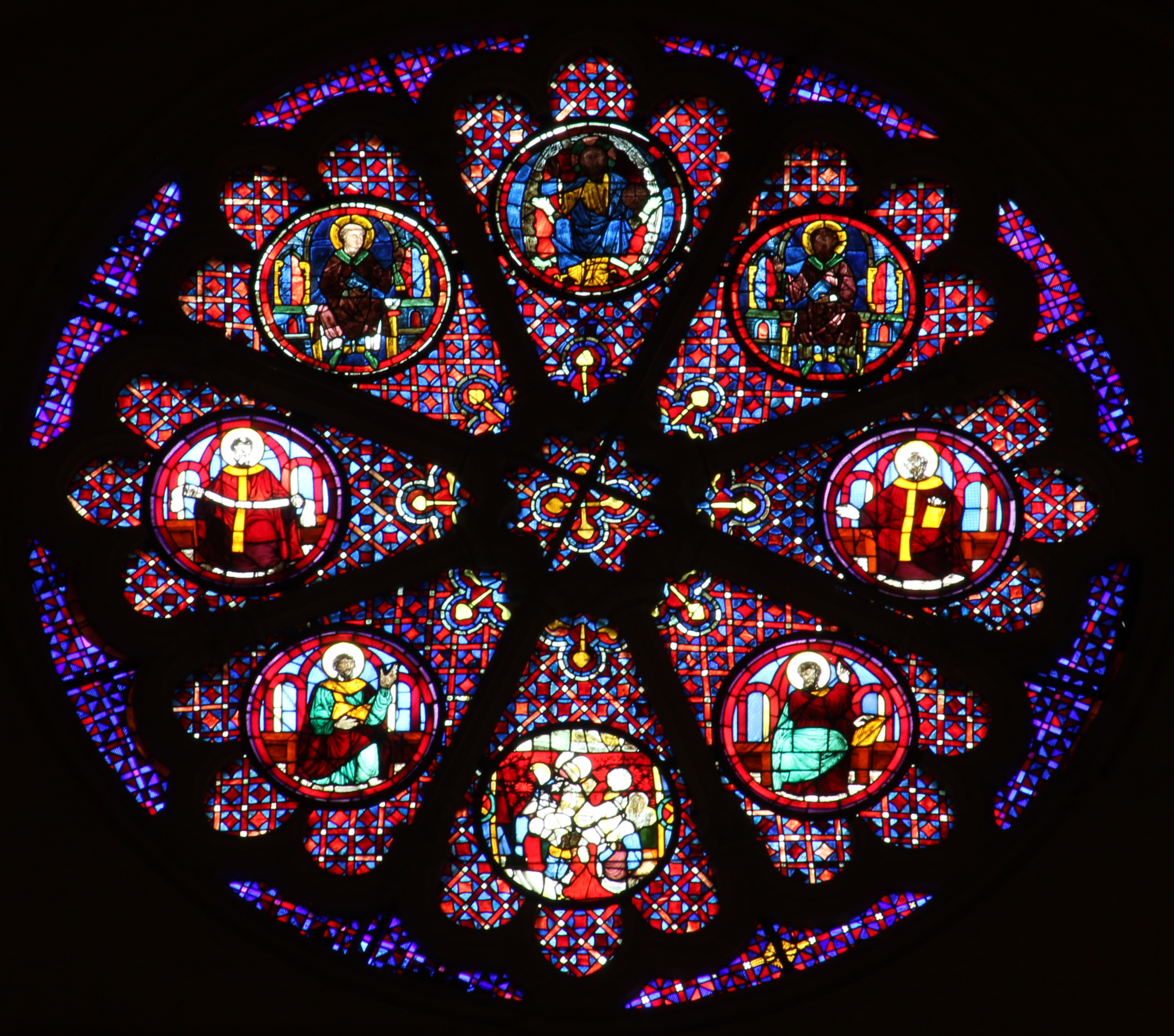
La rosace située au-dessus du chœur et ses huit médaillons, les trois du haut d'origine médiévale et celui situé en bas reconstitué à partir d'éléments Renaissance.

Les deux rosaces qui ornent les extrémités du transept, d'un diamètre de six mètres chacune, sont toutes deux divisées en douze cadrans rayonnants séparés par des colonnettes et entourant un médaillon central à six lobes. Chacune des colonnettes vient s'appuyer, non sur le bandeau périphérique de la rosace, mais sur un arc trilobé qui en est issu, ce qui constitue une prouesse technique rendue possible par l'adjonction de goujons de fer. Dans chacun des douze cadrans sont représentés deux médaillons. Tous les médaillons des deux rosaces sont à fond bleu entouré d'un liséré rouge, à l'exception de quatre. Les médaillons ressortent sur un fond également bleu sombre, quadrillé de carrés rouges dans lesquels vient s'inscrire une fleur rouge à pistil jaune. Le dosage subtil des couleurs rouges et bleues donne à la verrière septentrionale, moins éclairée, une dominante rouge et donc une tonalité plus chaude, et à la verrière méridionale une dominante plus bleue et plus froide.
Dans chaque cadran de la rosace septentrionale du transept, le petit médaillon, le plus proche du centre de la verrière, figure un ange. La particularité très visible de la rosace nord est qu'un ange sur deux est représenté priant, à genoux, alors que le suivant est déchu, en train de chuter, la tête en bas ; les médaillons extérieurs, quant à eux, comportent également neuf anges en prière et un ange déchu. La thématique des anges déchus est en effet très rarement représentée dans l'iconographie des vitraux. Le grand médaillon situé en bas montre la création d'Adam et Ève, celui situé en haut le Christ en majesté. Comme pour les lancettes de l'abside, le style des vitraux est caractérisé par une double influence byzantine — par les thèmes abordés et le type de représentation des évènements — et germanique ou plus précisément rhénane — par le souci du détail dans la représentation des vêtements, du décor et du mobilier. La verrière du transept nord est consacrée au triomphe de l'Église. La figure centrale représente cette dernière comme une femme guerrière, campée et tenant une croix tenant aussi lieu d'oriflamme, dans laquelle Alphonse Sachet voyait une figure de la Foi.
La rosace sud a pour thème les Deux Adams (Adam et le Christ). La composition est identique : douze cadrans, deux médaillons de tailles différentes dans chacun. Les petits médaillons de la rosace méridionale, ils représentent des anges à mi-corps, tenant des bâtons ou des cassettes. Les grands médaillons se lisent, pour une fois, du haut vers le bas. Le médaillon sommital représente un Christ dont le visage est entouré d'une mandorle trilobée, figurant ainsi la Trinité. Les onze autres médaillons présentent deux histoires parallèles : à droite, donc à la gauche du Christ, s'esquisse l'histoire de la chute et du péché originel, à travers les médaillons représentant la création d'Adam, celle d'Ève, la consommation du fruit défendu, le couple chassé du jardin d'Éden, enfin Adam travaillant, seul médaillon moderne de la verrière. À gauche se dessine en réponse l'histoire du salut : Annonciation, Nativité, Adoration des mages, crucifixion et Résurrection. Le médaillon situé tout en bas permet la jonction des deux histoires : il représente une descente aux Enfers, dans laquelle le Christ mort vient tirer de leur tomber Adam et Ève, et par là toute l'humanité, avant de les attirer à la vie éternelle par sa résurrection. Outre leur présence dans les petits médaillons, les anges sont présents dans certains grands de la rosace méridionale, dans des scènes où il n'est pas habituel de les voir, en particulier la création d'Adam et celle d'Ève.

##### Nef, chapelles et façade

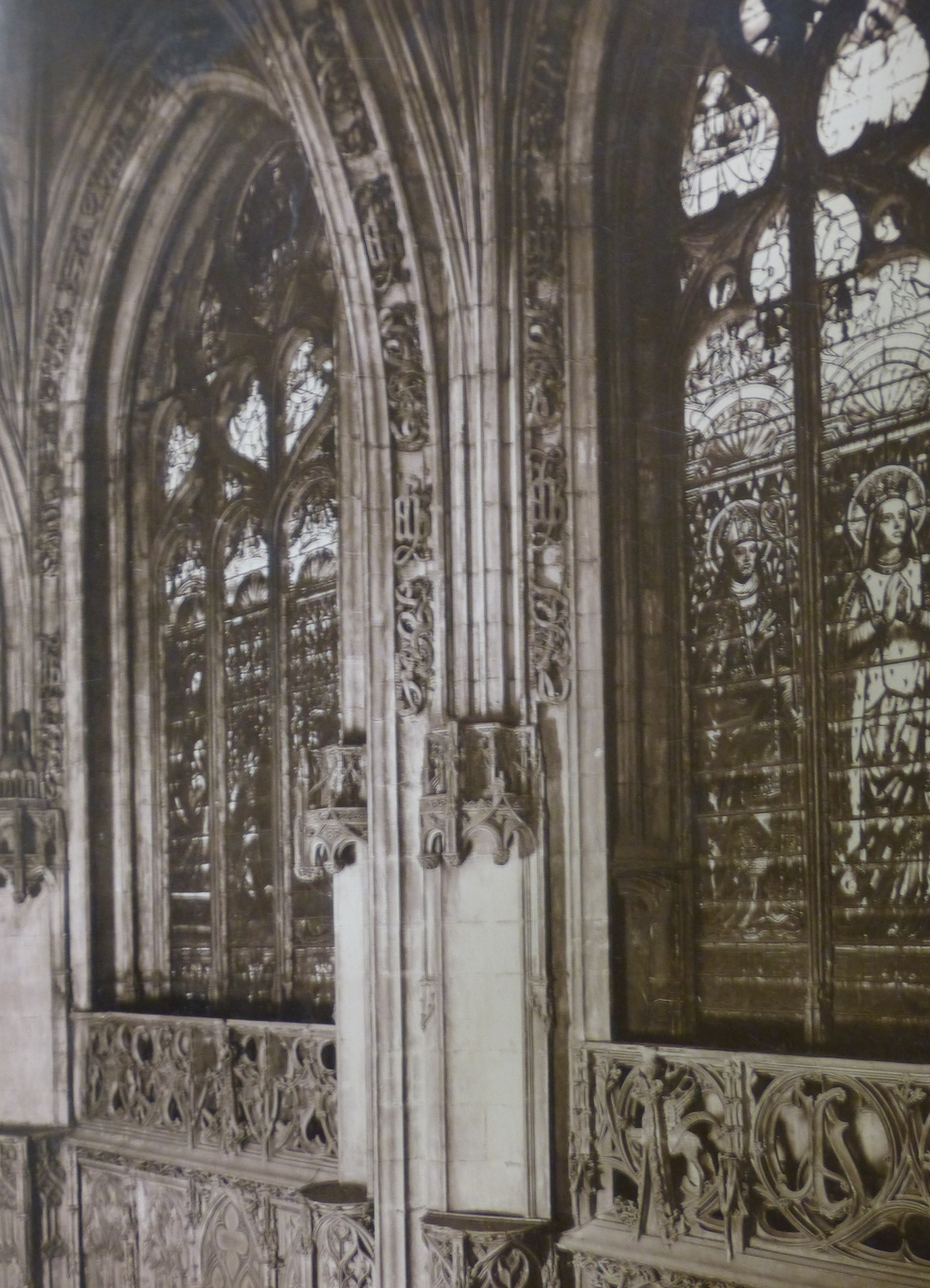
Les deux verrières de la chapelle des Bourbons, à la fin du XIXe siècle, avec leurs vitraux détruits en 1944.

Nombre des vitraux des chapelles latérales sont dues au mécénat de Louis-Jacques-Maurice de Bonald : la chapelle Saint-Vincent-de-Paul reçoit ainsi en 1845 les verrières de la Déposition et l'invention de la croix de Laurent-Charles Maréchal ; celle des Bourbons est ornée de quatre verrières, du même artiste, détruites en 1944, représentant respectivement Bonaventure, saint Louis, sa sœur Isabelle et Thomas Becket. Dans la chapelle du Sacré-Cœur est installé en 1860 un vitrail d'Émile Thibaud montrant Grégoire VII confirmant à saint Jubin le titre de primat des Gaules, également disparu en 1944.
La rosace de la façade occidentale, dite « de l'Agneau » date de la fin du XIVe siècle : sa structure est l'œuvre de Jacques de Beaujeu, quand son iconographie est réalisée par Henri de Nivelle : elle a pour thème les vies des deux saints patrons de la cathédrale, Jean-Baptiste et Étienne. Elle mesure 6,2 mètres de diamètre. Contrairement aux trois autres rosaces, elle est structurée par un remplage flamboyant, figurant une fleur à six pétales ; chacun de ces pétales, de forme circulaire, est divisé en un soufflet et deux mouchettes qui laissent, le long du bandeau périphérique, un espace résiduel. Chaque mouchette est ornée d'un médaillon narratif, se détachant sur un fond vert orné des mêmes motifs géométriques floraux, rouges à pistils d'or, que les rosaces du transept. Les soufflets comportent également un plus petit médaillon, se détachant sur un fond bleu strié des mêmes motifs. L'espace résiduel de chaque pétale, ainsi que l'espace résiduel entre les pétales, est à fond bleu strié de rouge selon un motif légèrement différent, dans lequel chaque carré est divisé par quatre quarts de disque. L'espace fermant un pétale est décoré d'une simple tête d'ange, quand celui qui unit deux pétales et le bandeau périphérique est centré sur un médaillon représentant un séraphin doté de six ailes. Circulaire à l'origine, la rosace a connu un affaissement de sept centimètres.
Dans cette réalisation se manifeste le changement de vocation de l'œuvre architecturale : elle n'est plus conçue pour enseigner le peuple, pour servir une didactique théologique, mais uniquement pour éblouir par l'audace architecturale. La verrière trop complexe est en effet peu lisible depuis le sol. En outre, l'usage du jaune d'argent, s'il permet de créer de subtiles nuances de couleur, rend en contrepartie la lecture de l'ensemble difficile. La composition générale est assez simple : les douze médaillons extérieurs, ceux inscrits dans les mouchettes, retracent la vie de Jean le Baptiste ; les six petits, inscrits dans les soufflets, celle d'Étienne. Le médaillon central figure un agneau, d'où le nom de la rosace. Son symbolisme d'agneau sacrificiel illustre les martyres des deux disciples vénérés à la cathédrale. Si les médaillons sont d'origine, en revanche, leur ordonnancement a changé au cours des siècles : Lucien Bégule décrit un ordre chronologiquement aberrant ; les restaurations du XXe siècle ont permis de restaurer l'ordre logique.

#### Les sculptures et le traitement des surfaces

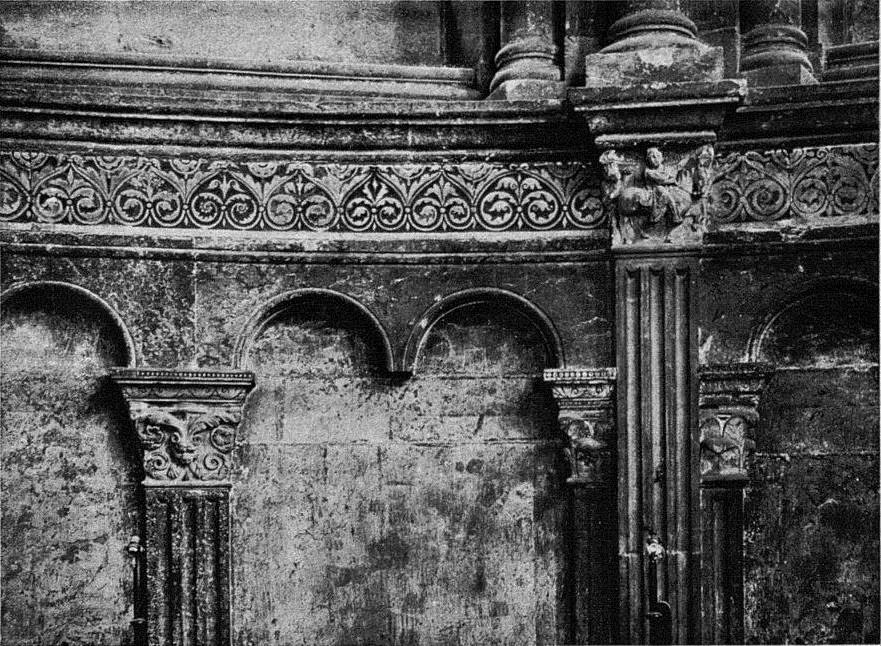
Les arcatures du fond de l'abside, surmontées de la frise décorative en incrustations de marbre.

Le surfaçage de la pierre répond à une esthétique en vigueur depuis l'Antiquité. Cinq types de traitement sont appliquées au matériau : le bossage, les tailles grenue (bosses et creux légers) et fine (traces denses du marteau de taille), le polissage et la sculpture. Le choix présidant à la préférence pour l'un ou l'autre des traitements dépend de la localisation de la surface à traiter. Ainsi, la taille grenue est utilisée pour l'enveloppe du chevet, le polissage pour le parement intérieur, la taille fine pour l'ébrasement externe des lancettes de l'abside et un bossage irrégulier au socle qui porte le chevet. Un même bloc peut être traité de différentes manières sur ses faces, si ces faces font partie d'éléments architecturaux dont le traitement varie. Ainsi, toutes les assises du socle du chevet, qui constituent le soubassement, sont ornées de bossages, sauf la dernière, légèrement en retrait, qui est lisse et s'achève par un angle abattu pour s'articuler avec le parement mural, considéré comme plus noble, encore en retrait.
Les chapiteaux sont ornés de crochets dont la figuration des motifs évolue avec le temps. La figuration très simplifiée de la fin du XIIe siècle fait place au siècle suivant à un traitement rappelant plus la nature et techniquement plus audacieux, la saillie étant plus protubérante. Enfin, au XIVe siècle, ces formes réalistes tendront à s'effacer au profit de l'élégance seule. Cette tendance n'est d'ailleurs pas observable qu'à Lyon : les modèles se diffusent très vite dans toute l'Europe.
En revanche, la primatiale est une des dix-huit églises de Lyon à ne pas disposer d'un chemin de croix intérieur.

##### Dans le chœur et l'abside
Chaque colonne de l'abside est posée sur un haut piédestal portant une base attique classique (à deux tores séparées par une scotie, ce qui est généralement une manière, là encore, de pratiquer un jeu de contrastes, à la manière d'un clair-obscur) ornée d'une tête d'animal, ou parfois humaine. Les chapiteaux des colonnes de l'abside, en revanche, sont décorés de six scènes de l'enfance du Christ, trois de chaque côté, entourant un Christ pantocrator : ce sont les seules scènes narratives sculptées du sanctuaire. En effet, les chapiteaux des lancettes, eux, portent un décor de feuilles lisses ou dentelées, où loge parfois une figure animal ou humaine. Les colonnes des chapelles latérales du chœur portent quant à elles des sculptures en ronde-bosse qui s'insèrent mal dans la continuité : leur rôle est avant tout de masquer la jonction maladroite entre la colonne romane et le départ de l'ogive gothique.
Les scènes de l'enfance du Christ s'insèrent dans un programme iconographique très particulier, qui portent la marque de Guichard de Pontigny et de la logique liturgique et sacramentelle qu'il met au cœur de son programme lyonnais. Les trois scènes de la moitié nord évoquent exclusivement les Rois mages. Les chapiteaux méridionaux montrent une Vierge à l'Enfant, et deux scènes apocryphes du protévangile de Jacques : le premier bain du Christ, donné par Zélomie et Salomé, et la pénitence infligée à la sage-femme qui doutait de la virginité de Marie. Les deux chapiteaux médians, qui montrent cette dernière scène ainsi que l'hésitation des mages devant Hérode, se répondent ainsi sur le thème de la tentation et de l'incrédulité.
La caractéristique la plus originale de la décoration du chœur et de l'abside est formée par les incrustations sur marbre blanc. Elle fait apparaître le motif décoratif en blanc sur fond rouge-ocre. La technique employée était une taille dite « d'épargne » autour de la figure recherchée ; puis le fond entourant celle-ci était remplie d'un ciment brun ; les détails secondaires (yeux, bouche, cheveux) étaient gravés suivant la même technique dans un second temps. Cet élément a été déployé pour habiller trois types d'objets présents dans le sanctuaire : les abaques des petits chapiteaux (banc des prêtres, lancettes de l'abside et baies des chapelles latérales), les chapiteaux des arcatures trilobées du chœur, enfin trois bandeaux horizontaux placées à différentes hauteurs. Le premier sert d'architrave à l'arcature aveugle courant dans le chœur, l'abside et les chapelles ; le deuxième est situé juste sous le triforium ; enfin, le troisième surmonte ce dernier. Très sales, ces incrustations ont été nettoyées lors du chantier de réaménagement du chœur, commencé en 1990 et achevé en 2011 ; c'est la découverte de ce marbre blanc qui convainc Andrée Putman de changer l'autel en place pour le remplacer par un autel en albâtre.

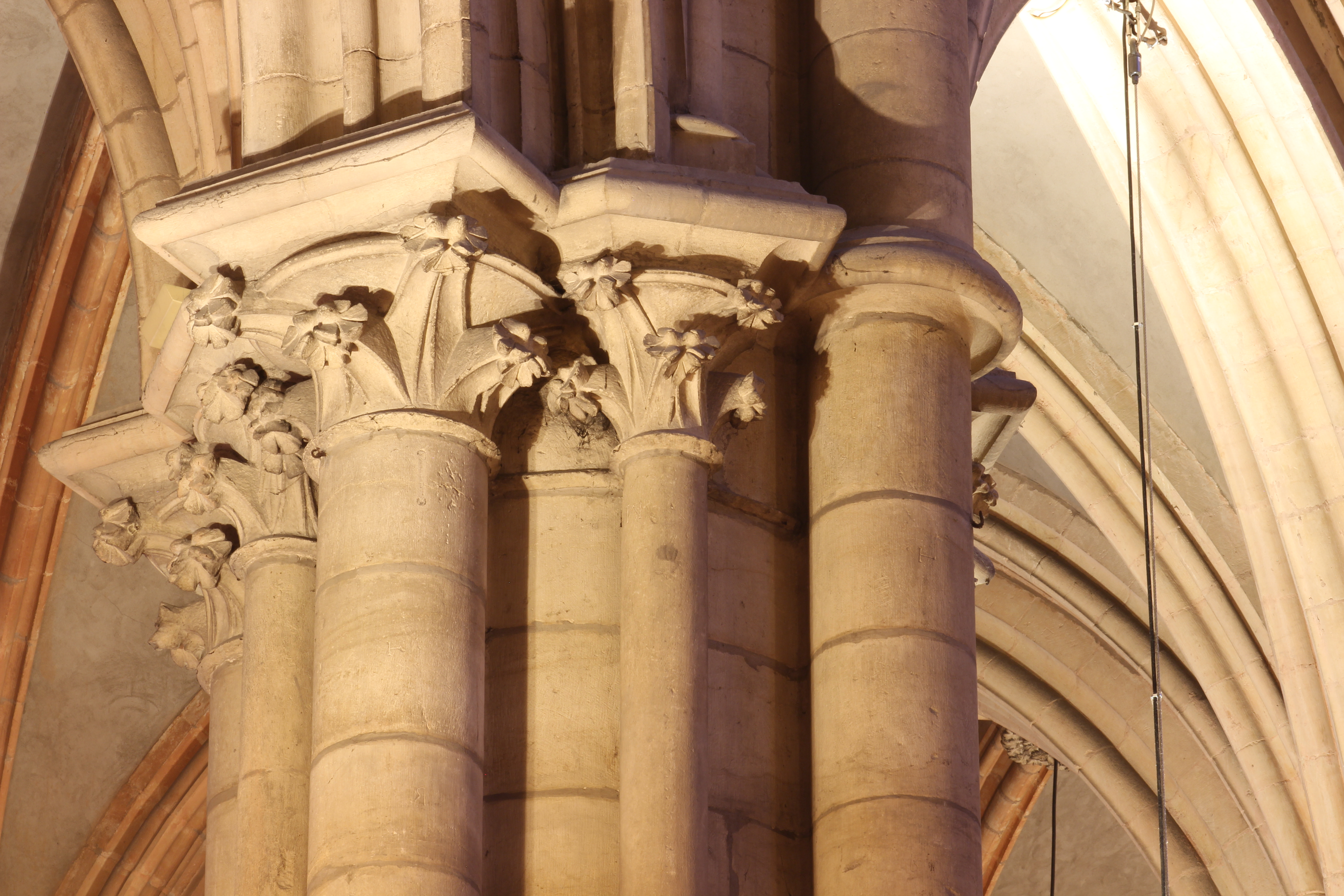
Chapiteau sculpté d'une des colonnes du triforium.

Les sept colonnes du fond de l'abside ont des chapiteaux sculptés. Ce sont les seuls du sanctuaire offrant une composition iconographique. Six d'entre eux représentent des scènes relatives à la naissance de Jésus, le septième, au centre, figurant un Christ pantocrator. Trois de ces chapiteaux représentent chacun l'un des rois mages, se dirigeant vers la crèche de Bethléem. Le premier lance son cheval au galop, suivant l'étoile. Le second est interpellé par le diable (qui joue ici son propre rôle ainsi, par métonymie, que celui d'Hérode. Le troisième, enfin, franchit la porte de la ville, tout en indiquant du geste le détour du retour pour éviter Jérusalem. Les trois autres chapiteaux évoquent la naissance elle-même : Le premier est une Vierge à l'Enfant adorée par les mages ; le second montre à la fois Joseph dans le doute, Marie prête à accoucher et la sage-femme paralysée ; le troisième montre le premier bain de Jésus. Les personnages du chapiteau de la Vierge à l'Enfant ainsi que ceux du troisième roi mage n'ont plus de tête, probablement marqués par les destructions révolutionnaires ou du baron des Adrets.
La dernière marche d'accès à la cathèdre, tout au fond de l'abside, est gravée d'une tête barbue soufflant dans deux cors. Les interprétations diffèrent à son sujet. Selon Lucien Bégule, il s'agirait d'une allégorie d'un passage de l'épître aux Romains : « Leur voix a retenti par toute la Terre ». Selon Catherine Brisac, ce serait une figure de la terre elle-même.

##### Dans la nef et les chapelles
La nef et certaines chapelles latérales sont ornées de statues beaucoup plus récentes, datant pour la plupart des XIXe et XXe siècles. La chapelle du Saint-Sacrement est ainsi ornée d'une statue de Pierre-Hector Coullié en prière, datant de 1916, du sculpteur Louis Castex. De même, la chapelle Saint-Raphaël compte une statue de François d'Assise datant de 1891 et réalisée par Jean-Marie Bonnassieux, et une d'Antoine de Padoue réalisée par Joseph Belloni en 1938. Ce même Belloni sculpte en 1928 une Thérèse de Lisieux placée dans la chapelle qui lui est dédiée. André Vermare, pour sa part, réalise une statue du curé d'Ars, placée en 1910 dans la chapelle homonyme ; c'est la seule œuvre de ce sculpteur, par ailleurs presque exclusivement spécialisé dans les représentations de Jean-Marie Vianney, qui soit exposée dans une église lyonnaise.

#### Les tableaux et les tapisseries

##### Historique
La cathédrale a été tardivement décorée de tapisseries et de tableaux. Ces décorations ont été peu usitées durant la grande période baroque, que cette habitude provienne du peu de goût des chanoines pour ce genre de décorum ou du traumatisme des destructions calvinistes. Selon certains visiteurs des XVIIe et XVIIIe siècles, « aucun tableau ni tapisserie » n'orne la primatiale, qui est d'« une grande simplicité, ce qui lui donne un certain air de grandeur et de majesté qu'on ne trouve pas toujours dans des églises mieux décorées ».
En réalité, un inventaire de 1672 montre que la primatiale n'est pas dépourvue de toiles. Dans la chapelle de Notre-Dame et Saint-Antoine (actuelle chapelle des archevêques) est installé en 1622 un tableau d'Horace Le Blanc commandé par l'archidiacre Antoine de Gibertés, mort en 1639. Ce tableau représentait le mécène à genoux, présenté à la Vierge par son saint patron et Jean le Baptiste. Une chapelle située à côté de l'horloge s'enrichissait d'un Ecce homo entre la Vierge et saint Joseph, celle des Bourbons était ornée d'une Cène de facture italienne (peut-être peint par Giulio Romano). Une Mise au tombeau attribuée à François Stella était naturellement placée dans la chapelle du Saint-Sépulcre. D'autres tableaux non identifiés sont recensés. Le point commun entre toutes ces œuvres est qu'elles ont toutes disparu, à l'exception d'un Christ en croix peint par Karel Dujardin et aujourd'hui conservé au Musée d'Art et d'Histoire de Genève.
La Révolution prive la primatiale de toutes ses toiles, ainsi que des clôtures de chapelles, grilles, balustrades de pierre et du jubé. Lors de la messe de Pentecôte du 6 juin 1802, l'absence de toute œuvre d'art dans l'édifice est attestée. Quelques aménagements en vue de la venue du pape sont réalisés de bric et de broc en 1804, grâce à une subvention de 80 000 francs du Consulat, notamment grâce à la récupération de matériel (boiseries et grilles notamment) provenant de l'abbaye de Cluny. L'arrivée à l'archevêché de Joseph Fesch change considérablement la donne. Riche et puissant grâce à sa proximité avec la famille impériale, il est surtout un phénoménal collectionneur, accumulant jusqu'à 16 000 tableaux. Sa priorité pour Saint-Jean n'est pas d'abord artistique, mais liturgique et pastorale : de son point de vue, il faut que l'œuvre d'art concoure à la beauté du culte et à l'édification du peuple. Le manque de temps empêche le cardinal Fesch de mener à bien son projet très théâtral. Néanmoins, il enrichit la cathédrale d'une riche collection de peintures. Il achète entre autres, le 28 novembre 1810, une vingtaine de toiles issues des saisies effectuées par les révolutionnaires dans les couvents et églises parisiens. Ces toiles, généralement de grandes dimensions, sont achetées à titre personnel. Par ailleurs, c'est probablement lui qui achète sept tapisseries d'origine bruxelloise.
Dès 1826, le conseil de fabrique de la cathédrale estime qu'il n'aurait pas fallu « charger l'église de tableaux incohérens avec son architecture et capables de la défigurer plutôt que de l'orner ». Des tractations discrètes sont effectuées avec d'éventuels racheteurs, pour ne pas risquer une contestation de la part du prélat en exil. Jean-Gaston de Pins, pour sa part, fait décrocher une douzaine de tableaux des murs de l'édifice pour les accrocher dans le palais Saint-Jean. Deux autres sont cédés à l'église Saint-Germain-des-Prés, cinq à l'église paroissiale de Saint-Symphorien-de-Lay, etc. Enfin, la collection du cardinal Fesch est très prisée des grands musées, et en particulier du Louvre, qui en acquiert plusieurs à la faveur des divers troubles du XXe siècle. À la même date, l'évêque effectue une commande à quatre peintres (Genod, Biard, Soulary et Orsel), représentant quatre martyrs de Lyon ; seuls les trois premiers sont réalisés, et exposés dans l'archevêché. En 1909, ils sont déménagés dans la primatiale.
Parallèlement, en 1840, la ville de Lyon fait réaliser des tapisseries prévues pour augmenter l'apparat des « réunions des autorités civiles, militaires, judiciaires ». L'artisan étant mort sans enfant, le maître des cérémonies de la commune fait acheter tout le stock. Des tapisseries complètement profanes se retrouvent utilisées pour décorer la cathédrale. À l'exception de grands évènements durant lesquels elles sont présentées, les tapisseries ne figurent d'ordinaire pas dans la décoration usuelle de la cathédrale. Un inventaire est effectué en 1895 dans le but d'en vendre la plus grande partie ; cette vente n'a finalement pas lieu. Le 21 octobre 1903, un certain nombre de ces œuvres sont classées monuments historiques. La dernière grande exposition de ces tapisseries date de 1974, pour les sept cents ans du deuxième concile de Lyon, où les œuvres à caractère religieux sont exposées dans le chœur et la nef.

##### Description

Quelques-unes des toiles exposées dans la primatiale
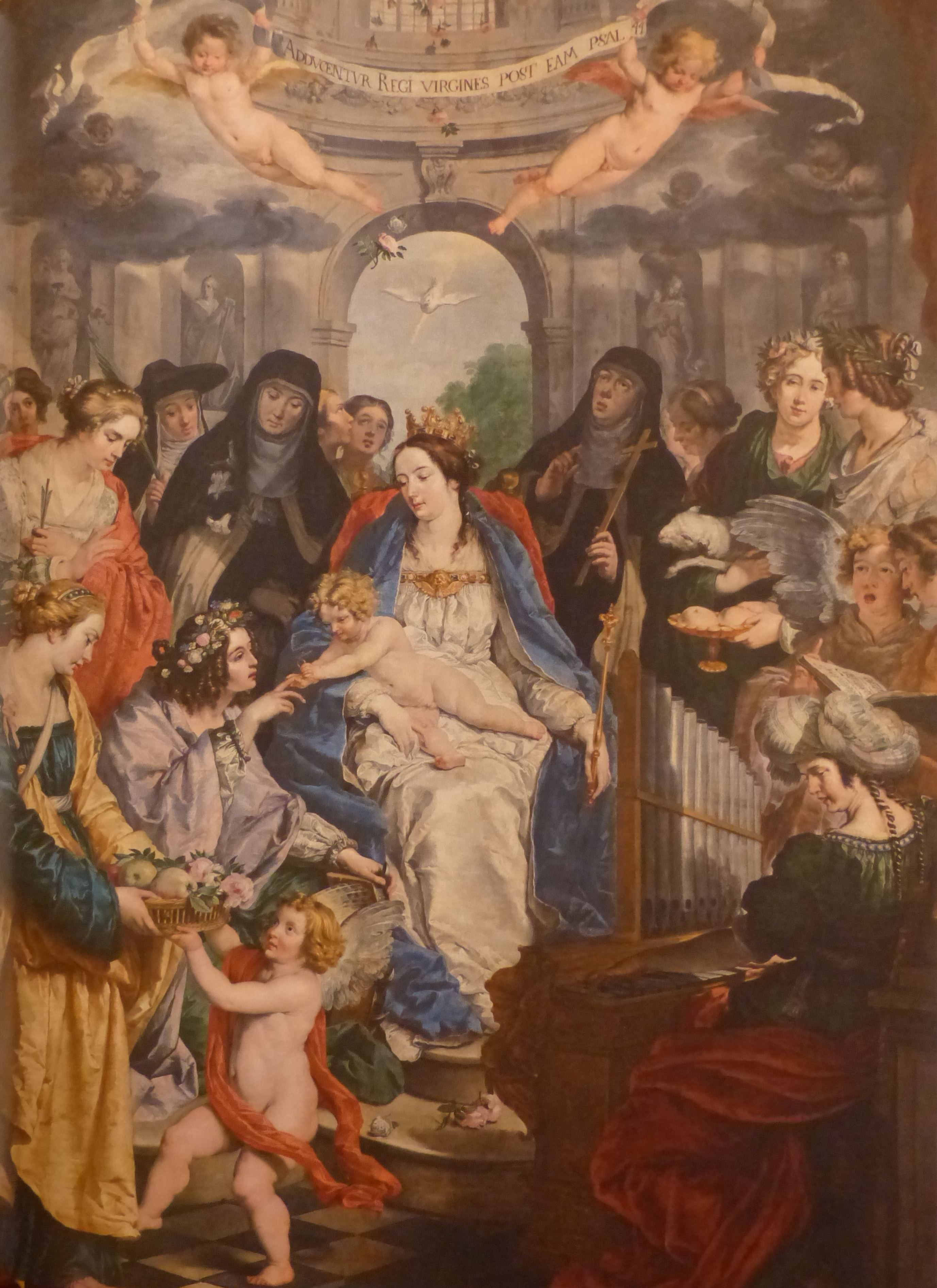
La Vierge parmi les vierges, huile sur toile d'Abraham Janssens, 1630. Exposé sur le tambour de sortie sud.
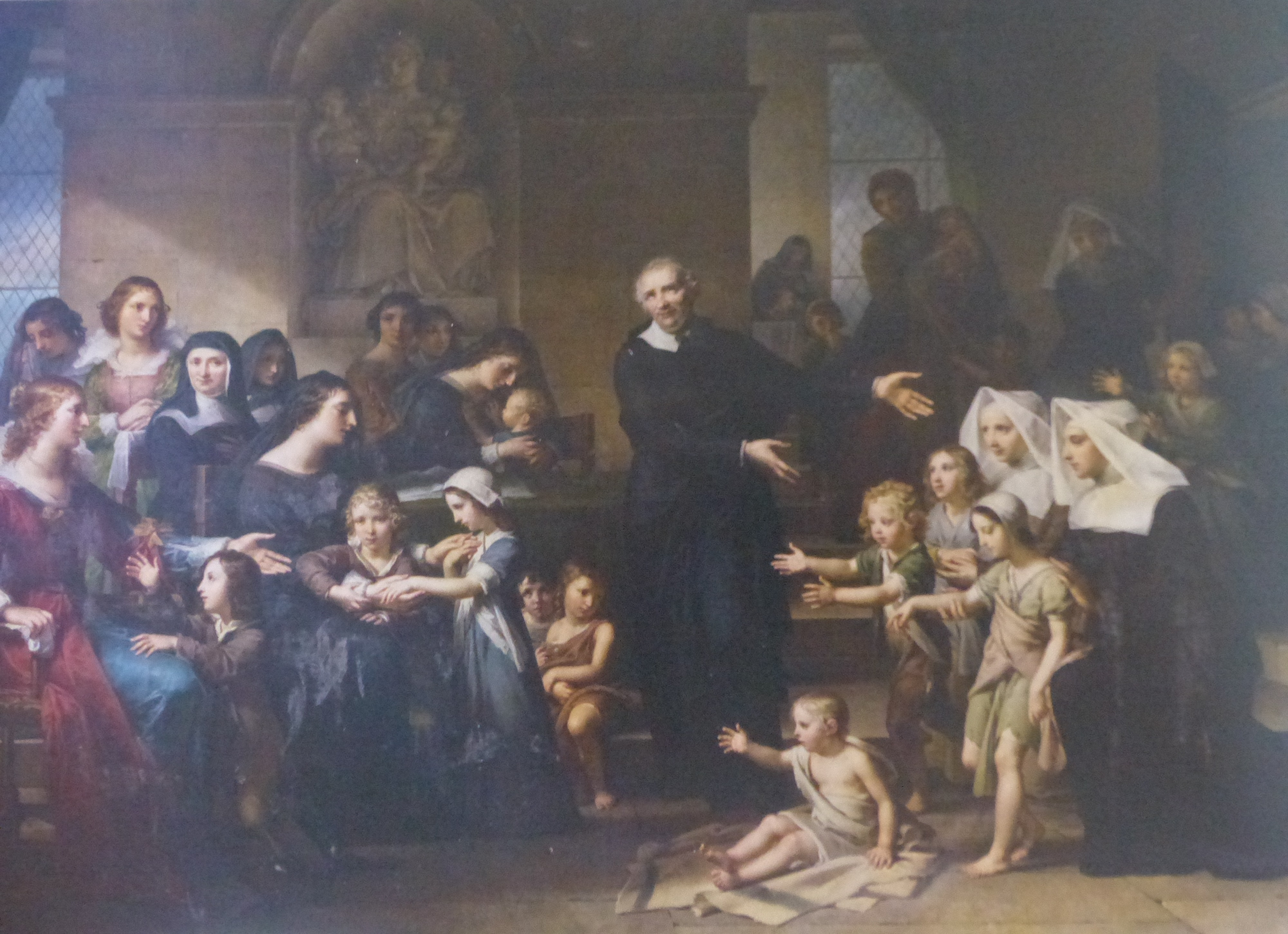
Saint Vincent de Paul prêchant la charité aux dames de la cour de Louis XIII, huile sur toile de Charles Meynier, 1824. Tableau exposé dans la chapelle Saint-Vincent-de-Paul (aujourd'hui chapelle du Saint-Sacrement).
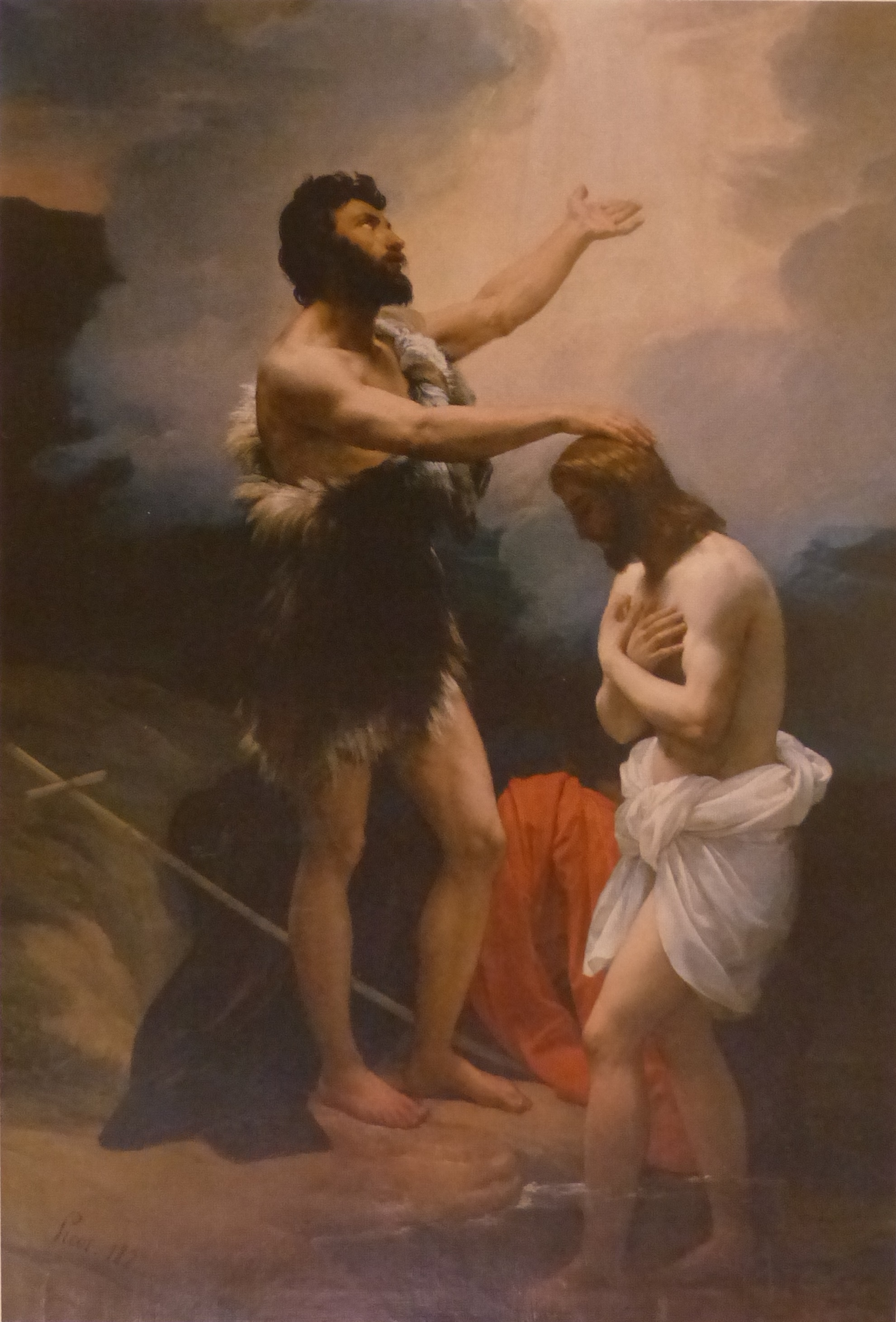
Le Baptême du Christ, huile sur toile de François Édouard Picot, 1822. Tableau exposé dans la chapelle des cardinaux.
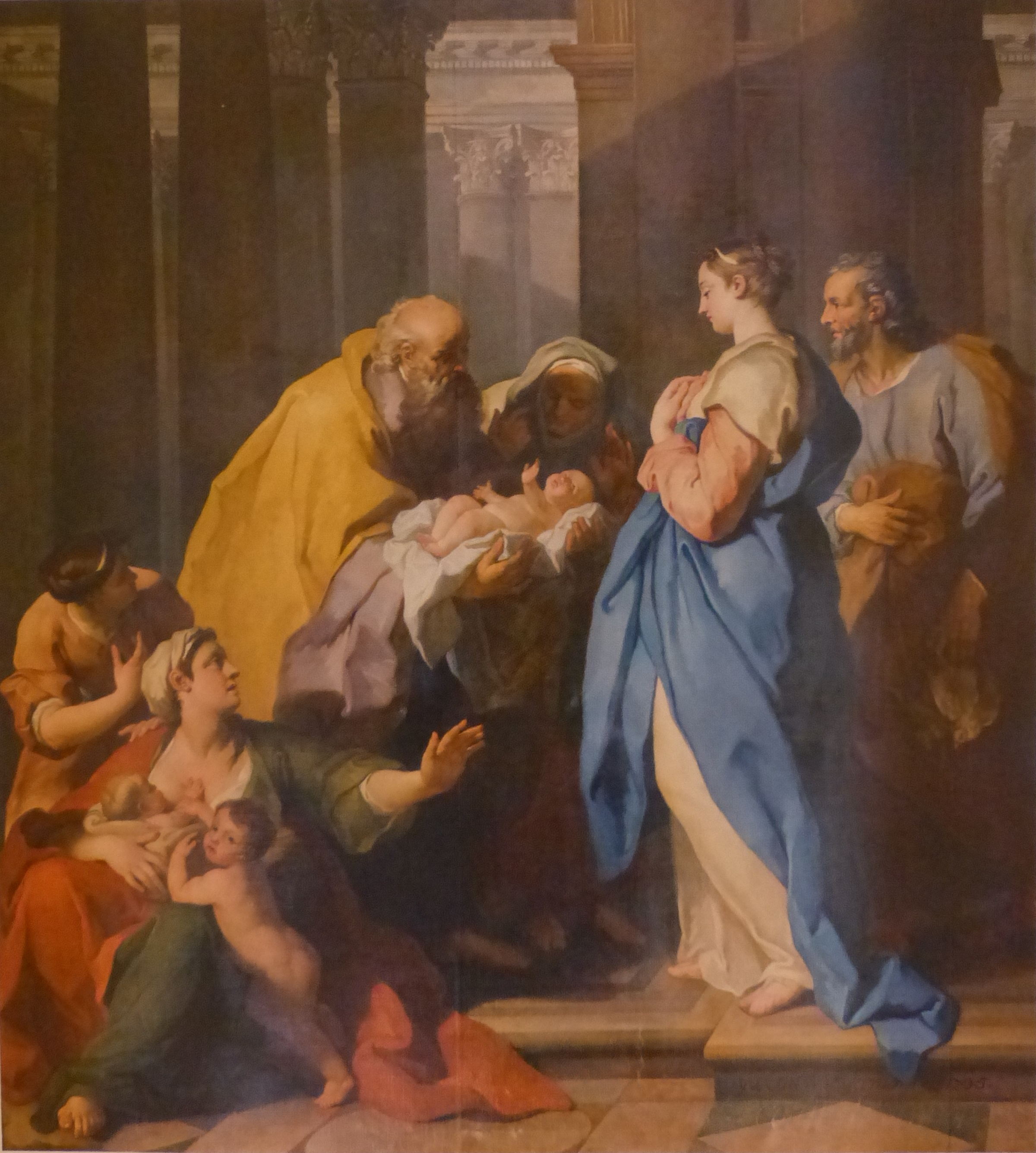
La Présentation de Jésus au Temple, huile sur toile de Hyacinthe Collin de Vermont, 1735. Tableau exposé dans la chapelle des chanoines.
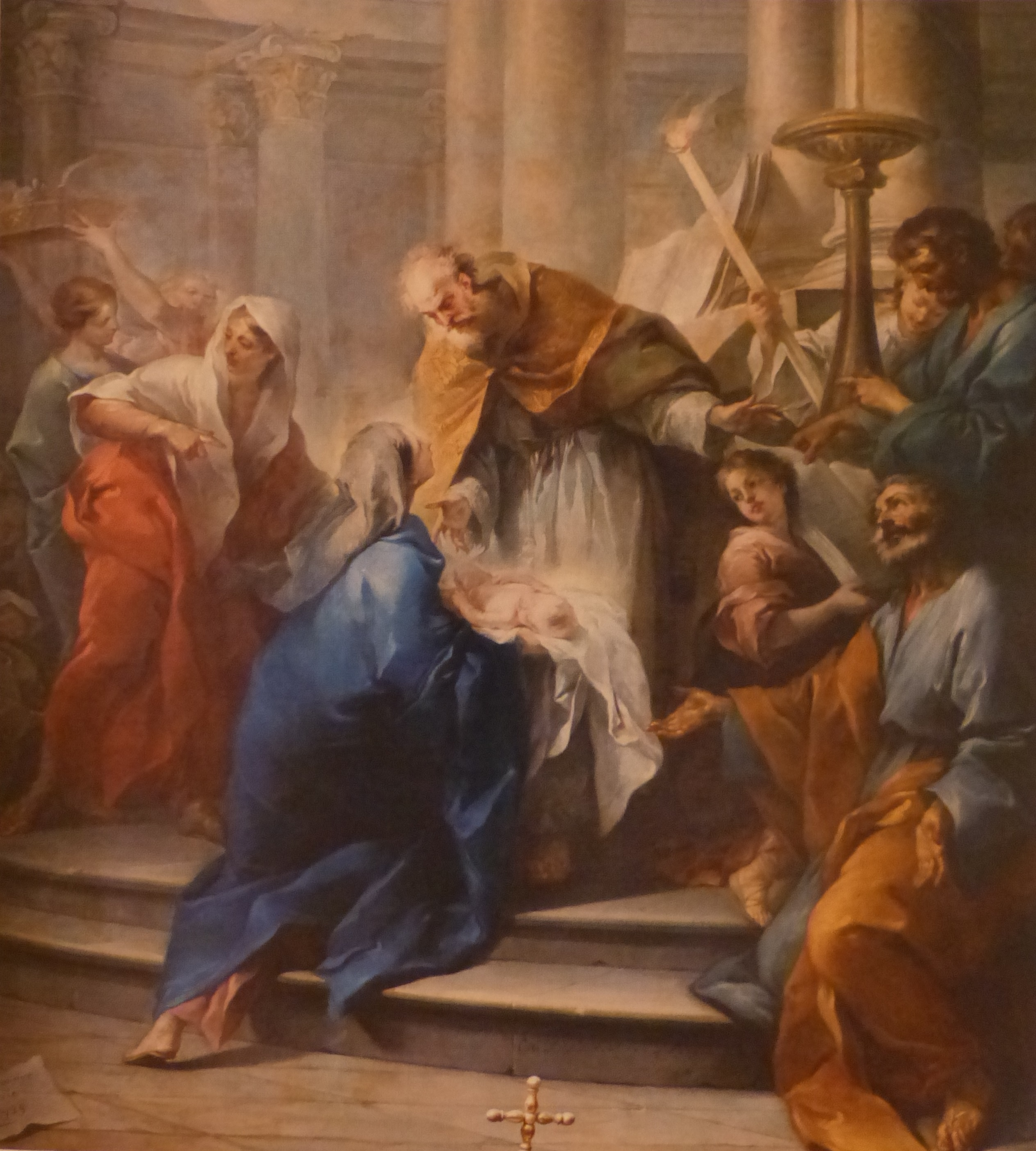
La Présentation de Jésus au Temple, huile sur toile de Jean-Baptiste & Charles André van Loo, 1725. Chapelle Saint-Joseph.
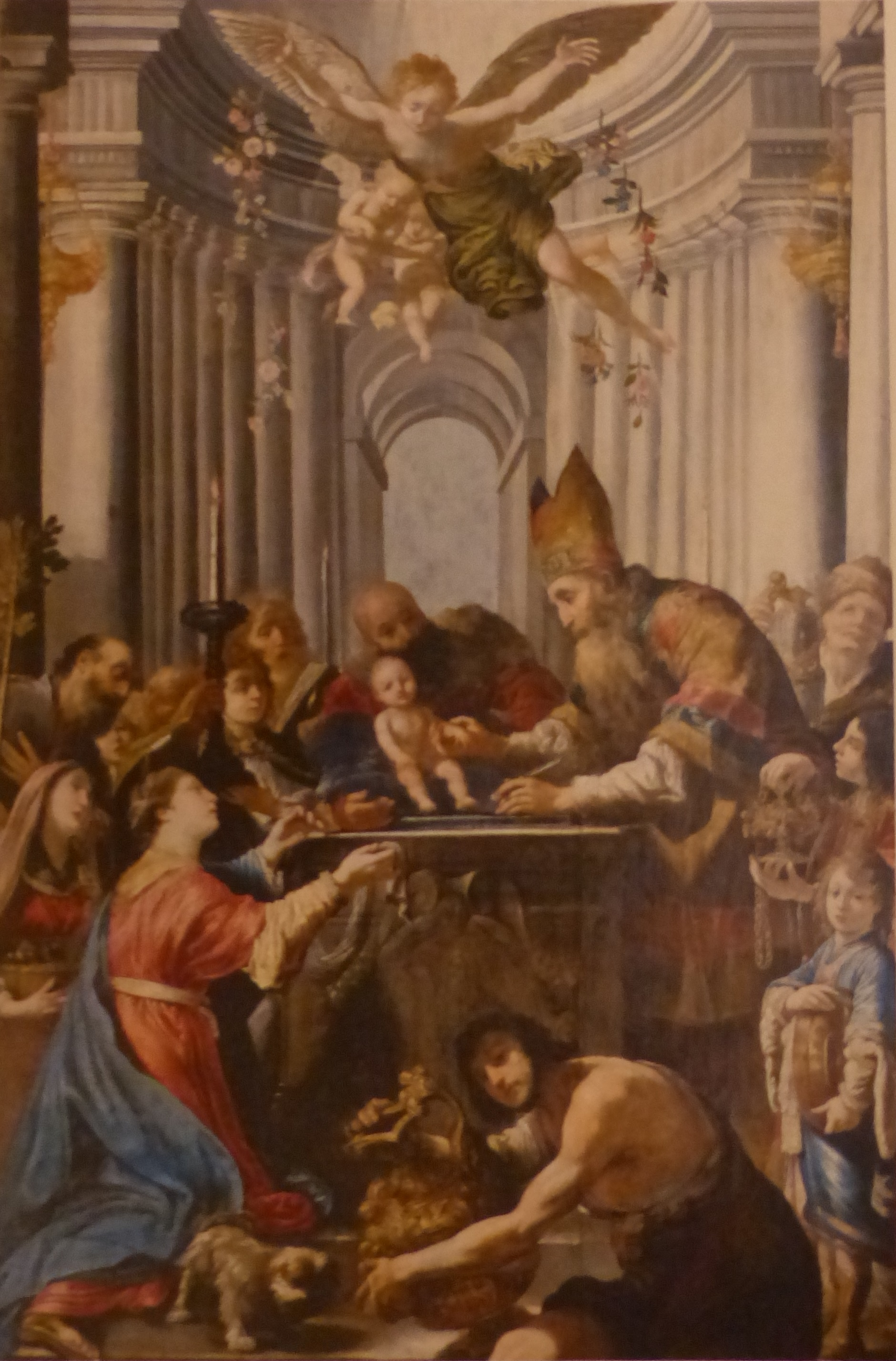
La Circoncision, huile sur toile de Claude Vignon, 1627. Exposé dans la chapelle Sainte-Anne.
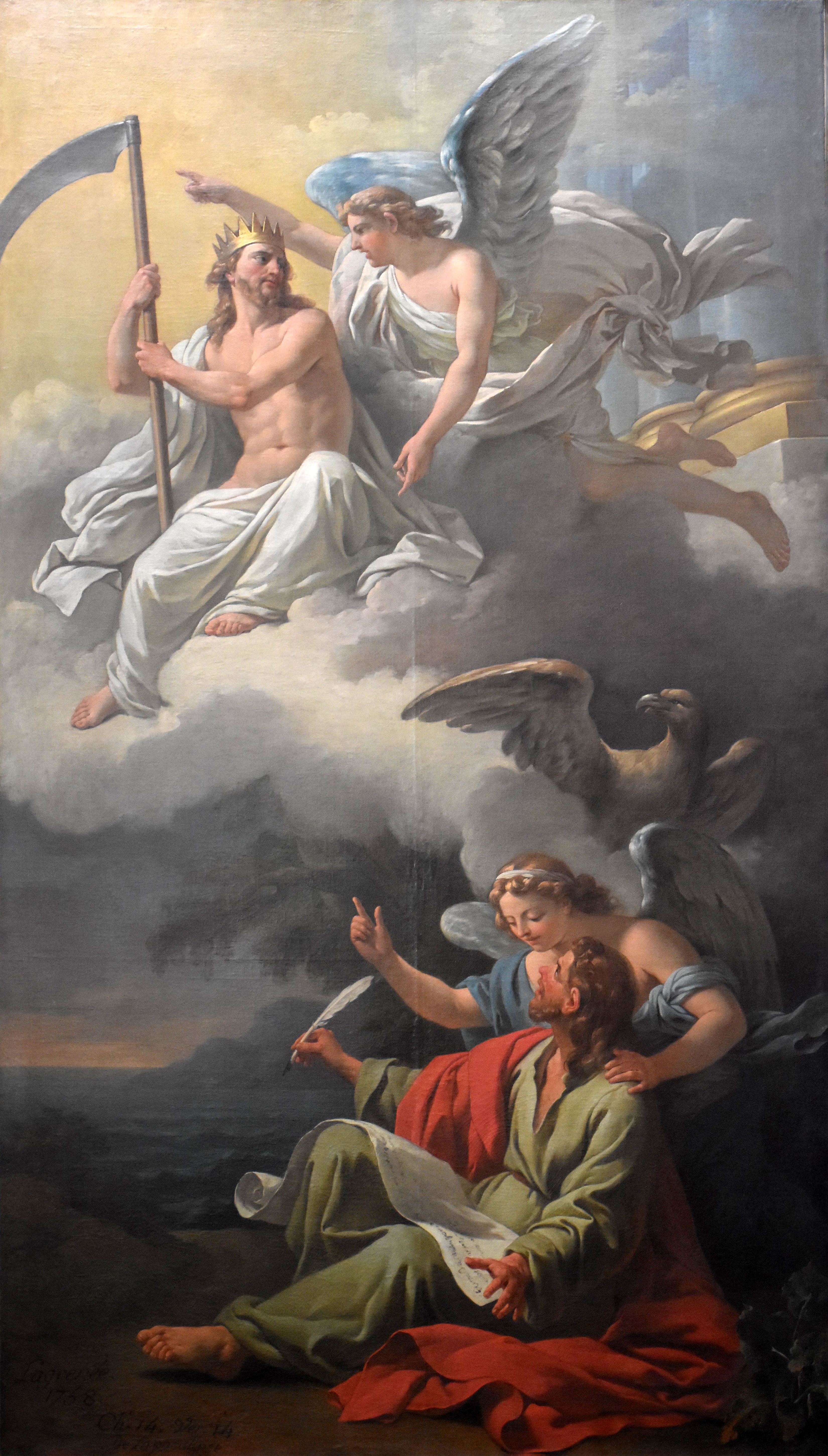
Saint Jean dans l’île de Patmos, huile sur toile de Louis-Jean-François Lagrenée, 1758. Tableau exposé dans le transept septentrional.

À la faveur de la dédicace provisoire de la chapelle des Bourbons à saint Louis, deux tableaux provenant de l'immense collection de Joseph Fesch y sont installés. Le premier, signé de Michel Corneille l'Ancien et daté de 1639-1642, s'intitule saint Louis recevant la couronne d'épines des mains du Christ ; le second, peint par Jacques de Létin, représente saint Louis mourant de la peste à Tunis. Ces deux toiles, conçues pour embellir l'église Saint-Paul-Saint-Louis de Paris, y sont retournées en 1949 lors d'un échange réalisé par l'administration des monuments historiques. La chapelle compte en outre un repas d'Emmaüs peint par Jean-Baptiste de Champaigne, ainsi, jusqu'en 2003, qu'une Adoration des mages, peinte en 1626 par le Flamand Henri Falange, dit « Henricus Houyez ». Ce dernier tableau provient du couvent des Mathurins, à Paris, que Louis Petit, père supérieur de l'ordre, fit orner de 1610 à 1647 de tableaux ; puis de la collection du cardinal Fesch. Depuis 2003, ce tableau est exposé au Musée des Beaux-Arts de Lyon.
La décoration de la chapelle du Sacré-Cœur est quant à elle le fait de Jean-Gaston de Pins. Elle comprend en particulier un tableau d'André Blanchard, peint en 1936, et nommé l'Adoration du Cœur de Jésus. Ce tableau est toujours situé dans la primatiale. Y sont également placées des statues de Marie et de Jean l'évangéliste, ainsi qu'un relief du Christ et des quatre évangélistes, tous réalisés par Jean-François Legendre-Héral.
La chapelle du Saint-Sacrement comporte quant à elle un Saint Sébastien soigné par les saintes femmes anonyme du XVIIe siècle,, un triptyque de Tony Tollet comportant au centre un baptême du Christ, enfin un tableau représentant Vincent de Paul (justifiée par l'ancienne dédicace de cette chapelle à « monsieur Vincent ») enseignant aux dames de la cour de Louis XIII à être charitables, peint par Charles Meynier en 1824.
La chapelle Sainte-Anne est ornée de trois toiles : Le Christ et la Cananéenne de Nicolas de Plattemontagne, une Circoncision du Christ peinte par Claude Vignon en 1627, enfin un Polycarpe mené au bûcher de Michel-Philibert Genod, peint en 1827. Dans la chapelle des cardinaux se trouve un Baptême du Christ signé de François Édouard Picot,,.
La chapelle Saint-Joseph est dotée de trois tableaux : une présentation de Jésus à Syméon, huile sur toile peinte par les frères Jean-Baptiste et Charles André van Loo en 1725, un ravissement de saint Joseph anonyme du XVIIe siècle, enfin saint Pothin apportant l'image de la mère de Dieu, de François-Augustin Blond,. Celle du curé d'Ars comporte une Transfiguration copie de celle de Raphaël ainsi qu'un saint Irénée choisissant le supplice de la croix de Claude Soulary, peint en 1826. Dans la chapelle Saint-Raphaël se trouvent une copie de la flagellation de saint André peinte par Le Dominiquin, ainsi qu'une incrédulité de saint Thomas d'Arnould de Vuez,.
Le transept septentrional, en face de l'horloge, est occupé par une Visitation de Noël Coypel, provenant d'une église parisienne inconnue, puis de la collection Fesch ; dans le transept lui faisant face, près de l'orgue, un saint Jean à Patmos signé de Louis Jean François Lagrenée. La présentation de Jésus au Temple, huile sur toile de Hyacinthe Collin de Vermont, est exposée dans la chapelle des chanoines. Enfin, le tambour de sortie sud est surmonté d'une Vierge parmi les vierges, ou Mariage mystique de sainte Catherine, huile sur toile d'Abraham Janssens datée de 1630. Lui faisant face, la Vierge remettant le rosaire à saint Dominique a été peinte par Frère André.
Cinq des tapisseries ont pour sujet l'histoire de Jacob : Ésaü délaissant son droit d'aînesse, Isaac bénissant Jacob (tapisserie volée en 1979), le songe de Jacob, la rencontre avec Rachel, enfin le départ de chez Laban. Ces tissages sont l'œuvre de lissiers bruxellois du XVIIe siècle, Érasme II de Pannemaker et Gilles Ijdens. Une autre tapisserie, probablement originaire d'Aubusson et datant de la seconde moitié du XVIIe siècle, représente le triomphe de Constantin. Les autres tapisseries ont des sujets profanes.

#### Les orgues
Comme beaucoup d'autres cathédrales, la primatiale Saint-Jean comporte deux orgues, un à la tribune (mais situé dans le transept méridional, non sous la rosace occidentale), et un dans le transept septentrional, à côté de l'horloge ; néanmoins, ici ce n'est pas l'alternance entre une liturgie quotidienne rassemblant un petit nombre de personnes et des cérémonies solennelles impliquant une grande foule qui nécessite ce dédoublement, mais le mauvais état général de l'orgue de tribune — muet de 2003 à2022 — qui a nécessité son remplacement provisoire par un autre instrument.

##### L'orgue de tribune

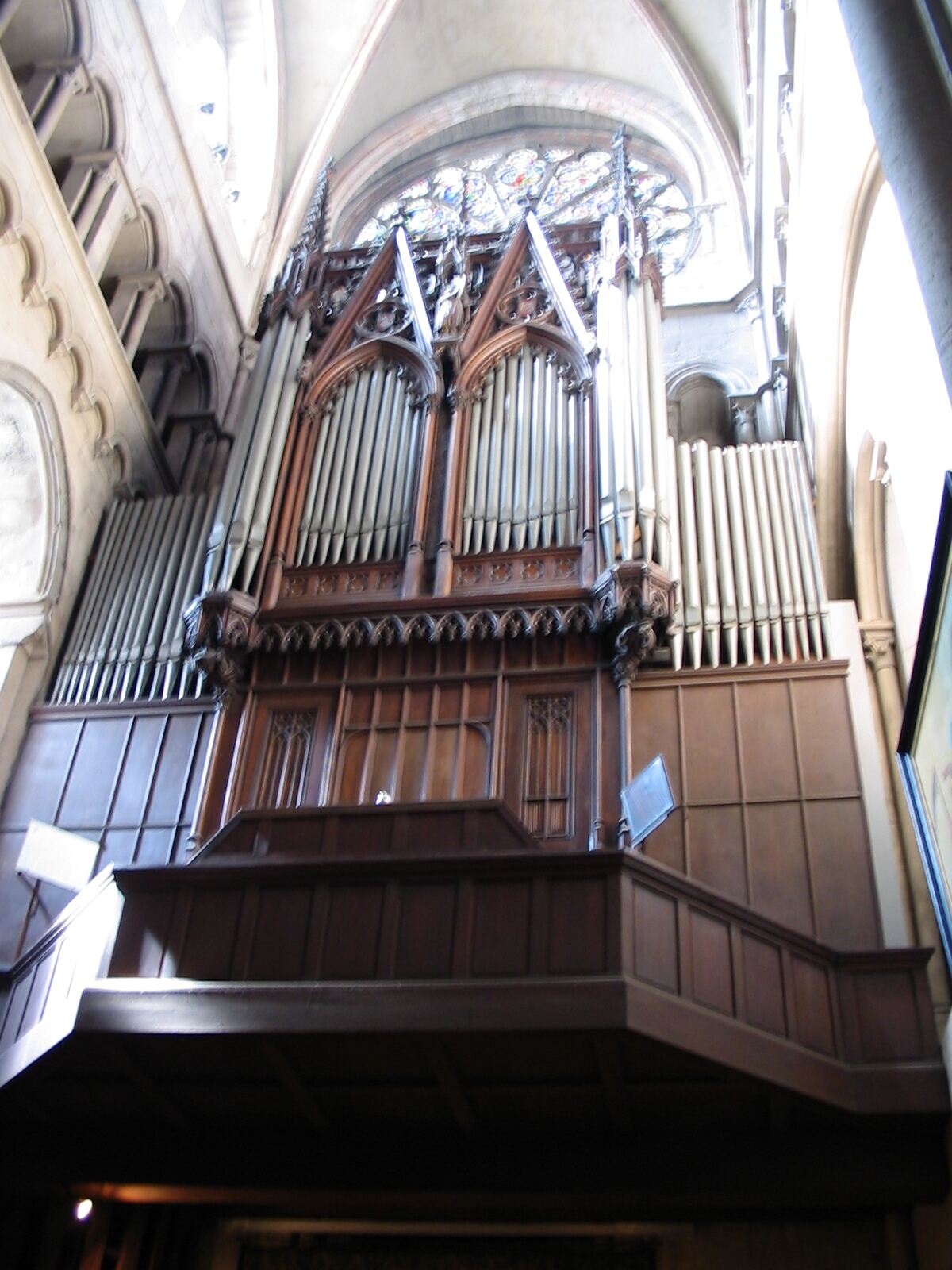
L'orgue de tribune vu depuis la croisée du transept.

###### Historique
Contrairement à la plupart des grandes cathédrales françaises, mais à l'instar de la plupart des églises du diocèse, l'orgue de la primatiale de Lyon est très peu mis en valeur. En effet, contrairement à celles-ci, prévues pour le rite romain dans lequel l'orgue tient une place importante, la cathédrale Saint-Jean fut conçue pour le culte catholique en rite lyonnais, qui proscrivait l'usage de l'orgue : « Ecclesia lugdunensis non utitur organis ». L'introduction d'un orgue dans la primatiale, voulue par l'archevêque Louis-Jacques-Maurice de Bonald, ne se fait pas sans difficulté. Le chapitre, instance du conservatisme lyonnais, se heurte à cette volonté affichée et délibérée de « normaliser » le culte particulier à la capitale des Gaules.

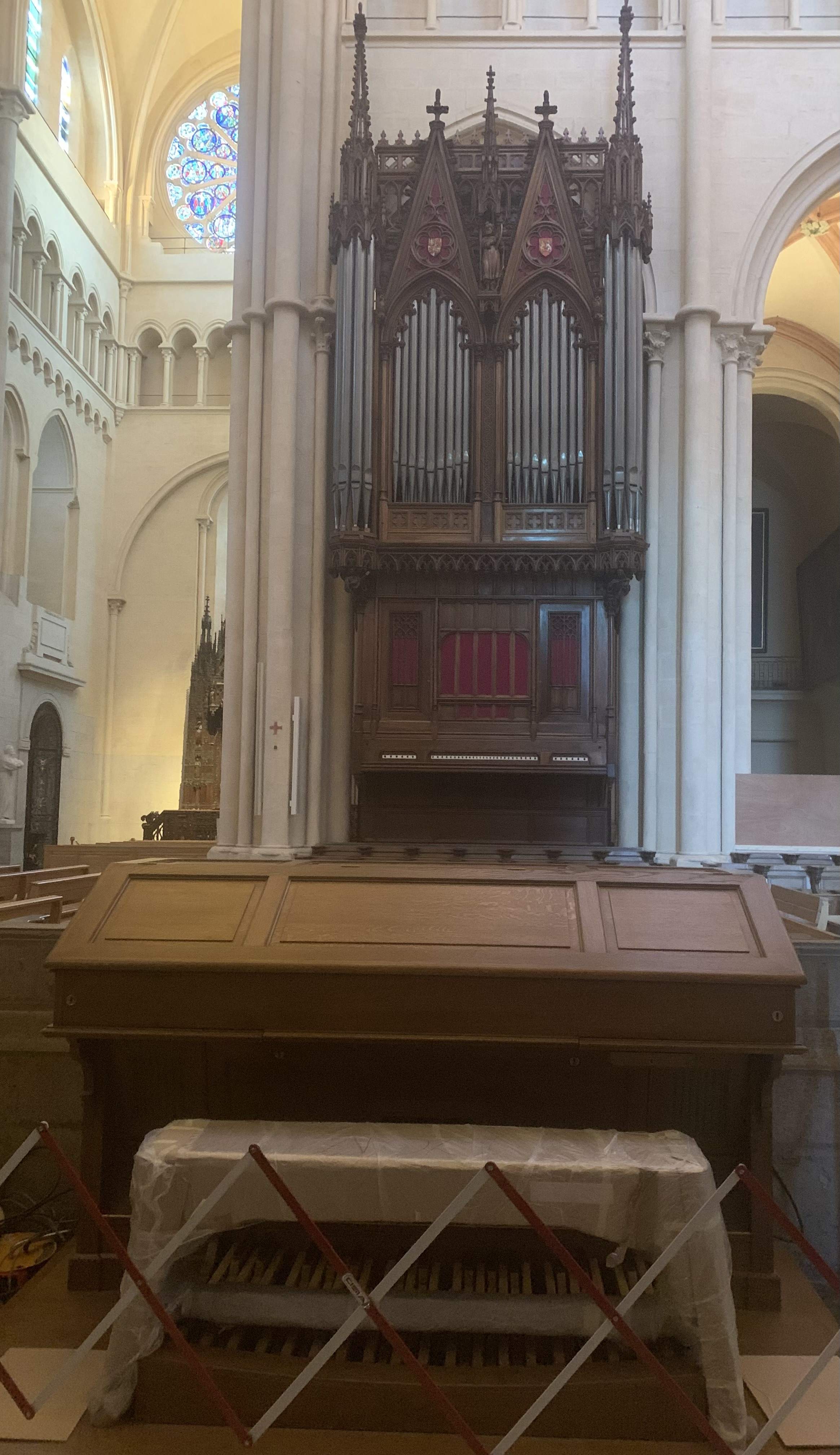
L'orgue de tribune a été réinstallé dans la nef, avec d'une part l'instrument, et d'autre part la console.

À l'instar du choix de l'ultramontain (mais diplomate) Bonald comme évêque de Lyon, le choix d'implanter un orgue dans la primatiale, symbole de la résistance lyonnaise à l'ultramontanisme, est un acte éminemment politique, et c'est ainsi que le perçoivent les chanoines. Une des missions du nouvel archevêque sera justement de moderniser peu à peu le rite lyonnais pour qu'il corresponde de plus en plus à la liturgie latine. L'acte capitulaire du 30 août 1840 montre la prudence et la diplomatie exercées par le prélat, qui propose d'abord de prendre un orgue à l'essai pour une durée provisoire ; les résistances ne portent déjà plus sur la liturgie elle-même que sur la tradition qui se trouve battue en brèche. En parallèle de cette location, l'archevêque insiste auprès du chapitre pour qu'un véritable achat soit effectué. L'ordination de Louis Rossat, nouvel évêque de Gap, en 1841, fournit l'occasion de l'inauguration de l'orgue. Par ailleurs, il s'agit d'un orgue modeste, ne comptant que quinze jeux ; et surtout, il ne pèse pas sur les finances du diocèse car le prélat le commande sur ses propres deniers. Globalement, cette installation est un succès auprès de l'assemblée, et la construction de plusieurs orgues dans les églises du diocèse est décidée dans les années qui suivirent.
L'orgue de tribune actuel date de 1841 ; il a été réalisé par la manufacture Daublaine-Callinet dans un buffet de style néo-gothique, dessiné par Pierre Bossan et remanié par Tony Desjardins. À l'époque, il est placé dans la chapelle nord attenant au chœur. C'est le menuisier lyonnais Bernard qui réalise l'ouvrage. Le premier organiste titulaire, de 1841 à 1874, est Félix Bélédin. Dès 1852, des travaux sont à entreprendre ; ils sont réalisés par Pierre-Alexandre Ducroquet, qui a entretemps repris la manufacture Daublaine-Callinet. L'orgue est agrandi. Une seconde restauration date de 1860 ; cette fois, c'est la société Merklin & Schütze qui effectue les réparations et ajoute quelques jeux, en portant le nombre total à vingt. Mais l'état de l'instrument est si mauvais qu'une reconstruction quasi complète, toujours par Merklin, est nécessaire en 1875 : le facteur porte le nombre de jeux à trente-deux et agrandit le buffet en hauteur. S'ensuivent des travaux du même facteur en 1881 et 1883, ainsi que par son gendre Charles Michel Merklin : sept jeux sont encore ajoutés. À cette date, c'est Paul Trillat qui est organiste titulaire depuis 1874, et jusqu'à sa démission en 1904 ; lui succède Édouard Commette, qui n'a que vingt-et-un ans lors de sa nomination, et qui reste en poste jusqu'en 1967,.
Un relevage est effectué en 1905 par Francisque Pic. Des travaux supplémentaires ont lieu en 1921 et 1923, exécutés par Charles Michel et son associé Kuhn. En 1927, à la suite d'un concours de circonstances, l'orgue de Saint-Jean est le premier au monde à être enregistré ; sa position dans le chœur, qui permet d'y tendre des tentures améliorant l'acoustique, incite les ingénieurs de Columbia Records à effectuer l'enregistrement à la primatiale.
Une nouvelle reconstruction, toujours par la même firme, est réalisée en 1935-1936 : l'orgue est déplacé dans le transept méridional. En effet, conçu comme un orgue d'accompagnement, l'instrument servait en réalité de grand orgue ; la place qui lui était allouée, sous l'arc situé à gauche du chœur, ne lui permettait aucun développement et compliquait drastiquement l'entretien. Le choix de déménager l'orgue sur une tribune aménagée dans le transept permet d'augmenter fortement ses capacités, en passant notamment de quarante-trois à cinquante jeux, en étant doté d'une transmission entièrement électrique. L'orgue reçoit aussi un combinateur inventé par l'organiste lyonnais Adrien Rougier et nommé Acribès : ce dispositif permet d'enregistrer jusqu'à trente-cinq positions de jeux et de les modifier instantanément suivant le réglage choisi.
En 1945, un relevage est indispensable : l'explosion du pont Tilsitt a endommagé l'instrument. En 1954 et en 1963, l'entreprise Merklin effectue des modifications de jeux pour éclaircir la palette sonore de l'orgue. En 1967, l'élève de Commette, Joseph Reveyron, lui succède, et reste en poste jusqu'à sa mort en 2005. En 1974 est encore effectué un relevage : la soubasse de 32 pieds est ajoutée,.
À la suite de la canicule européenne d'août 2003, l'orgue de tribune n'est plus utilisé du fait des craintes de risque d'incendie. De nombreuses démarches sont menées notamment par les Amis de l’orgue de la Cathédrale de Lyon, que préside Jean-François Duchamp, maître de chapelle honoraire, auprès de la Direction régionale des Affaires culturelles. En 2017, l'État, propriétaire de l'instrument comme de tout l'édifice, accepte de prendre en charge sa restauration, estimée à 1,8 million d'euros. Le facteur Pascal Quoirin est chargé des travaux, durant lesquels un quatrième clavier est ajouté, ainsi que dix jeux, portant le total à 67. Le 14 octobre 2022, le nouvel instrument est béni par Emmanuel Gobilliard, évêque auxiliaire de Lyon ; du 14 au 16 octobre, trois jours de concerts et de conférences sont organisés pour fêter le renouveau de l'orgue,,.

###### Composition de l'orgue
Les trois claviers de l'orgue comptent cinquante-six touches chacun, et le pédalier trente. Il compte 52 jeux et environ quatre mille tuyaux.
| I. Positif | I. Positif | II. Grand-Orgue   | II. Grand-Orgue | III. Récit      | III. Récit | Pédale     | Pédale |
| ---------- | ---------- | ----------------- | --------------- | --------------- | ---------- | ---------- | ------ |
| Principal  | 8'         | Flûte             | 16'             | Flûte           | 8'         | Soubasse   | 32'    |
| Flûte      | 8'         | Bourdon           | 16'             | Cor de nuit     | 8'         | Flûte      | 16'    |
| Bourdon    | 8'         | Montre            | 8'              | Gambe           | 8'         | Soubasse   | 16'    |
| Prestant   | 4'         | Principal         | 8'              | Voix céleste    | 8'         | Flûte      | 8'     |
| Quinte     | 2/3'       | Flûte             | 8'              | Flûte           | 4'         | Bourdon    | 8'     |
| Doublette  | 2'         | Bourdon           | 8'              | Nazard          | 2/3'       | Quinte     | 51/3'  |
| Tierce     | 13/5'      | Prestant          | 4'              | Quarte          | 2'         | Prestant   | 4'     |
| Larigot    | 1/3'       | Flûte             | 4'              | Tierce          | 13/5'      | Flûte      | 4'     |
| Plein jeu  | III        | Doublette         | 2'              | Piccolo         | 1'         | Fourniture |        |
| Cromorne   | 8'         | Grosse fourniture |                 | Cornet          | V          | Bombarde   | 16'    |
| Trompette  | 8'         | Plein jeu         | IV              | Basson          | 16'        | Basson     | 16'    |
| Soprano    | 4'         | Cymbale           | IV              | Basson-hautbois | 8'         | Trompette  | 8'     |
|            |            | Cornet            | V               | Voix humaine    | 8'         | Clairon    | 4'     |
| Bombarde   | 16'        | Trompette         | 8'              |                 |            |            |        |
| Trompette  | 8'         | Clairon           | 4'              |                 |            |            |        |
| Clairon    | 4'         |                   |                 |                 |            |            |        |

L'orgue restauré en 2022 se compose ainsi :
| Grand orgue      | Grand orgue | Positif expressif    | Positif expressif | Récit expressif      | Récit expressif | Grand chœur          | Grand chœur | Pédale       | Pédale |
| ---------------- | ----------- | -------------------- | ----------------- | -------------------- | --------------- | -------------------- | ----------- | ------------ | ------ |
| Montre           | 16'         | Principal            | 8'                | Quintaton            | 16'             | Bourdon              | 32'         | Flûte        | 32'    |
| Bourdon          | 16'         | Bourdon              | 8'                | Flûte harmonique     | 8'              | Principal            | 16'         | Soubasse     | 32'    |
| Flûte harmonique | 8'          | Prestant             | 4'                | Voix céleste         | 8'              | Octave               | 16'         | Flûte        | 16'    |
| Montre           | 8'          | Flûte octaviante     | 4'                | Bourdon              | 8'              | Cornet               | V           | Principal    | 16'    |
| Deuxième montre  | 8'          | Nasard harmonique    | 2/3'              | Gambe                | 8'              | Bombarde             | 16'         | Soubasse     | 16'    |
| Bourdon          | 8'          | Octavin              | 2'                | Flûte octaviante     | 4'              | Trompette harmonique | 8'          | Quintaton    | 16'    |
| Salicional       | 8'          | Tierce harmonique    | 13/5'             | Octavin              | 2'              | Clairon harmonique   | 4'          | Octave basse | 8'     |
| Gambe            | 8'          | Piccolo harmonique   | 1'                | Cornet               | V               | Chamade              | 8'          | Principal    | 8'     |
| Prestant         | 4'          | Plein-jeu            | III-IV            | Basson               | 16'             |                      |             | Flûte        | 8'     |
| Quinte           | 2/3'        | Trompette harmonique | 8'                | Trompette harmonique | 8'              | Bourdon              | 8'          |              |        |
| Fourniture       | III-V       | Cromorne             | 8'                | Clairon              | 4'              | Principal            | 4'          |              |        |
| Chamade          | 8'          | Chamade              | 8'                | Basson-hautbois      | 8'              | Octave basse         | 4'          |              |        |
|                  |             |                      |                   | Voix humaine         | 8'              | Flûte douce          | 4'          |              |        |
| Chamade          | 8'          | Bombarde             | 16'               |                      |                 |                      |             |              |        |
|                  |             | Basson               | 16'               |                      |                 |                      |             |              |        |
| Trompette        | 8'          |                      |                   |                      |                 |                      |             |              |        |
| Chamade          | 8'          |                      |                   |                      |                 |                      |             |              |        |
| Basson           | 8'          |                      |                   |                      |                 |                      |             |              |        |
| Clairon          | 4'          |                      |                   |                      |                 |                      |             |              |        |
| Chamade          | 4'          |                      |                   |                      |                 |                      |             |              |        |
| Basson           | 4'          |                      |                   |                      |                 |                      |             |              |        |
| Chamade          | 2'          |                      |                   |                      |                 |                      |             |              |        |

##### L'orgue du transept nord

###### Historique

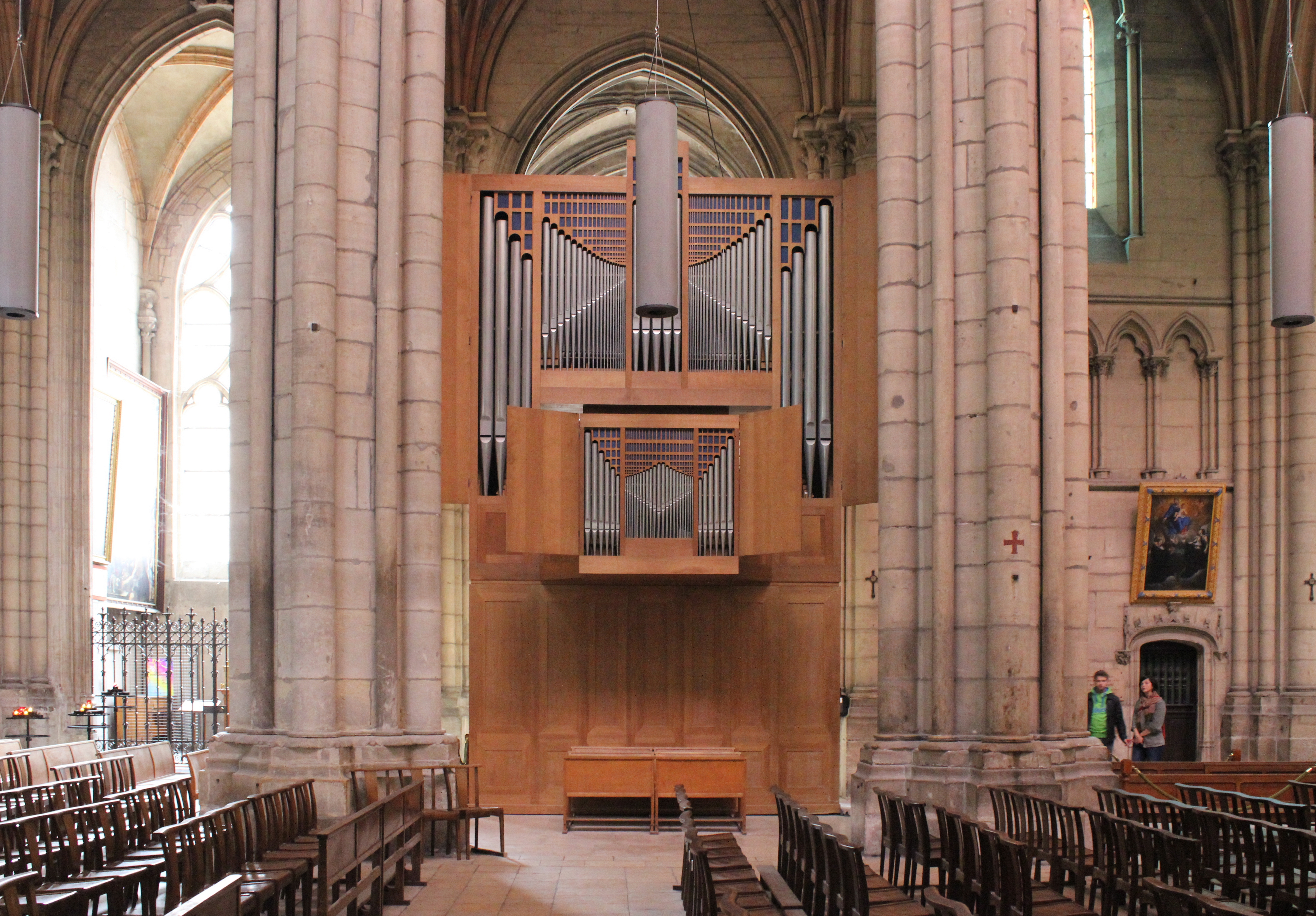
L'orgue Ahrend du transept nord.

L'orgue du transept septentrional a été construit en 1974 à Leer, par le facteur allemand Jürgen Ahrend, pour l’église de la Réconciliation, située à Taizé. En 1979, il en est démonté et entreposé dans une grange ; en 1981, il est remonté dans l'abbatiale de Payerne ; enfin, en 1996, il est installé à Saint-Jean. La présence de cet orgue est due au délabrement du grand orgue, qui nécessite dès 1996 un remplacement au moins à titre provisoire.
Son emploi initial dans une liturgie très sobre, celle de Taizé, a valu à cet orgue une grande simplicité de conception et d'ornementation. Il ne compte que vingt-huit jeux, dont onze suffisent à emplir la cathédrale. Le premier titulaire de cet orgue a été Fabrice Pincet ; depuis 2010, il s'agit de Guillaume Prieur (par ailleurs titulaire de l'orgue Q. Blumenroeder de Charolles), professeur d'orgue aux conservatoires de Mâcon et de Chalon-sur-Saône.

###### Composition de l'orgue
Les trois claviers de l'orgue comptent cinquante-et-une touches chacun, et le pédalier vingt-sept.
| I. Positif   | I. Positif | II. Grand-Orgue  | II. Grand-Orgue | III. Récit | III. Récit | Pédale    | Pédale |
| ------------ | ---------- | ---------------- | --------------- | ---------- | ---------- | --------- | ------ |
| Bourdon      | 8'         | Montre           | 8'              | Bourdon    | 8'         | Soubasse  | 16'    |
| Prestant     | 4'         | Bourdon          | 8'              | Prestant   | 4'         | Flûte     | 8'     |
| Nazard       | 2/3'       | Prestant         | 4'              | Cornet     |            | Flûte     | 4'     |
| Doublette    | 2'         | Nazard           | 2/3'            | Trompette  | 8'         | Trompette | 8'     |
| Tierce       | 13/5'      | Quarte de nazard | 2'              |            |            |           |        |
| Fourniture   |            | Doublette        | 2'              |            |            |           |        |
| Cromorne     | 8'         | Tierce           | 13/5'           |            |            |           |        |
|              |            | Cornet           |                 |            |            |           |        |
| Fourniture   |            |                  |                 |            |            |           |        |
| Cymbale      |            |                  |                 |            |            |           |        |
| Voix humaine | 8'         |                  |                 |            |            |           |        |
| Trompette    | 8'         |                  |                 |            |            |           |        |
| Clairon      | 4'         |                  |                 |            |            |           |        |

#### L'horloge astronomique

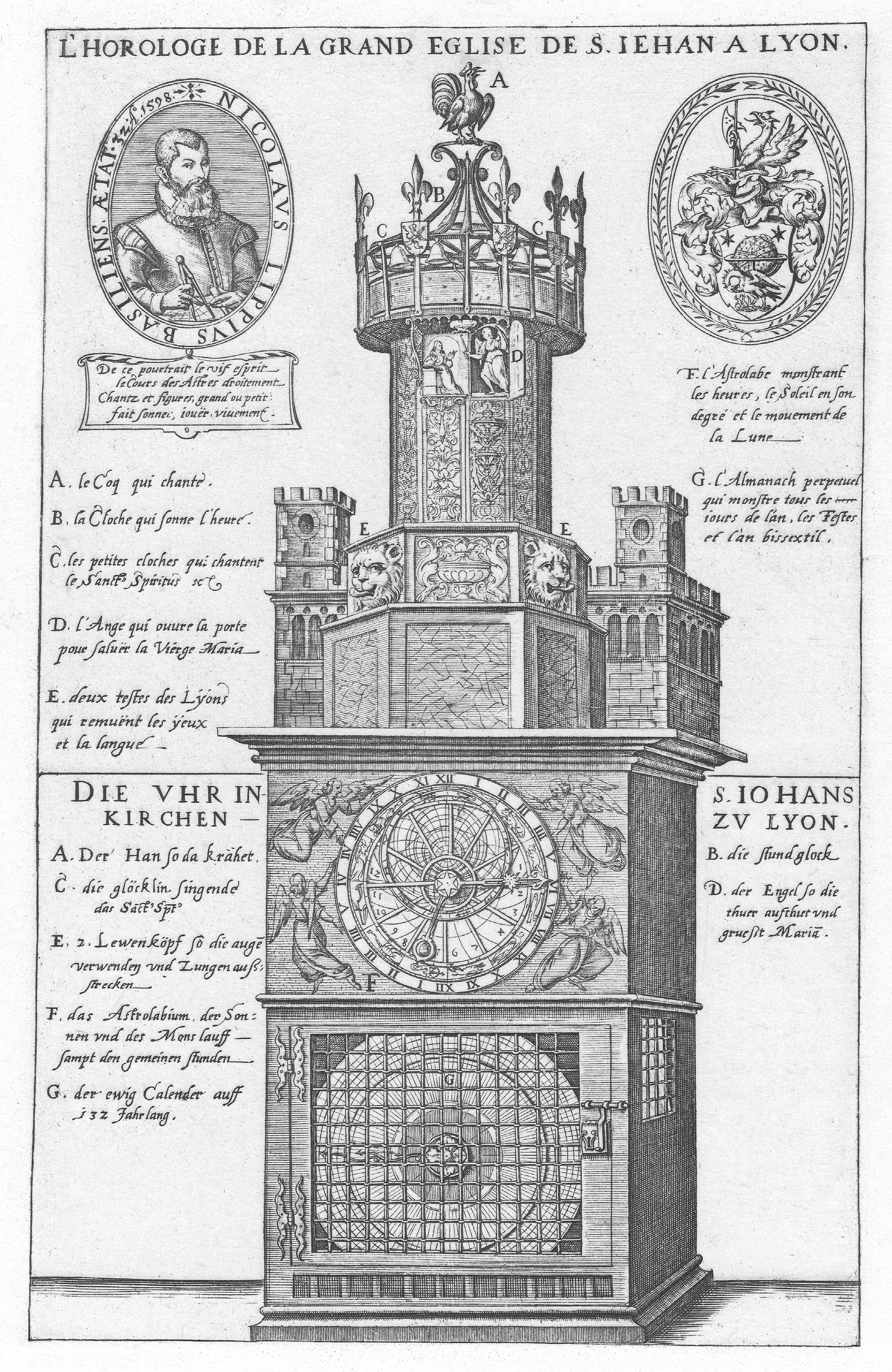
Horloge astronomique de 1598 - Hugues Levet et Nicolas Lippius de Bâle.

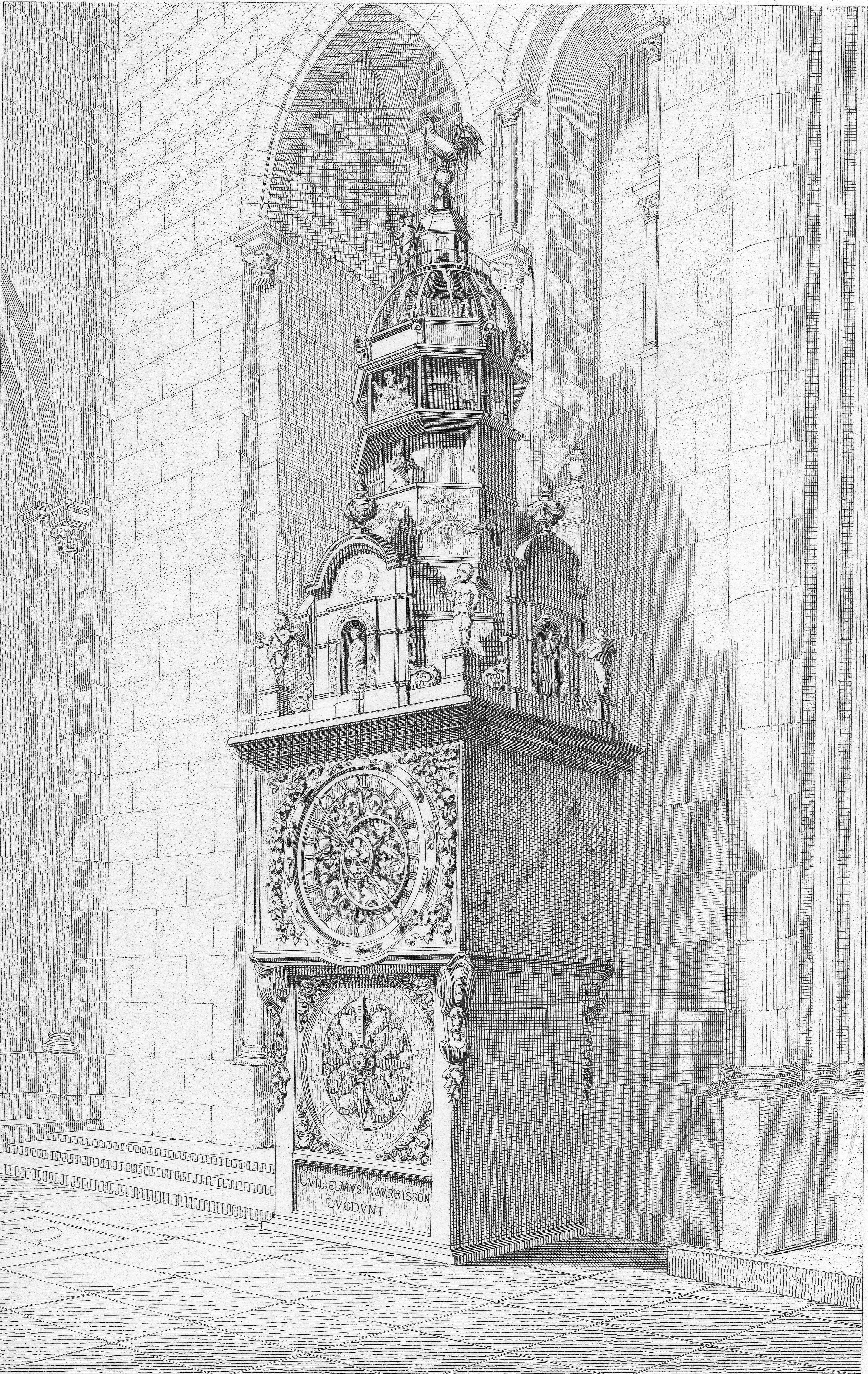
Horloge astronomique - Guillaume Nourrisson - 1660.

##### Historique
La première mention d'une horloge astronomique date d'un acte capitulaire, daté du 23 novembre 1379, qui nomme le sieur Loyat recteur et gouverneur de l'horloge ; un acte du 29 juillet 1393 confirme que l'instrument est situé dans le bras gauche du transept, à côté de la chapelle de Saint-Jean-l'Évangéliste. Au XVe siècle, l'horloge est désignée, au moins dans un acte du 18 janvier 1445, comme « l'horloge aux petites cloches ».
Durant tout le XVe siècle, des mentions régulières de la présence d'artisans sont faites et témoignent du soin accordé à l'appareil : Jean Couturé est cité en 1461, Jean Prévost en 1488, Jean Manguilliton en 1494 et un certain Claude en 1547. Dans la nuit du 30 avril au 1er mai 1562, à l'instar de toutes les représentations de Dieu visibles dans l'édifice, celles de l'horloge sont détruites par les troupes du baron des Adrets. Ce n'est que le 14 mai 1598 que les chanoines passent commande de la réparation à un maître horloger de Lyon, Hugues Levet, assisté de Nicolas Lippius. Moins de quatre mois plus tard, les travaux sont achevés, ce qui montre d'une part que les mécanismes de l'horloge n'étaient pas irrémédiablement endommagés, et d'autre part que l'instrument n'a pas déménagé entretemps.
Deux restaurations d'ampleur ont lieu respectivement aux XVIIe et XVIIIe siècles. La première, commandée par Claude II de Saint-Georges, alors encore chanoine du chapitre, est effectuée par Guillaume Nourrisson entre 1660 et 1692. Claude de Saint-Georges, homme de science, est sans doute l'auteur des calculs mathématiques ayant permis le réglage de l'astrolabe et des calendriers. Nourrisson travaille surtout l'aspect esthétique de l'appareil pour le rendre plus monumental. La seconde restauration est le fait de Pierre Charmy, horloger tenant boutique sur la place Saint-Jean ; entre 1776 et 1788, il se voit confier le remplacement de l'échappement à ancre, afin de conférer à l'horloge une plus grande précision ; cette pièce, toujours en place, est encore en fonctionnement au début du XXIe siècle.
Des destructions importantes sont causées à l'appareil durant la Révolution française : écussons, couronnes, fleurs de lys sont systématiquement éliminés. L'horloge demeure ensuite abandonnée durant un demi-siècle. Une première restauration est tentée par Joseph Mourier en 1856, mais, faute de moyens, celui-ci est contraint d'arrêter le travail. Ce n'est qu'en 1894, et sous la maîtrise d'œuvre de la commission historique, qu'un véritable travail de réfection est réalisé par la maison Chateau de Paris. Les décorations sont reprises, les calendriers remis à jour.
Une révision, incluant le changement des câbles, le nettoyage, la remise à jour du calendrier et une nouvelle taille de la roue d'échappement, est effectuée en 1954 par la maison Ungerer de Strasbourg ; mais le délabrement guette l'appareil durant les années 1980. Une restauration complète est demandée par Michel Caille, inspecteur en chef des Monuments historiques, et effectuée en 1992-1993 par l'entreprise Desmarquest. Des corrections calendaires sont effectuées, des nettoyages en profondeur sont entrepris, des automates au fonctionnement complexe sont remis en route.

##### Caractéristiques

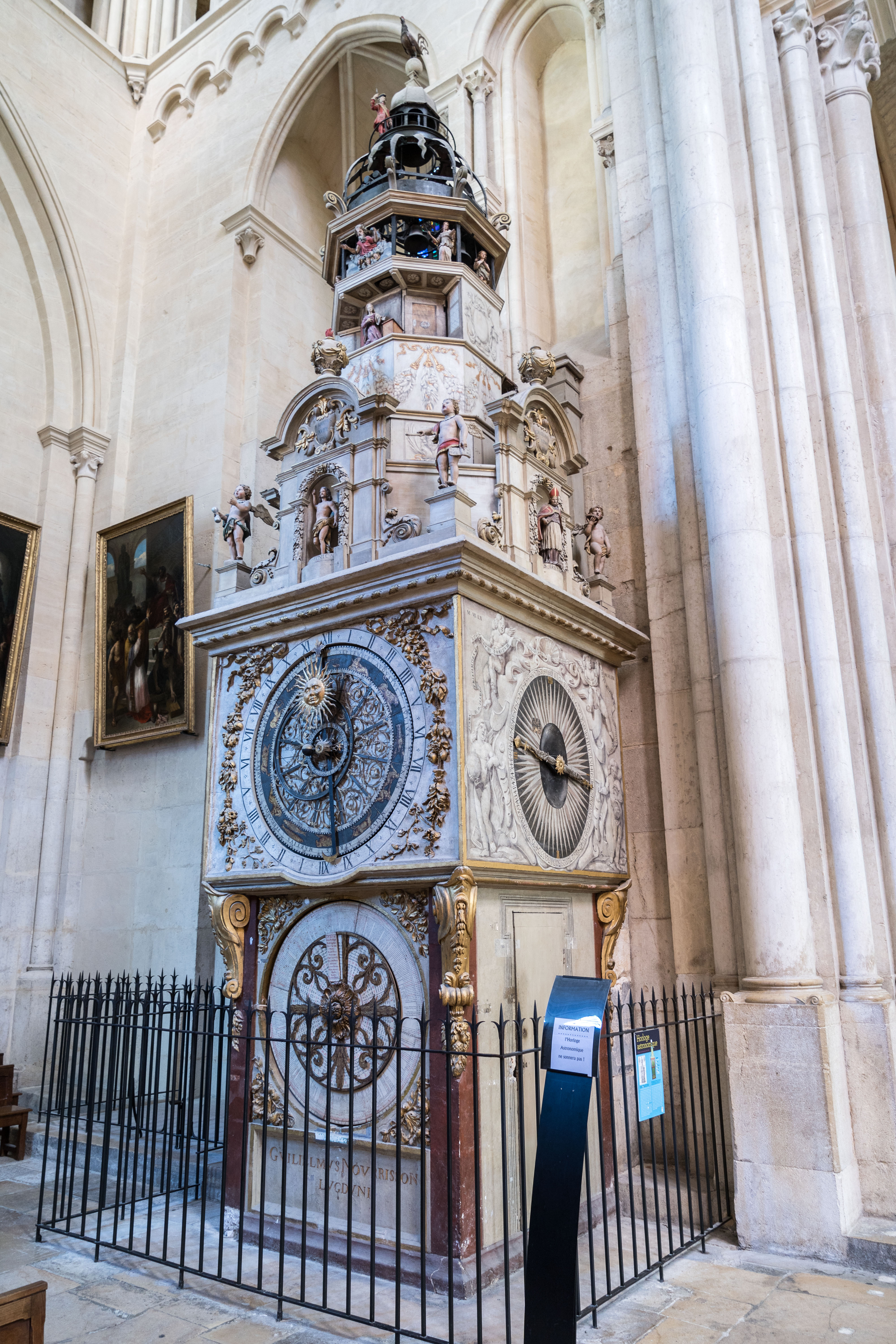
L'horloge astronomique..

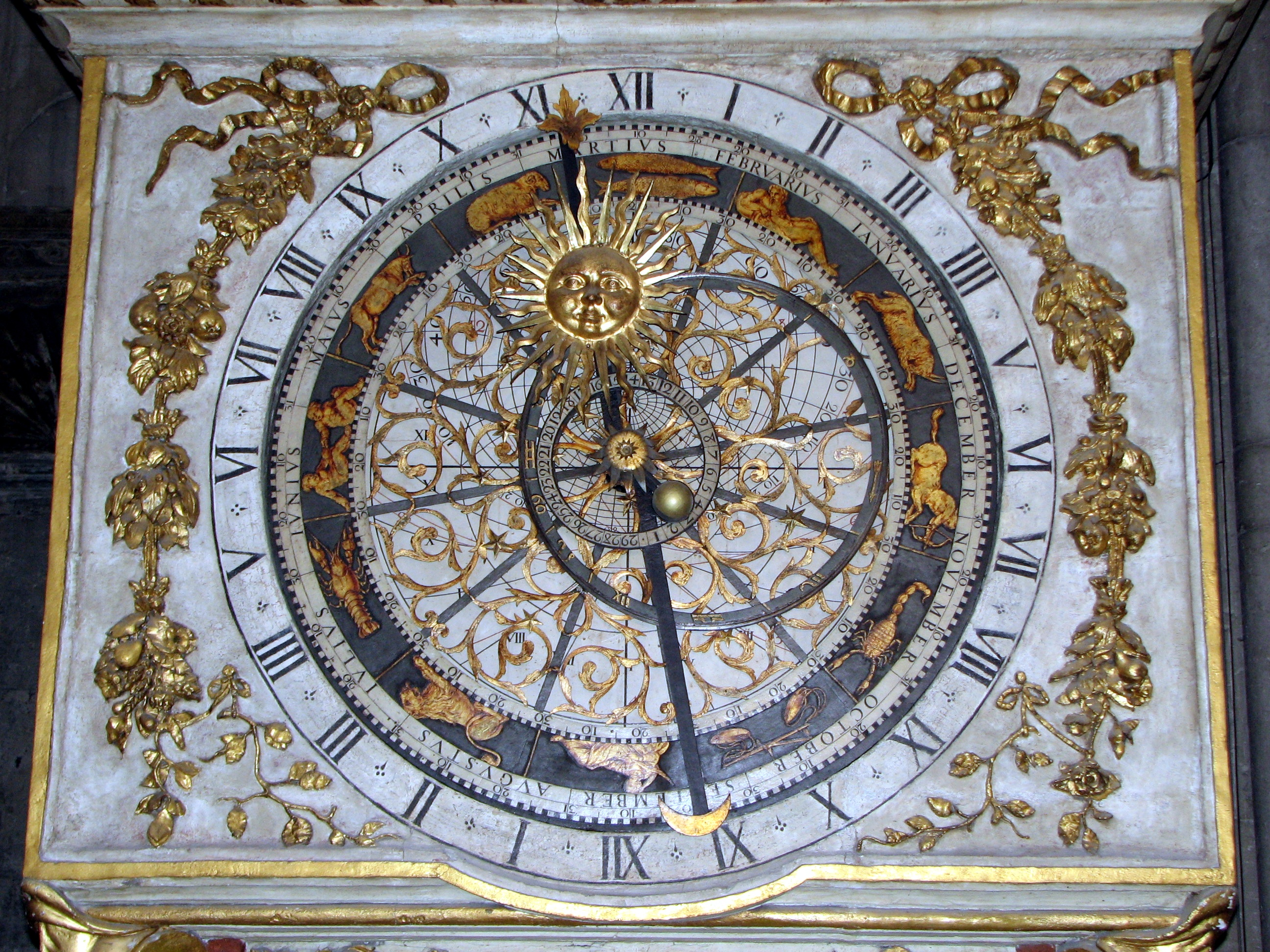
L'astrolabe de l'horloge astronomique.

L'actuel appareil mesure 9,35 mètres de hauteur et 2,2 mètres de largeur. La tour maçonnée contenant l'horloge est d'origine ; trois des côtés de l'appareil sont visibles, le dernier étant adossé au mur du transept. L'horloge fonctionne avec un système de poids, remontés tous les cinq jours, à raison de quatre cent vingt tours pour un remontage. Depuis 1993, l'horloge, afin de limiter les pannes, subit une maintenance annuelle : dépoussiérage et huilage.
Les deux cadrans de la façade sont respectivement un calendrier perpétuel en bas et un astrolabe au-dessus. Ce dernier représente le mécanisme le plus original et le plus scientifique de l'horloge. La voûte terrestre est immobile, et c'est la voûte céleste qui tourne à l'intérieur. Sur la première sont figurés l'Équateur, les deux tropiques, la ligne d'horizon de Lyon, les azimuts et les almicantarats. Sur la partie mobile sont placés les douze mois, les douze signes du Zodiaque et les 365 jours de l'année. Un cercle placé sur cette partie figure la trajectoire du soleil dans le ciel lyonnais ; les phases de la Lune sont visibles grâce à un globe tournant sur lui-même ; quatorze étoiles visibles de Lyon sont placées dans le ciel,.
Le calendrier perpétuel fait un tour entier de cadran en une année. Le comput met pour sa part soixante-six ans à effectuer un tour ; l'actuel tour se termine en 2019 ; un nouveau sera mis en place par Charles Morat en 2020, et il est calculé pour fonctionner jusqu'en 2084. Y figurent l'année en cours, la date de Pâques et de tous les temps liturgiques chrétiens qui y sont associés, de l'Avent, ainsi que des repères astronomiques profanes (épacte, indiction). L'horloge permet de prévoir le jubilé de la cathédrale, qui a lieu environ une fois par siècle, quand la Fête-Dieu tombe un 24 juin, c'est-à-dire le jour de la Saint-Jean-Baptiste,.
Au-dessus des cadrans figurent divers personnages. Au centre, sept statues de bois peint se relaient toutes les vingt-quatre heures et figurent les jours de la semaine. Le Christ ressuscité représente le dimanche ; la Mort le lundi ; Jean le Baptiste le mardi ; Étienne le mercredi ; le Christ Eucharistie le jeudi ; la croix le vendredi ; la Vierge le samedi. Les sonneries ont lieu quatre fois par jour, à midi, puis deux, trois et quatre heures de l'après-midi ; elles mettent en route dix-neuf automates : anges, coq, suisse, scène de l'Annonciation, Saint-Esprit figuré par une colombe, enfin Dieu le Père bénissant,.
Le 23 mars 2013, veille du dimanche des Rameaux, l'horloge astronomique a été sérieusement endommagée. Un homme de 28 ans a détruit plusieurs parties de l'œuvre à coup de barre de fer avant que des témoins n'interviennent pour l'arrêter. Il aurait expliqué son acte « par le fait que la magnificence de l'horloge empêcherait les croyants de se concentrer sur leur prière ».

## Vie liturgique

### La cathédrale dans le diocèse
La cathédrale, est, étymologiquement, le lieu de la cathèdre, c'est-à-dire le siège de l'évêque. Mais celui-ci n'est pas présent en permanence dans son église. Le recteur est le prêtre responsable de la cathédrale en tant que monument et en tant que première église du diocèse. L'actuel recteur de la primatiale Saint-Jean est le père Jean-Sébastien Tuloup. La cathédrale est aussi une des deux églises de la paroisse Saint-Jean-Saint-Georges, qui, comme son nom l'indique, compte outre la primatiale l'église Saint-Georges.
En tant que haut lieu de l'Église de Lyon, la cathédrale est le centre de manifestations importantes au cours de l'année liturgique ; les plus notables sont la fête des Lumières, le 8 décembre et les jours proches, durant laquelle la cathédrale est illuminée, mais propose aussi généralement de nombreuses animations dans l'église et sur le parvis ; et le dernier weekend de juin, lors des ordinations diaconales et presbytérales du diocèse.

### Les messes en temps ordinaire
Deux messes sont célébrées chaque dimanche à Saint-Jean, à huit heures et demie et dix heures et demie, la première animée par l'un des chantres des chœurs, la seconde à l'orgue et par l'un des quatre chœurs. En semaine, les messes, à neuf heures du matin et à sept heures du soir, sont animées par les chanoines du chapitre.

### Les autres temps liturgiques
La cathédrale vit aussi au rythme de la liturgie des Heures : trois offices y sont dits quotidiennement. Les laudes et tierce sont également chantés par les chanoines ; quant aux vêpres, depuis 2004, elles sont chantées à six heures et demie chaque soir par la Communauté du Chemin Neuf.

### Les différents chœurs liturgiques
La primatiale compte au début du XXIe siècle quatre chœurs. Le premier, dirigé par Thibaut Louppe, est la maîtrise des Petits chanteurs de Lyon, comptant environ 70 garçons, enfants et adolescents. Le second, créé en écho en 1990, se nomme la Schola des Petits chanteurs de Lyon et se compose d'à peu près autant de filles, principalement scolarisées chez les Maristes ; il est également dirigé depuis 2007 par Thibaut Louppe. Le troisième chœur, la Chapelle Saint-Jean Baptiste, compte vingt-cinq hommes. Enfin, le dernier est le Chœur mixte de la primatiale, composé de soixante hommes et femmes, dirigé depuis 1984 par Jean-François Duchamp. Les quatre chœurs se produisent habituellement séparément, sauf en de grandes occasions où ils sont réunis.

## La cathédrale dans l'art

### Dans la littérature
À part les poèmes de Sidoine Apollinaire sur la maxima ecclesia écrits en 469 ou 470, mais qui ne concernent donc pas l'actuel édifice, presque aucun voyageur ne s'attarde à décrire ou commenter Saint-Jean jusqu'au XIXe siècle. Claude Brossette, en 1711, vante toutefois « la noble simplicité de l'intérieur ». Même à partir de l'engouement pour l'architecture médiévale, la primatiale reste parfois décriée. Stendhal n'y voit « de remarquable que la piété des fidèles ». En revanche, Victor Hugo, dès août 1826, s'extasie devant « la belle couleur que les siècles avaient données à la cathédrale du primat des Gaules ». Son frère Abel est plus dithyrambique : « La peinture des vitraux, qui ne laisse pénétrer qu'un jour incertain et mystérieux, donne à l'édifice un air de grandeur et de majesté qui porte l'âme au recueillement ». Il faut attendre Prosper Mérimée pour lire une description plus systématiquement flatteuse de cet « édifice gothique assez noble, où l'on retrouve encore quelques souvenirs du style roman ». Il note en particulier la « jolie chapelle de Bourbon », qui est considéré à cette époque comme le joyau de la primatiale. Pierre Clerjon note son « agréable position sur le bord d'une rivière tranquille », et la « superbe façade [de cet] imposant édifice ».

### Dans la peinture, le dessin et l'estampe
De manière moins prégnante que dans les mots, la cathédrale n'apparaît cependant dans les toiles et les gravures que comme élément de décor urbain jusqu'au XVIIe siècle, à de rares exceptions près. La plus connue de ces exceptions est le cycle de Marie de Médicis, peint par Pierre Paul Rubens entre 1620 et 1625. La cathédrale, lieu du mariage royal, y est représentée. En 1634, Francisco de Zurbarán reçoit la commande d'un Saint-Bonaventure au concile lyonnais de 1274, mais il fait le choix d'un décor antiquisant, et ne représente donc pas la primatiale. À partir de 1650, les peintres en particulier hollandais, lors de leurs voyages, séjournent à Lyon et peignent la ville. En 1638 et 1639, plusieurs gravures marquent l'arrivée à l'archevêché de Lyon d'Alphonse-Louis du Plessis de Richelieu. Sur ces gravures est représentée la cathédrale. En particulier, sur celle exécutée par Claude Goyrand, le cardinal est assis sur un char aquatique guidé par Poséidon et tiré par deux chevaux nageant dans la Saône ; la primatiale occupe l'essentiel de l'arrière-plan. Sur une autre gravure de Charles Audran, le prélat est assis, alors que la ville, figurée par une femme accompagnée d'un lion, vient lui rendre hommage. La cathédrale, là encore vue depuis l'est et donc montrant son chevet, est visible dans un angle.
La primatiale fait partie des sujets préférés, notamment de Karel Dujardin avant 1655 (dessin ci-dessous), mais aussi de Johannes Lingelbach en 1644 ou encore de Jan Abrahamsz Beerstraaten, qui représente en 1652 le chevet de l'édifice suplombant non la Saône, mais la mer, « transfigurant la cité rhodanienne en un port méditerranéen », selon l'expression de l'historienne Delphine Estier. Par contre, aussi bien chez Dujardin que chez Beerstraaten, les proportions de l'édifice ne sont pas respectées : la nef est raccourcie et ne compte, dans les deux cas, que deux arcs-boutants et non six.
François Cléric dessine en 1719 le chevet de la primatiale vu depuis l'autre rive de la Saône, ainsi que le port du quai Saint-Antoine (vue gravée par François de Poilly). Cet angle de vue est maintes fois repris par des artistes britanniques, ainsi que par Jean-Jacques de Boissieu. Charles François Nivard peint en 1804 une vue de Lyon depuis le pont du Change ; la cathédrale se distingue par sa masse et des effets de lumière. Jean-Michel Grobon réalise pour sa part plusieurs vues, dont un tableau peint en 1804 de la rive gauche de la Saône dans laquelle la cathédrale occupe une place centrale ; la technique de la chambre noire utilisée pour agrandir l'angle de vue a bruni l'ensemble, et la cathédrale y apparaît plus dorée que blanche. Nicolas Chapuy, dans sa série « Cathédrales françaises », représente celle de Lyon vue d'un point inédit, la montée dite « de Tirecul ». Thomas Allom, de passage à Lyon, réalise une gravure (ci-dessous) témoignant de la ferveur qui entoure la liturgie, ainsi que de la richesse architecturale de la chapelle des Bourbons.

Représentations de Saint-Jean dans les arts
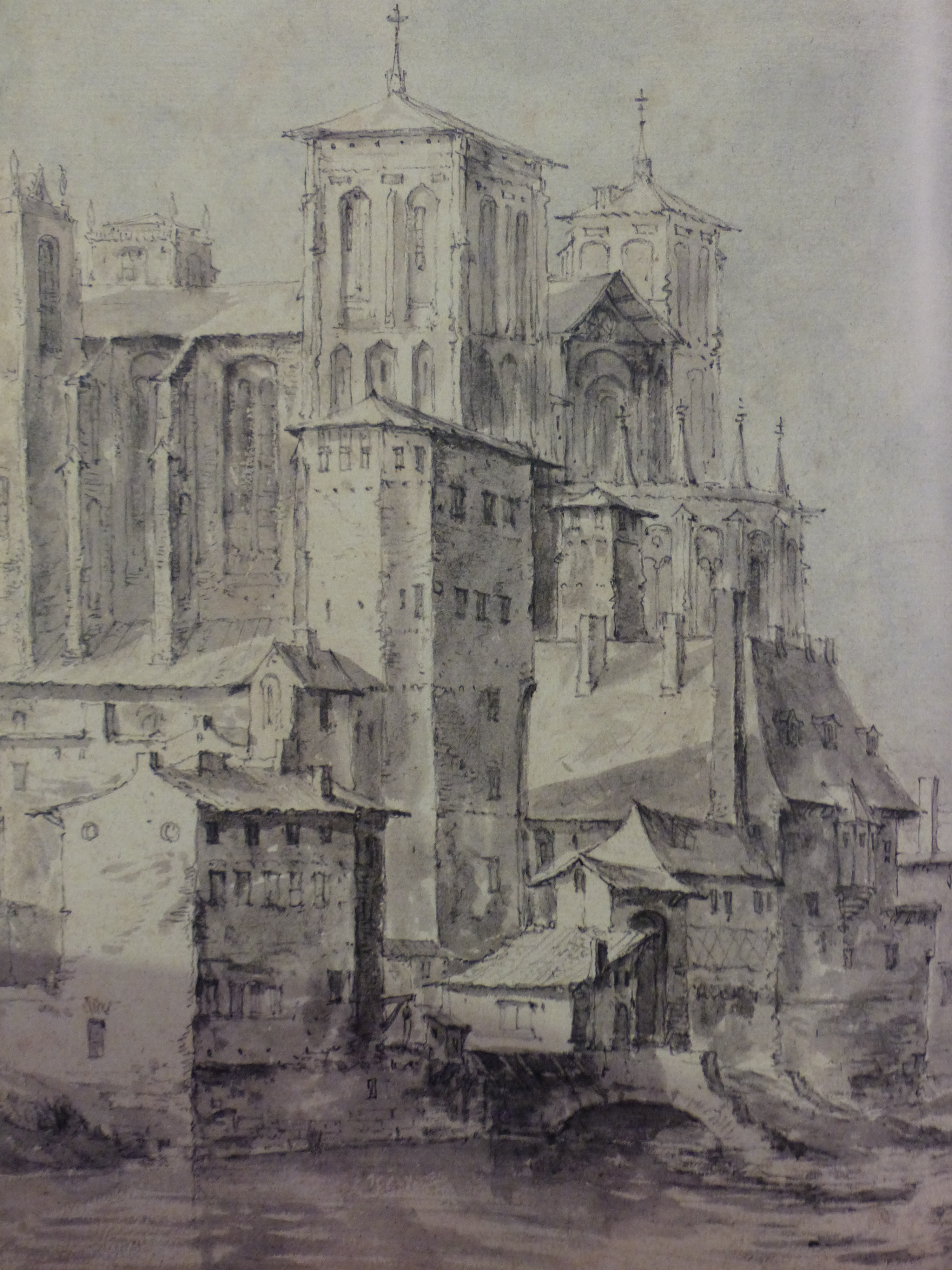
« Le chevet de Saint-Jean », dessin de Karel Dujardin, avant 1655. Rijksmuseum Amsterdam.
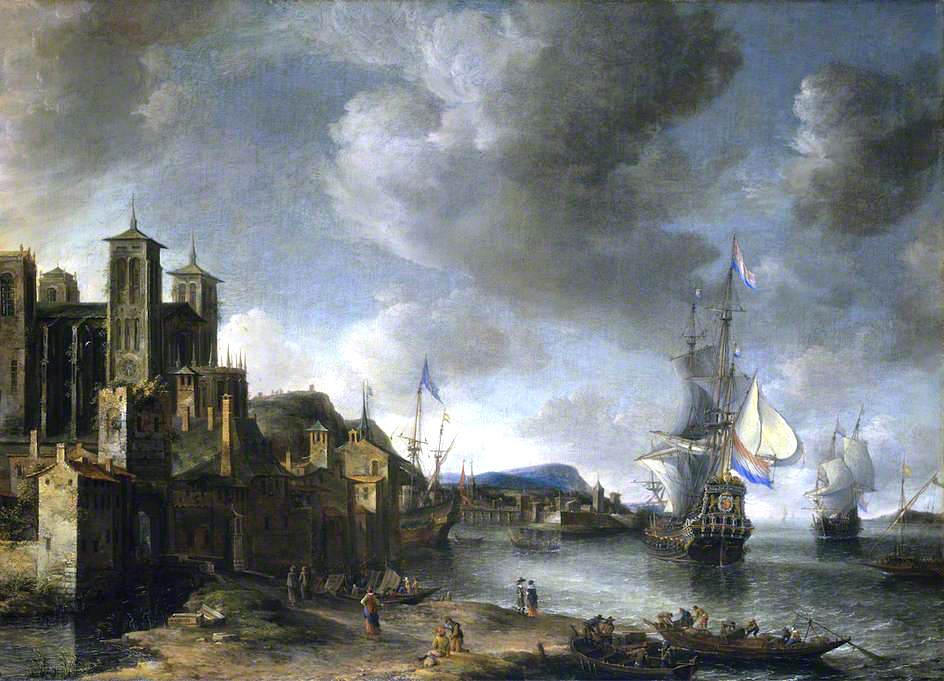
« Le chevet de Saint-Jean au bord d'un port méditerranéen », huile sur toile de Jan Abrahamsz Beerstraaten, vers 1660. National Maritime Museum, Londres.
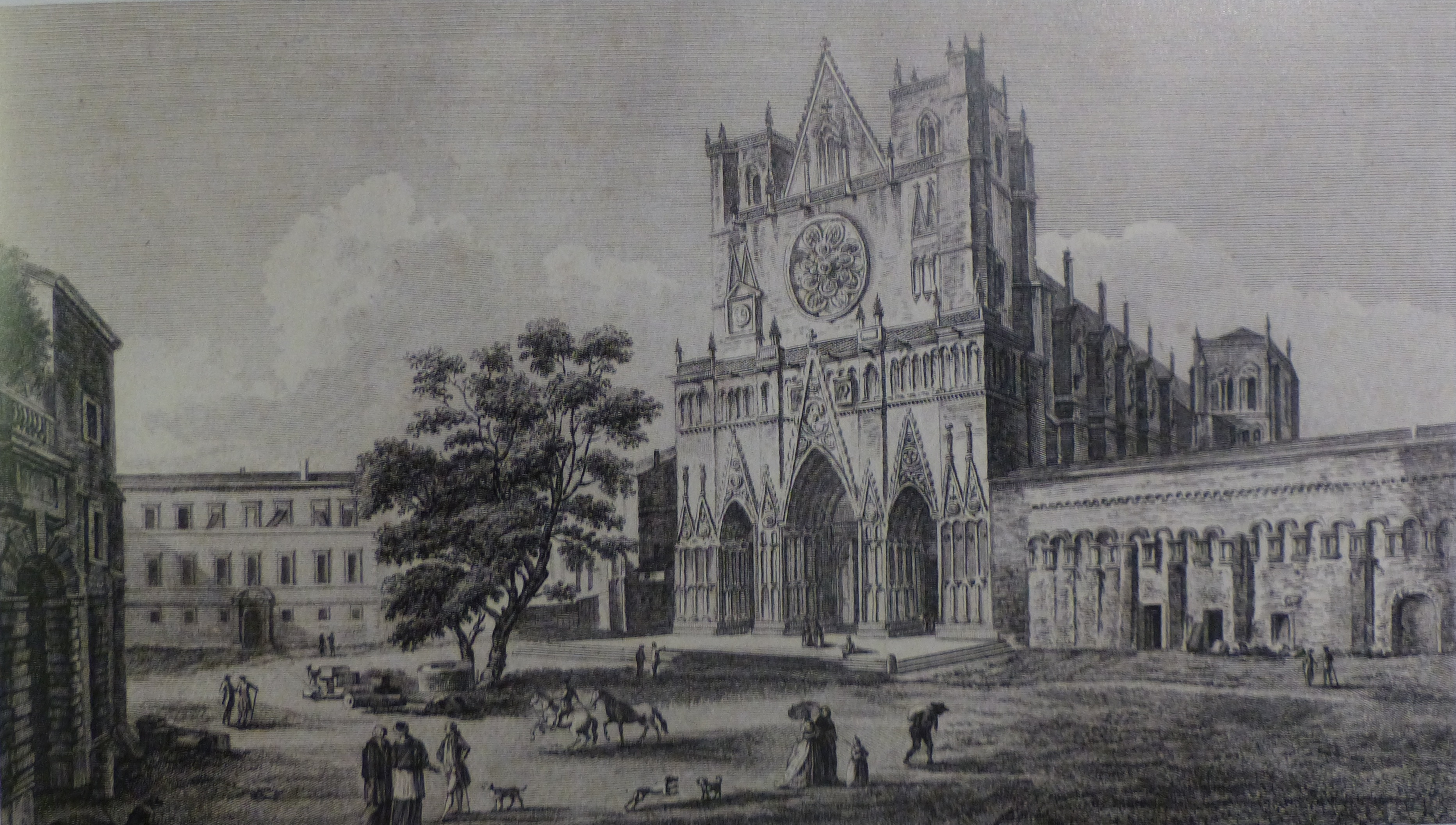
Gravure d'après un dessin de Jean-Baptiste Lallemand représentant la primatiale à la fin du XVIIIe siècle. Musées Gadagne.
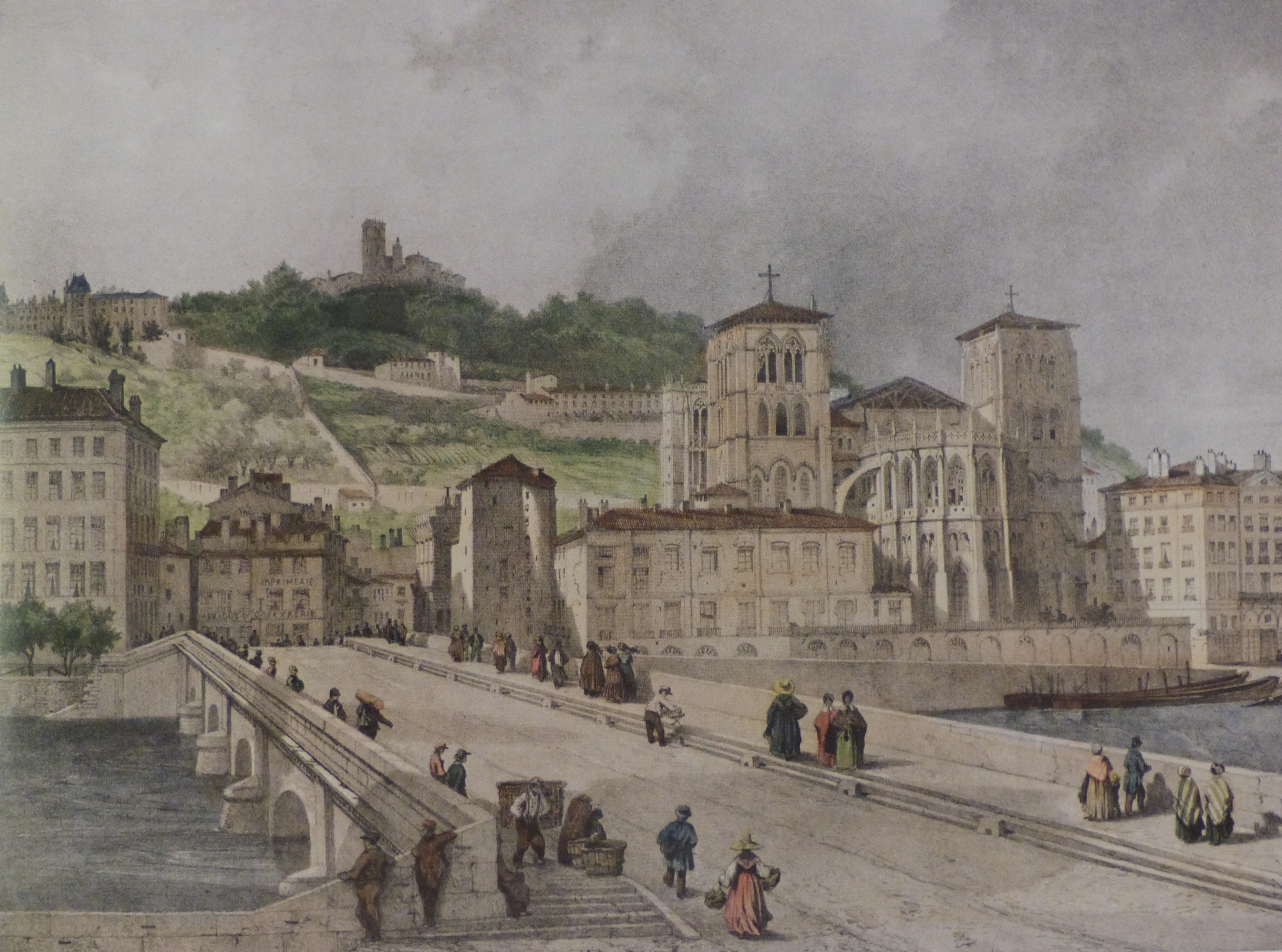
Le chevet de la primatiale par Adrien Dauzats, avant 1848. Archives municipales de Lyon.
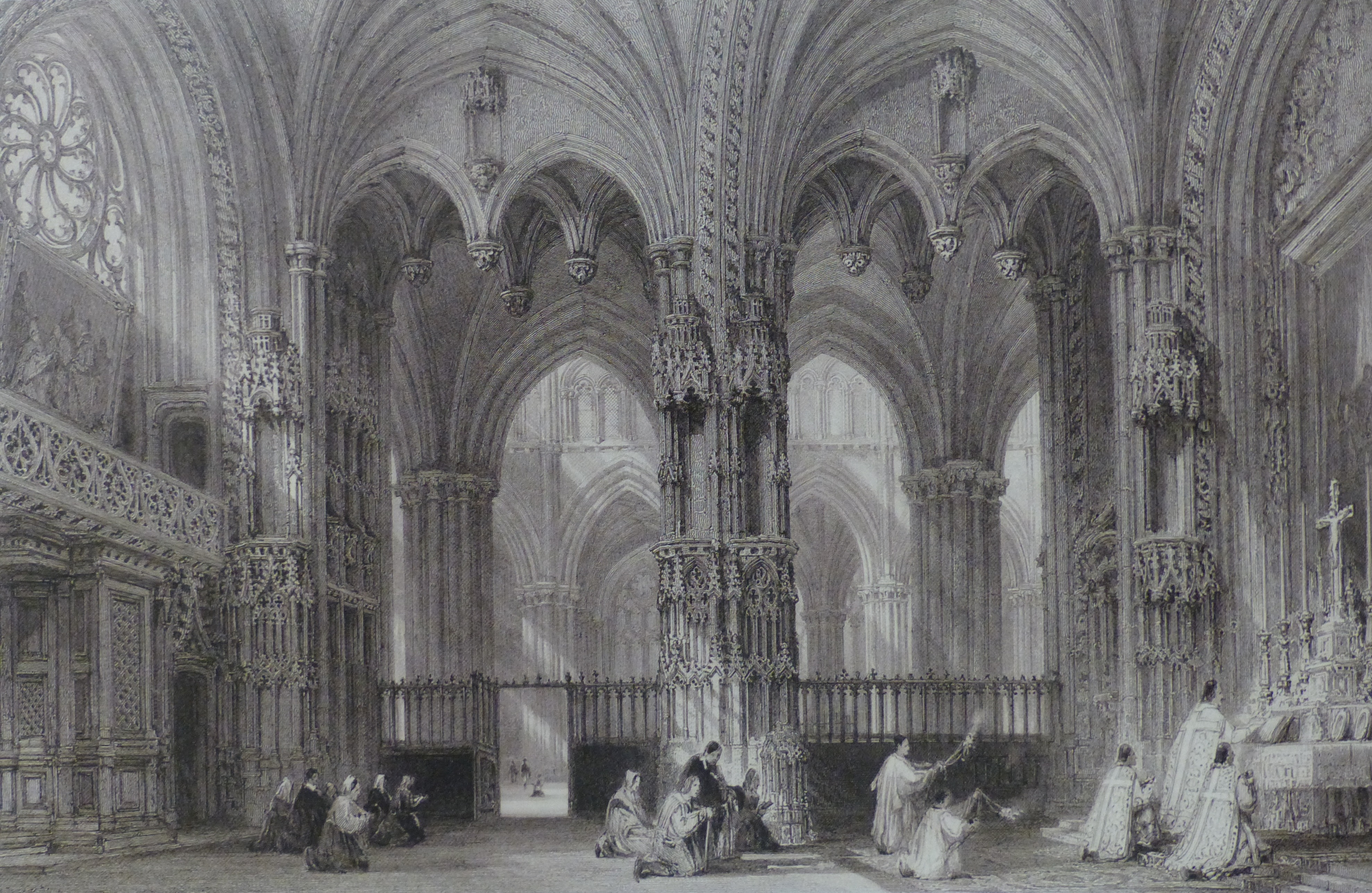
Gravure de Thomas Allom montrant la chapelle des Bourbons au début du XIXe siècle.
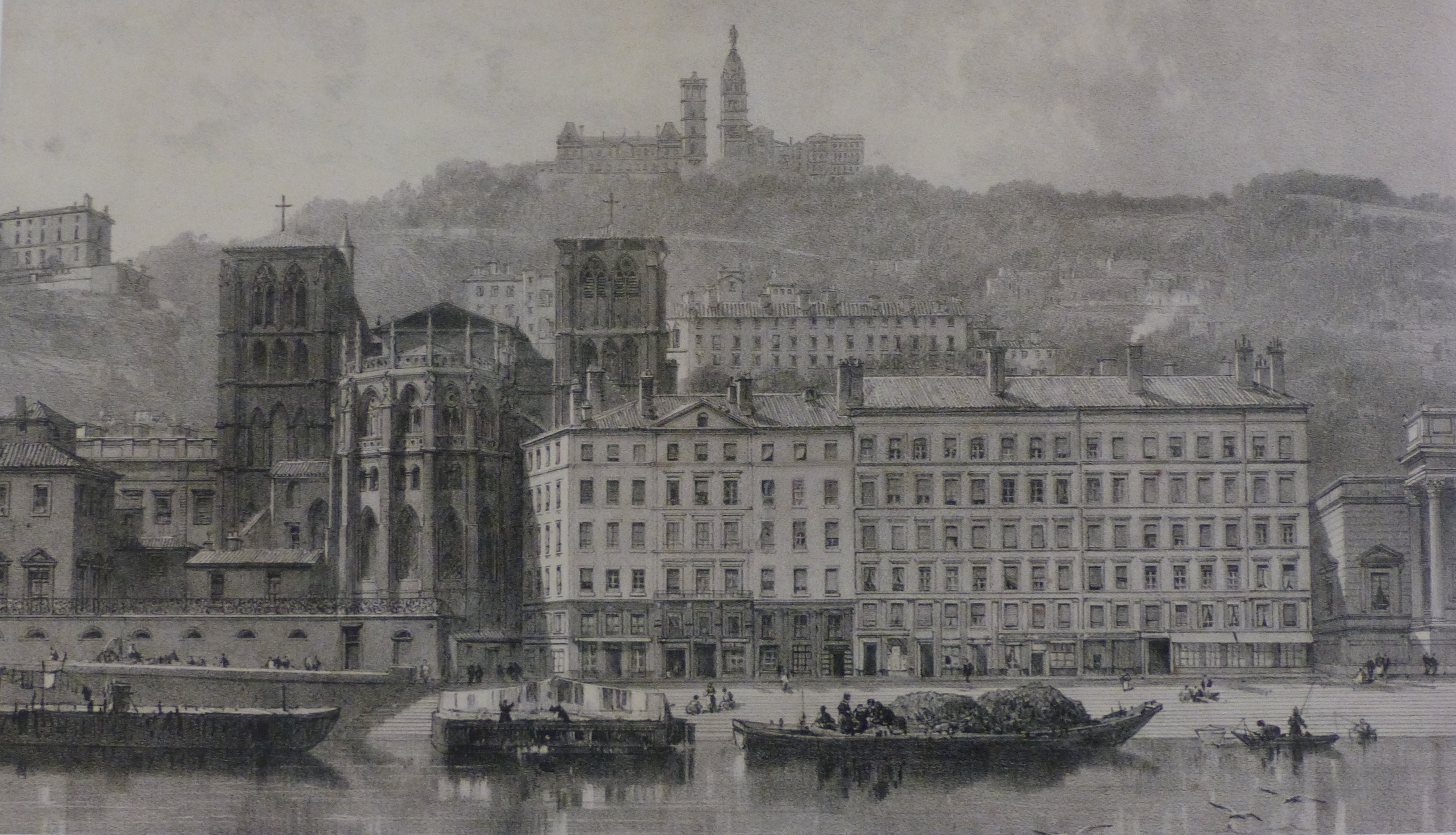
Gravure d'Adolphe Appian (1852-1858) : le chevet de la primatiale, et la statue de Marie sur la colline.

À partir du milieu du XIXe siècle, les emplois simultanés de l'aérostat et de la photographie rendent aux artistes peintres et graveurs une mission pleinement artistique et non plus strictement historiographique. D'autre part, c'est également la période où commence la construction de la « seconde cathédrale », la basilique Notre-Dame de Fourvière, et où s'achève celle du monumental palais de justice. Le regard des artistes change en conséquence profondément. Les gigantesques travaux d'aménagement de Lyon menés durant le Second Empire et le début de la Troisième République, qui créent un Lyon moderne et tiré au cordeau, rebutent nombre d'artistes qui retrouvent dans le Vieux Lyon une authenticité détruite ailleurs. Beaucoup de peintres, à la fin du XIXe et au cours du XXe siècle, se réfugient dans les montées pour peindre un Lyon pittoresque d'où émerge la masse de la primatiale : Nicolas Chapuy dès 1844, Joannès Drevet, Emmanuel Vingtrinier, puis Luc Barbier, Paul Janin ou les photographes Théo Blanc et Antoine Demilly ainsi que Robert Doisneau en 1963.